# 家紋の一覧
家紋の一覧（かもんの いちらん）では、日本において使われている主な文様の種類を家紋一覧として掲載している。

## 菊花紋章
菊花紋章（きっかもんしょう）は、『御紋』とも言われ皇室を表す紋章である。「八重菊（やえぎく）」・「裏菊（うらぎく）」・「横見菊（よこみぎく）」・「菊の葉（きくのは）」の種類に分けられる。

天皇家
秋篠宮
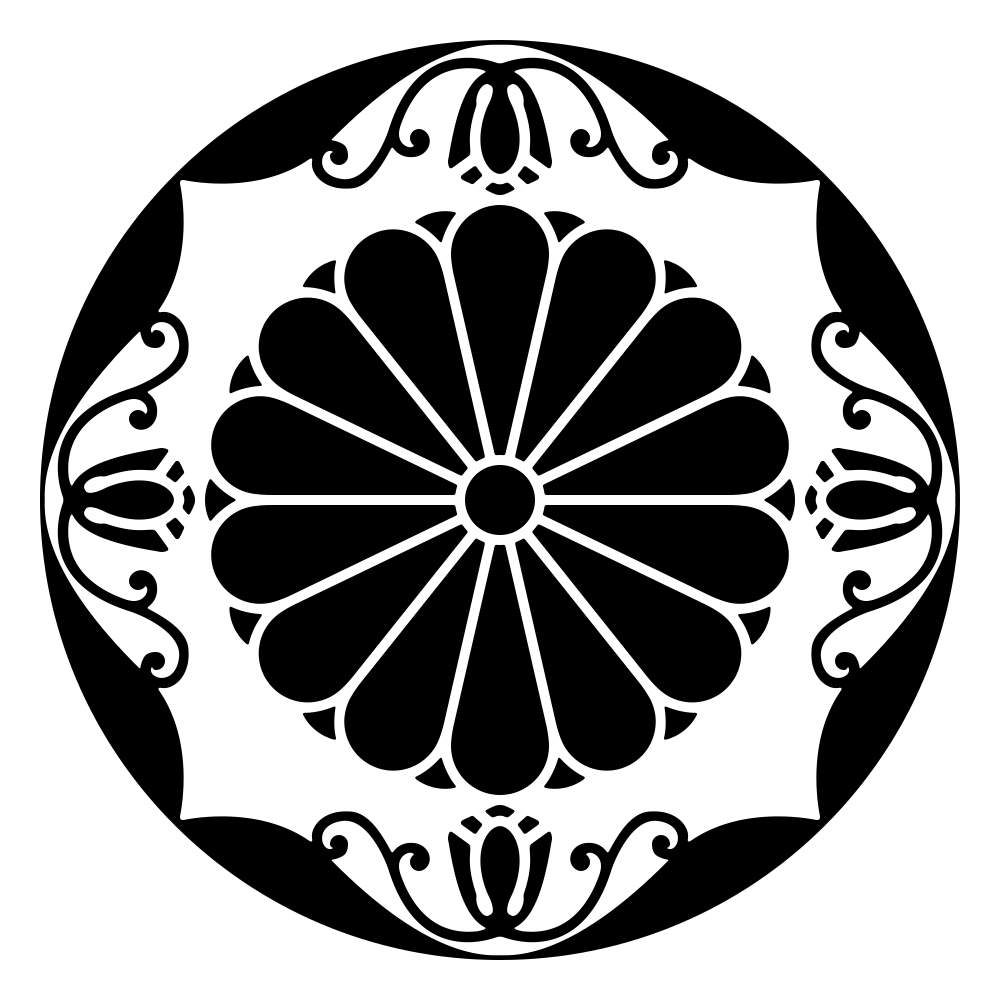
常陸宮
三笠宮
高円宮
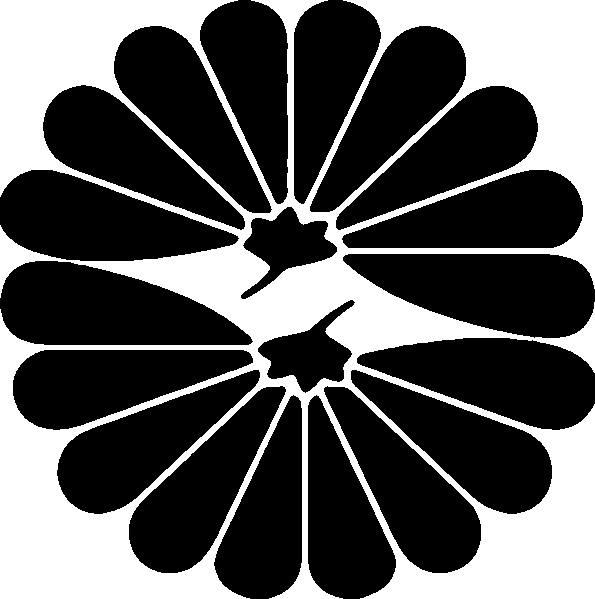
旧北白川宮（伏見宮系）
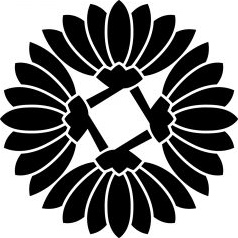
旧・竹田宮（伏見宮系）
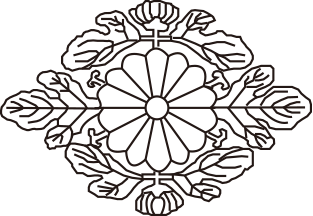
旧・東久邇宮（伏見宮系）
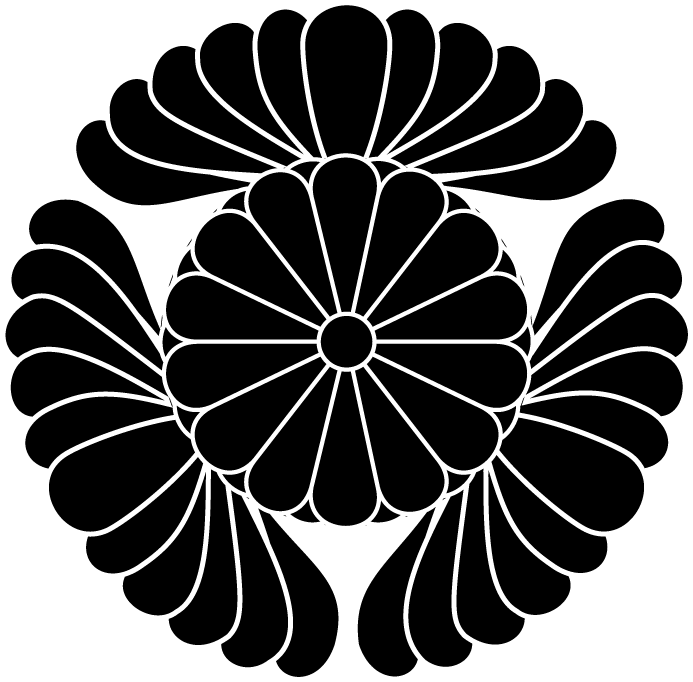
高松宮
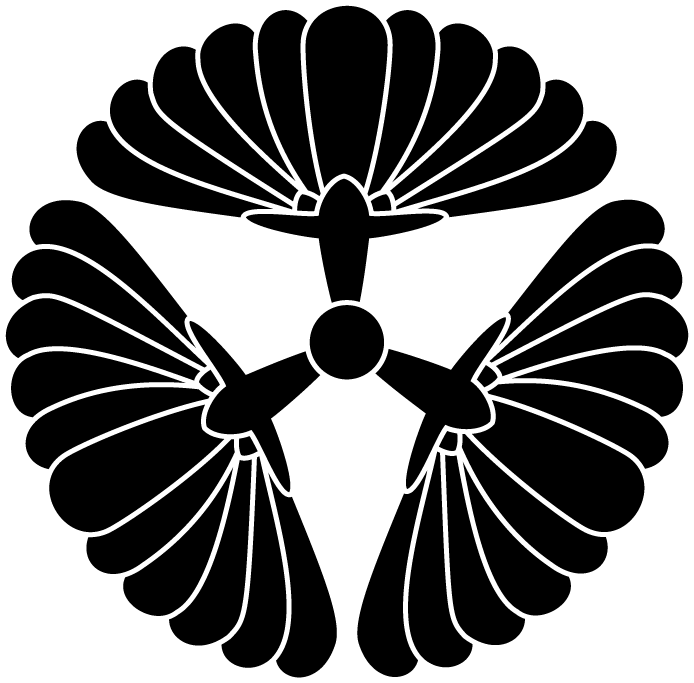
有栖川宮

## 植物

### 葵紋
葵紋（あおいもん）は、フタバアオイの葉を文様化した図案。葉の頭が内側に3枚配置された三つ葉葵は、江戸時代に徳川家および親族の松平氏を象徴する紋様であった。

徳川葵
尾張葵
水戸葵
会津葵
丸に三つ裏葵
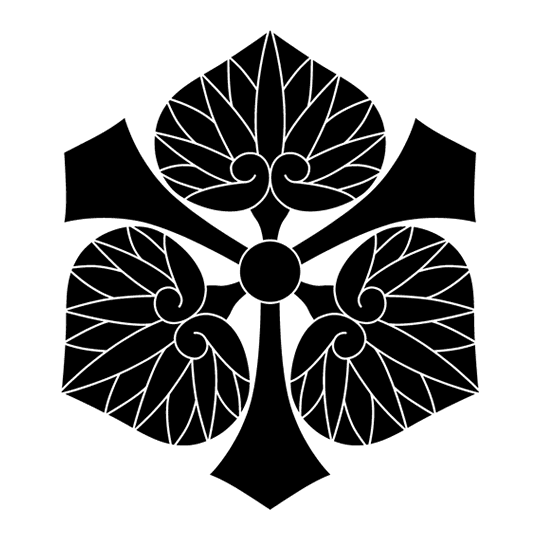
剣三つ葵
立ち葵
本多葵
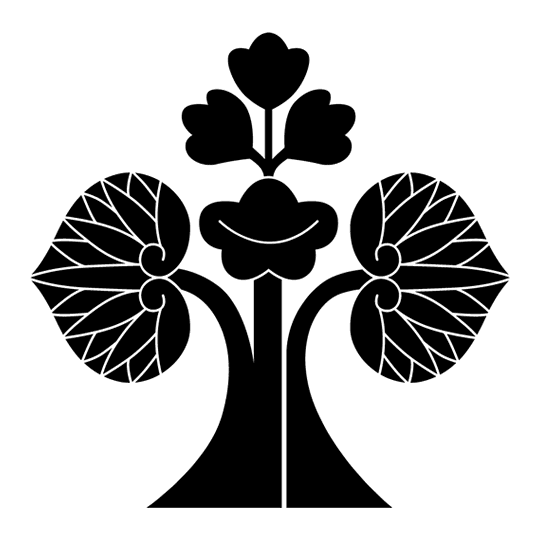
花立ち葵
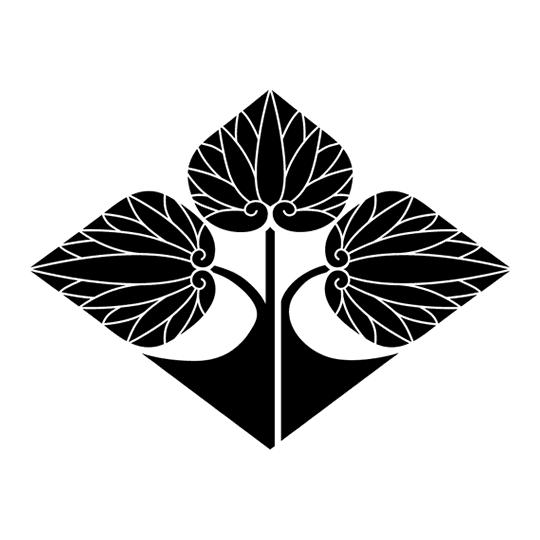
立ち葵菱
二葉葵

### 麻紋
麻紋（あさもん）は、アサを文様化した図案。

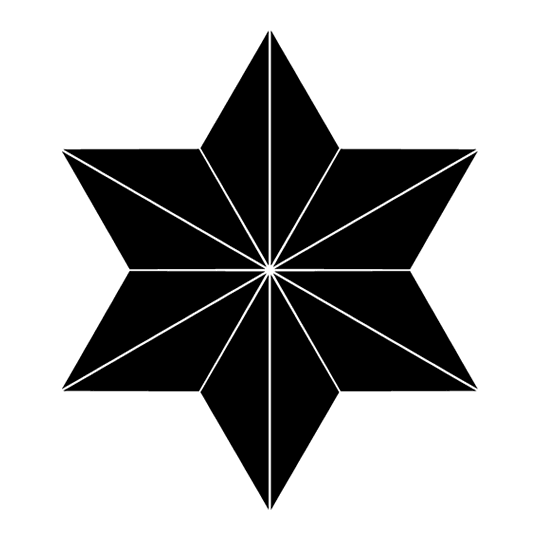
麻の葉

### 朝顔紋
朝顔紋（あさがおもん）は、アサガオを文様化した図案。

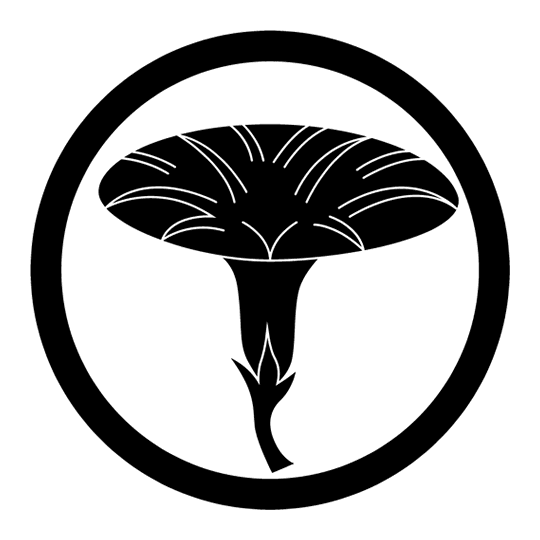
中輪に一つ朝顔

### 芦紋（蘆、葦、葭）
芦紋（あしもん）は、アシを文様化した図案。

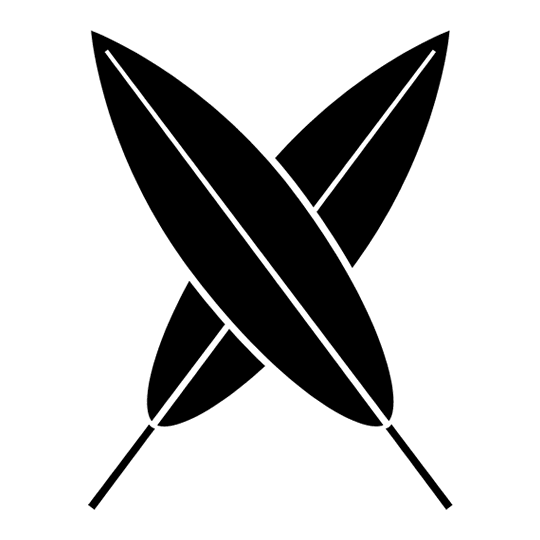
違い葦の葉

### 菖蒲紋（杜若）
菖蒲紋（あやめもん）は、アヤメを文様化した図案。厳密に分類されたハナショウブや杜若の文様も含まれる。

菖蒲菱[1]
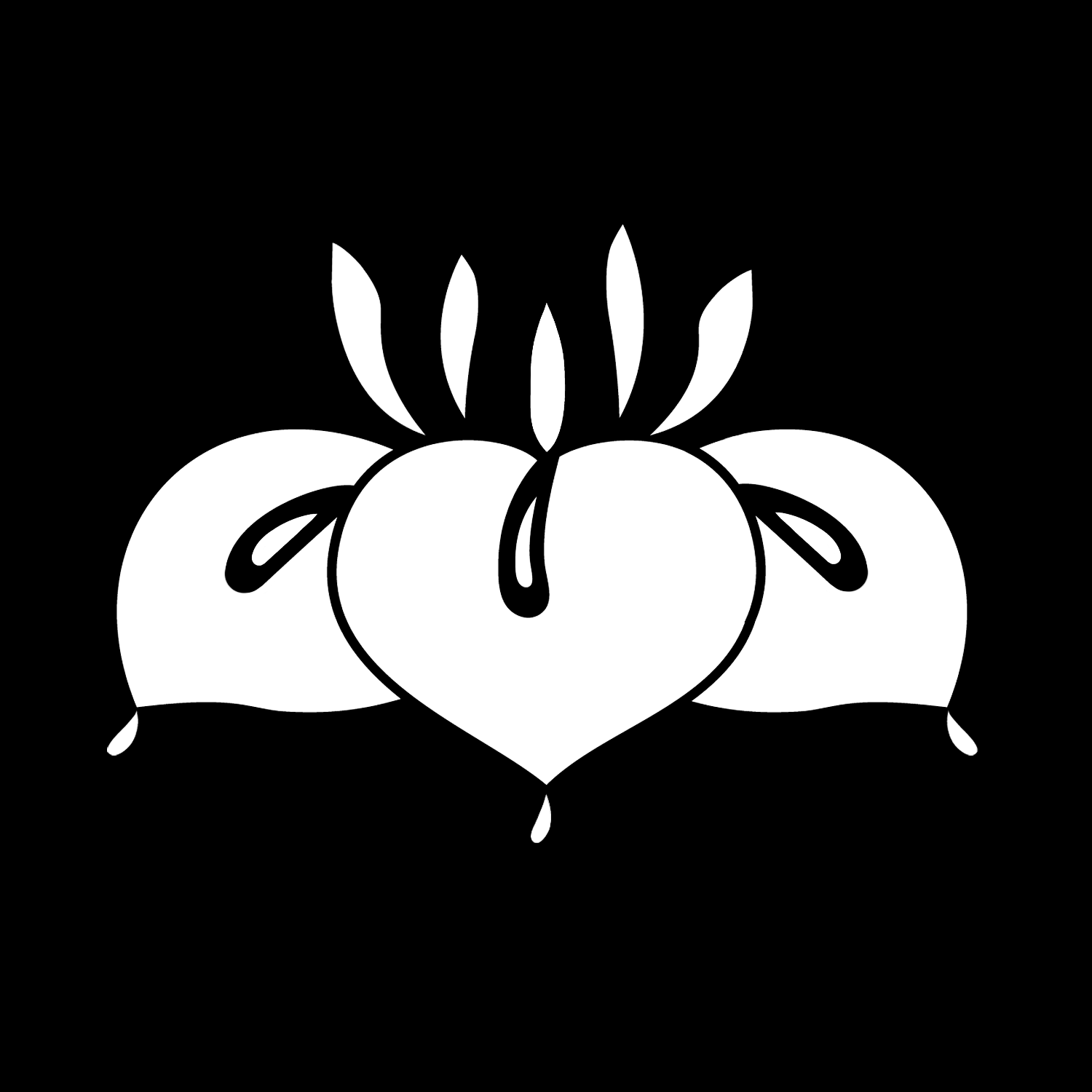
菖蒲の花

### 粟紋
粟紋（あわもん）は、アワを文様化した図案。

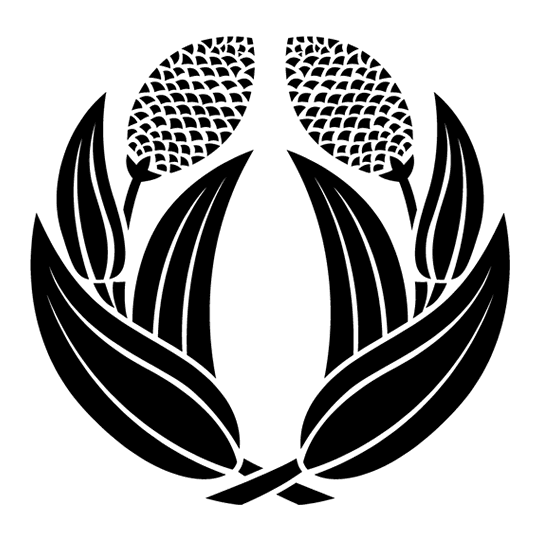
抱き粟

### 虎杖紋
虎杖紋（いたどりもん）は、イタドリを文様化した図案。

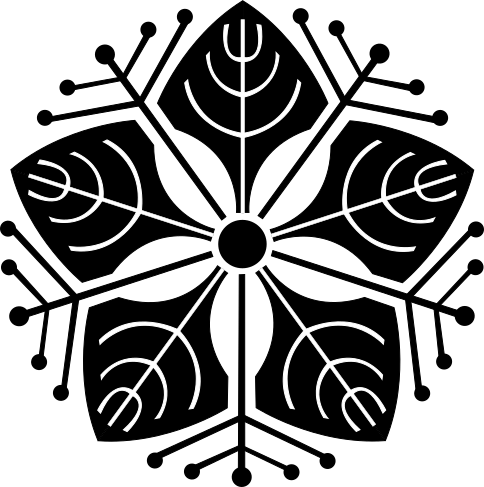
虎杖

### 銀杏紋
銀杏紋（いちょうもん）は、イチョウを文様化した図案。

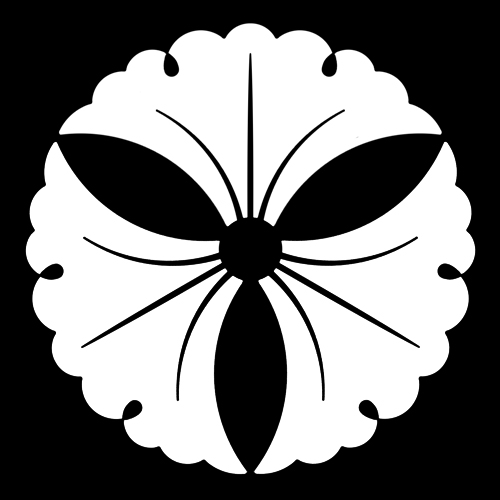
三つ銀杏
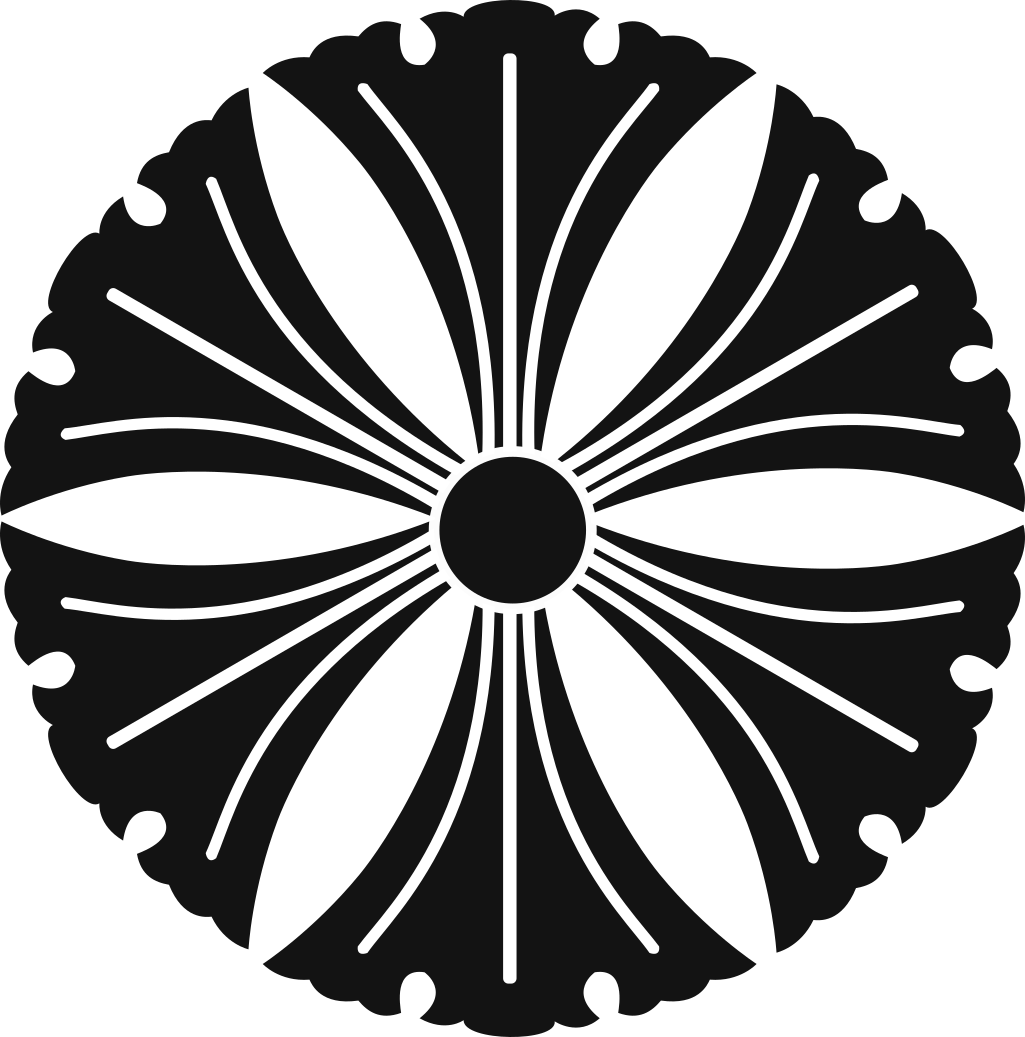
六つ銀杏
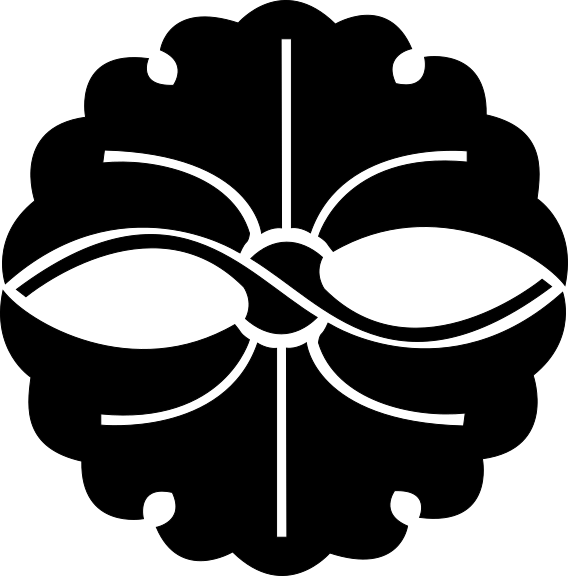
対い二つ銀杏
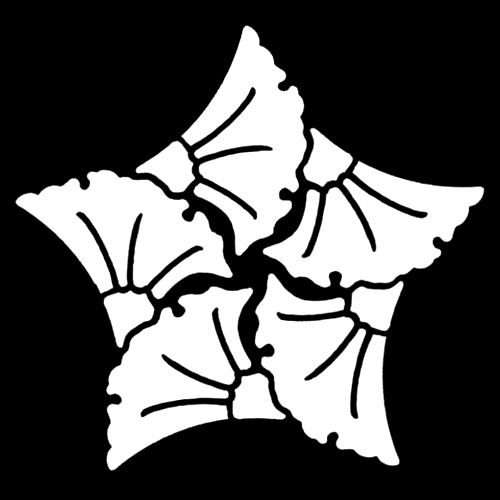
追いかけ五枚銀杏
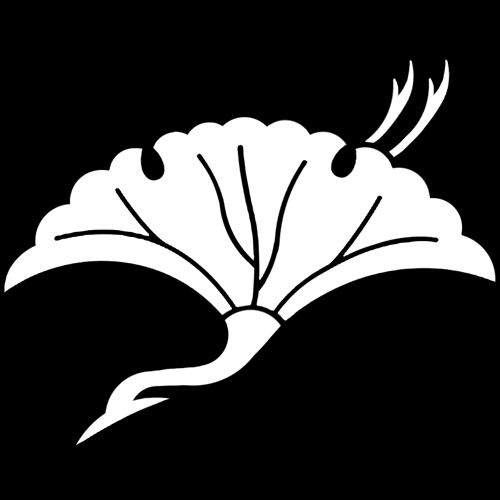
銀杏鶴
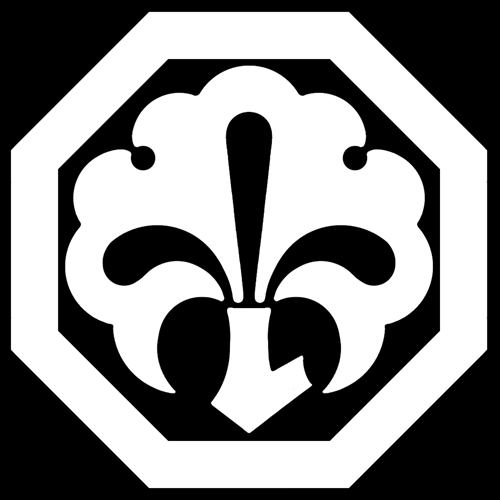
折敷に銀杏

### 稲紋
稲紋（いねもん）は、イネを文様化した図案。

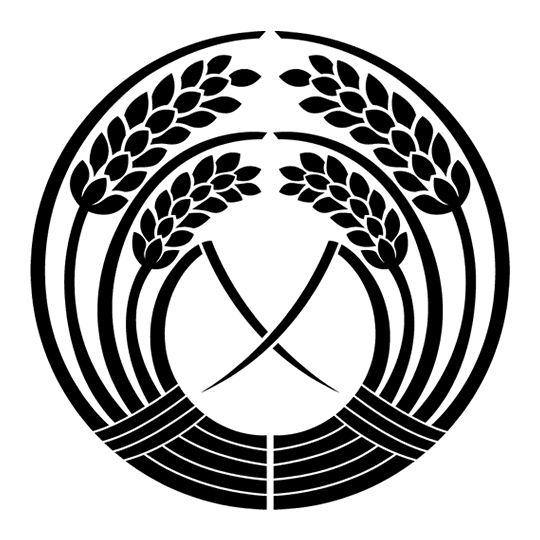
抱き稲

### 梅紋
梅紋（うめもん）は、ウメを文様化した図案。

梅
梅鉢
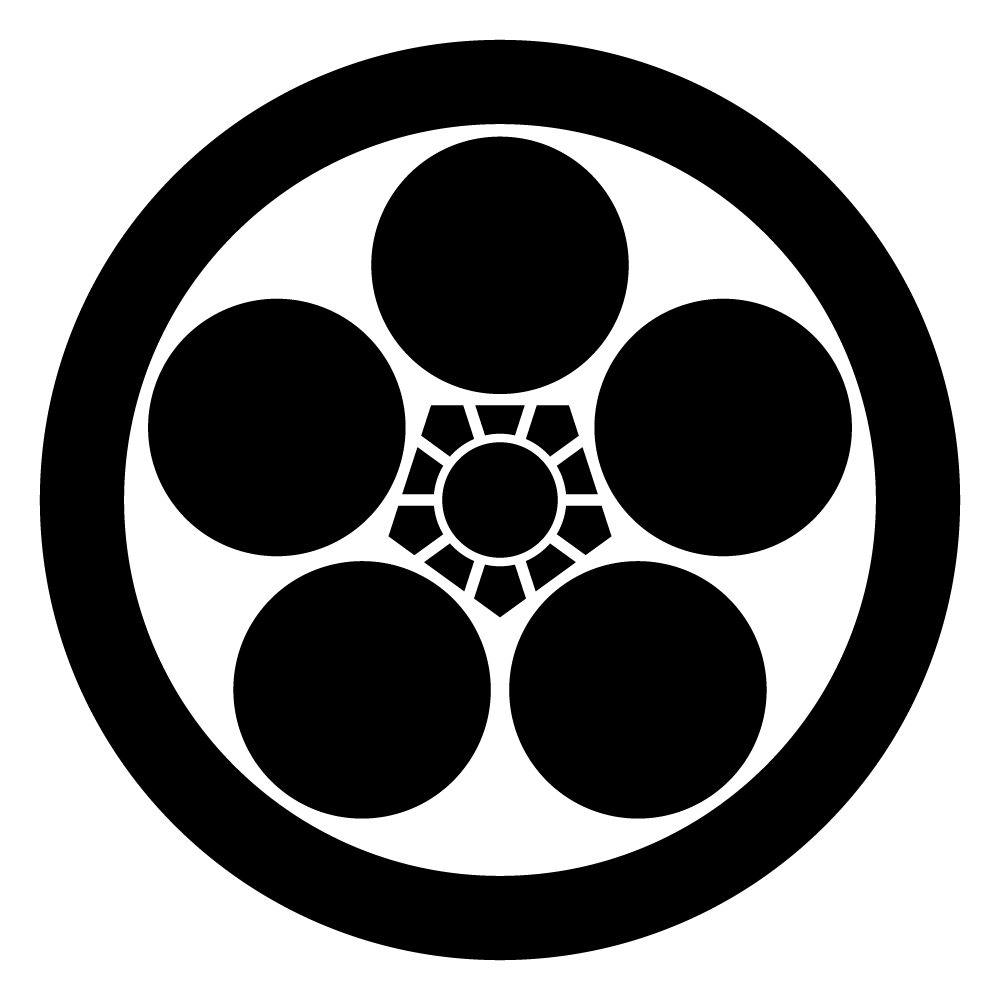
梅鉢
星梅鉢
裏梅
加賀梅鉢
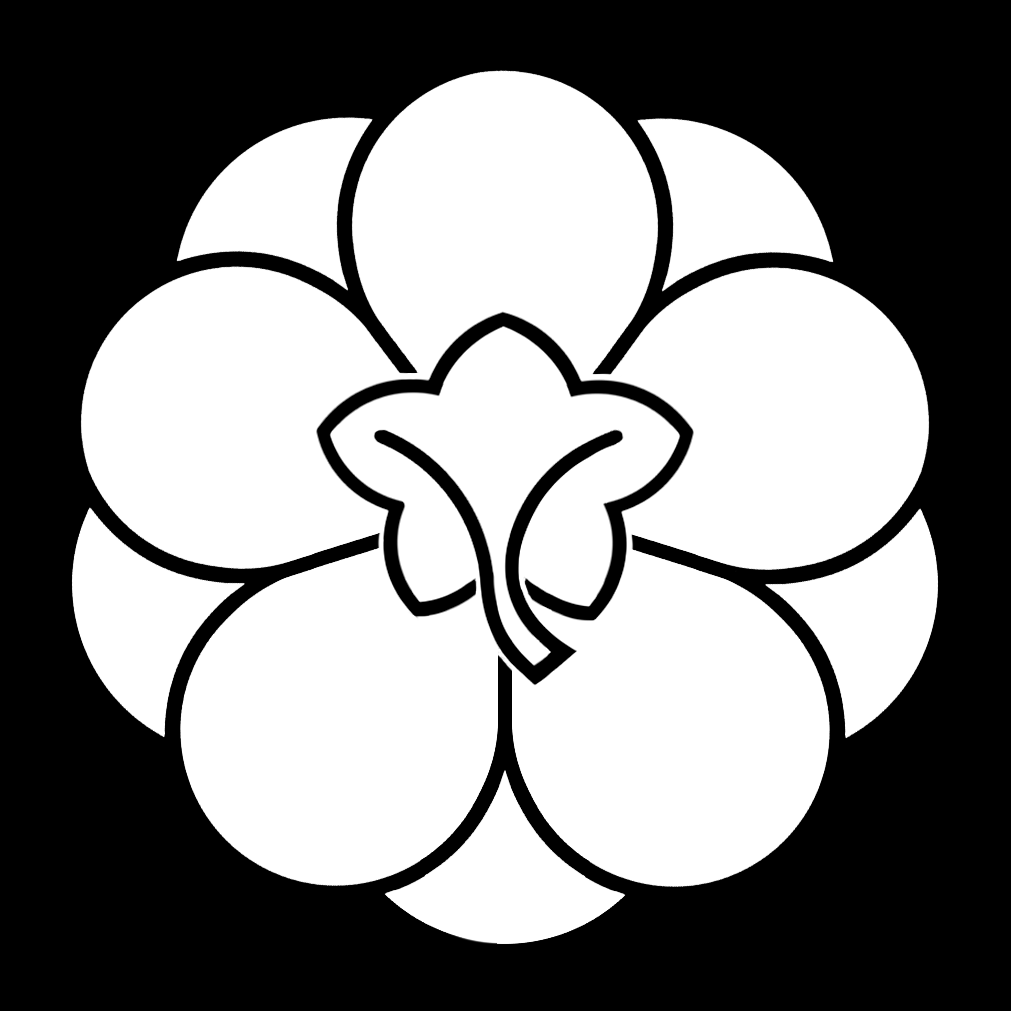
八重裏梅
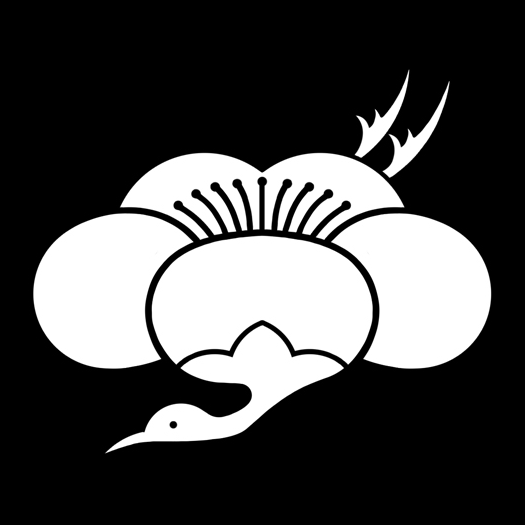
梅鶴

### 沢瀉紋（面高）
沢瀉紋（おもだかもん）は、オモダカを文様化した図案。十大家紋のひとつ。

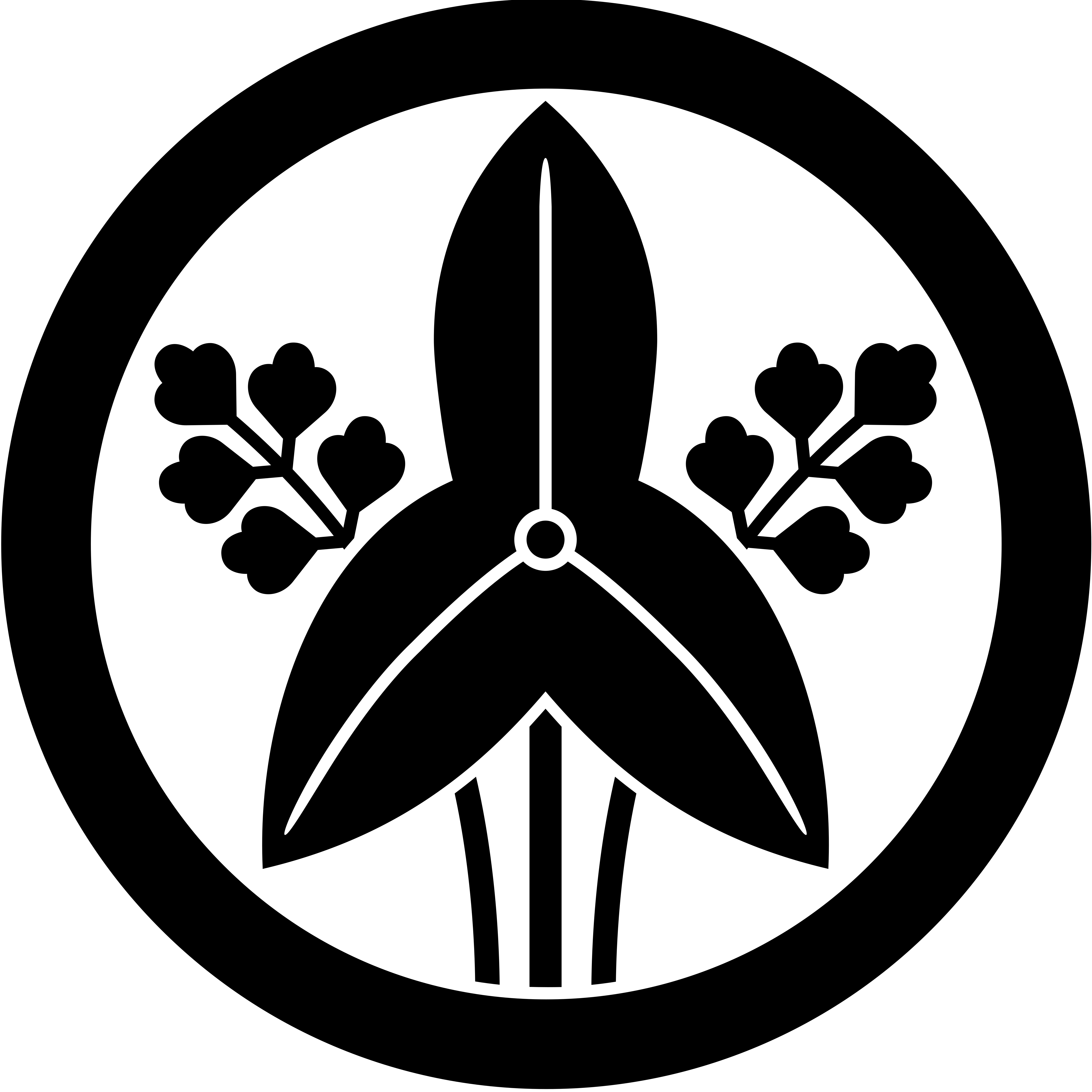
丸に沢瀉
沢瀉
福島沢瀉
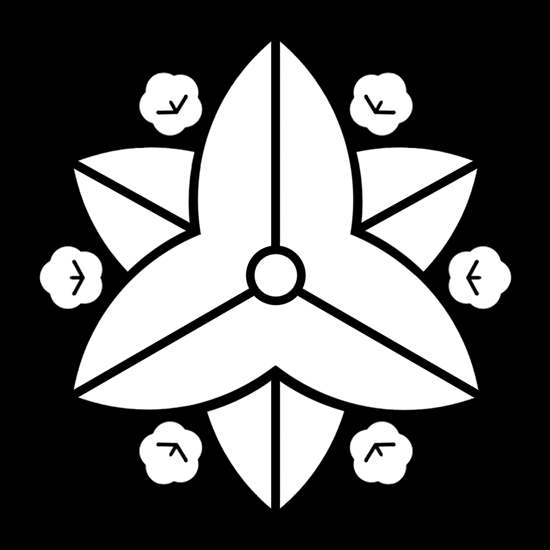
変り向う花沢瀉（八重沢瀉）
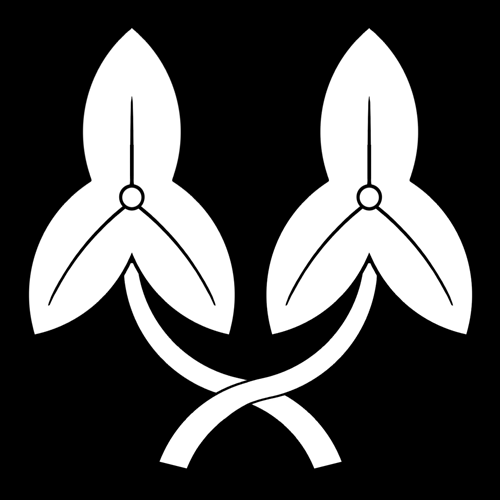
軸違い二つ葉沢瀉
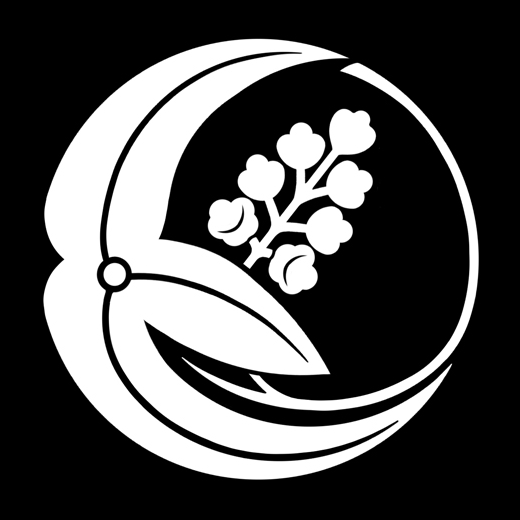
一つ沢瀉の丸
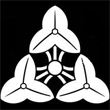
三つ沢瀉
沢瀉に水
水野沢瀉
抱き沢瀉
抱き沢瀉（長門沢瀉）
抱き沢瀉（木下沢瀉）
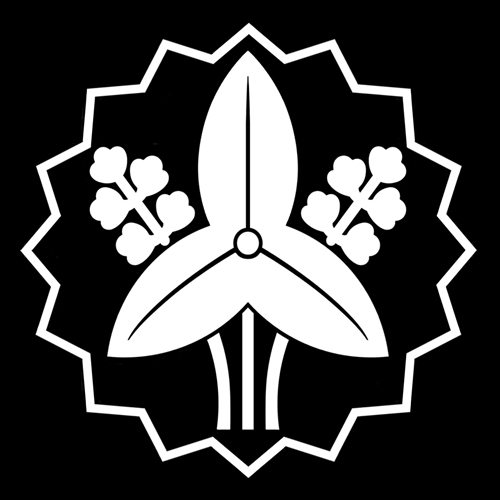
柊輪に沢瀉

### 柏紋
柏紋（かしわもん）は、カシワを文様化した図案。十大家紋のひとつ。三つ柏紋の場合は葉脈3本(計21本)と葉脈4本(計27本)の2種類がある。土佐由来の細三つ柏は葉脈三本が基本である。

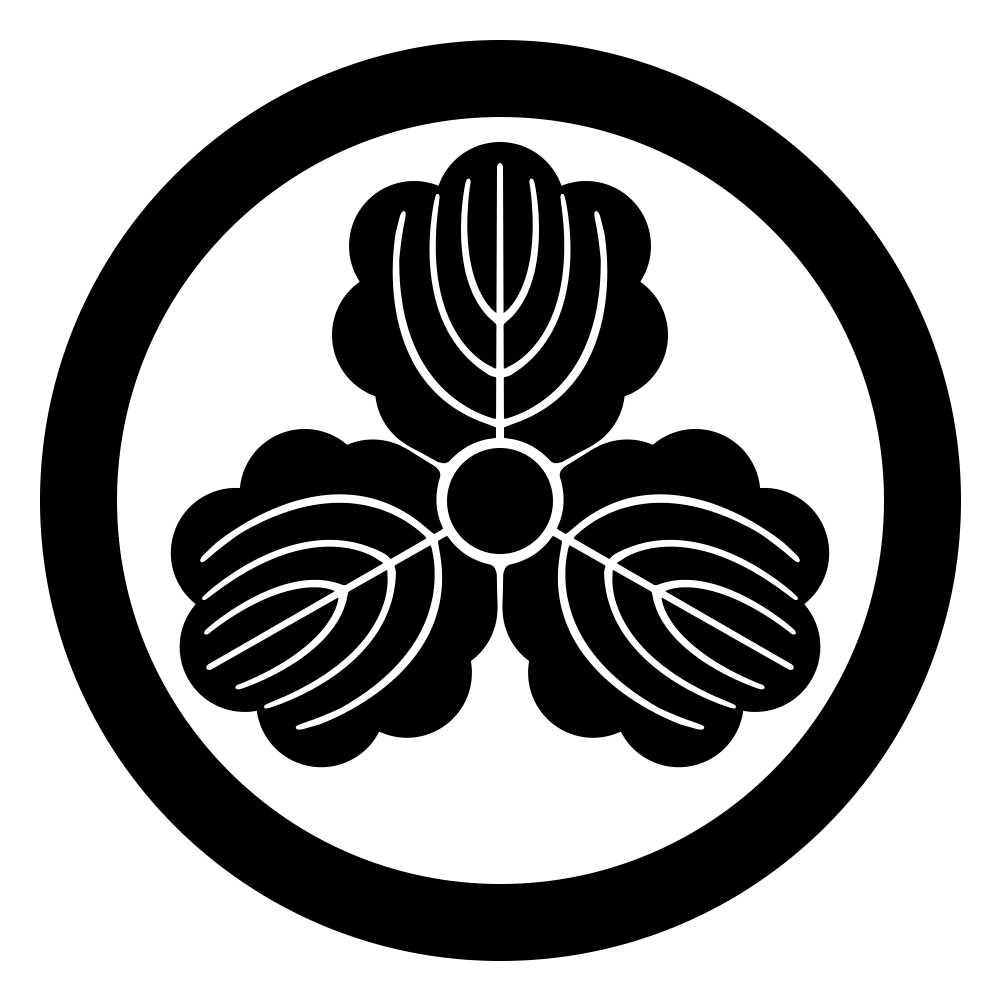
丸に三つ柏
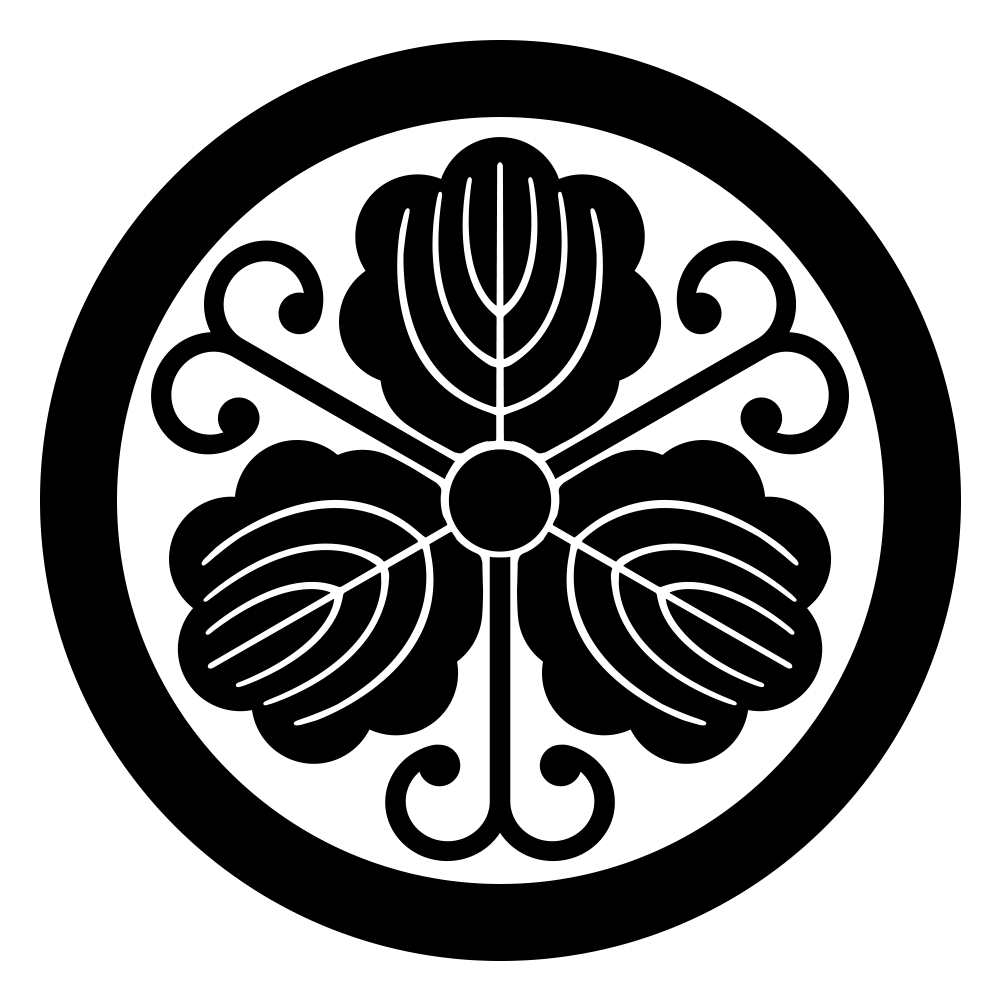
丸に蔓柏
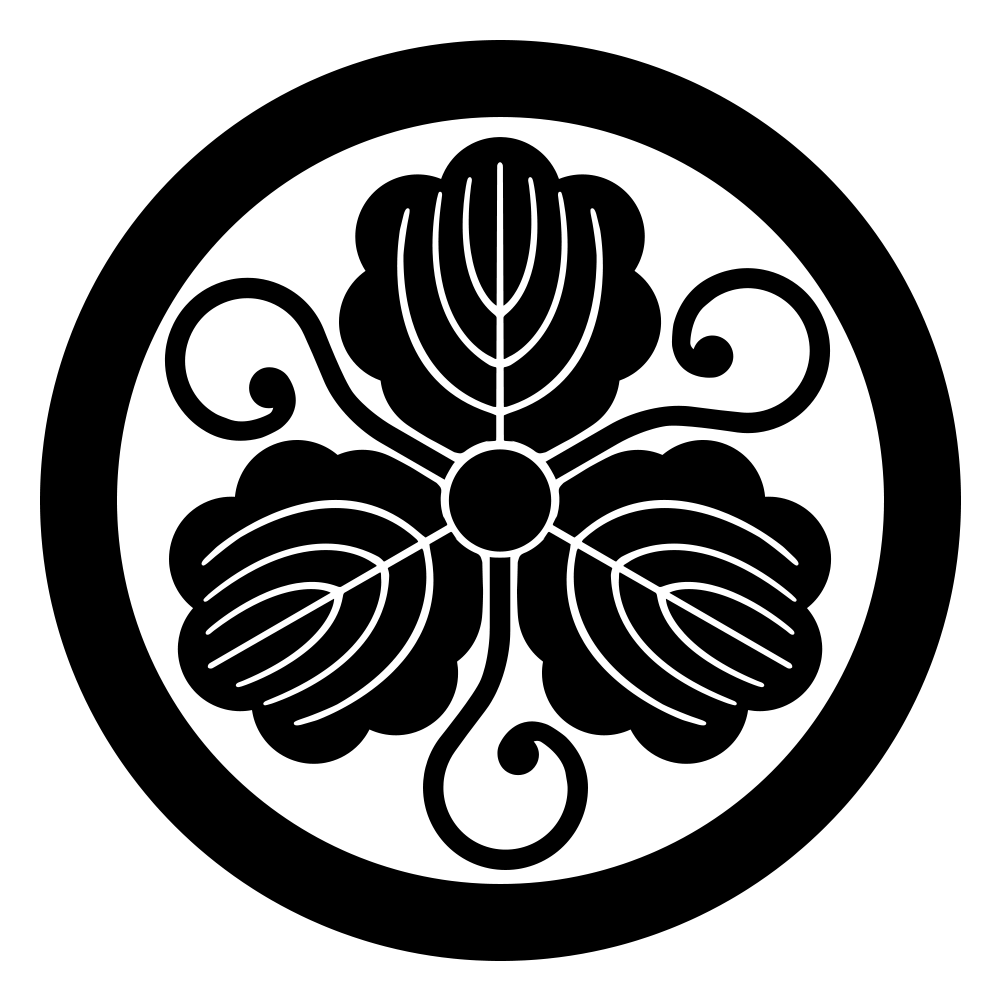
丸に片手蔓柏
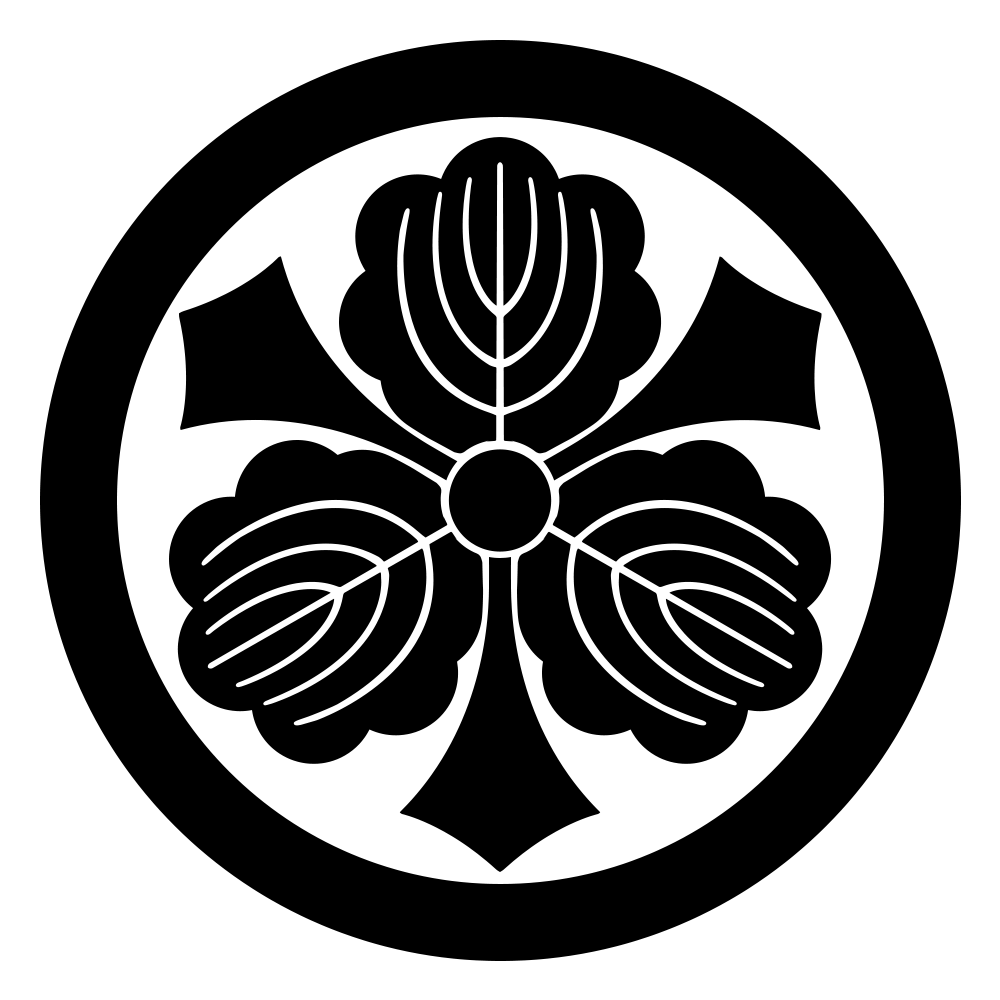
丸に剣三つ柏
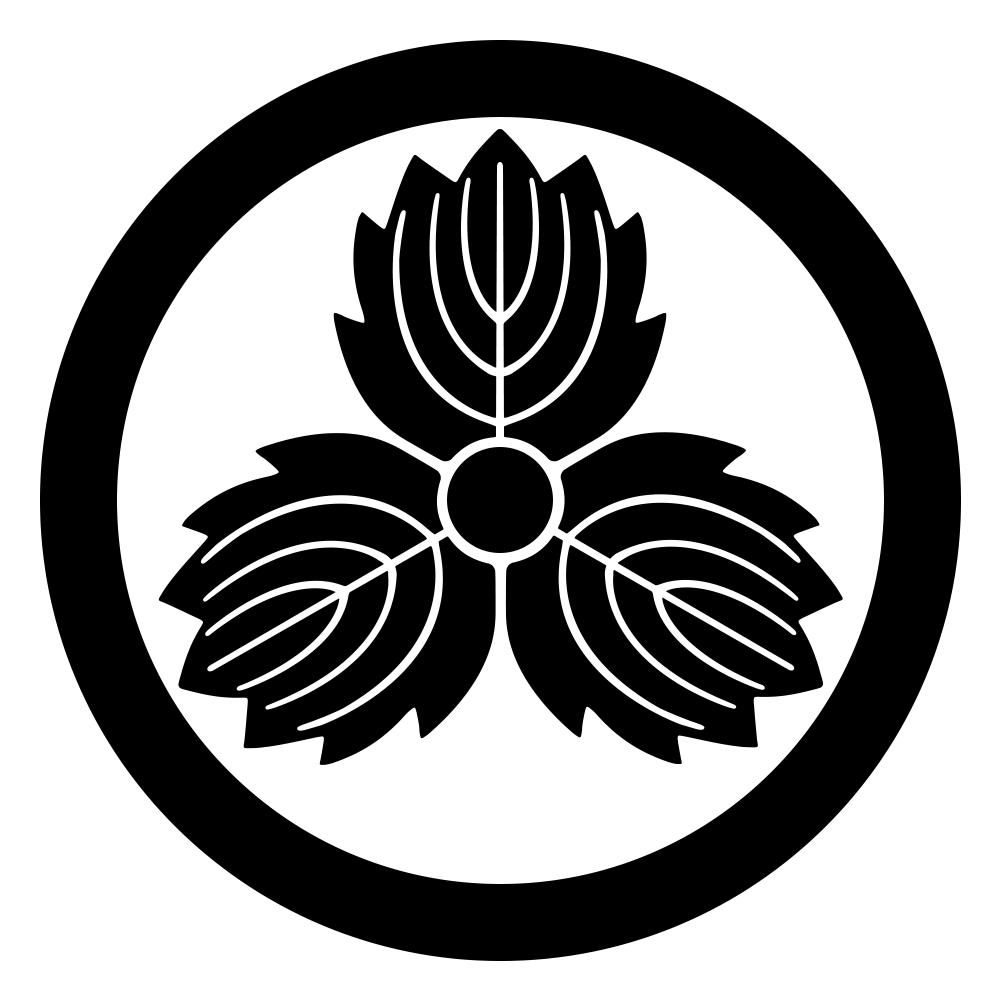
丸に鬼三つ柏
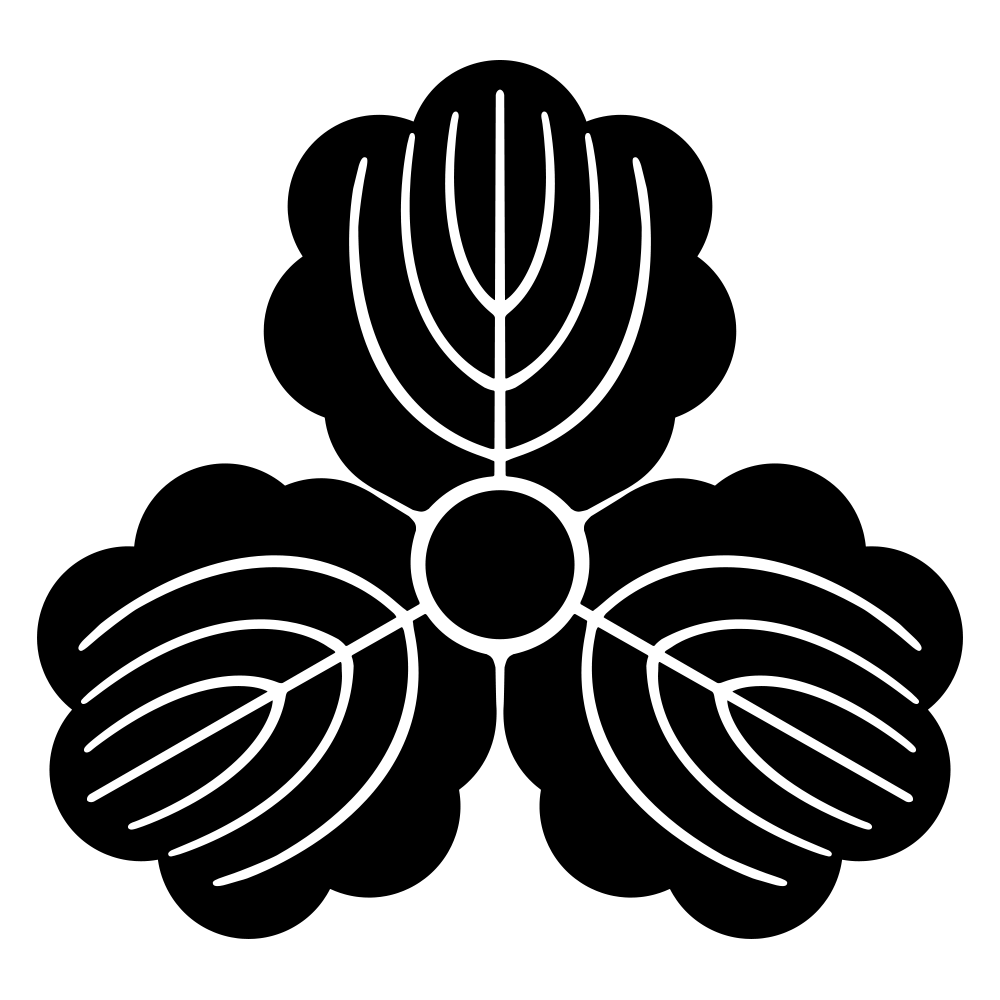
三つ柏
結三つ柏
土佐柏
抱き柏
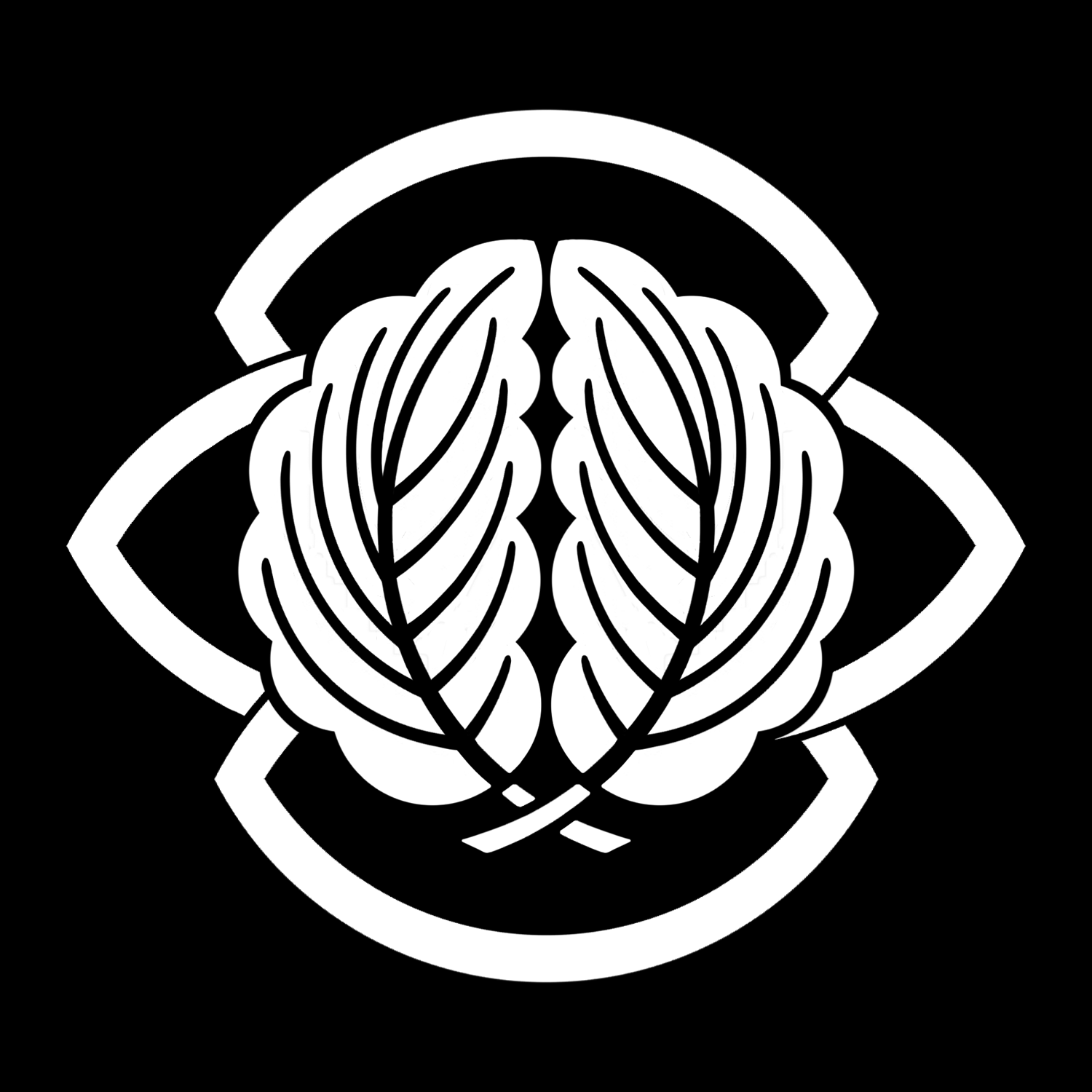
四つ輪に抱き柏

### 梶紋
梶紋（かじもん）は、カジノキを文様化した図案。柏紋の変化型とされ紋の意味合いも似ている。

梶の葉
丸に梶の葉
丸に細梶の葉
丸に鬼梶の葉
鬼梶の葉
丸に安部梶の葉
丸に中陰抱き梶の葉
諏訪梶の葉

### 片喰紋（酢漿）
片喰紋（かたばみもん）は、カタバミを文様化した図案。 十大家紋のひとつ。

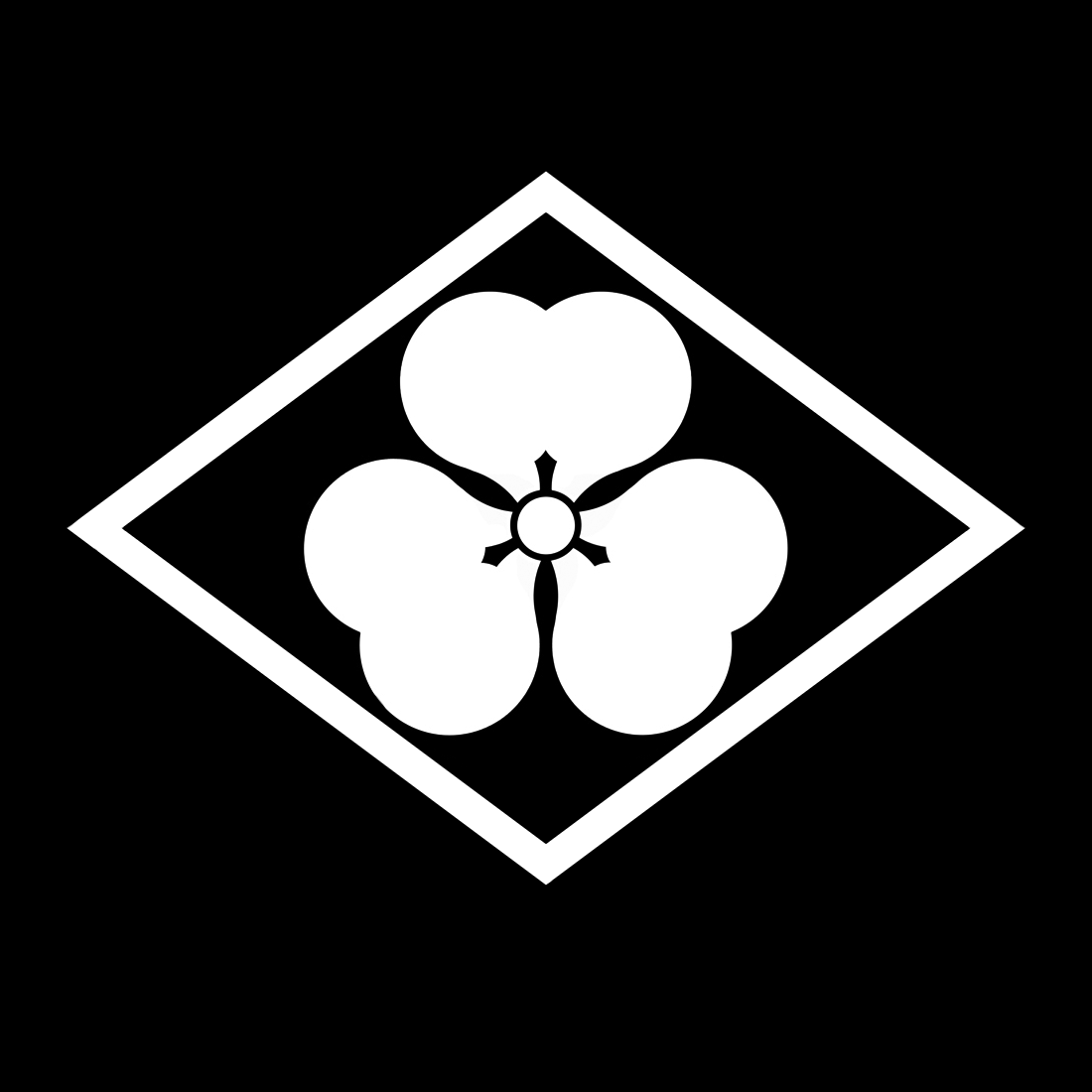
菱に片喰
片喰
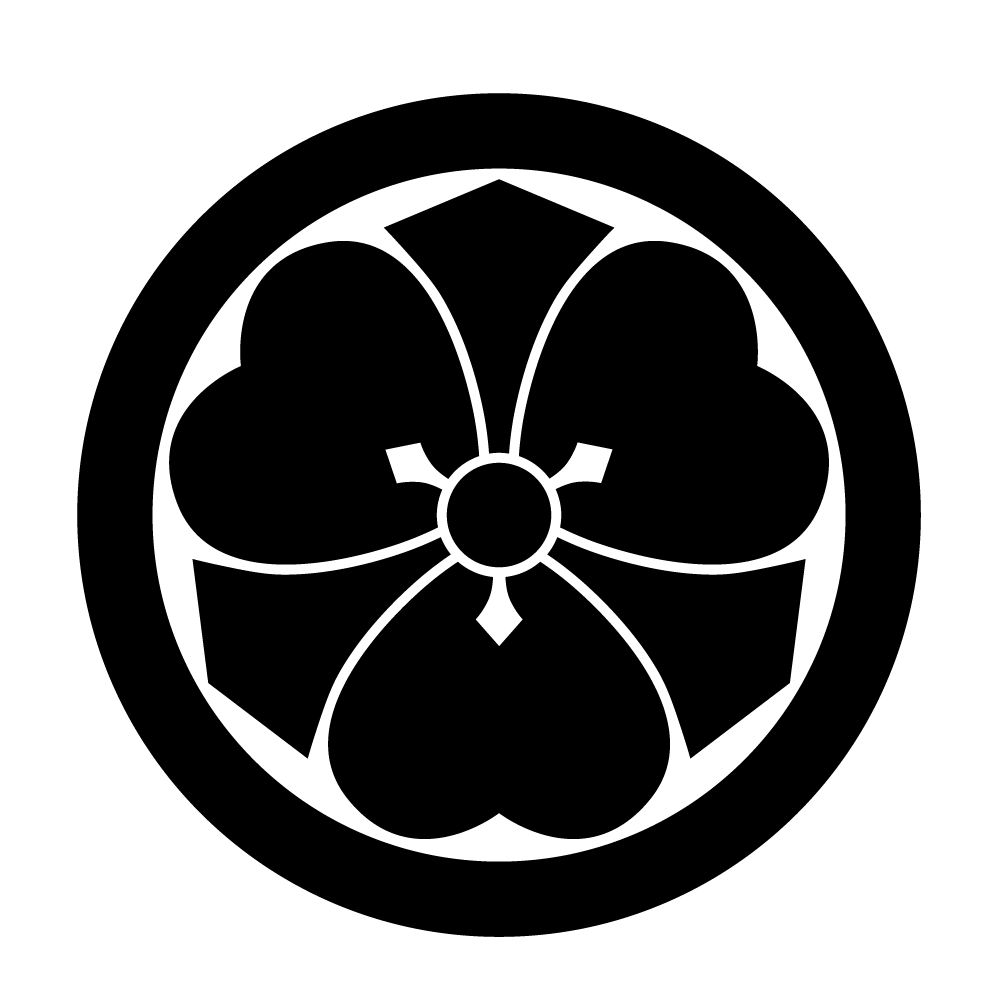
丸に剣片喰
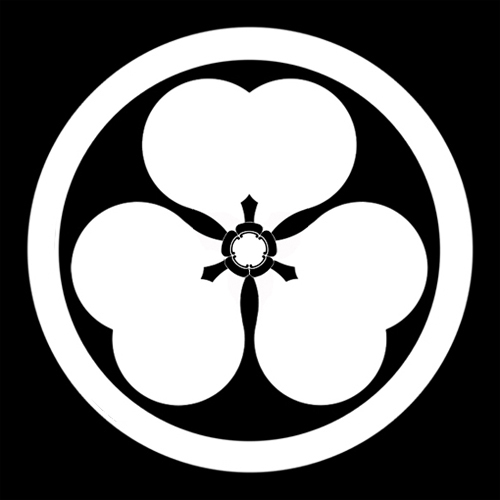
丸に中が瓜実の片喰
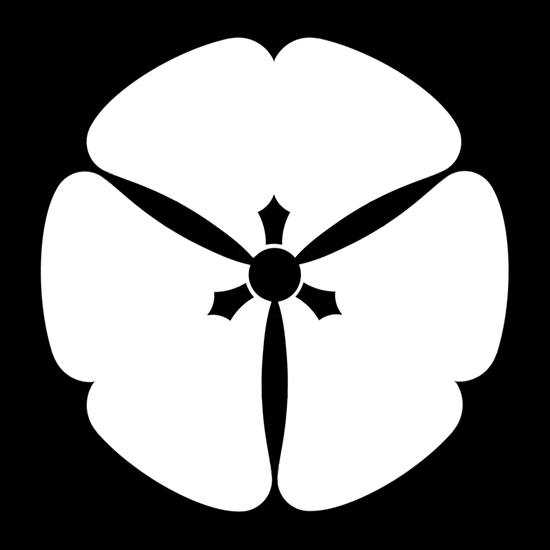
村山片喰
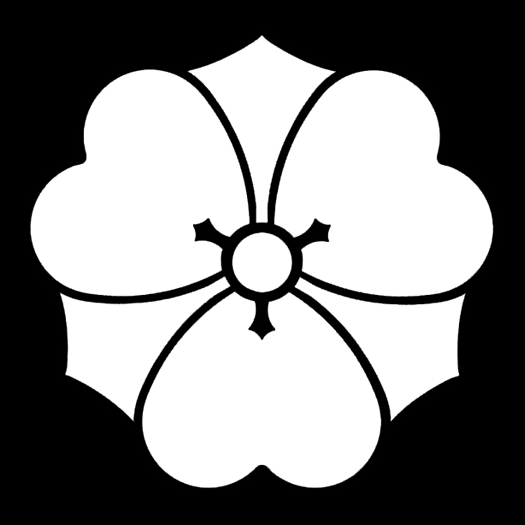
剣片喰
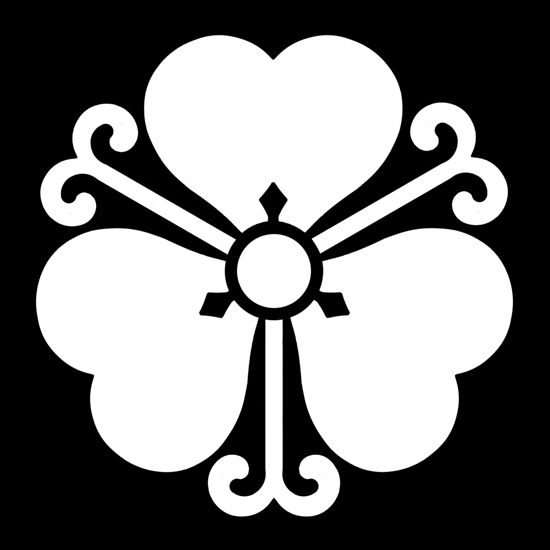
蔓片喰
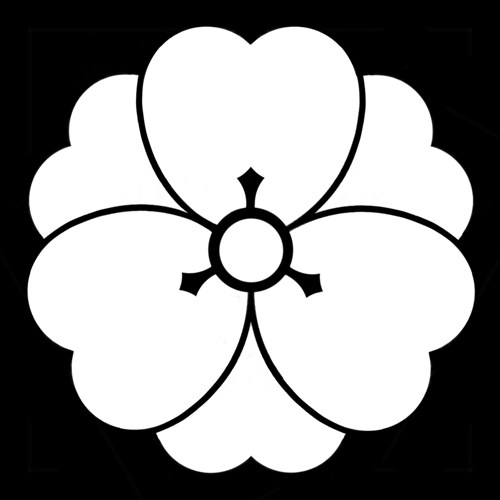
八重片喰
丸に覗き片喰七曜
姫路剣片喰

### 唐花紋
唐花紋（からはなもん）は、唐風の花の文様の図案。正方形型の唐花の別称として「唐花角」、菱型の唐花の別称として「唐花菱」も含まれる。

丸に花菱
花菱
片喰に花角（三條花角）
唐花
折敷に花角
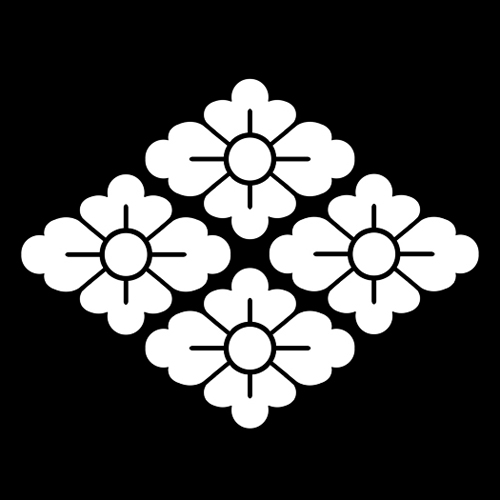
四つ花菱
四つ郡山花菱
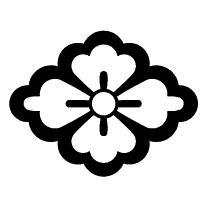
中陰花菱
花菱胡蝶
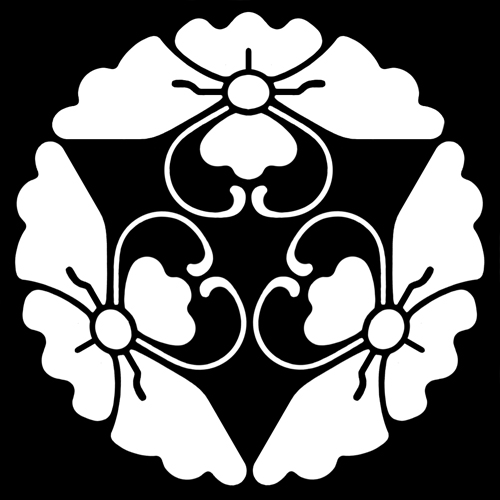
三つ寄せ花菱蝶

### 桔梗紋（五芒星）
桔梗紋（ききょうもん）は、キキョウを文様化した図案。

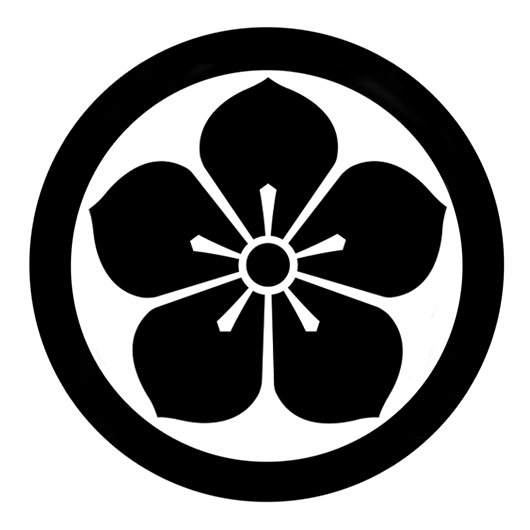
丸に桔梗
桔梗
土岐桔梗
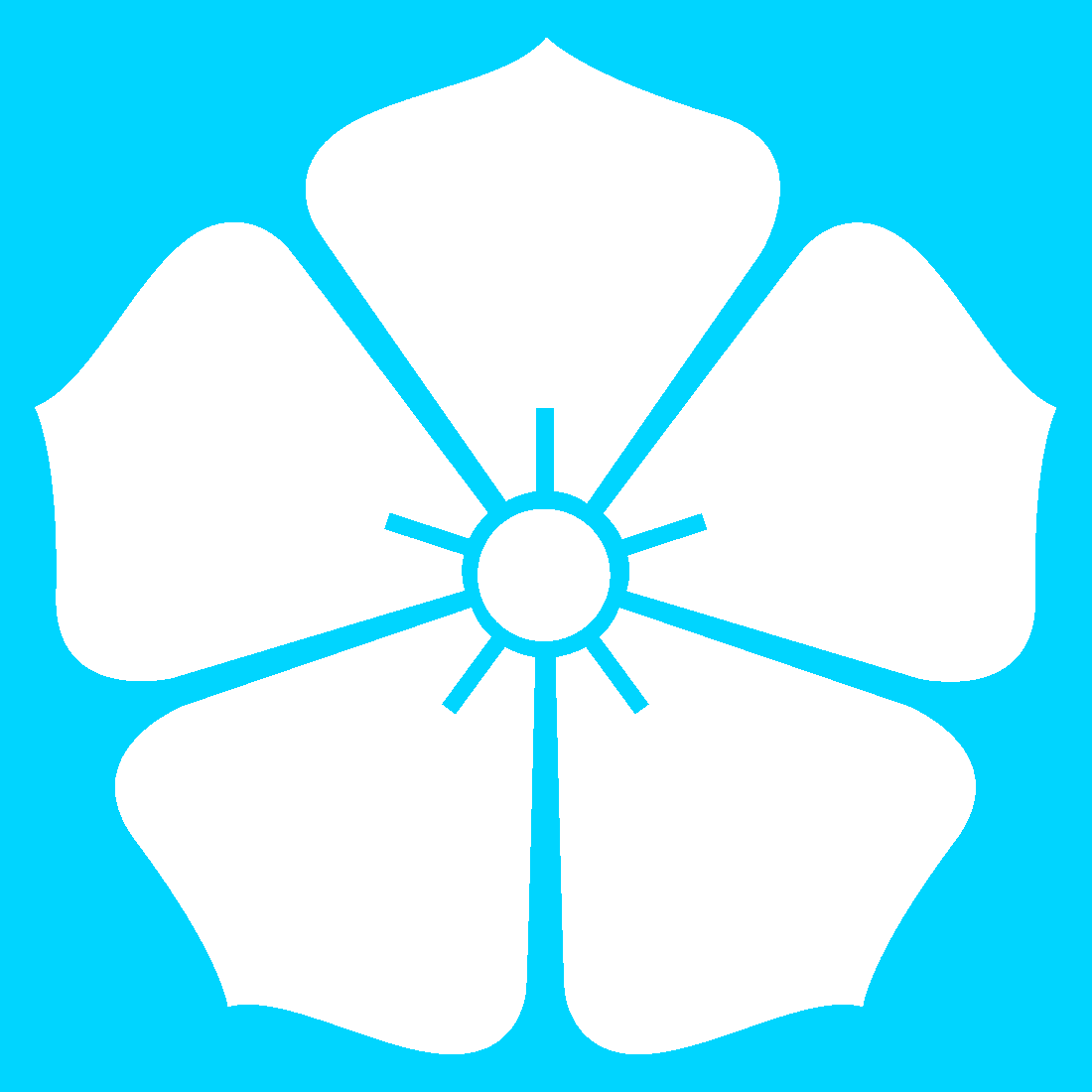
土岐桔梗(水色桔梗)
太田桔梗

### 菊紋
菊紋（きくもん）は、キクを文様化した図案。

十六菊
十菊
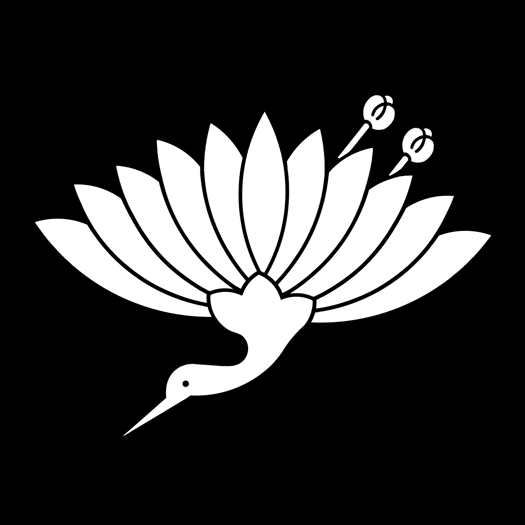
菊鶴
菊水
菊に一文字
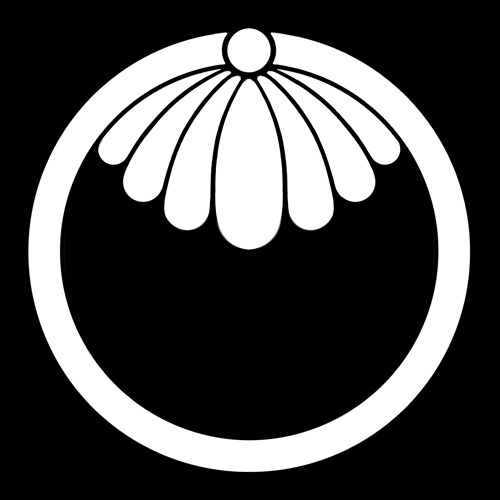
釻菊
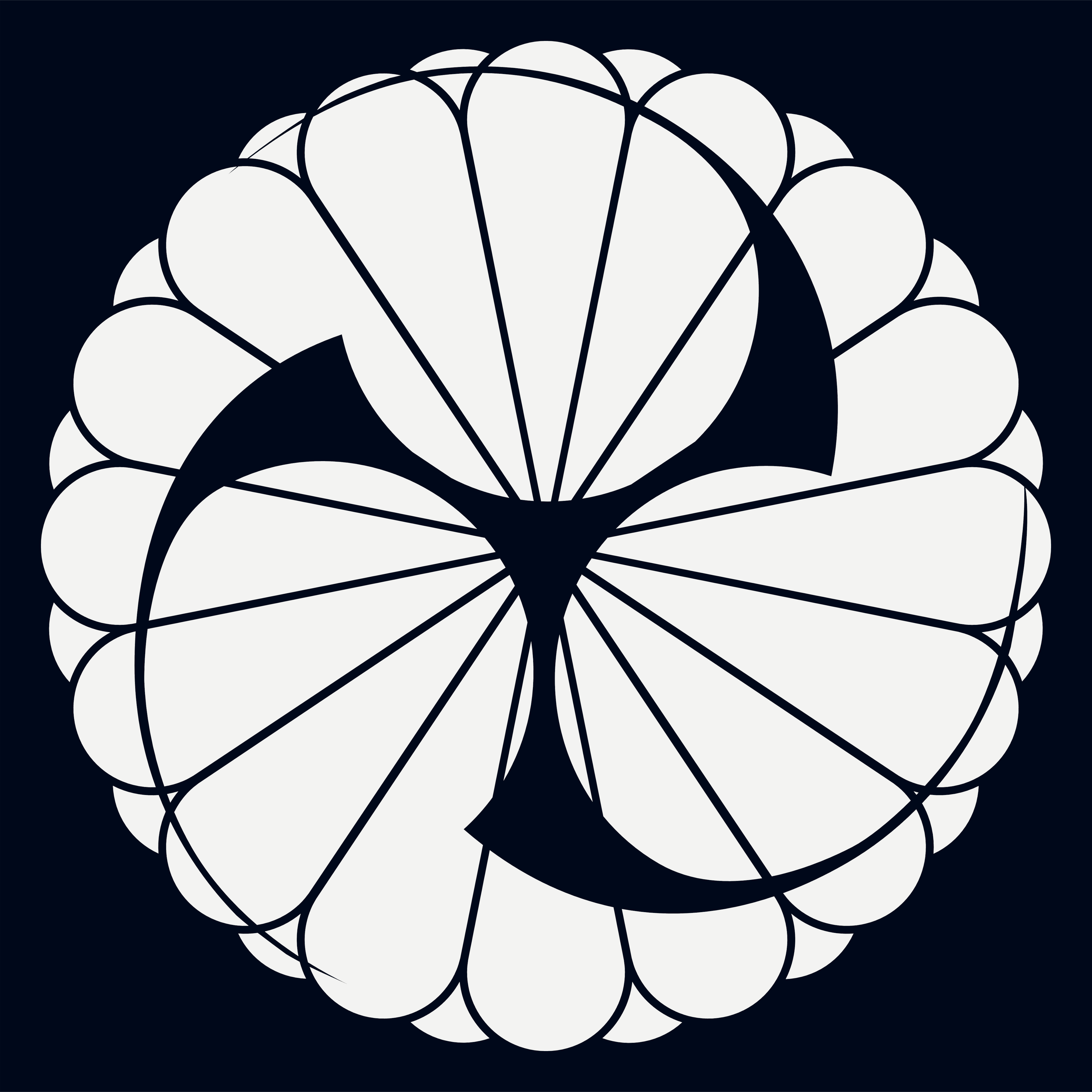
板倉菊 板倉家（備中松山藩）替紋
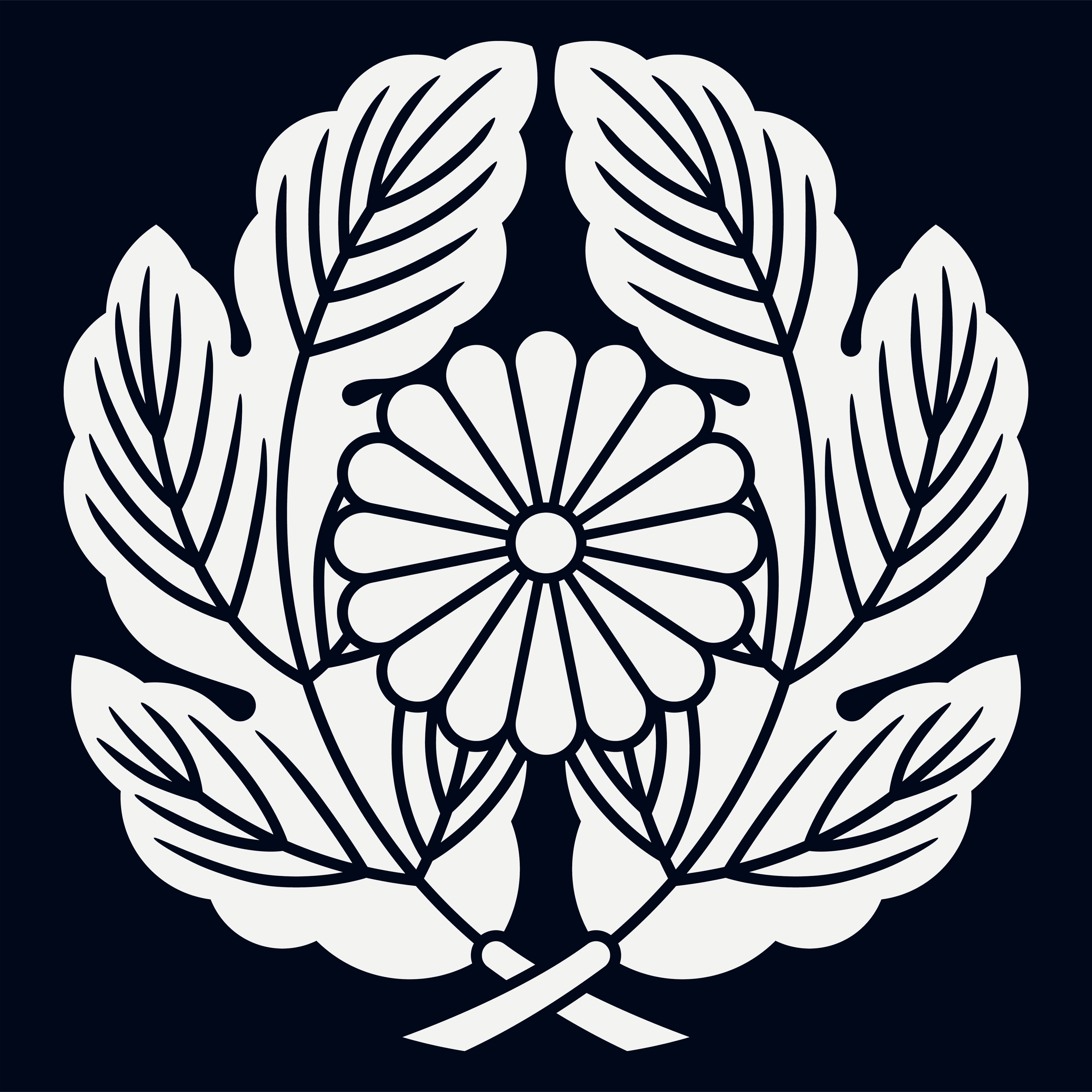
抱き菊の葉に菊（西郷隆盛家）

### 桐紋
桐紋（きりもん）は、キリを文様化した図案。十大家紋のひとつ。

五七の桐
五三の桐
丸に五三の桐
五七の桐
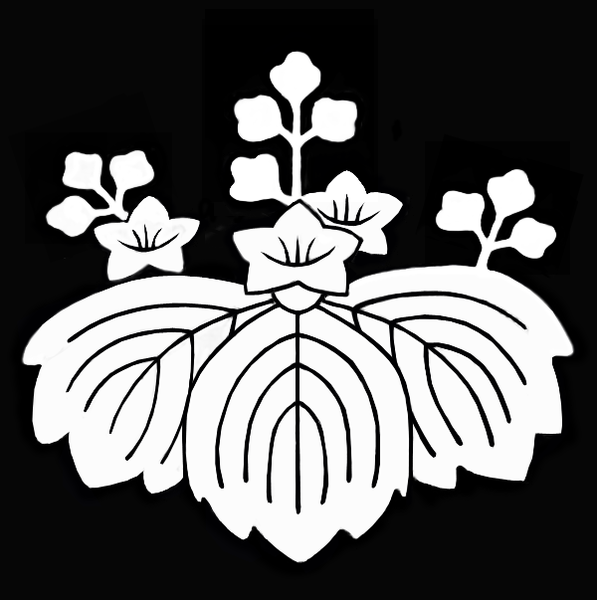
土佐桐
五三鬼桐
太閤桐
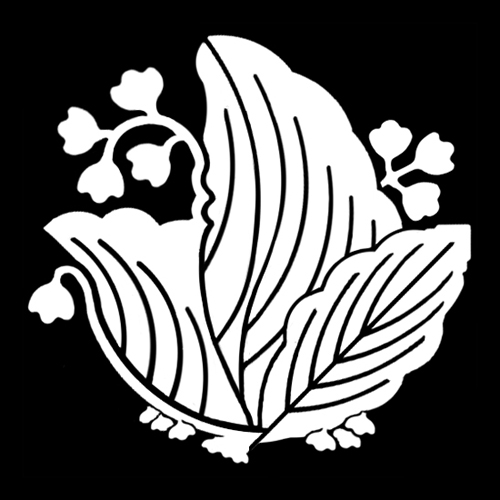
桐揚羽蝶

### 河骨紋
河骨紋（こうほねもん）は、コウホネを文様化した図案。葵紋と酷似しているが茎部分が真っ直ぐで違う文様である。

三つ河骨

### 桜紋
桜紋（さくらもん）は、サクラを文様化した図案。

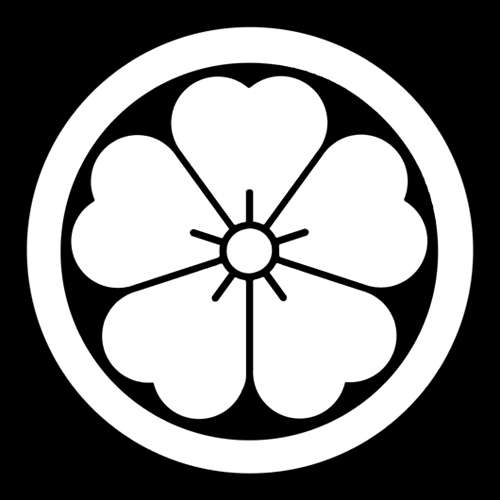
丸に桜
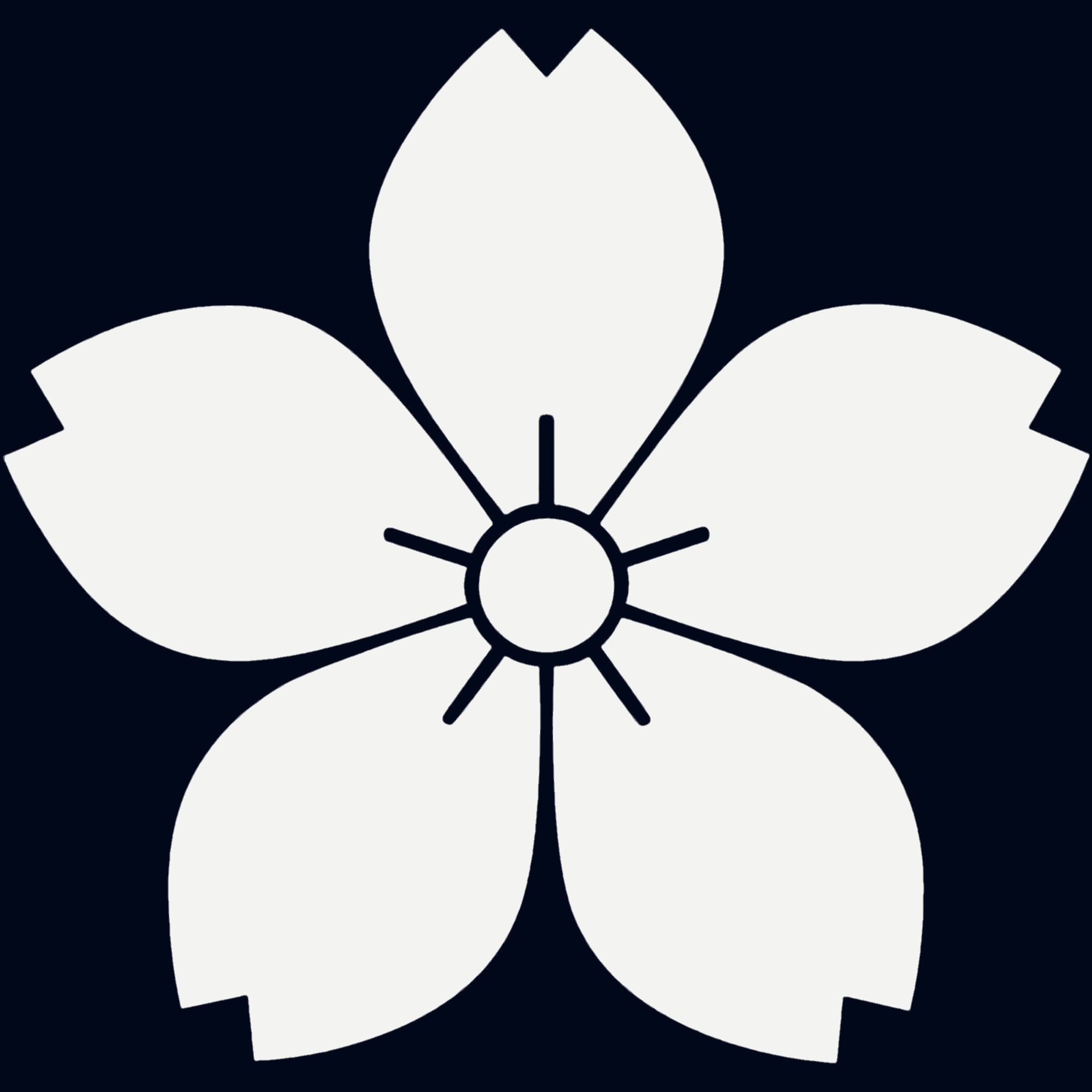
山桜（１）
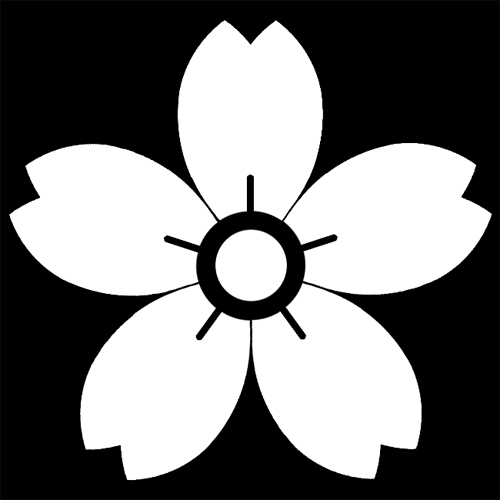
山桜（２）
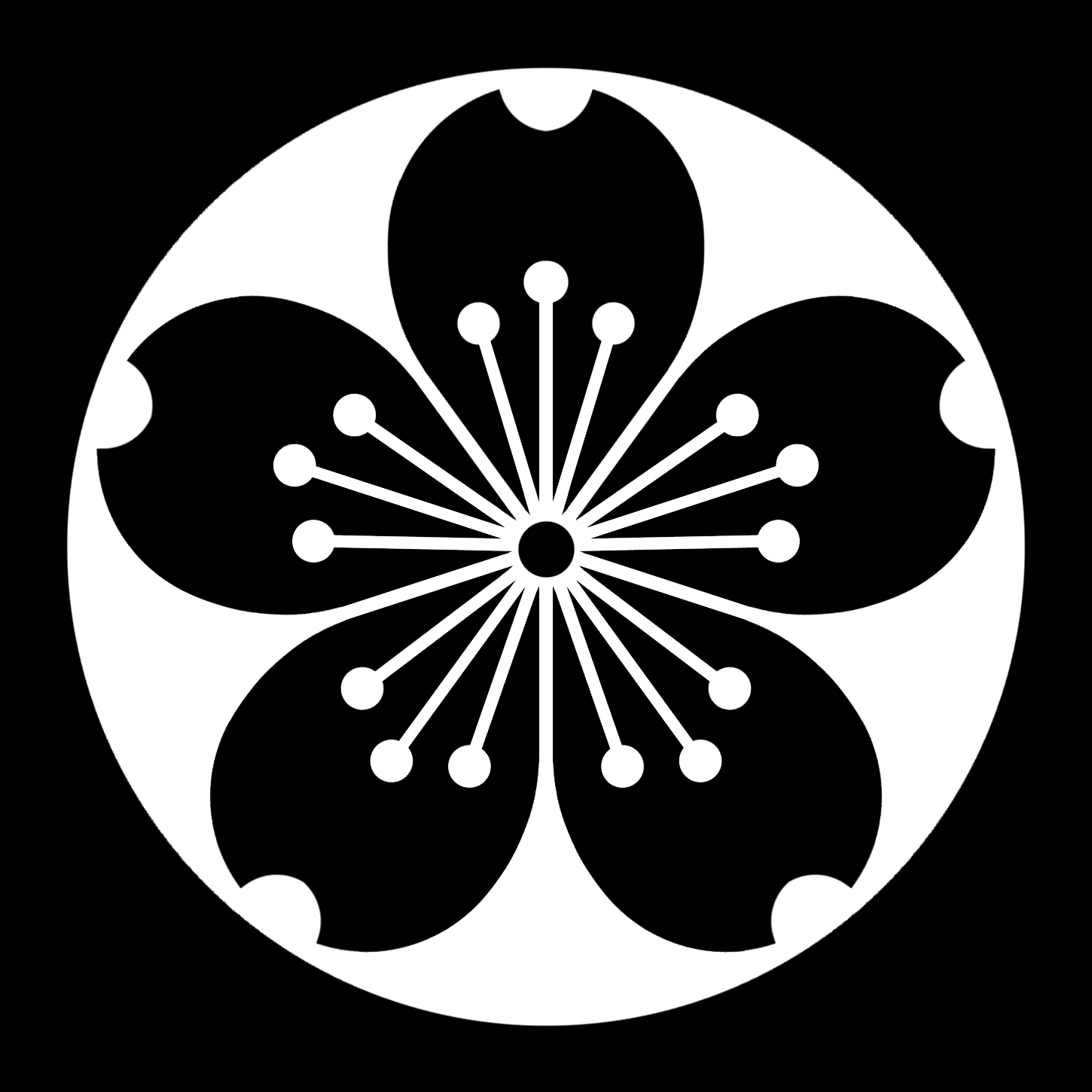
黒餅に地抜き大和桜
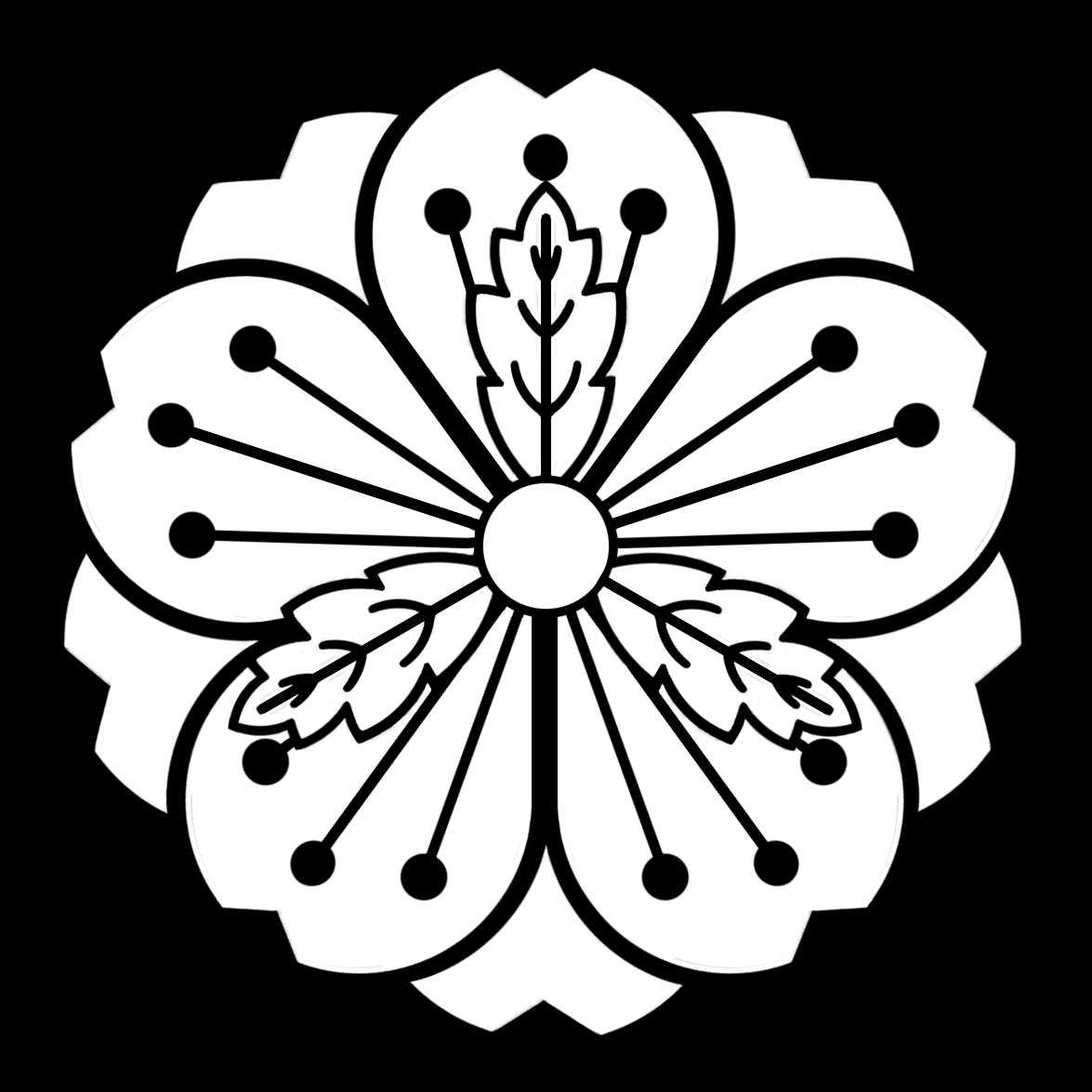
塩竈桜

### 水仙紋
水仙（すいせんもん）は、スイセンを文様化した図案。

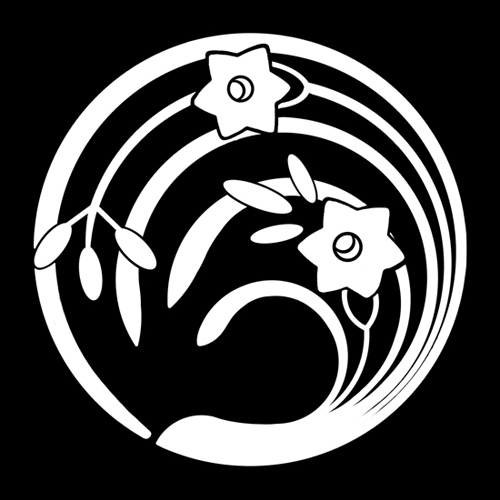
水仙丸

### 竹紋（笹、竹の子）
竹紋（たけもん）は、竹を文様化した図案。

五枚笹
丸に九枚笹
竹に雀(仙台笹)
竹に雀(上杉笹)
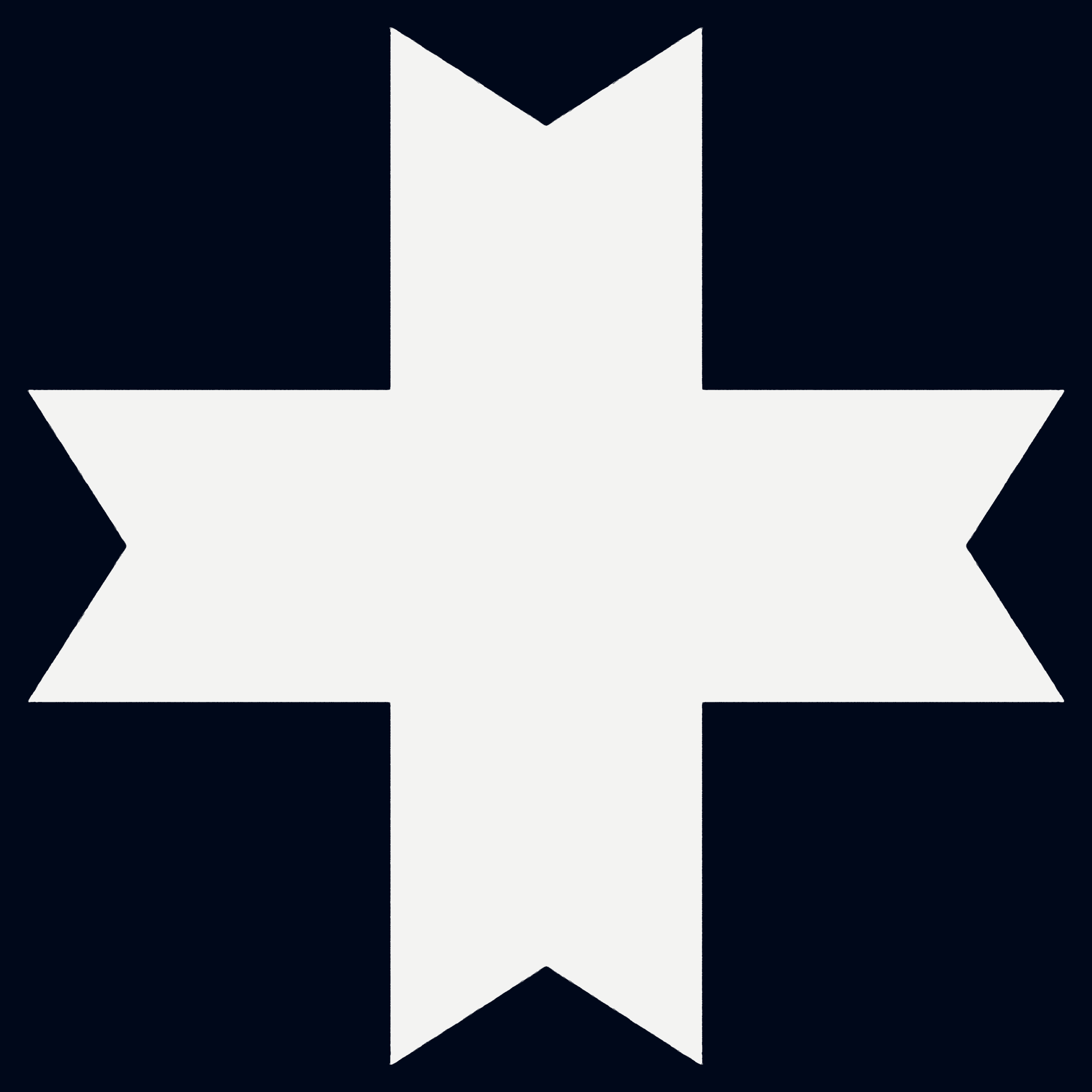
切竹矢筈十字（能勢氏）

### 橘紋
橘紋（たちばなもん）は、タチバナを文様化した図案。十大家紋のひとつ。

橘
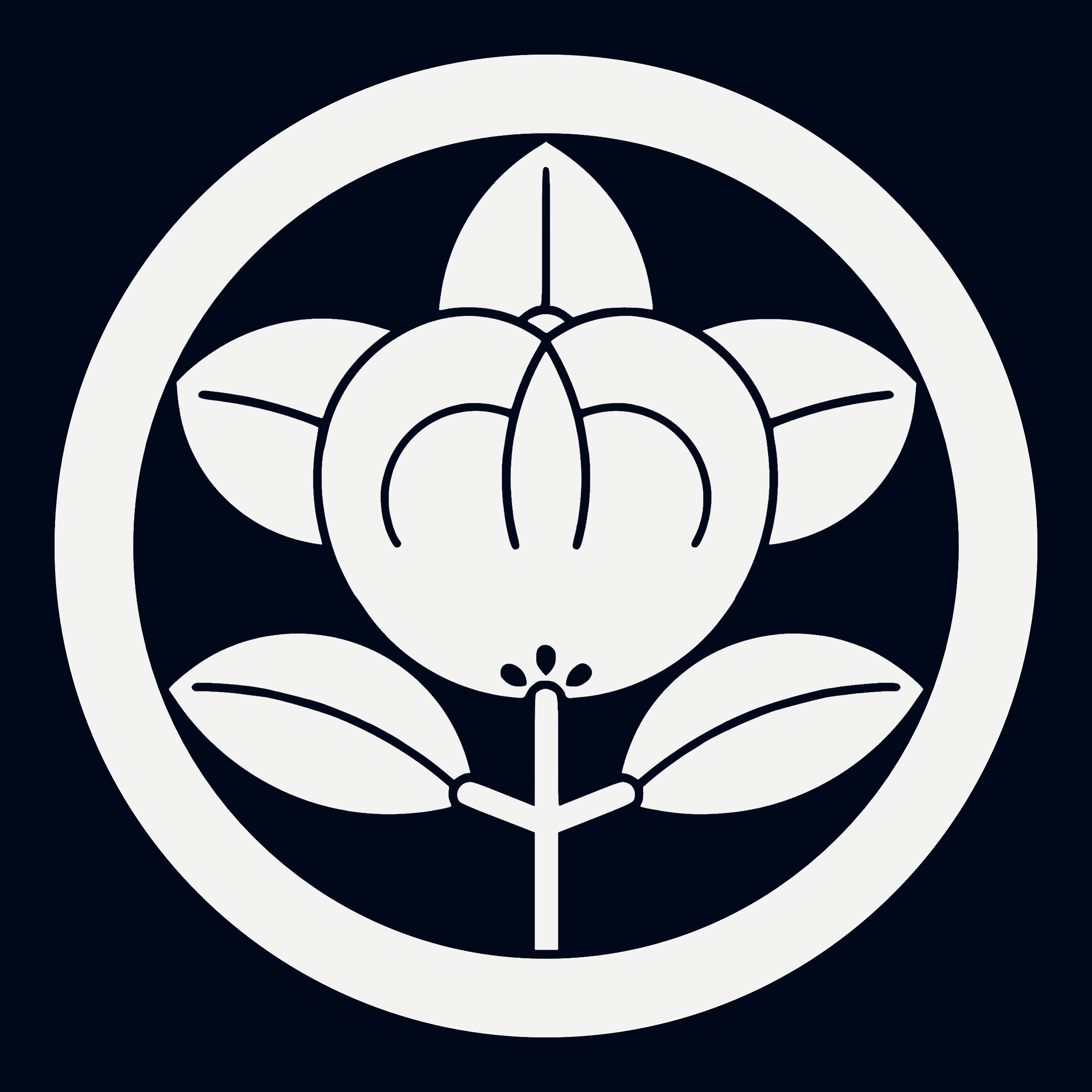
丸に橘
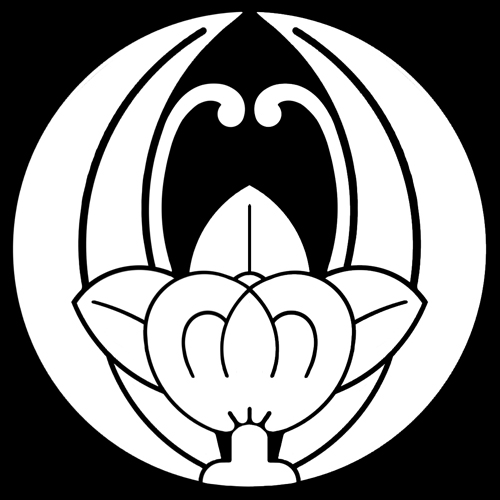
浮線橘
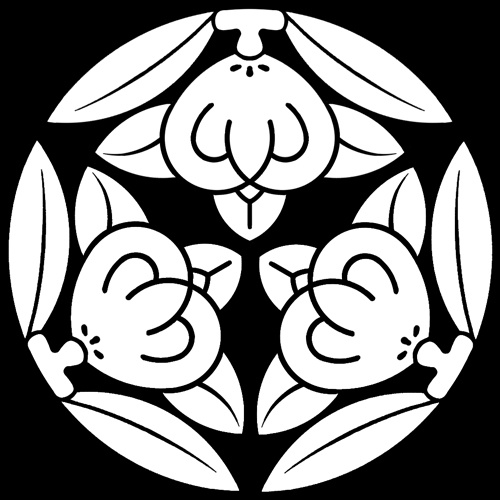
三つ橘
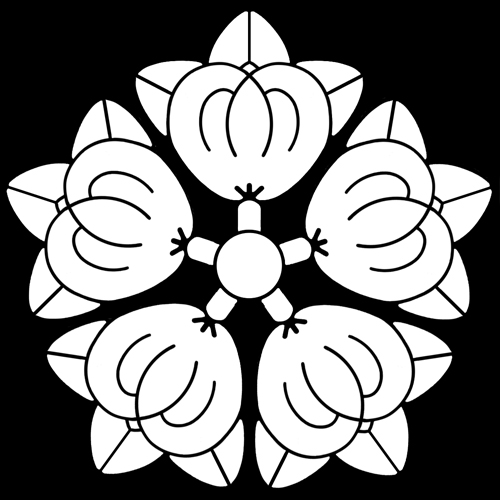
五つ橘

### 丁子紋（クローブ）
丁子紋（ちょうじもん）は、チョウジを文様化した図案。

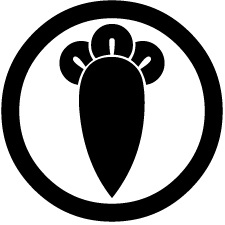
丸に一つ丁子（まる に ひとつちょうじ）
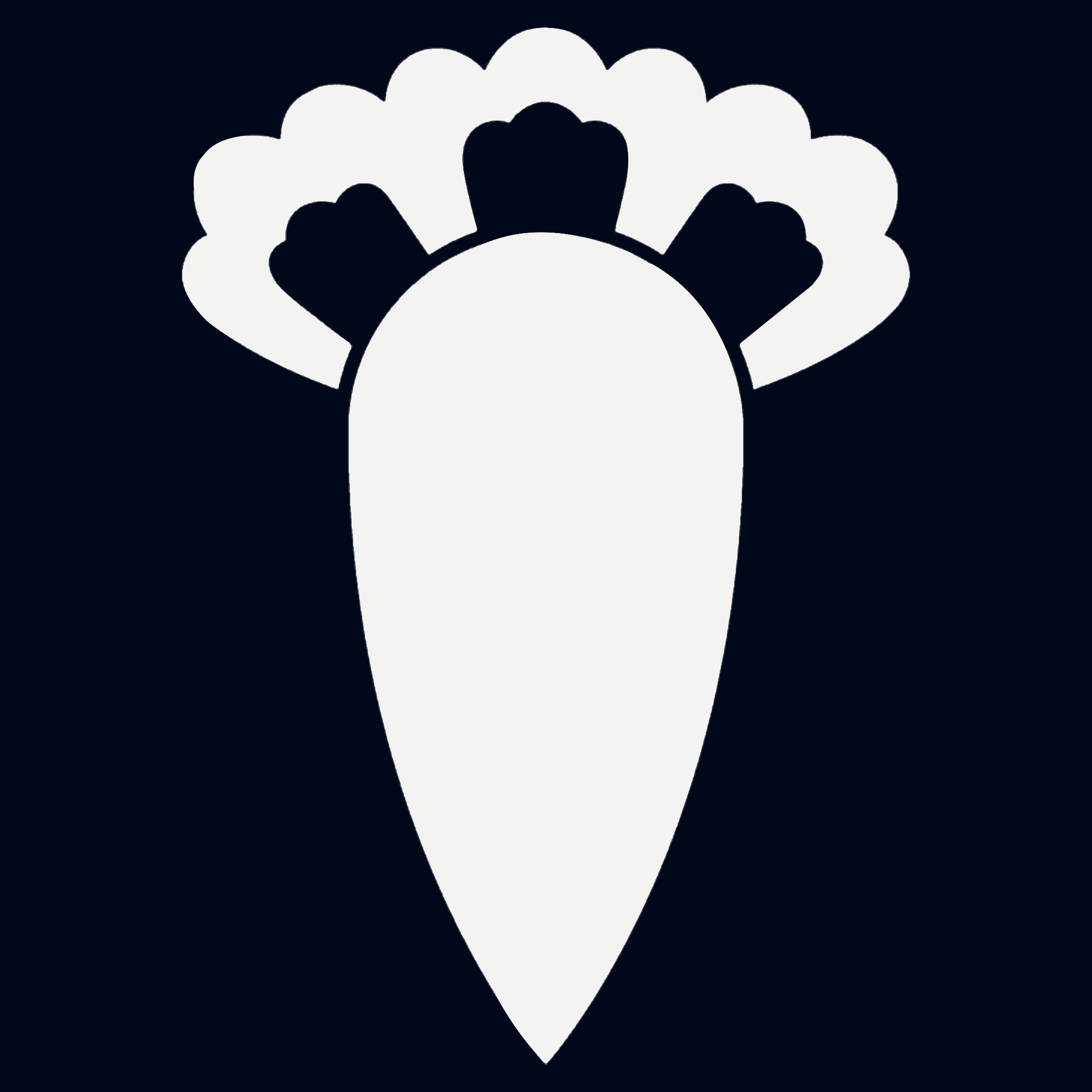
花丁子（はなちょうじ）
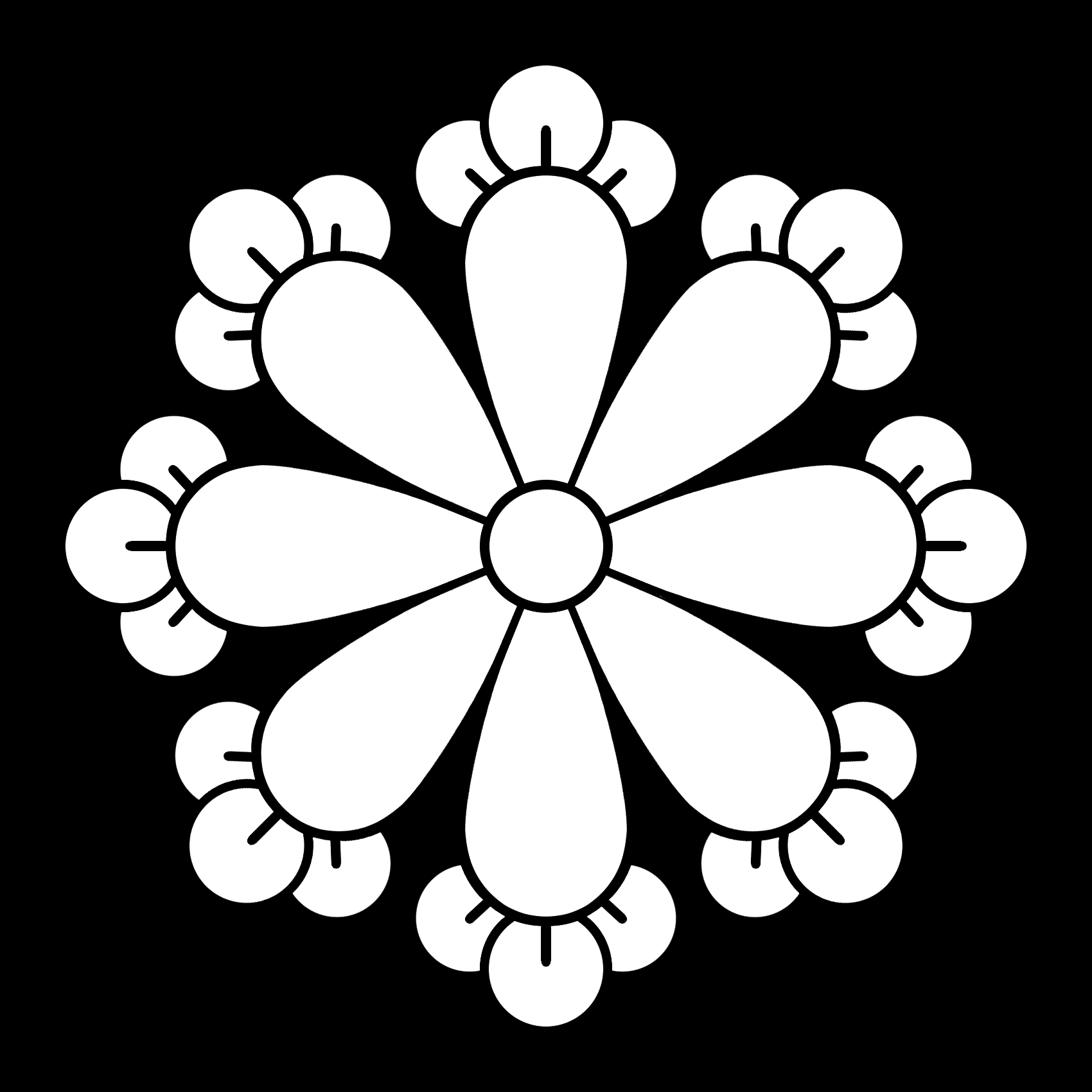
八つ丁子（やつ ちょうじ）

### 蔦紋
蔦紋（つたもん）は、ツタを文様化した図案。十大家紋のひとつ。

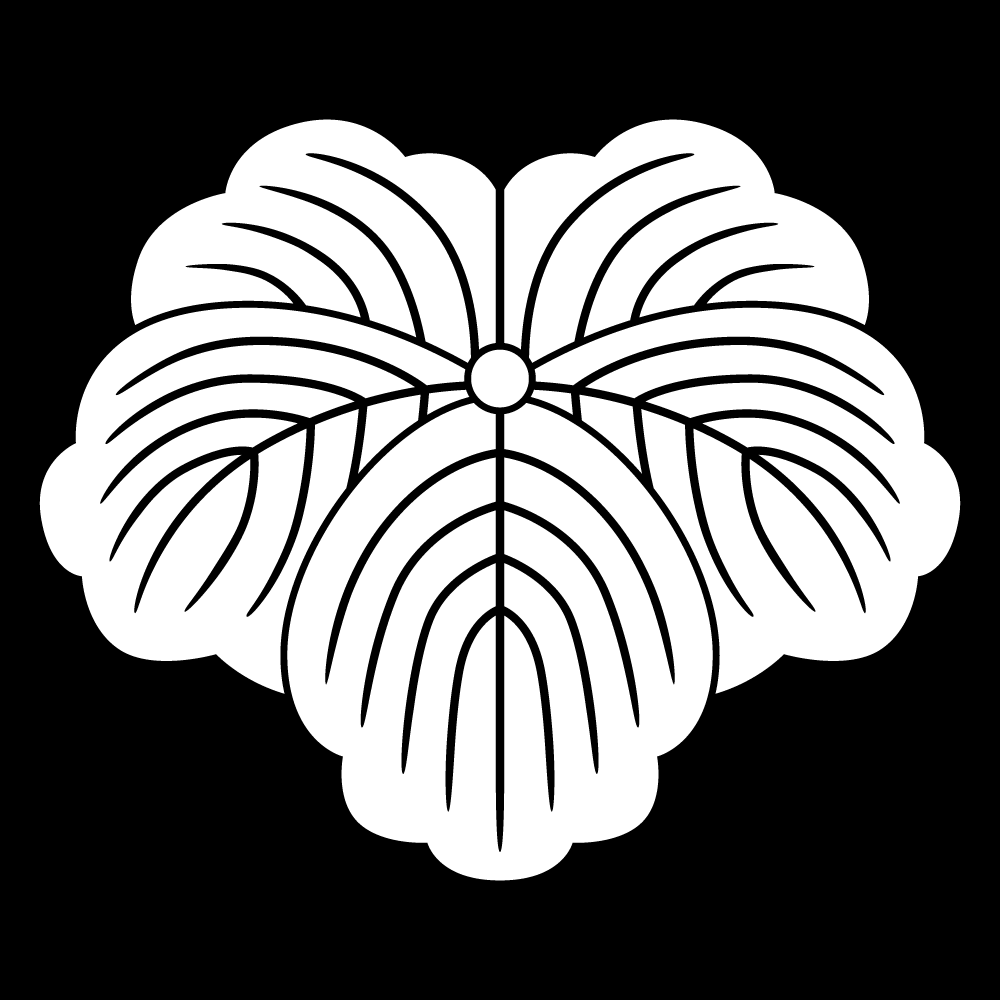
蔦
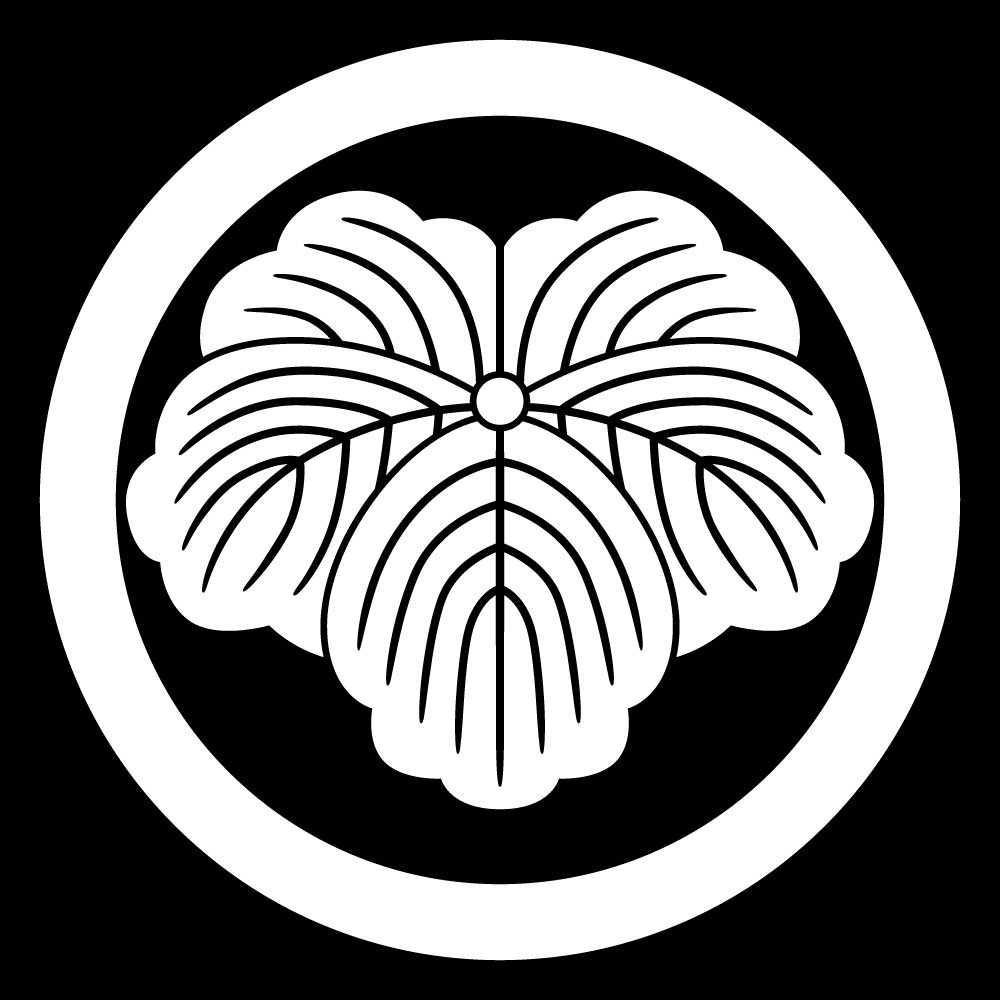
丸に蔦紋
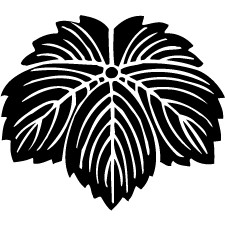
鬼蔦
中陰松皮菱に鬼蔦

### 鉄線紋（クレマチス）
鉄線紋（てっせんもん）は、テッセンを文様化した図案。

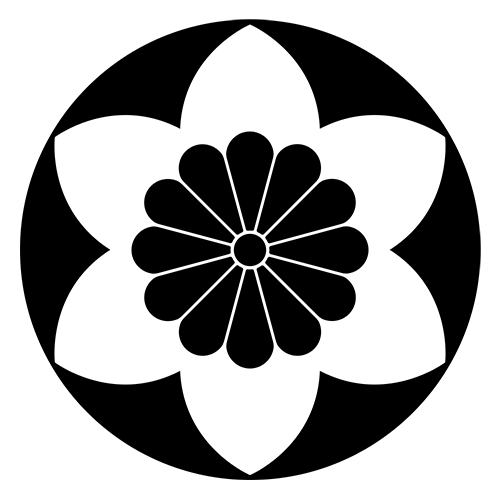
永井鉄線

### 梨紋
梨紋（なしもん）は、ナシを文様化した図案。

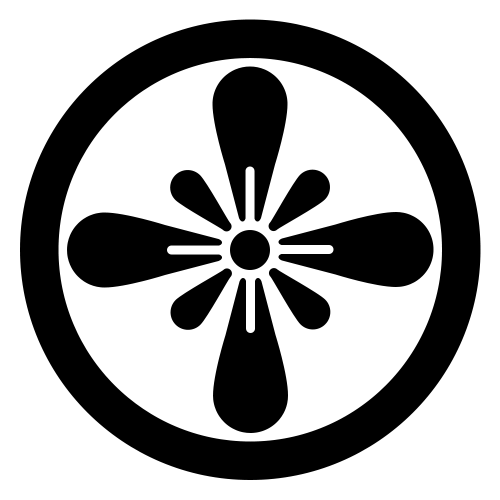
丸に梨の切り口

### 撫子紋
撫子紋（なでしこもん）は、ナデシコを文様化した図案。

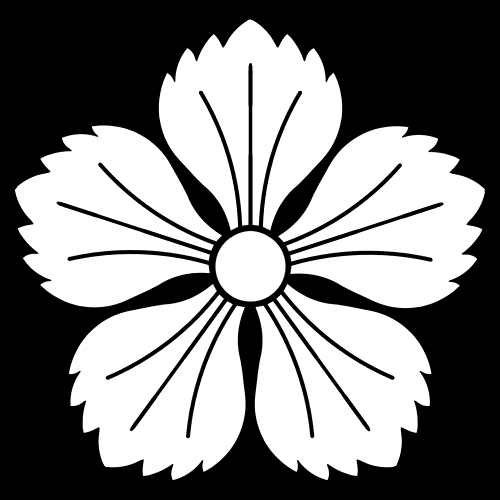
撫子
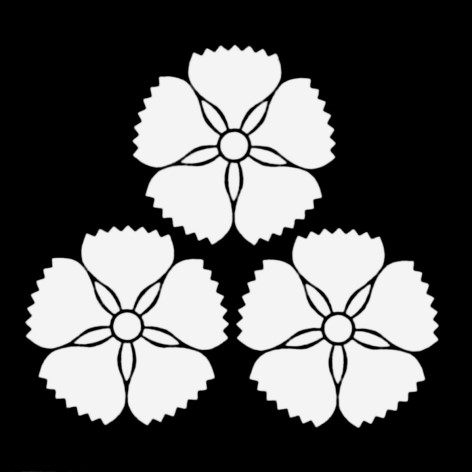
三つ撫子

### 藤紋
藤紋（ふじもん）は、フジを文様化した図案。十大家紋のひとつ。

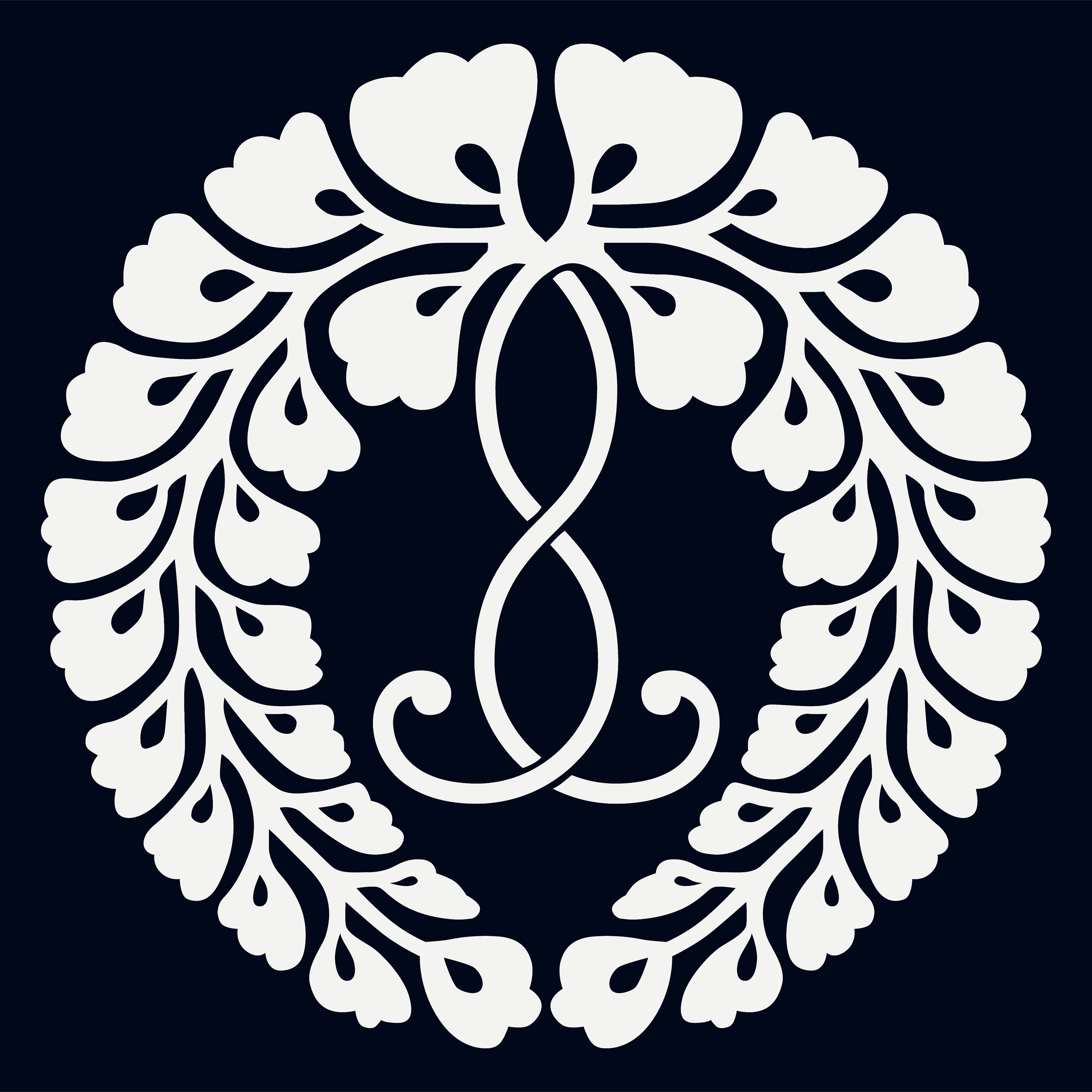
六条藤（六条藤家）
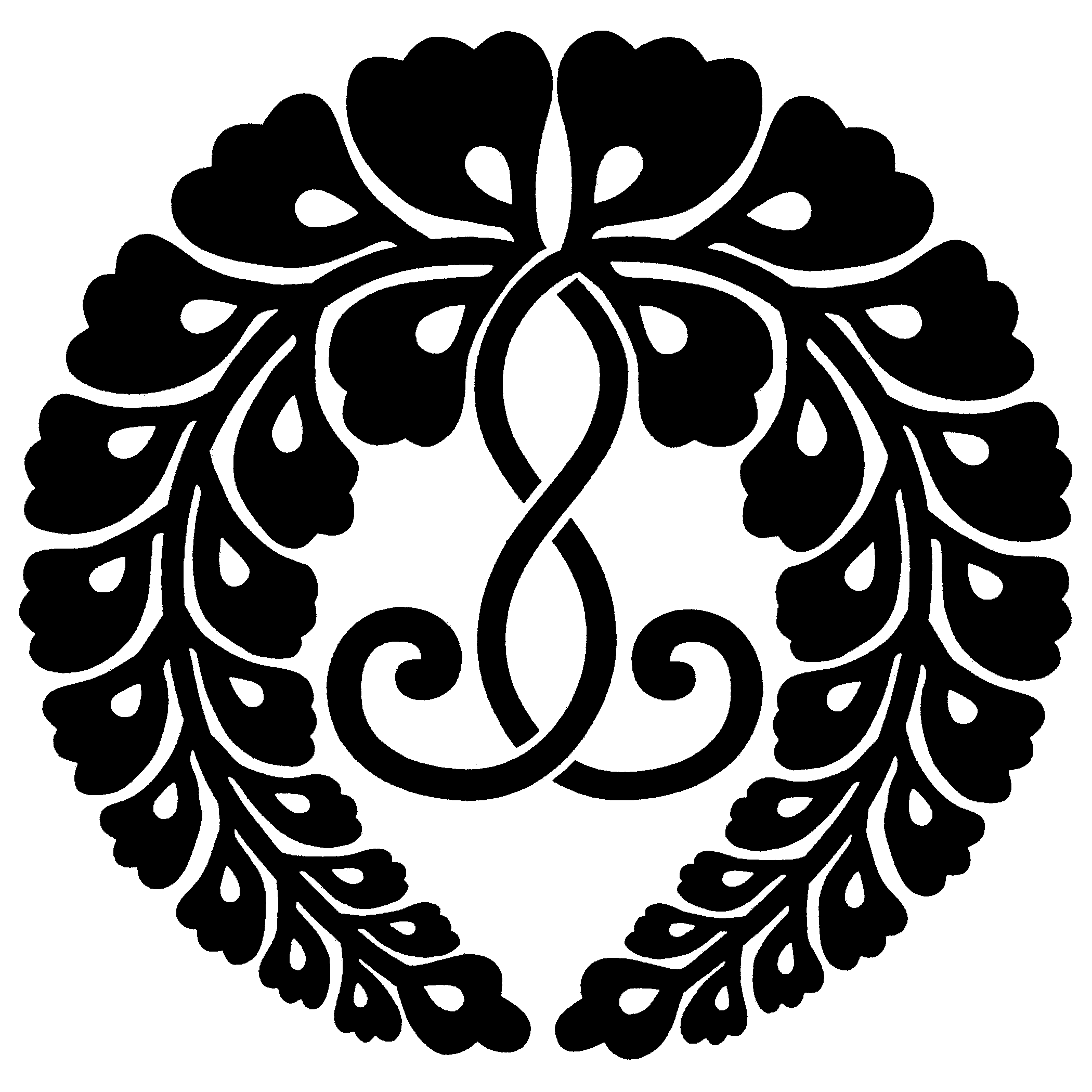
本願寺藤
下がり藤
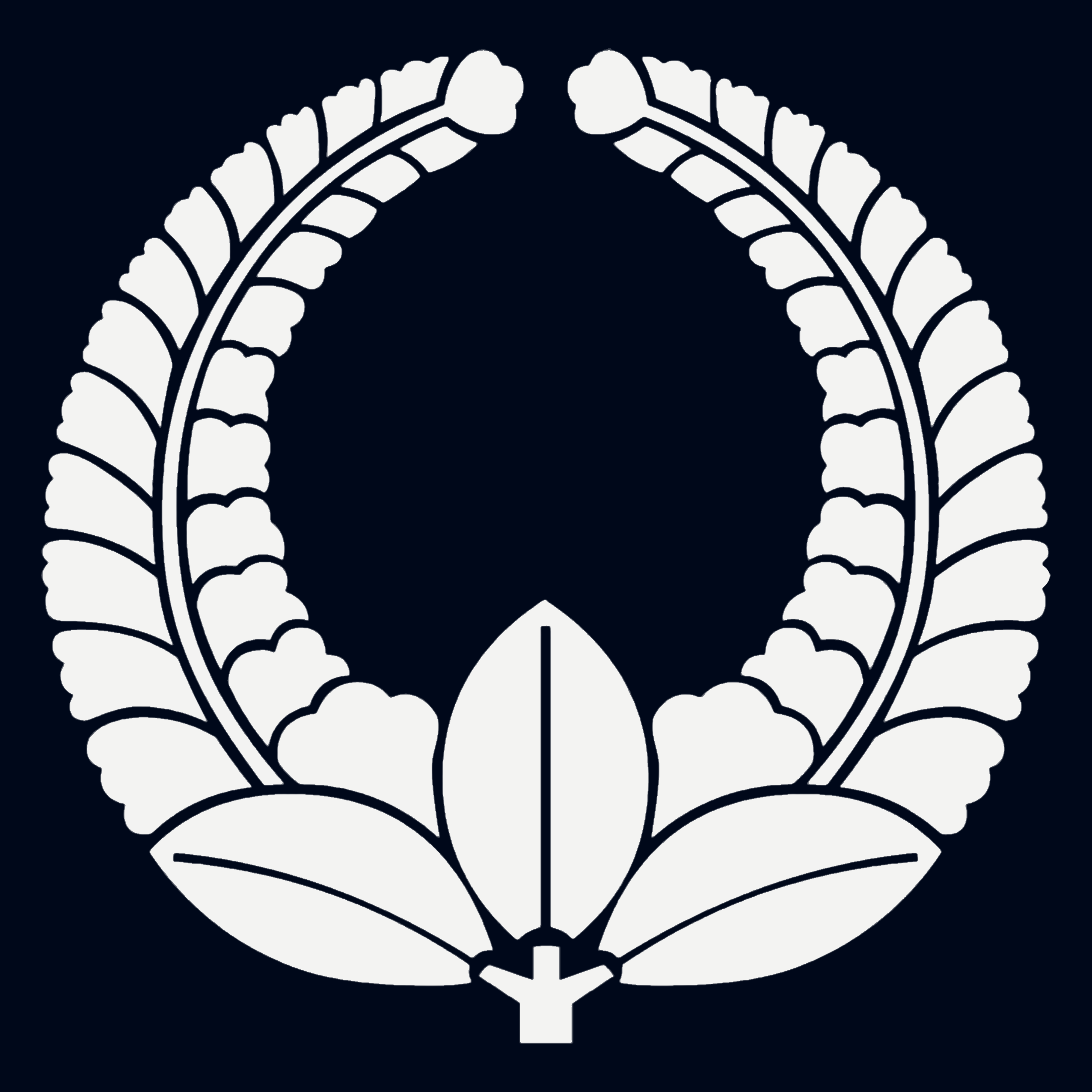
上がり藤
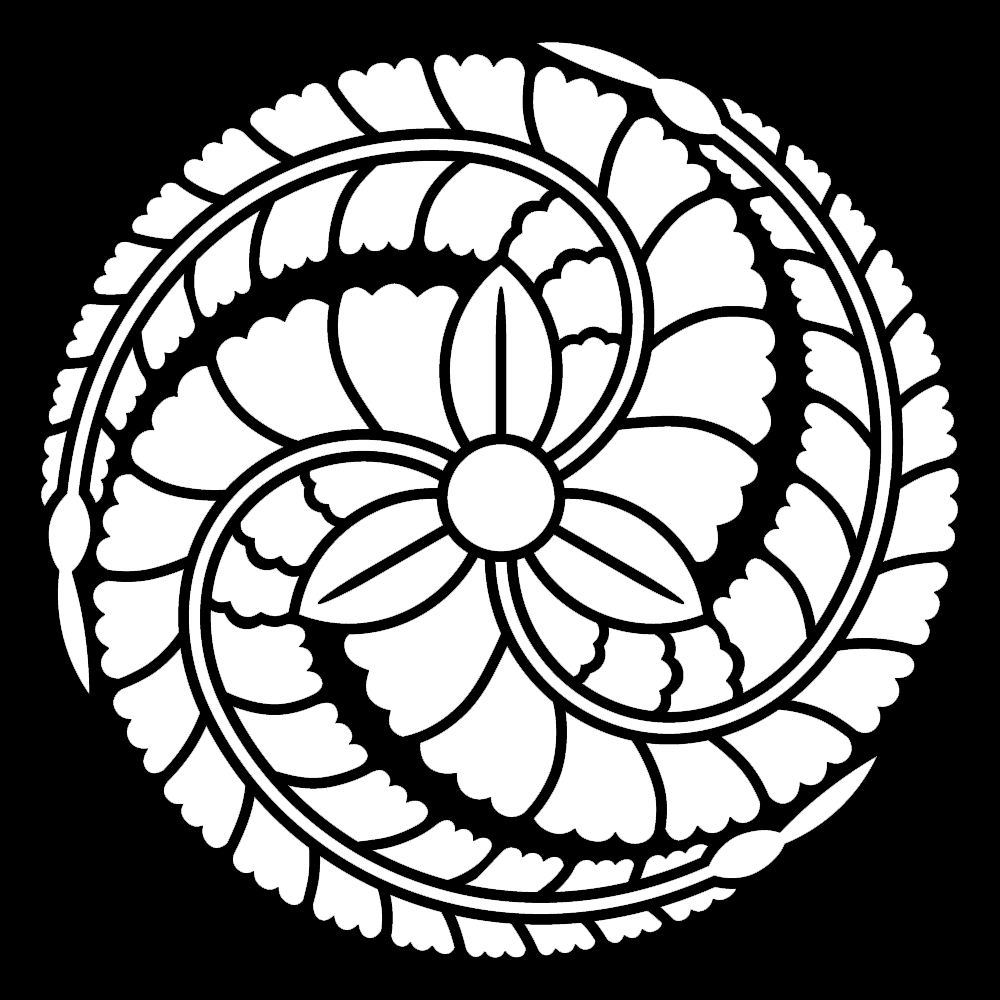
黒田藤巴
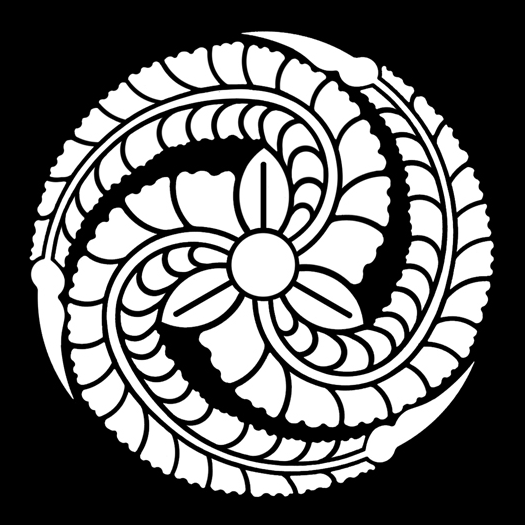
左巻き三つ藤巴
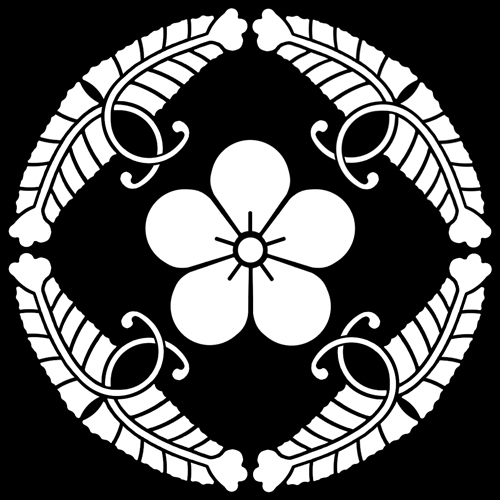
梅八つ藤
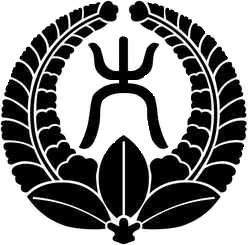
大久保藤

### 牡丹紋
牡丹紋（ぼたんもん）は、ボタンを文様化した図案。

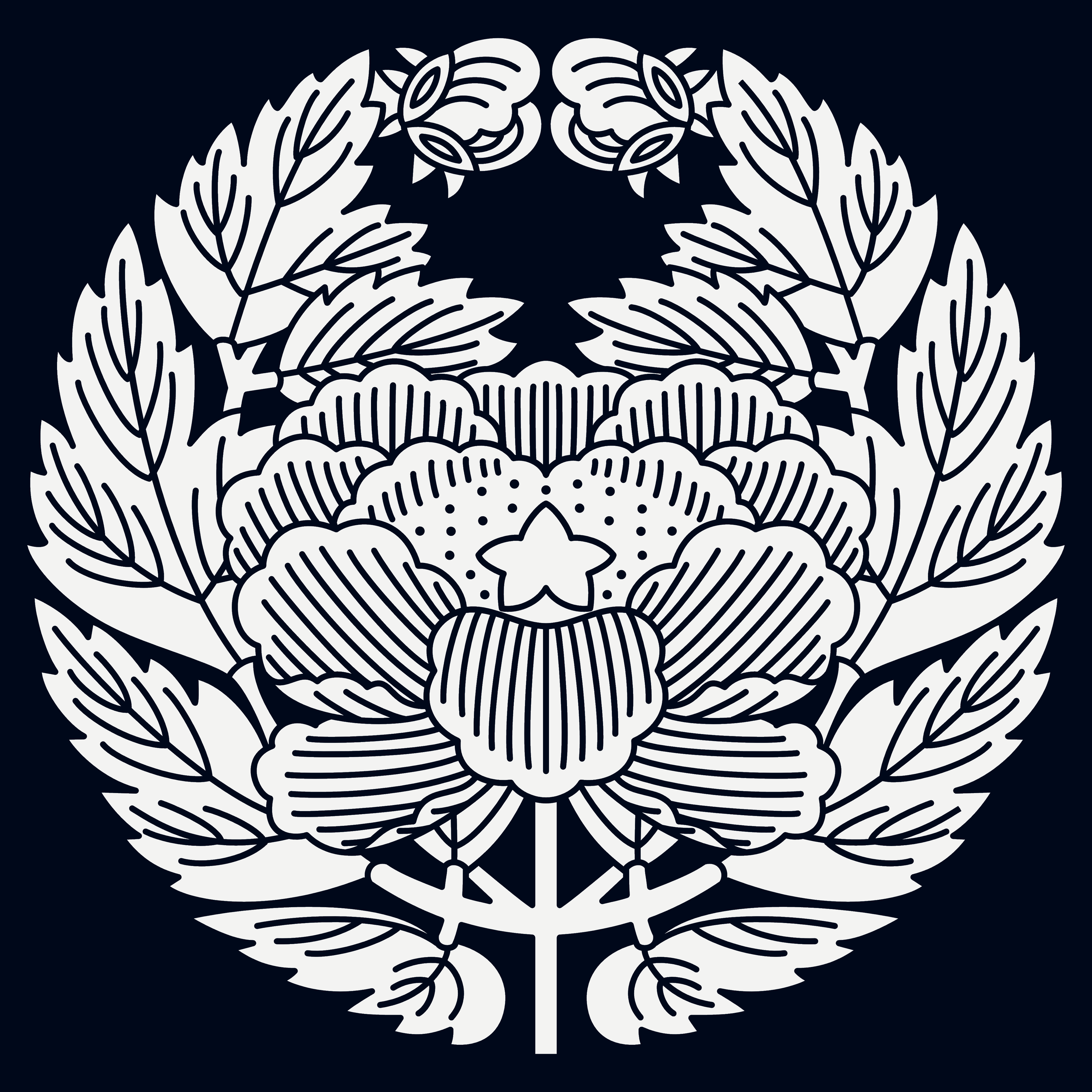
近衛牡丹（このえぼたん）
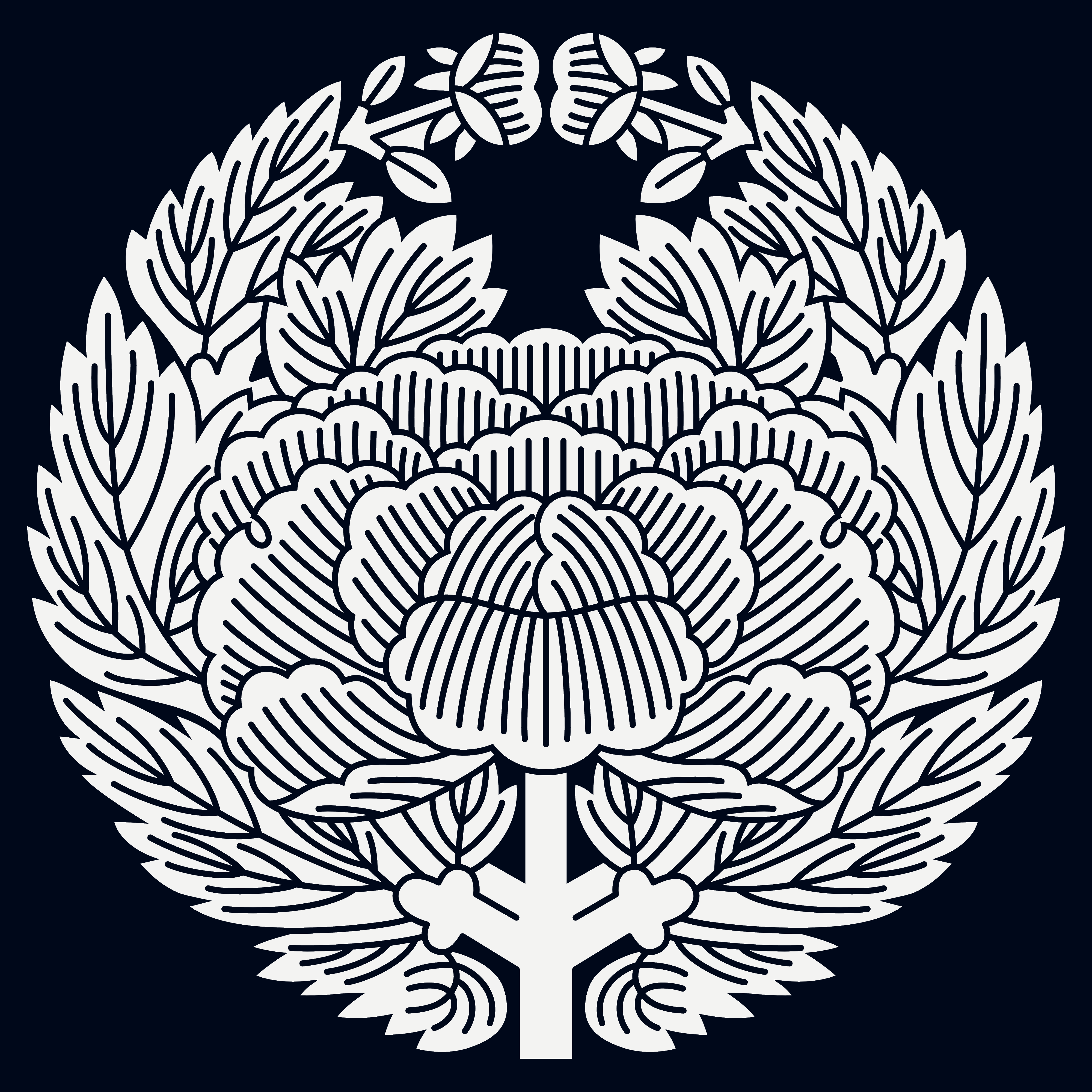
鷹司牡丹（たかつかさぼたん）
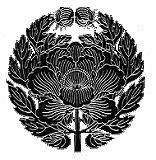
本願寺牡丹（ほんがんじぼたん）
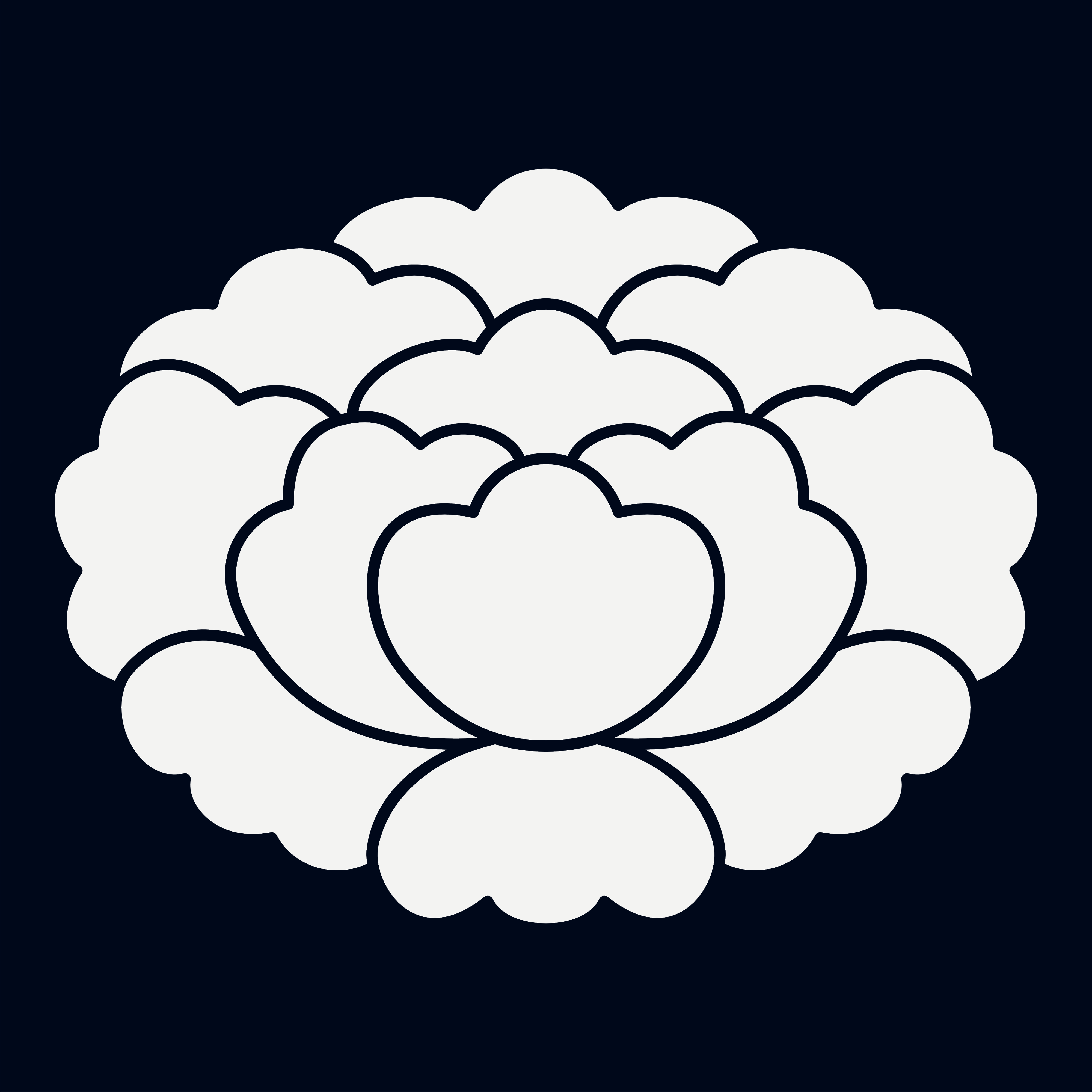
落ち牡丹 （難波家 など）
大割り牡丹（おおわりぼたん）
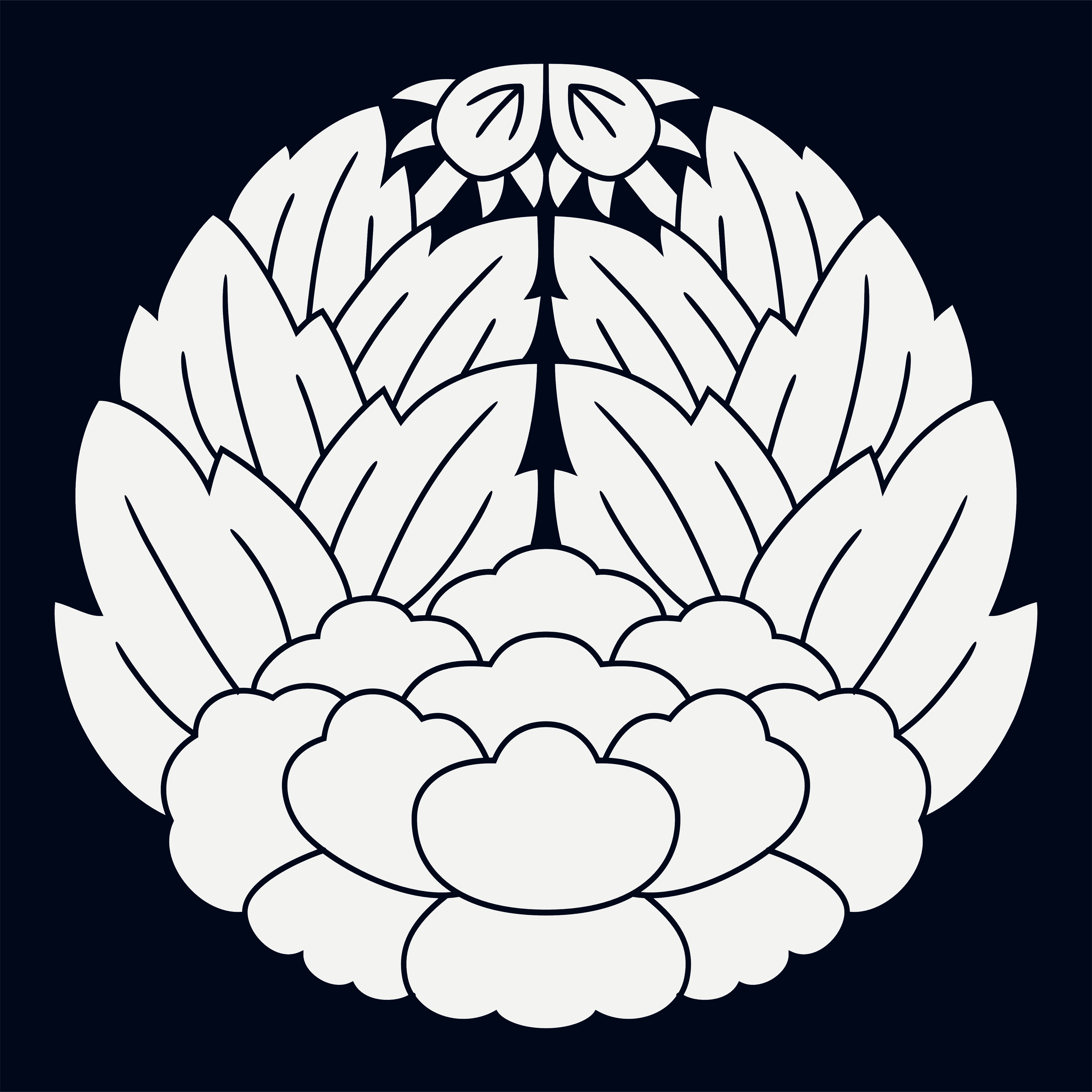
杏葉牡丹（ぎょうよう ぼたん）
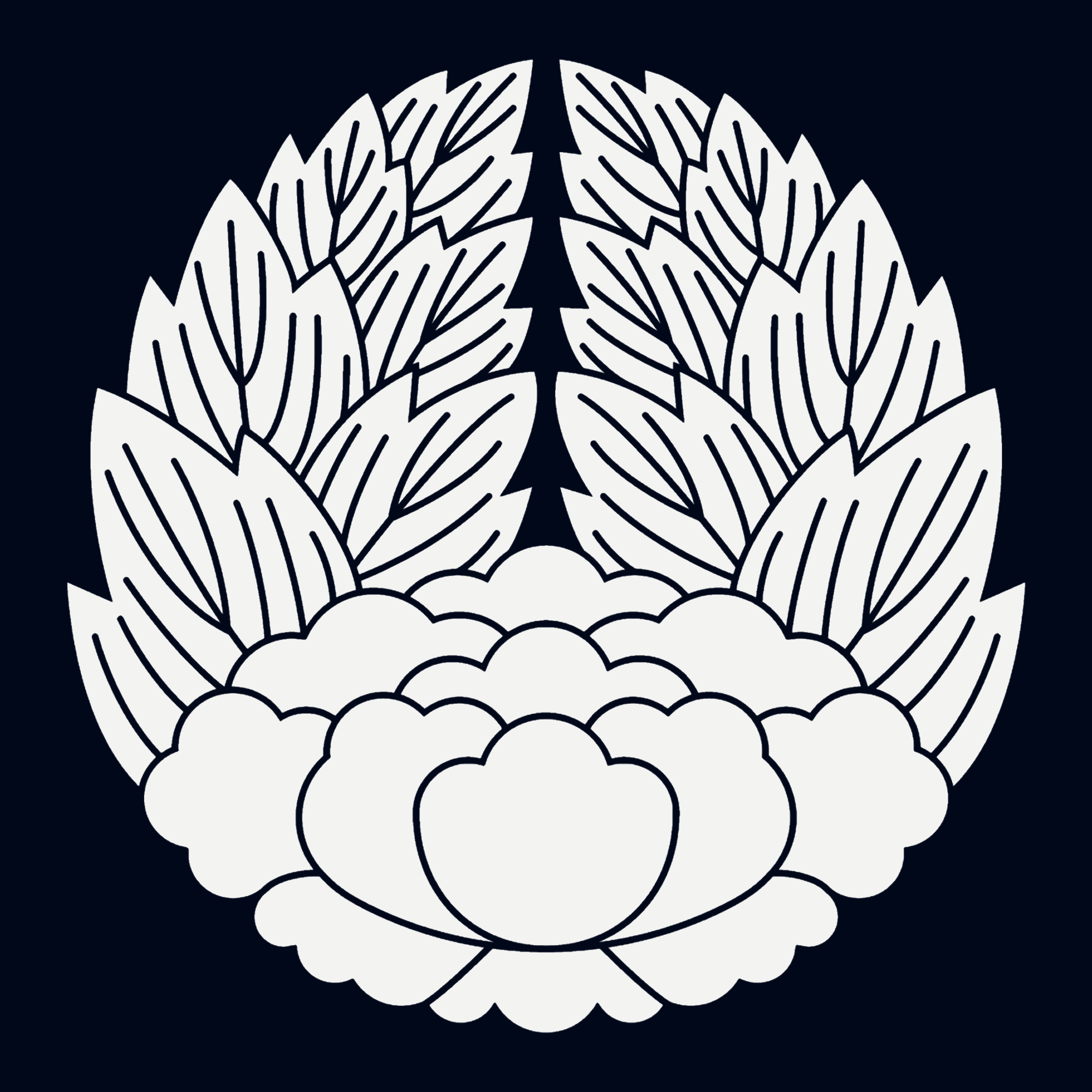
裏杏葉牡丹（うら ぎょうようぼたん）・杏葉裏牡丹（ぎょうよう うらぼたん）
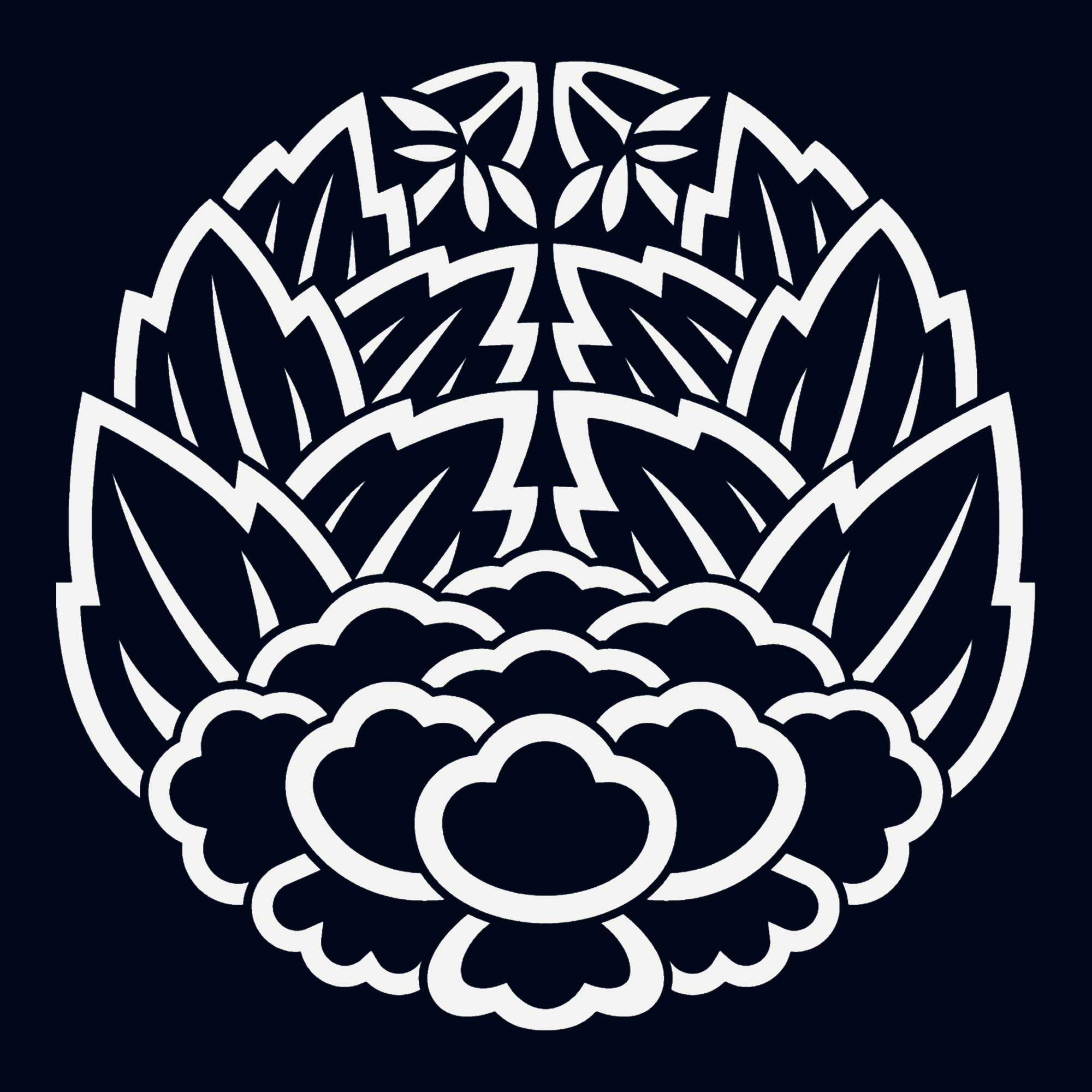
陰杏葉牡丹（かげ ぎょうようぼたん）・総陰杏葉牡丹（そうかげ ぎょうようぼたん）。
津軽牡丹（つがるぼたん）

### 松紋
松紋（まつもん）は、マツを文様化した図案。

右三階松
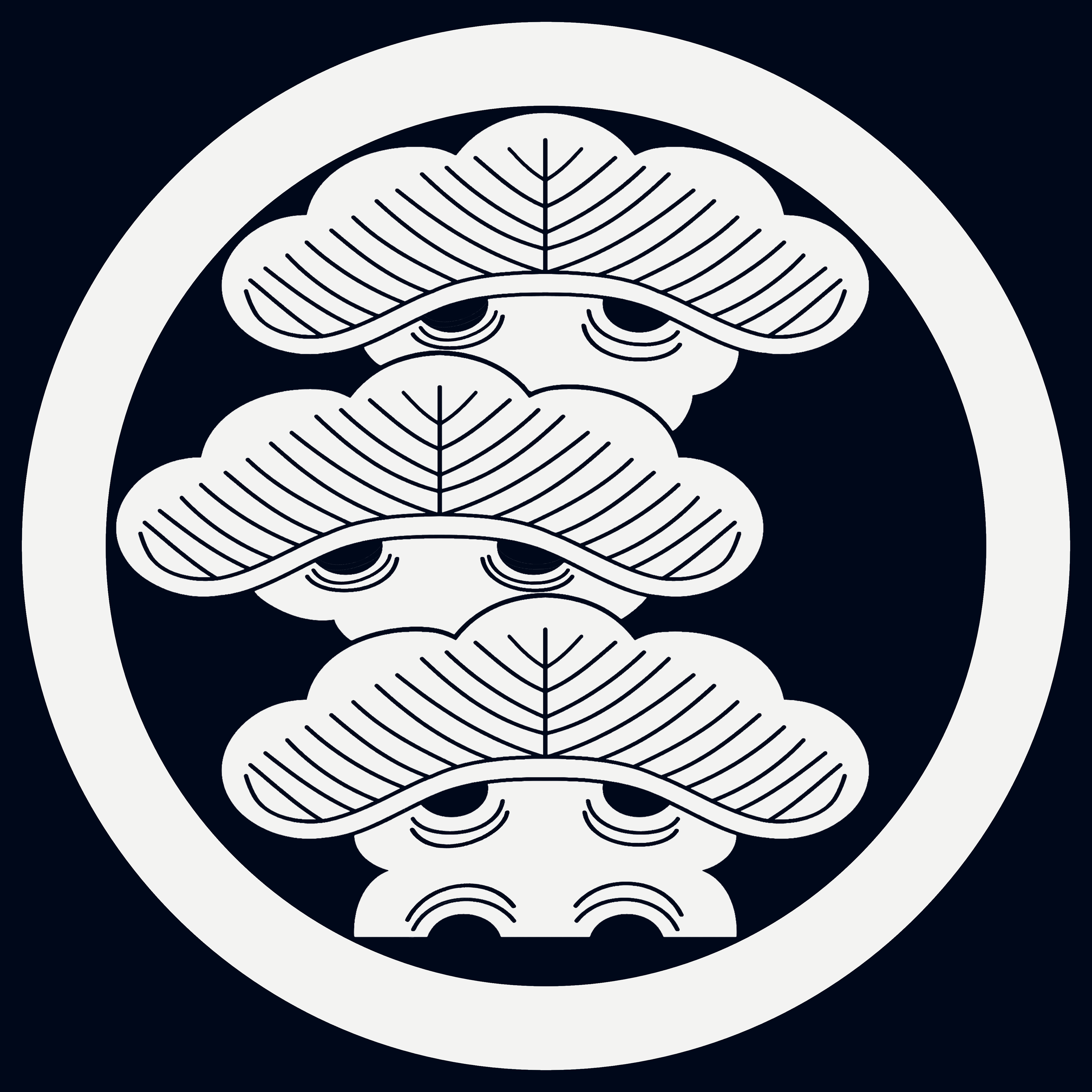
丸 に 左三階松
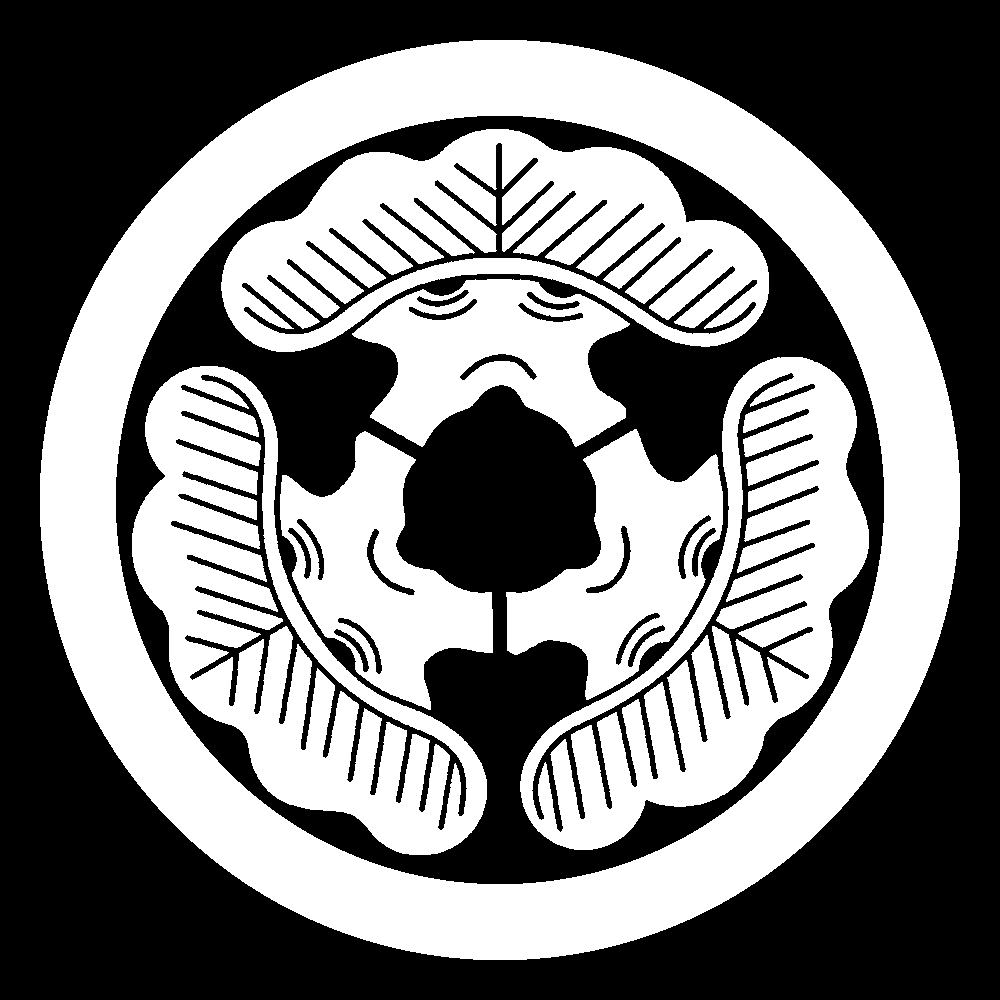
丸 に 三階松
櫛松
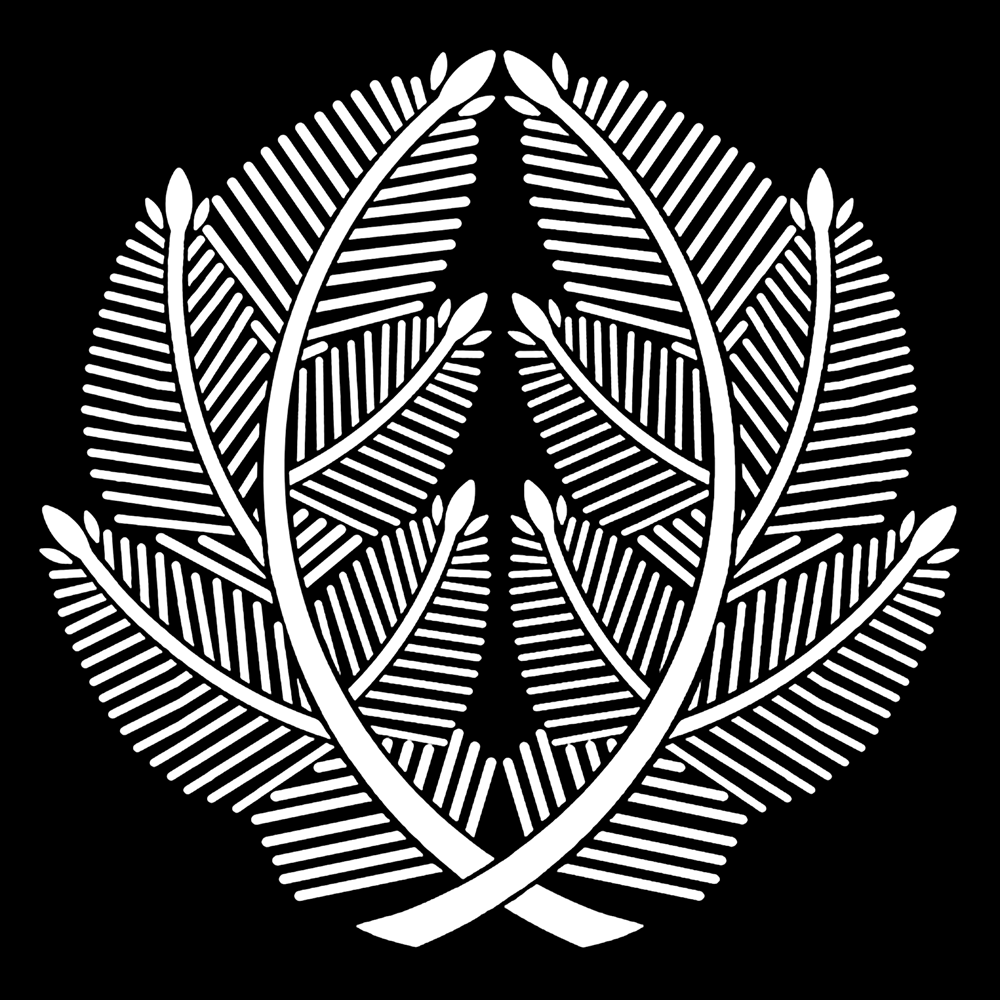
抱き若松

### 茗荷紋
茗荷紋（みょうがもん）は、ミョウガを文様化した図案。十大家紋のひとつ。

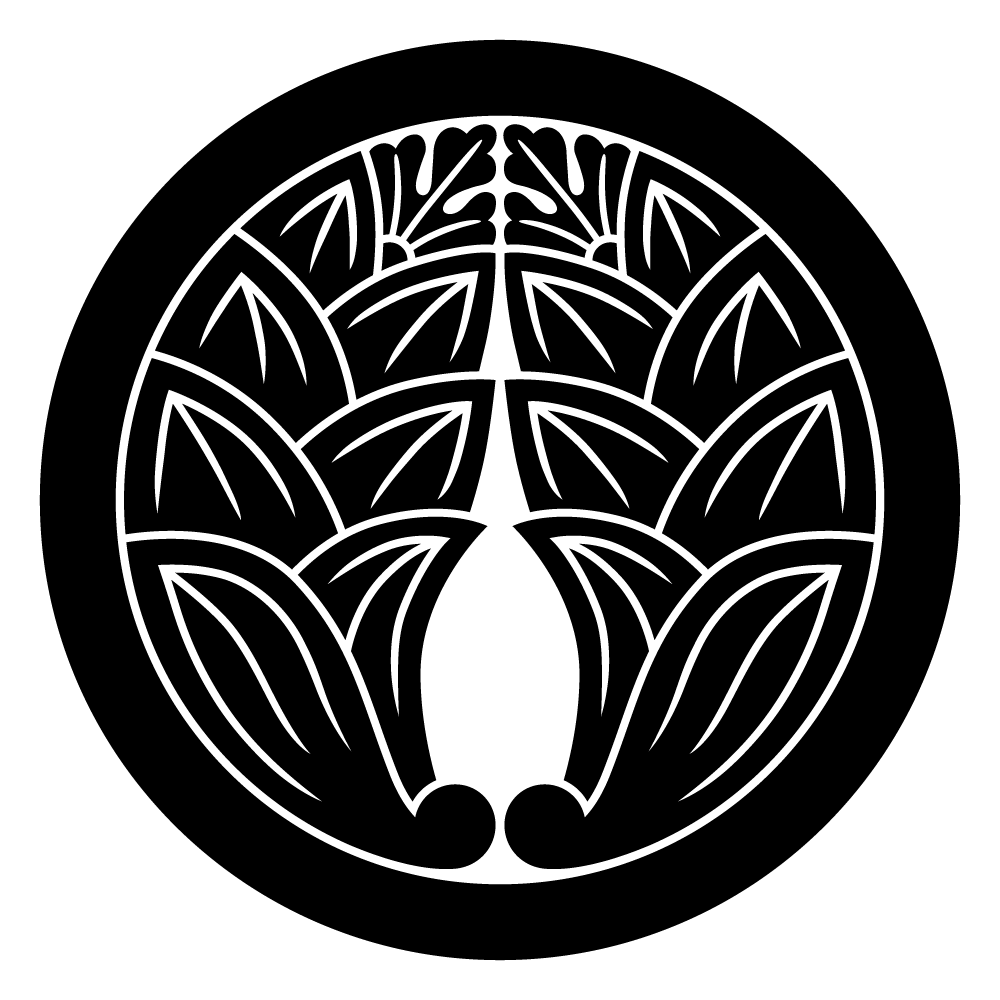
丸に抱き茗荷
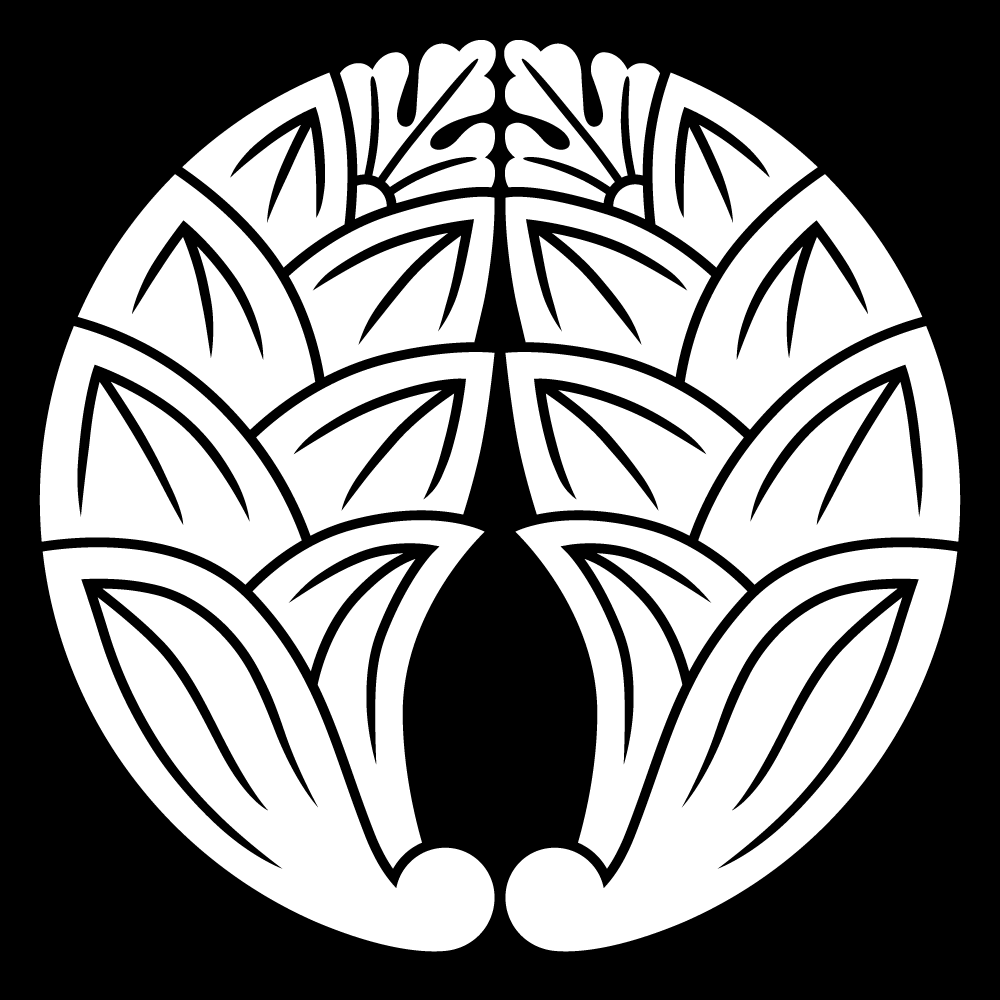
抱き茗荷
入れ違い茗荷
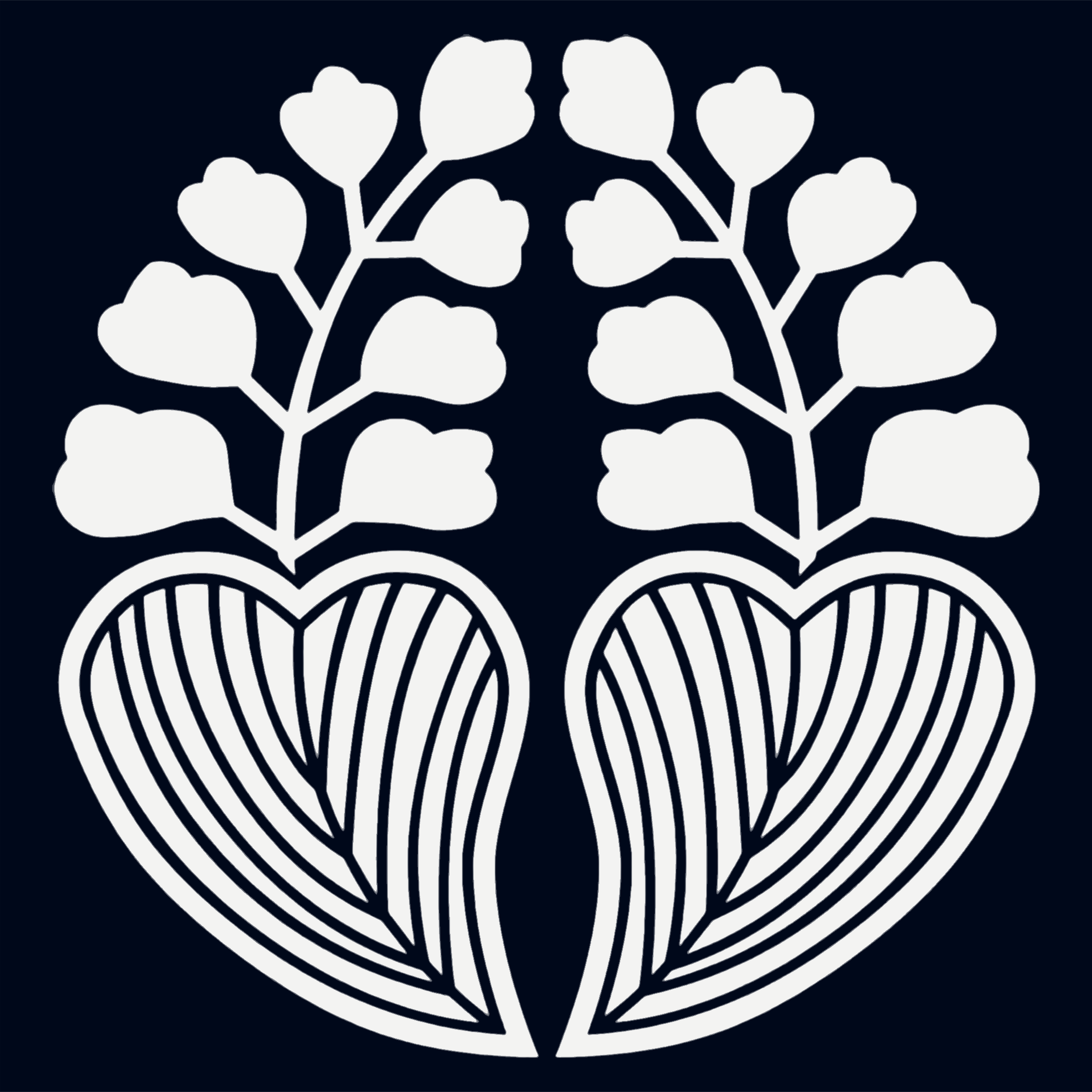
田村茗荷 （陸奥田村氏）
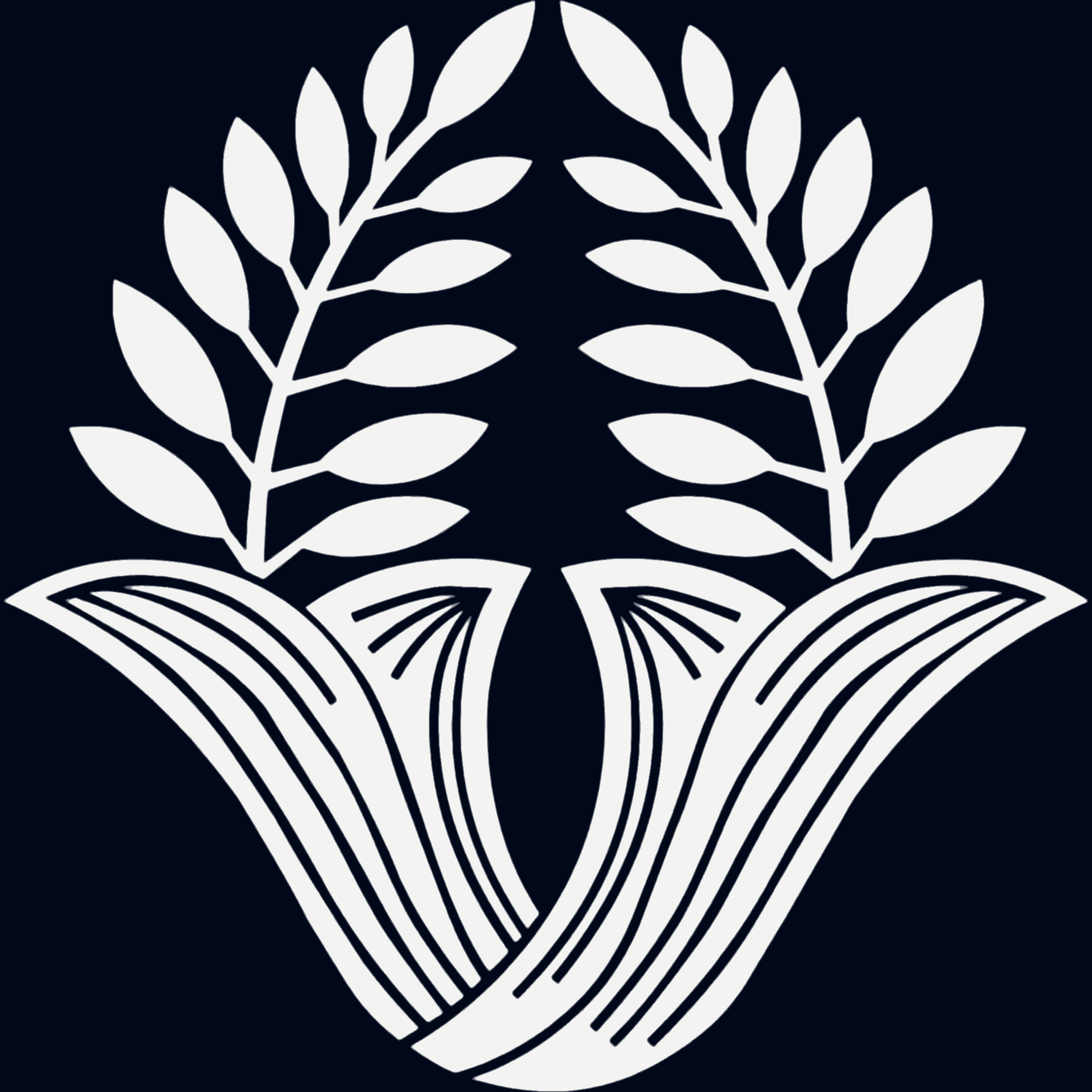
一関茗荷・一の関茗荷（陸奥田村氏）

### 木瓜紋（瓜）
木瓜紋（もっこうもん）は、一説にウリを文様化した図案。十大家紋のひとつ。

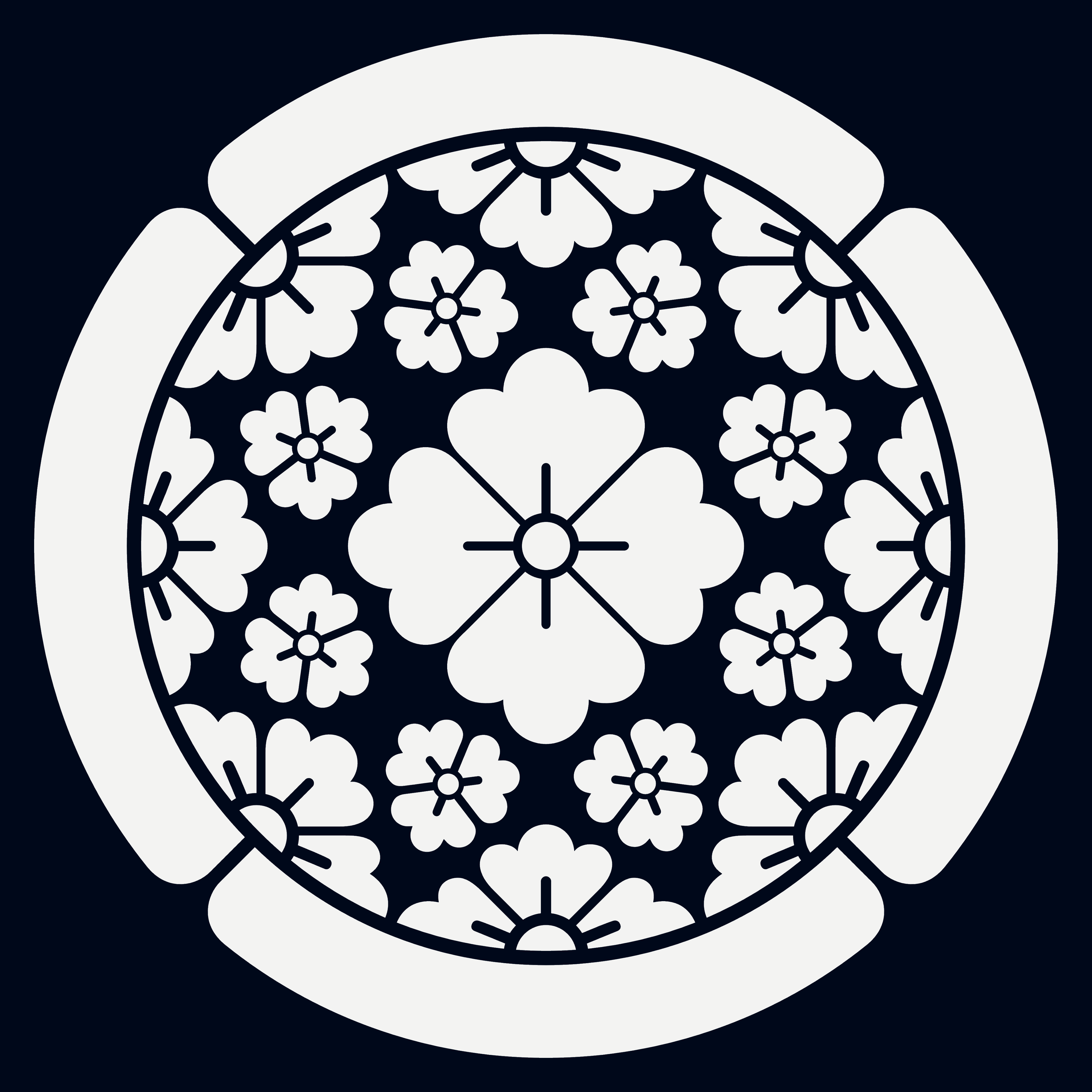
徳大寺木瓜 （木瓜唐花浮線綾）
丸に木瓜
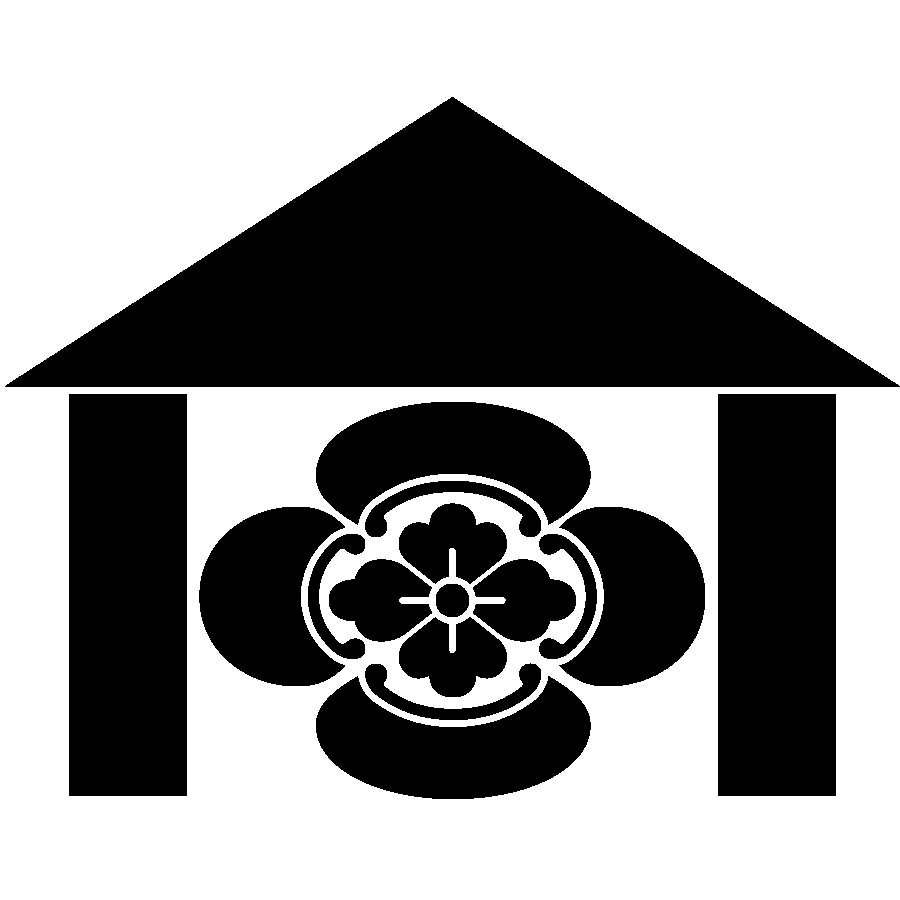
いおりもっこう 庵木瓜
木瓜
黒餅に立ち木瓜
中津木瓜
五つ木瓜（五瓜〔ごか〕とも）
五つ木瓜剣唐花
六つ瓜に七つ引両
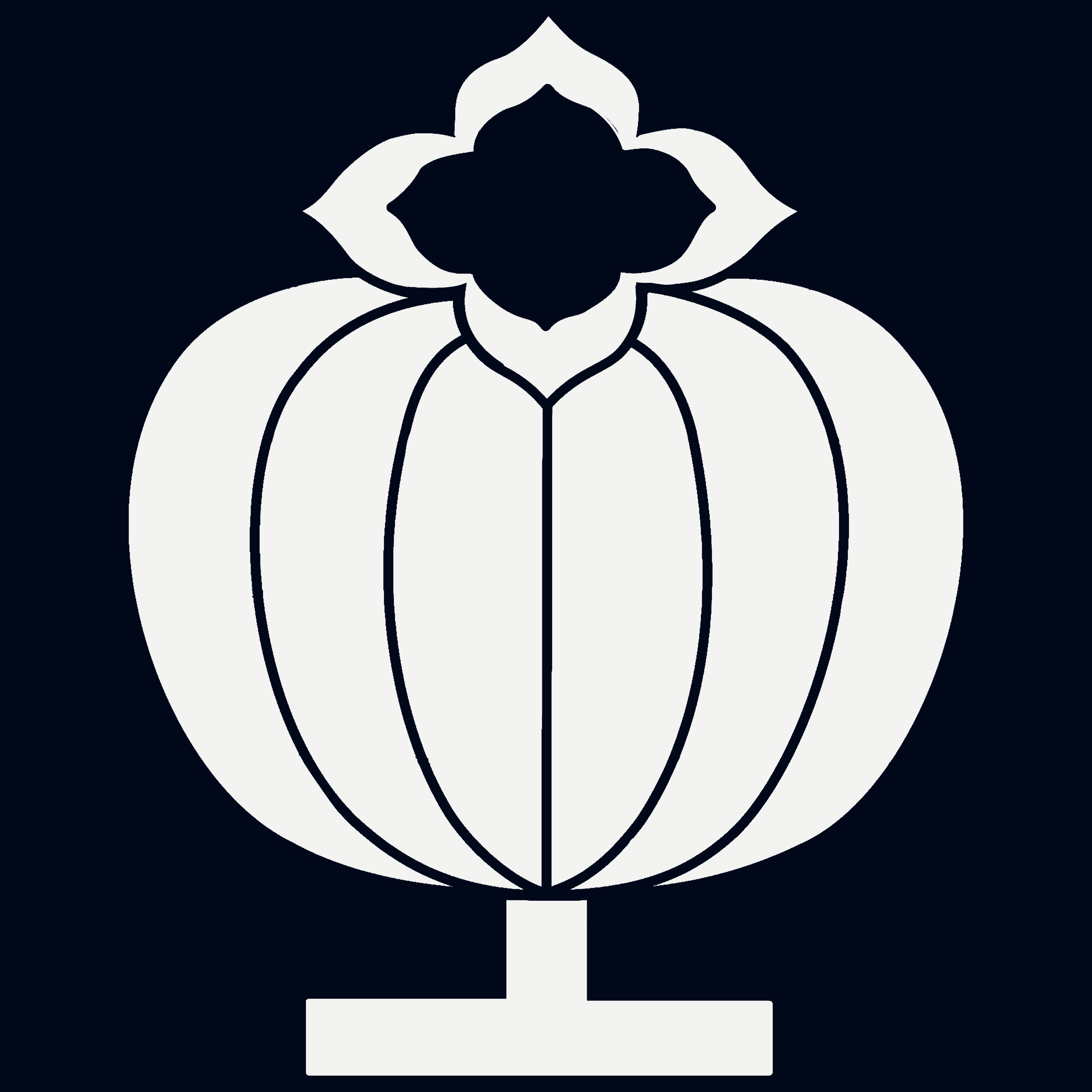
瓜に花・瓜の花

### 紅葉紋（楓）
紅葉紋（もみじもん）は、モミジを文様化した図案。複数の紅葉を配置した三つ紅葉紋や四つ紅葉紋の場合は基本、外側に葉の頭がある紋様を指す。

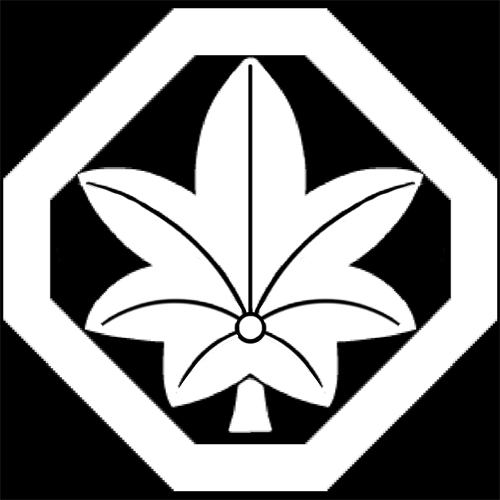
折敷に一つ紅葉
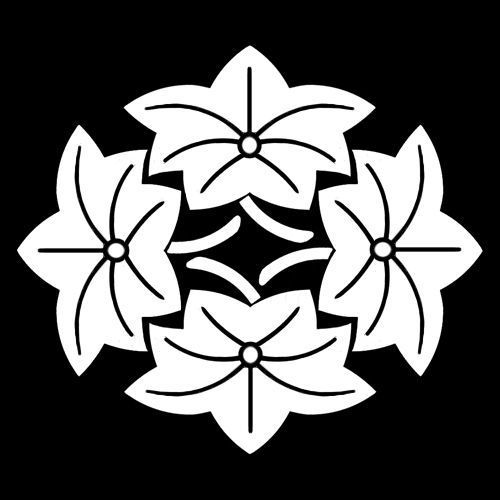
四つ紅葉
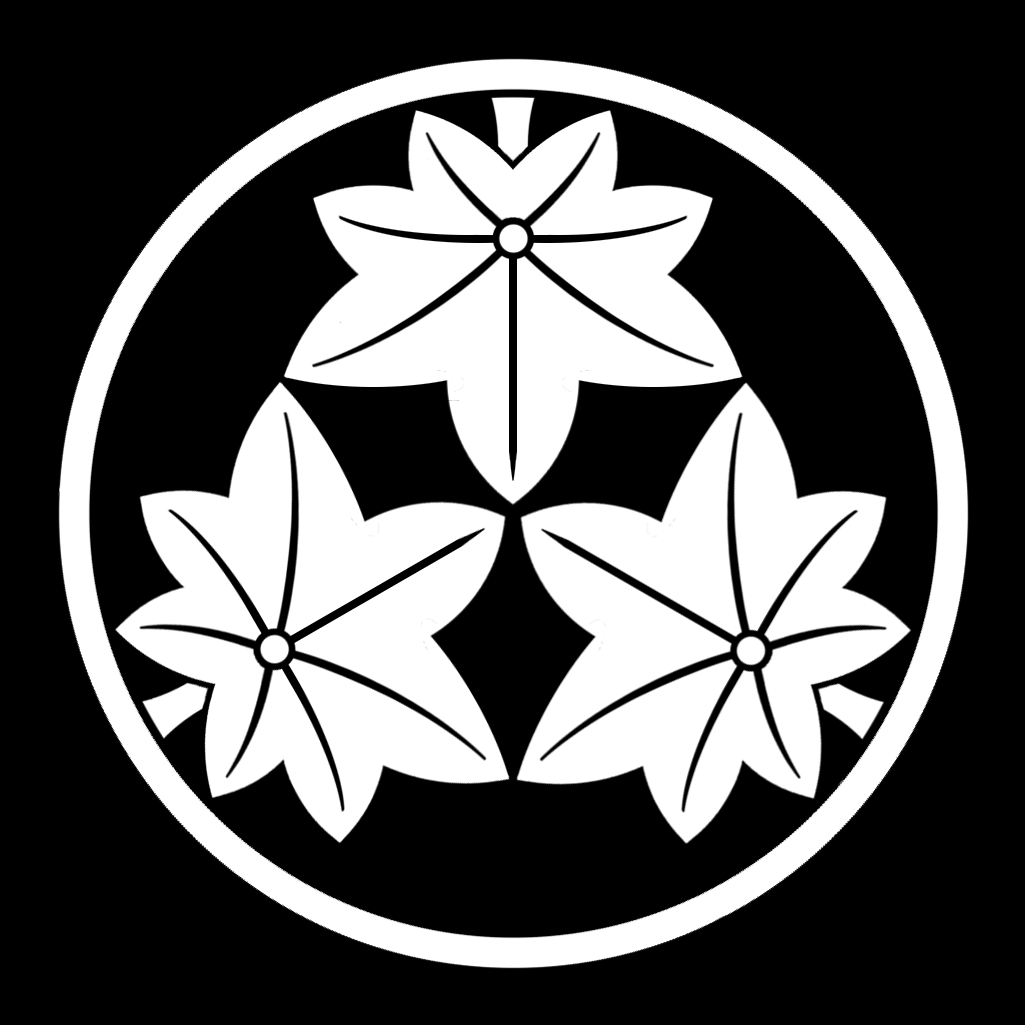
丸に頭合わせ三つ紅葉

### 竜胆
竜胆紋（りんどうもん）は、リンドウを文様化した図案。

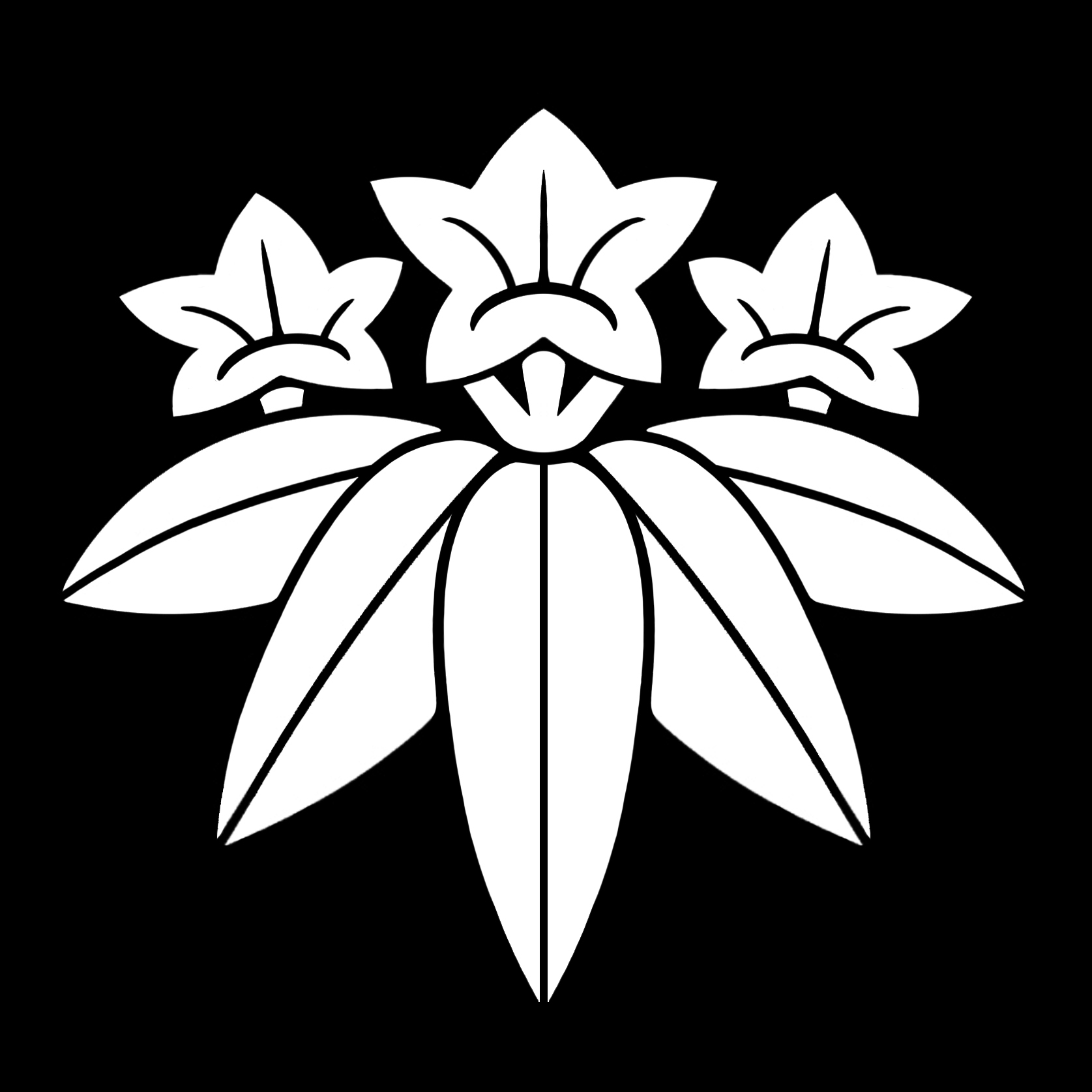
笹竜胆
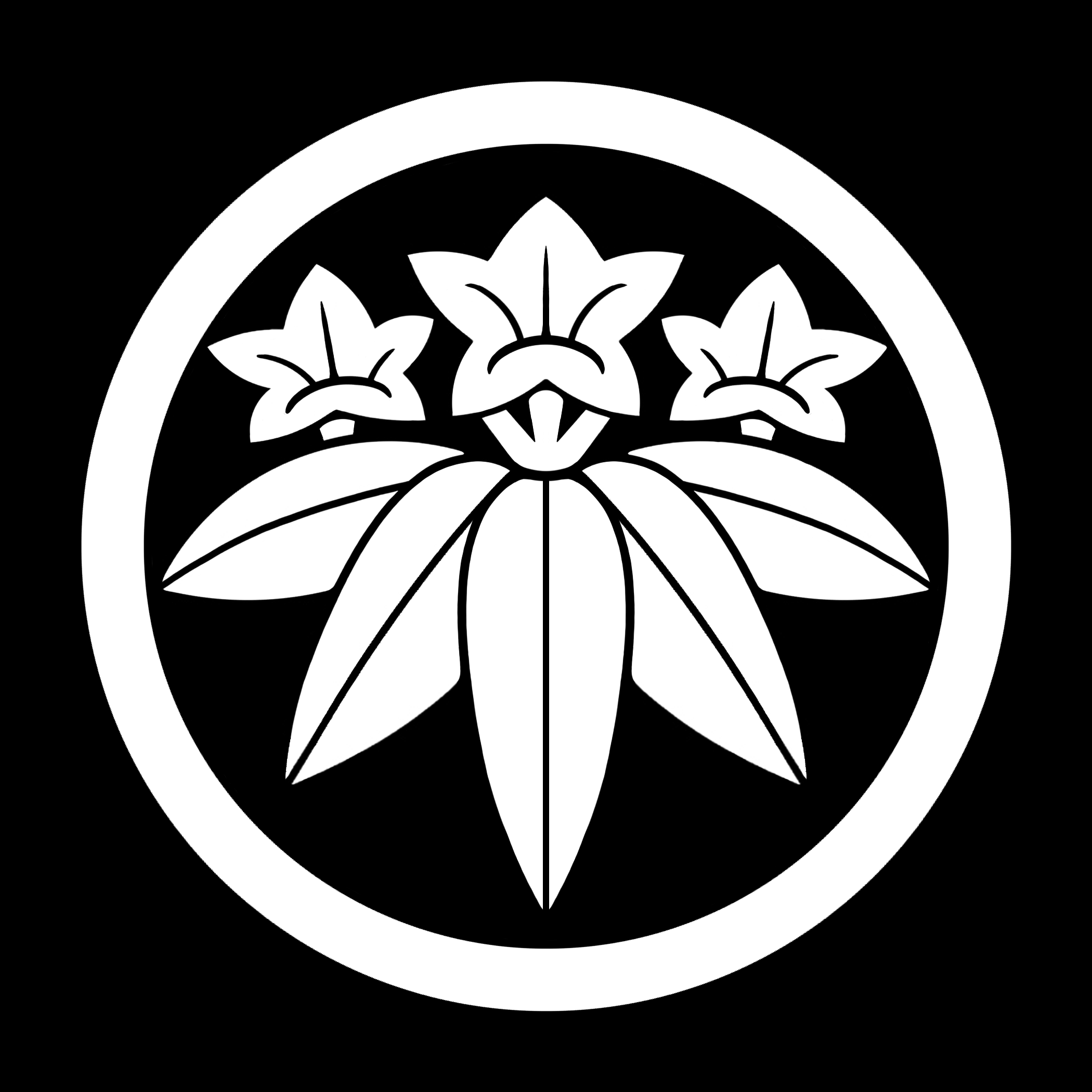
丸に笹竜胆
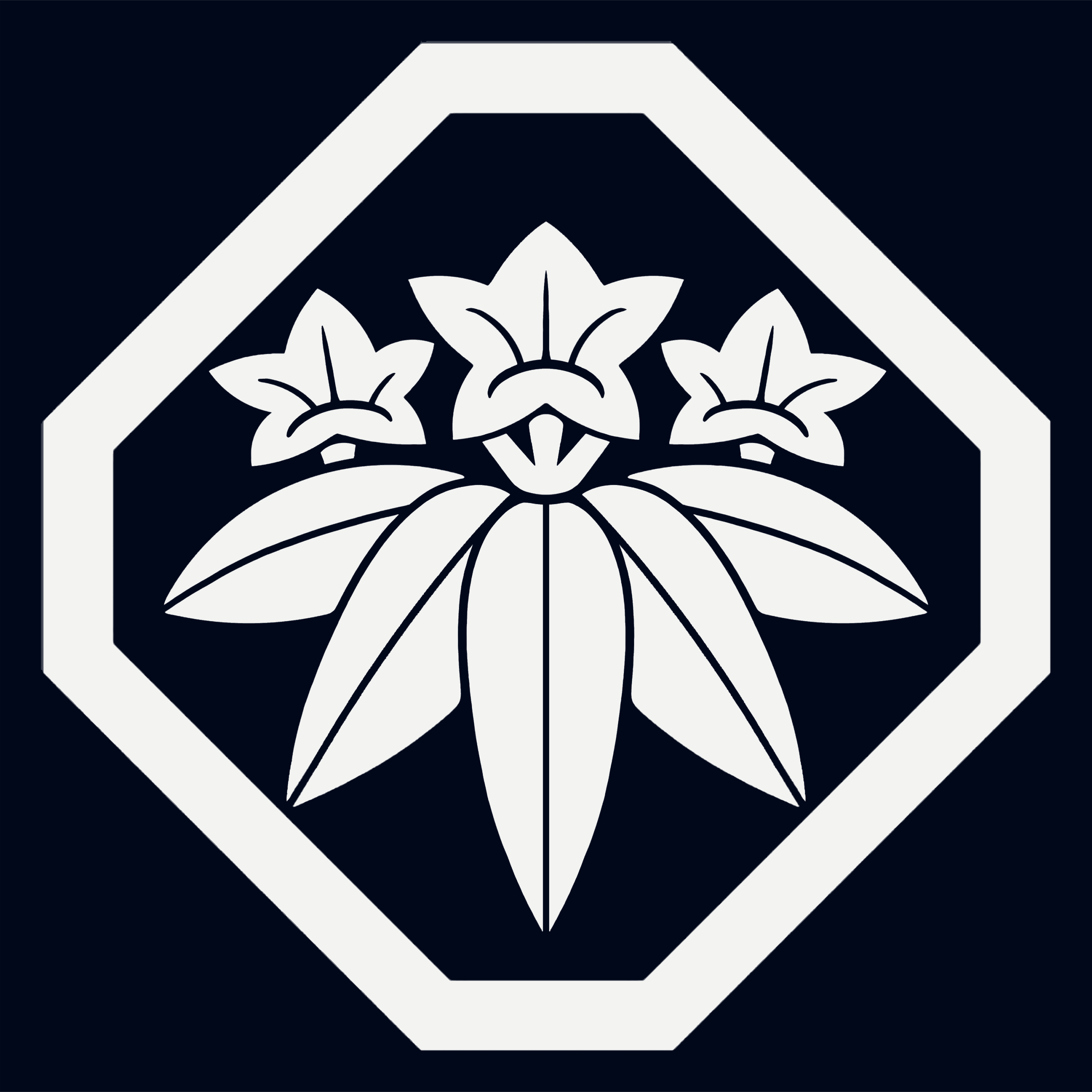
隅切り角に笹竜胆
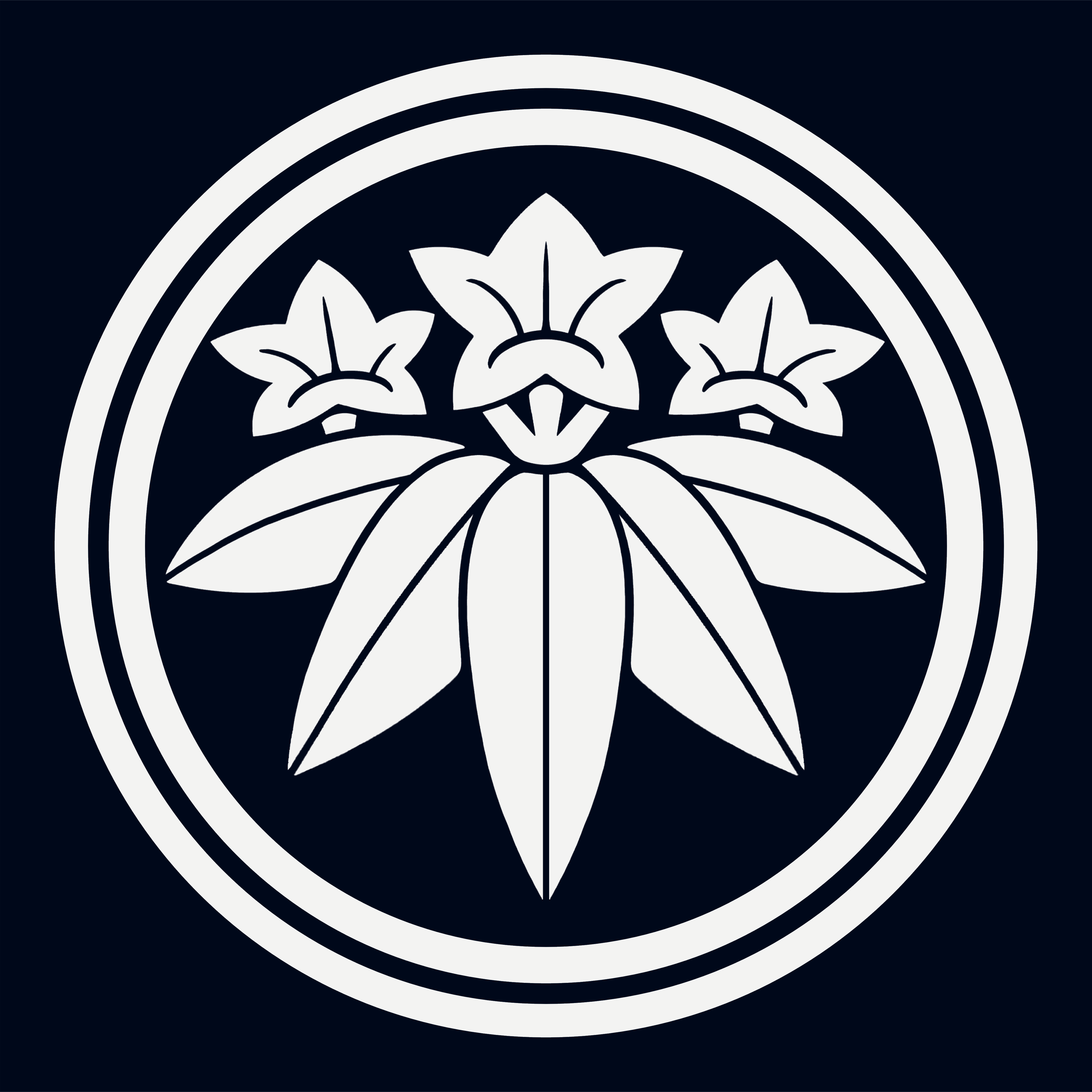
二重輪に笹竜胆
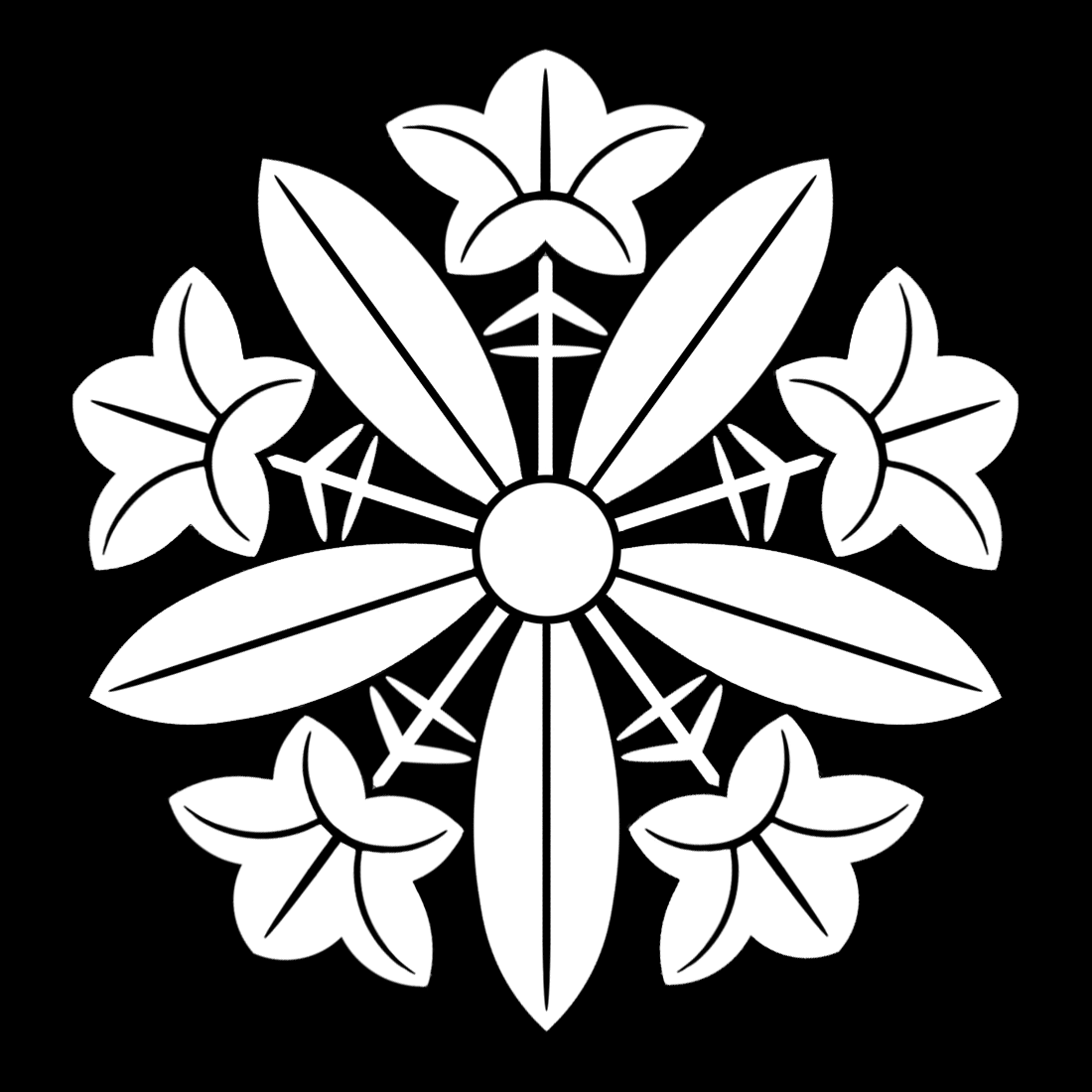
五つ竜胆車

### その他

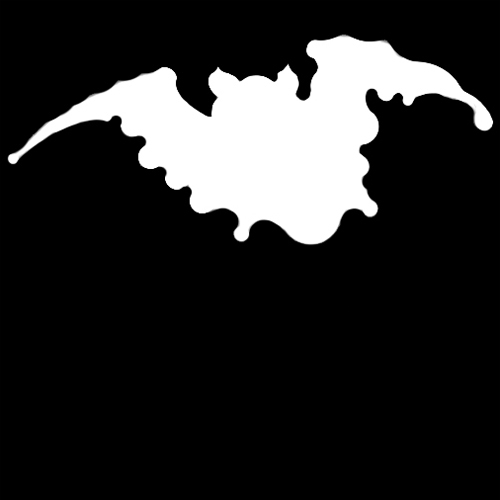
蝙蝠
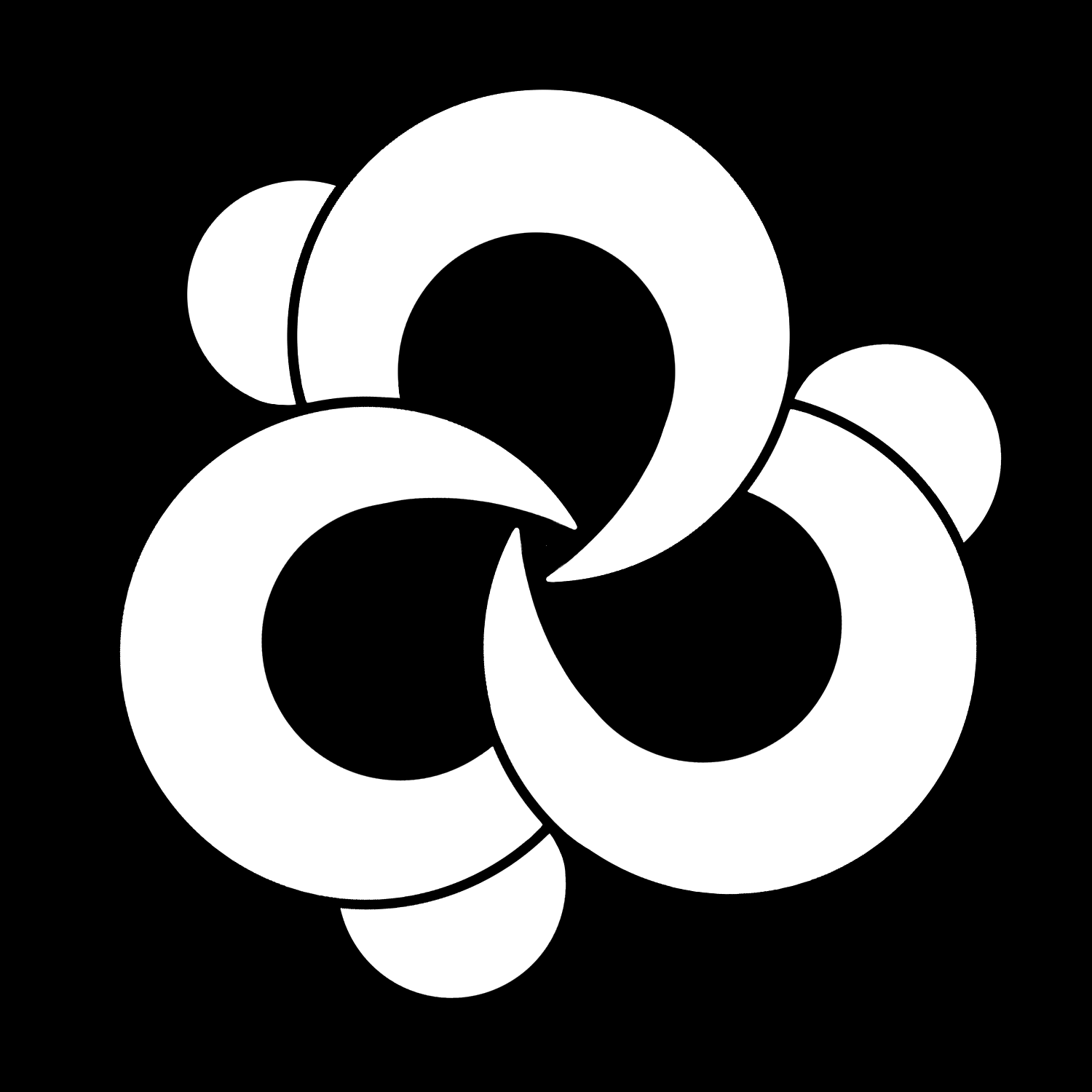
三つ猿
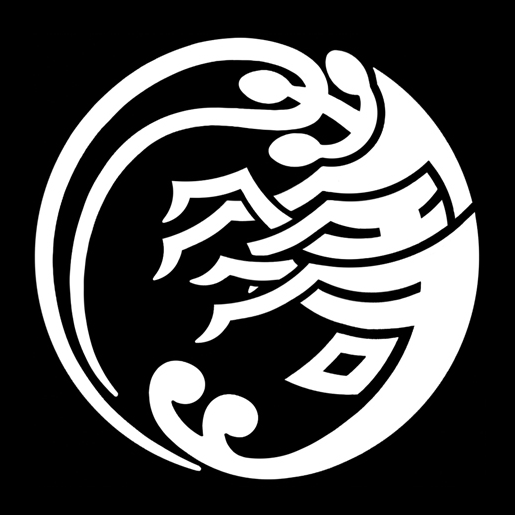
寿海老

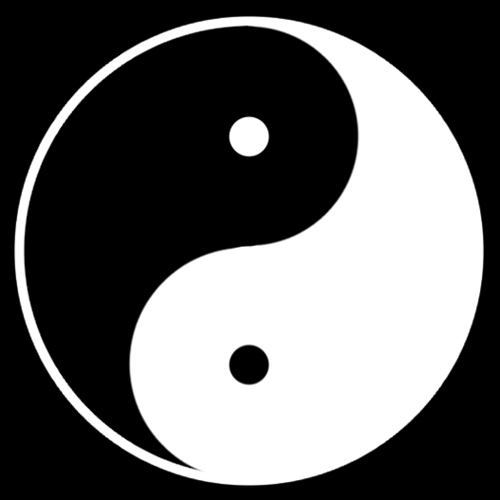
陽陰勾玉巴（寿の字巴）
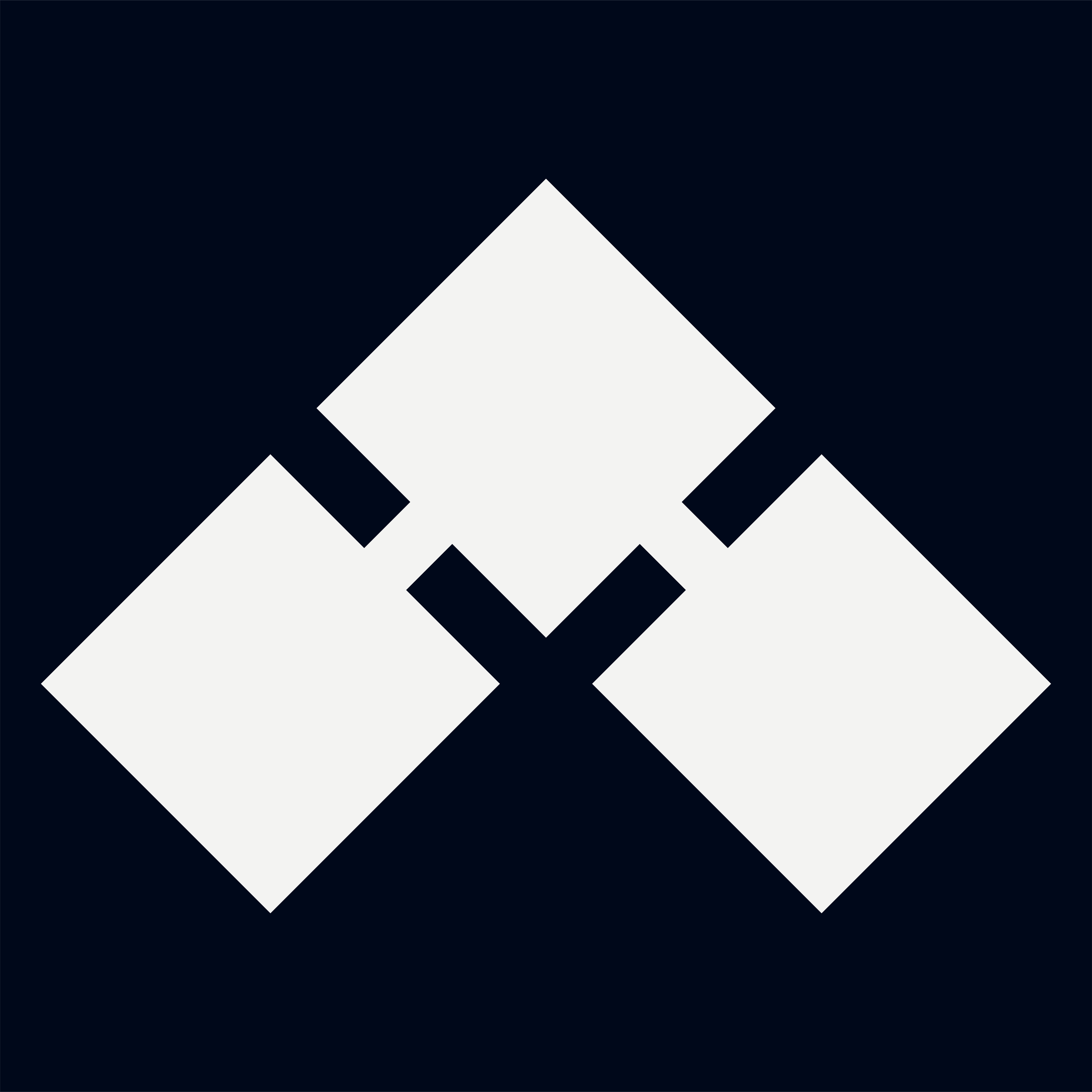
小国氏

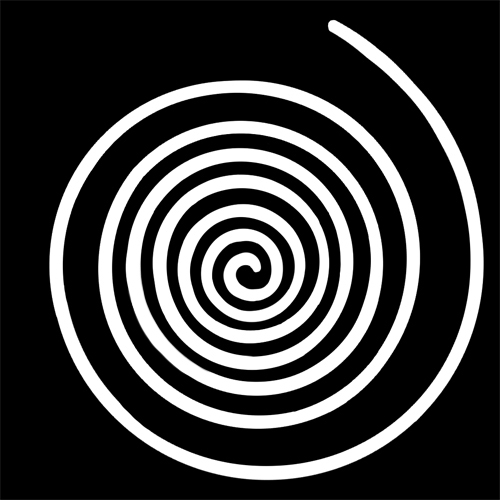
渦巻

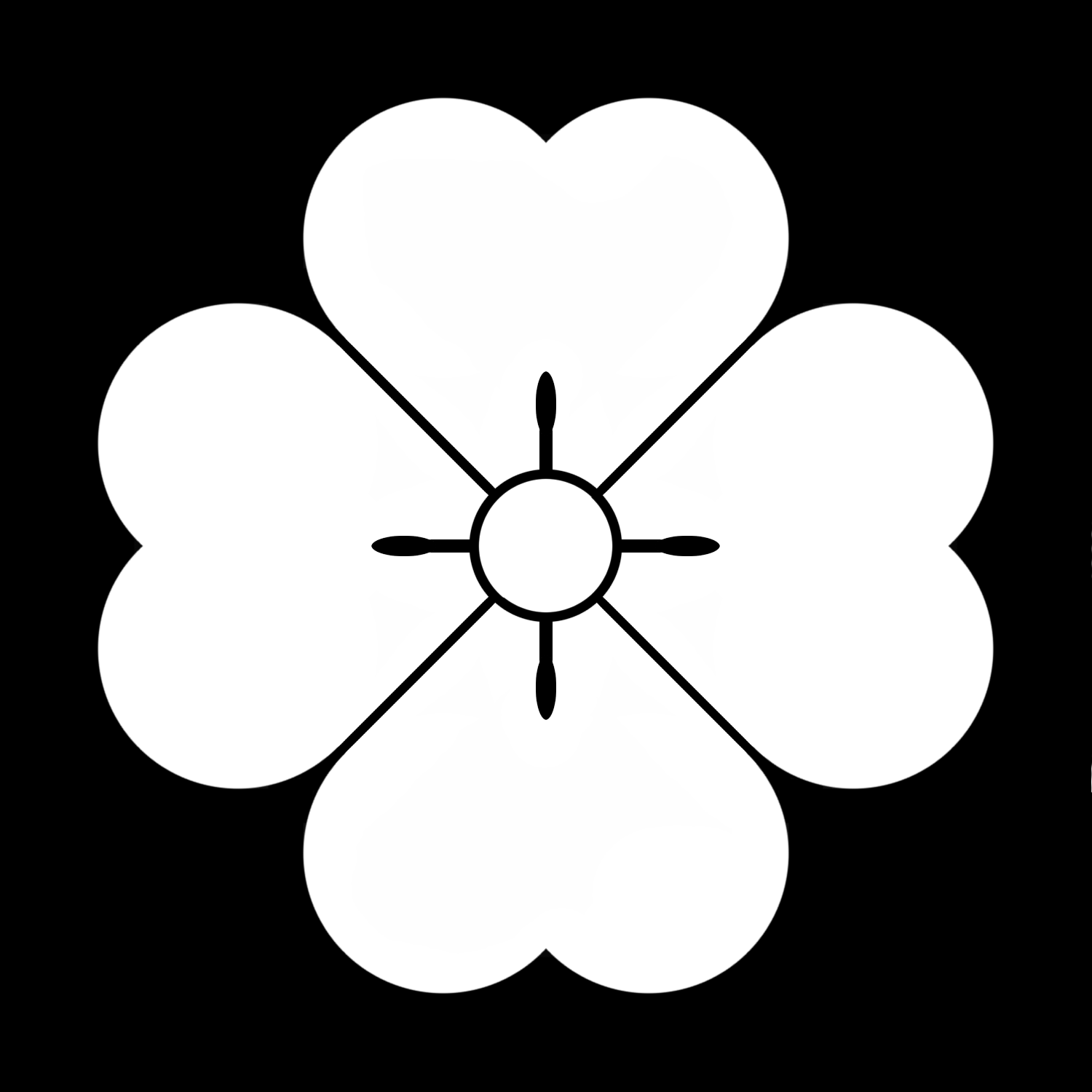
田字草
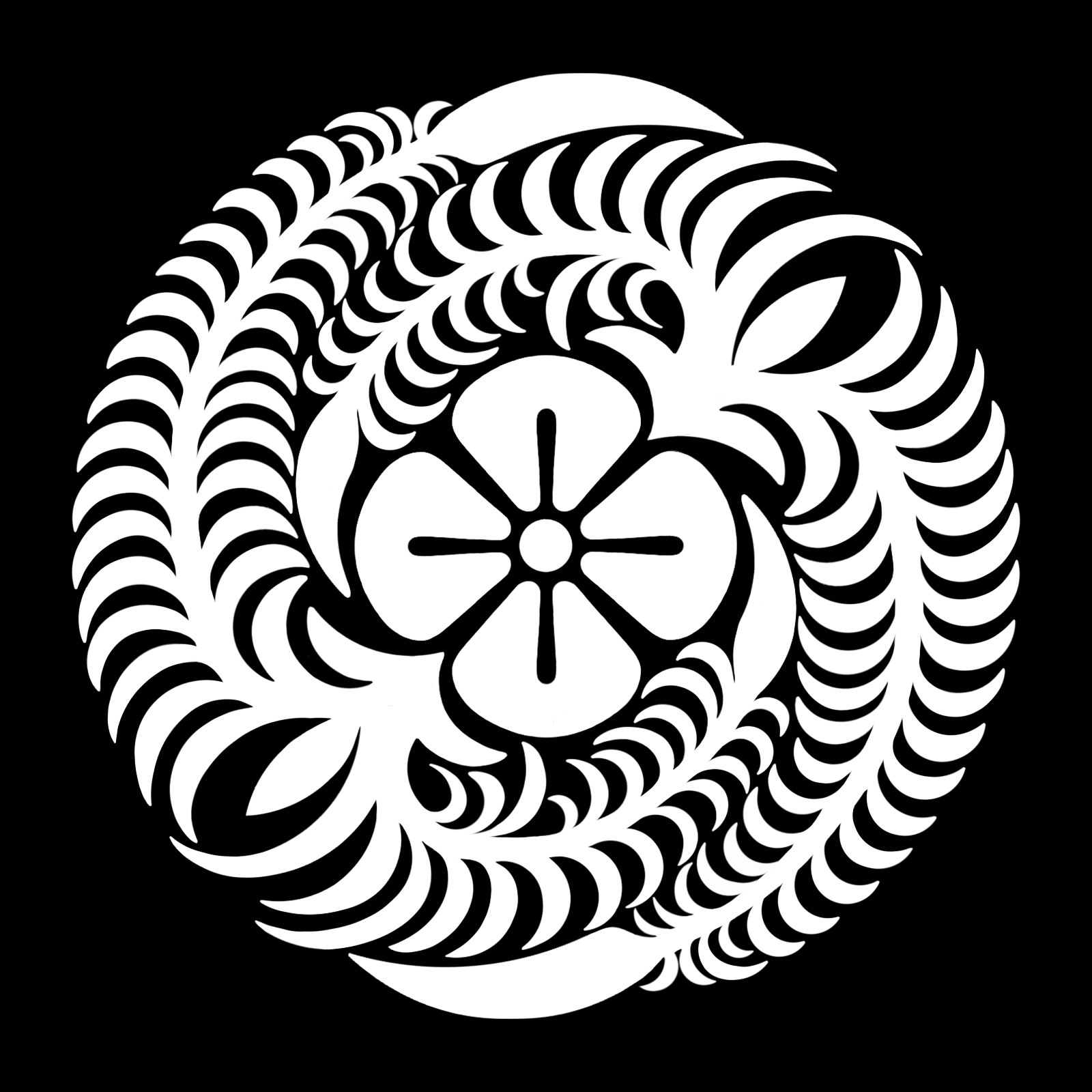
花勝見
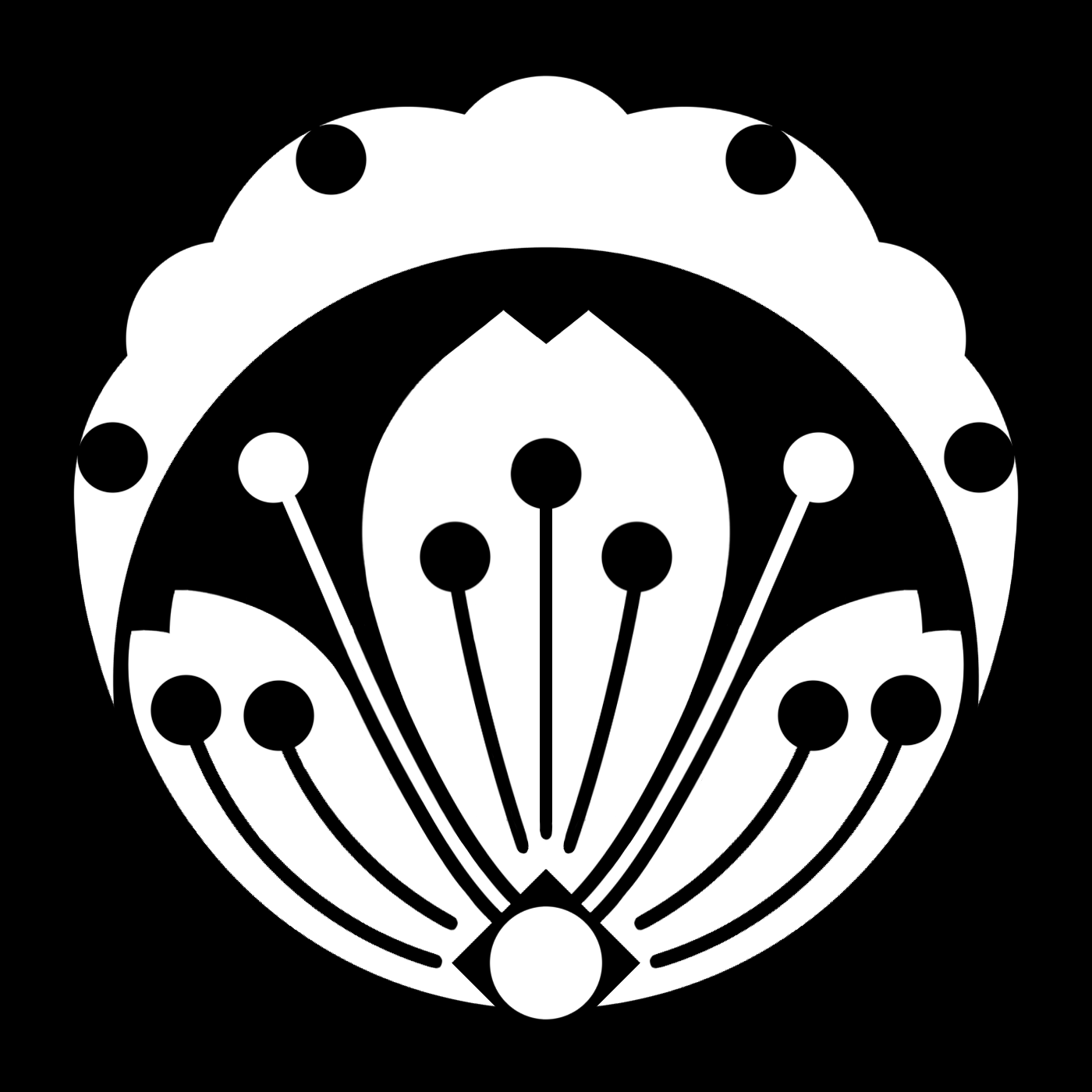
雪月花
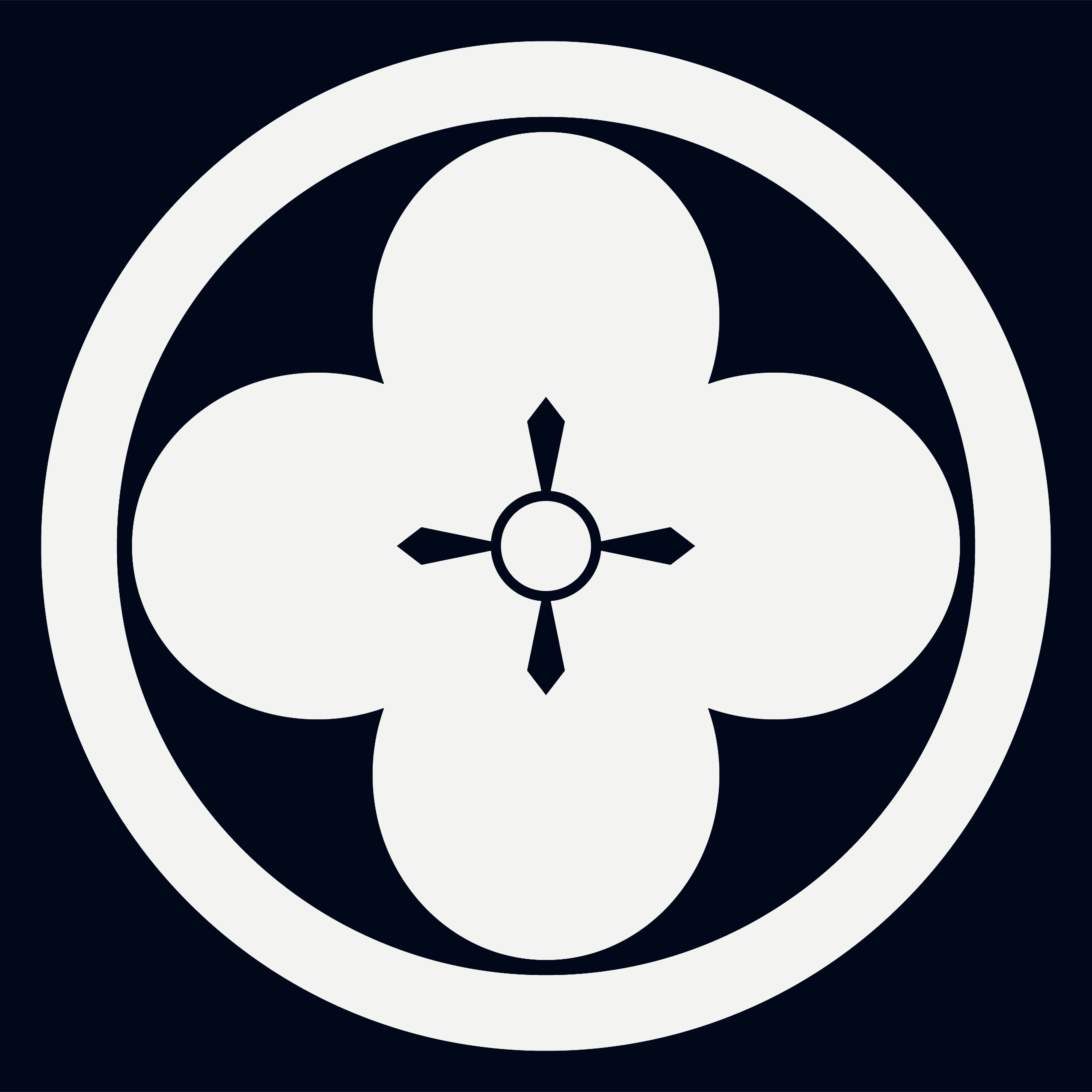
丸に柿の花

## 動物

### 烏紋
烏紋（からすもん）は、カラスを文様化した図案。

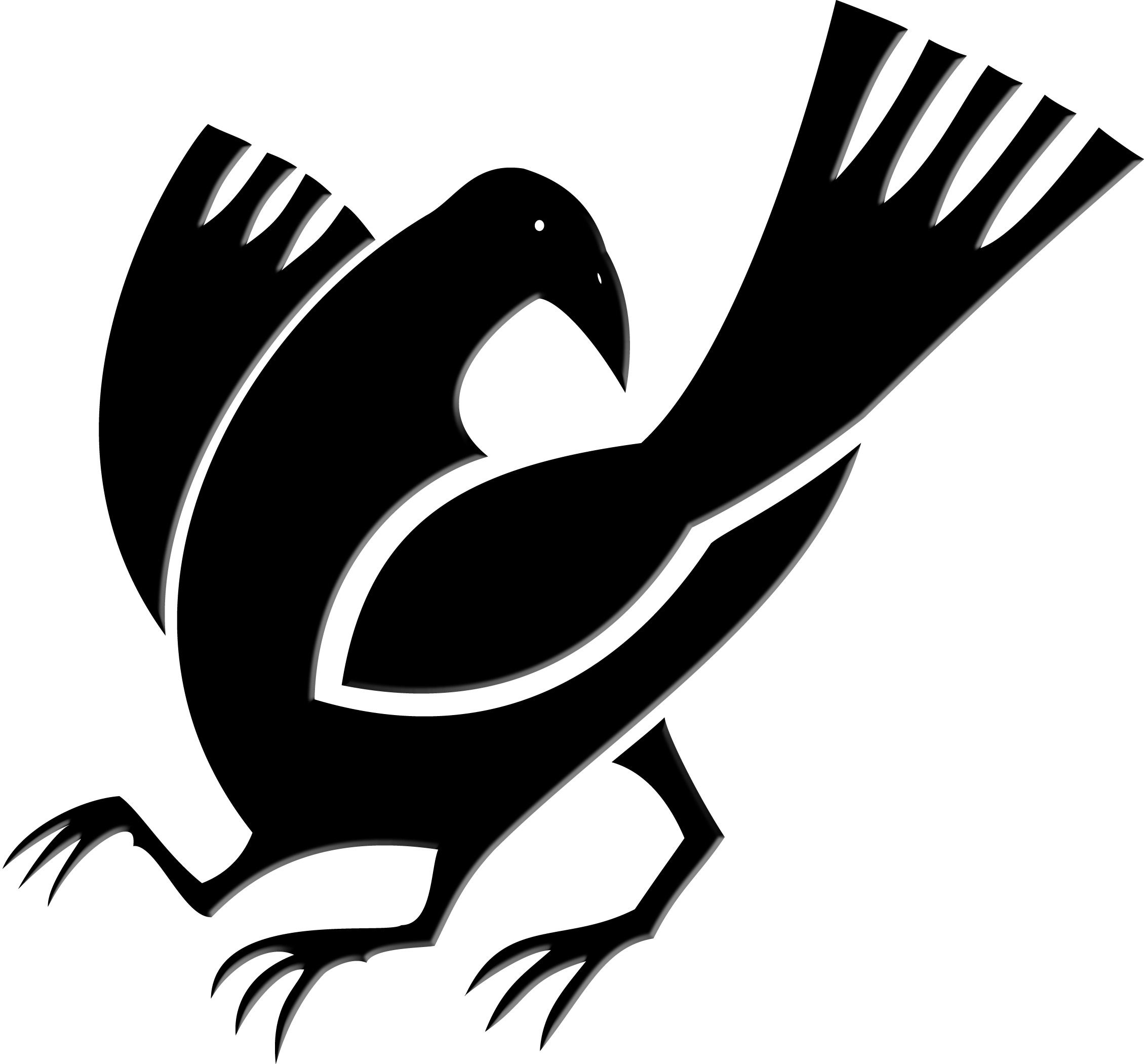
三つ足烏

### 雁金紋
雁金紋（かりがねもん）は、カリガネを文様化した図案。

結び雁金
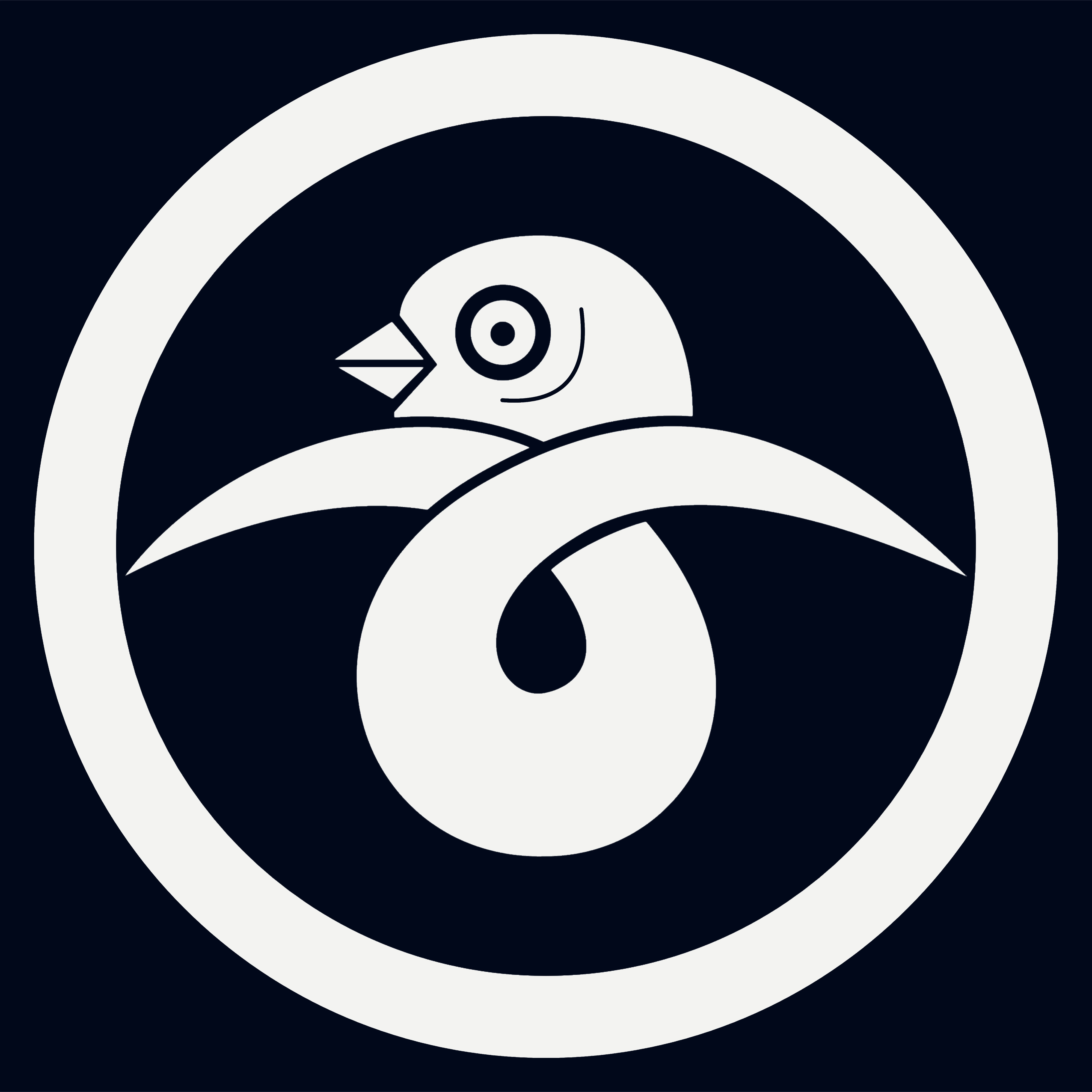
丸に結び雁金
二つ雁金
丸に二つ雁金
増山雁金
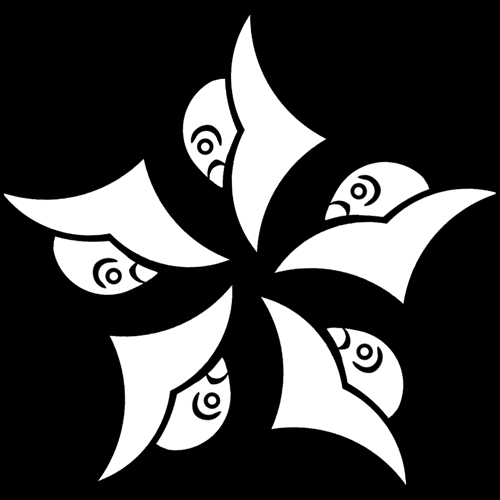
五つ雁金

### 雀紋
雀紋（すずめもん）は、スズメを文様化した図案。

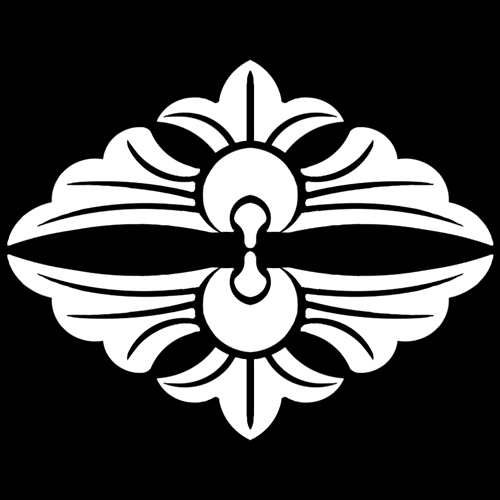
向い雀
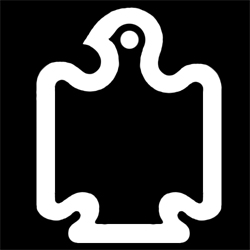
寒雀

### 鷹の羽紋（鷹）
鷹の羽紋（たかのはもん）は、鷹を文様化した図案。十大家紋のひとつ。

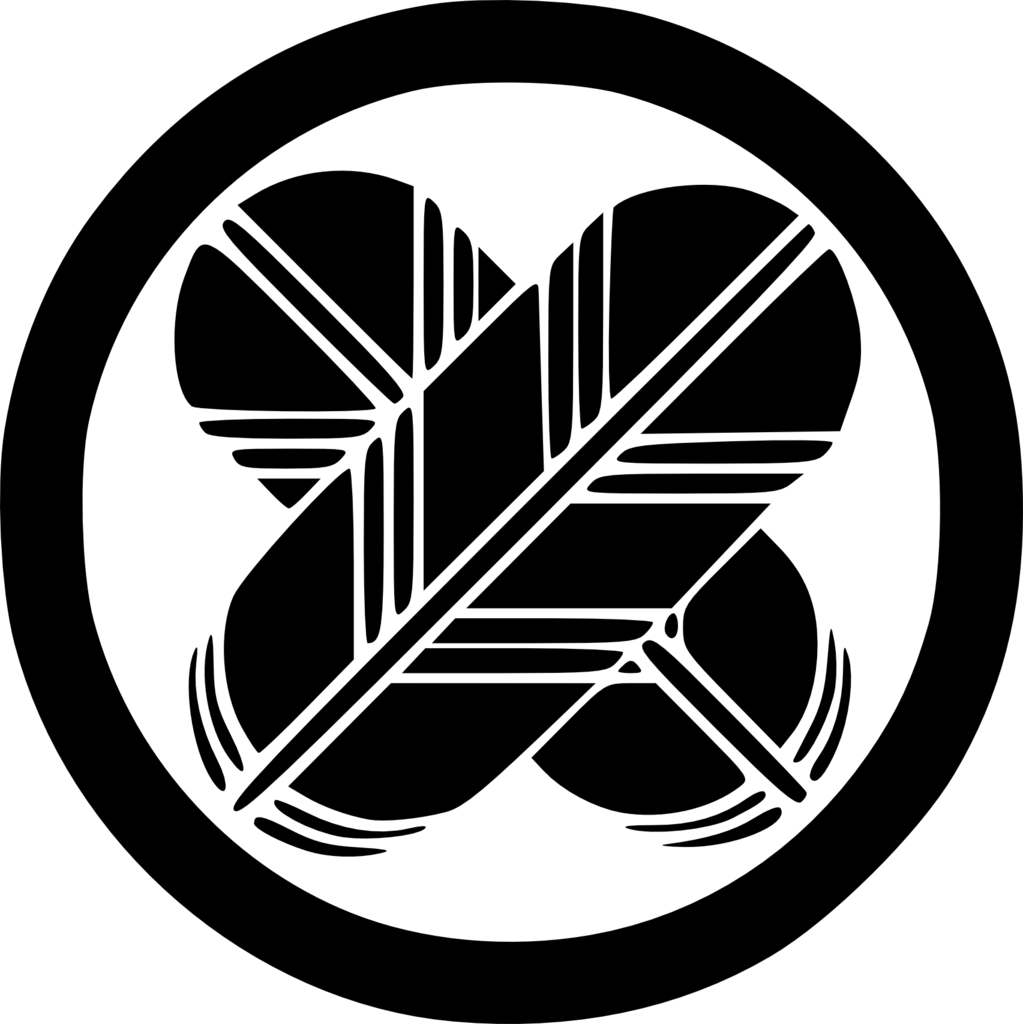
丸に違い鷹の羽
石持に陰違い鷹の羽
変わり丸に右違い鷹の羽（福山鷹の羽）
浅野鷹の羽
三つ並び鷹の羽
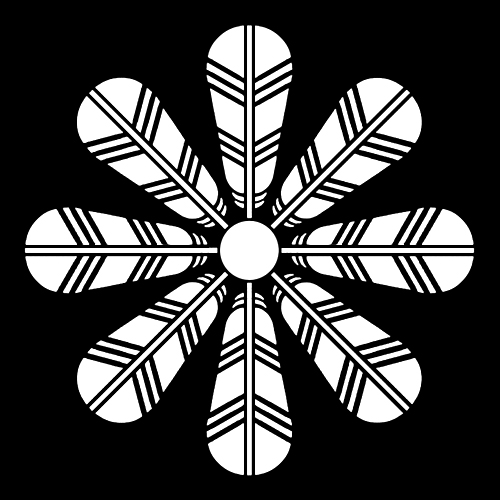
八つ鷹の羽
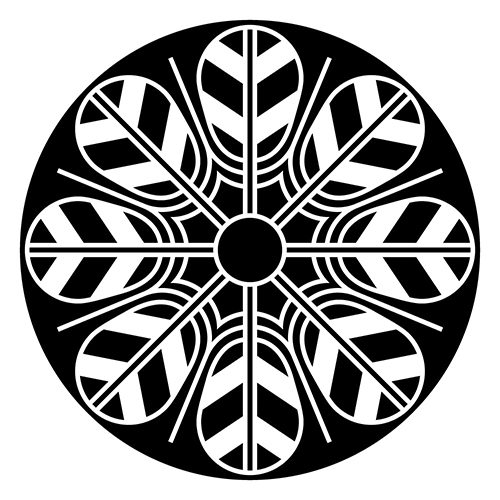
井上鷹の羽

### 千鳥紋
千鳥紋（ちどりもん）は、チドリを文様化した図案。

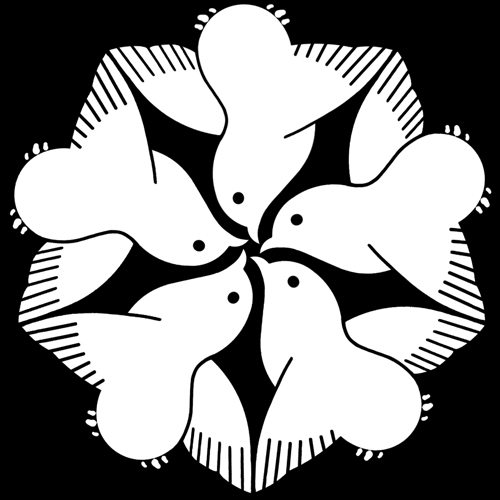
五つ千鳥
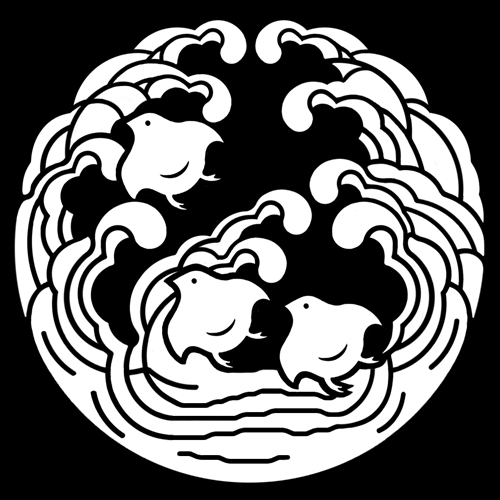
波に千鳥

### 蝶紋
蝶紋（ちょうもん）は、チョウを文様化した図案。

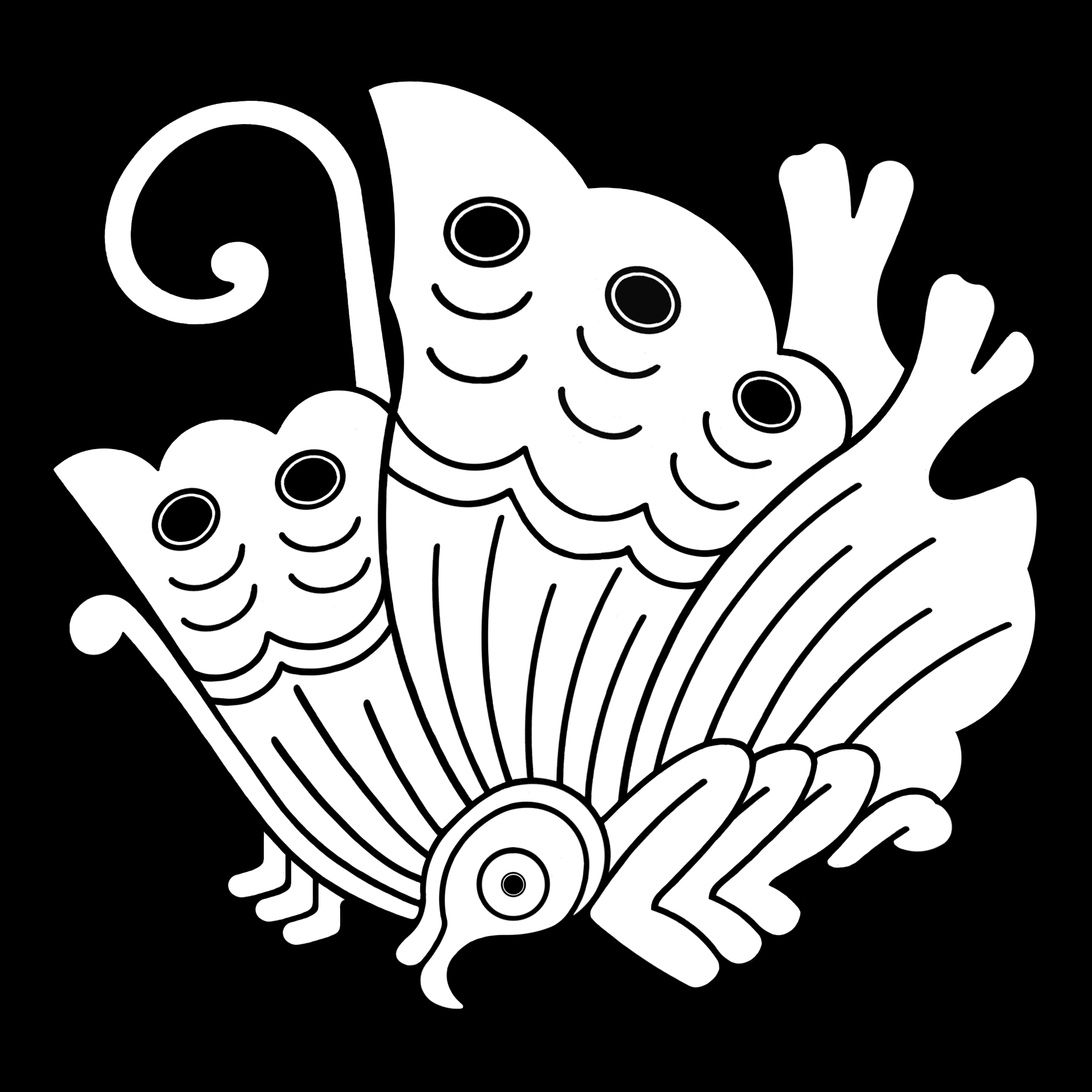
揚羽蝶
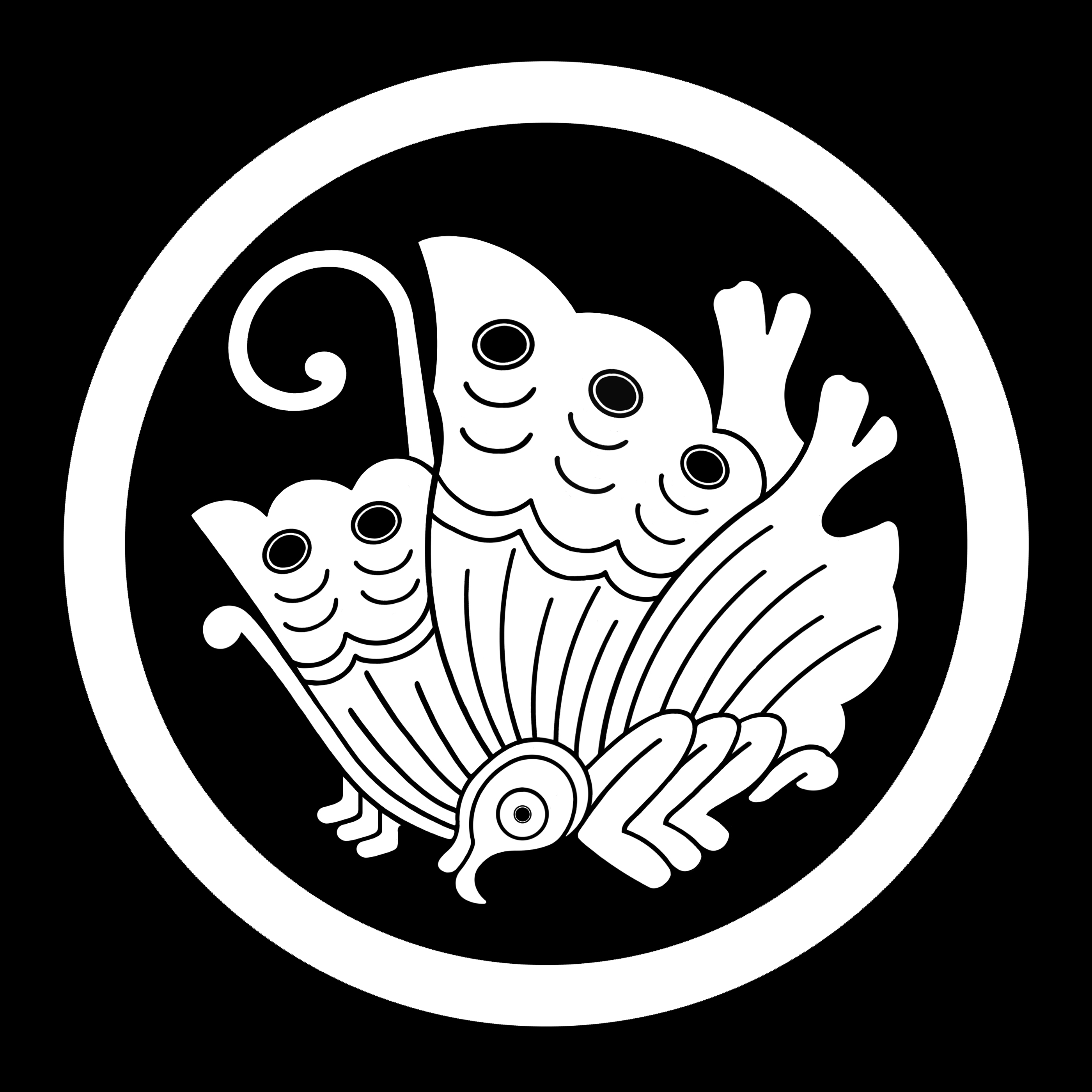
丸に揚羽蝶
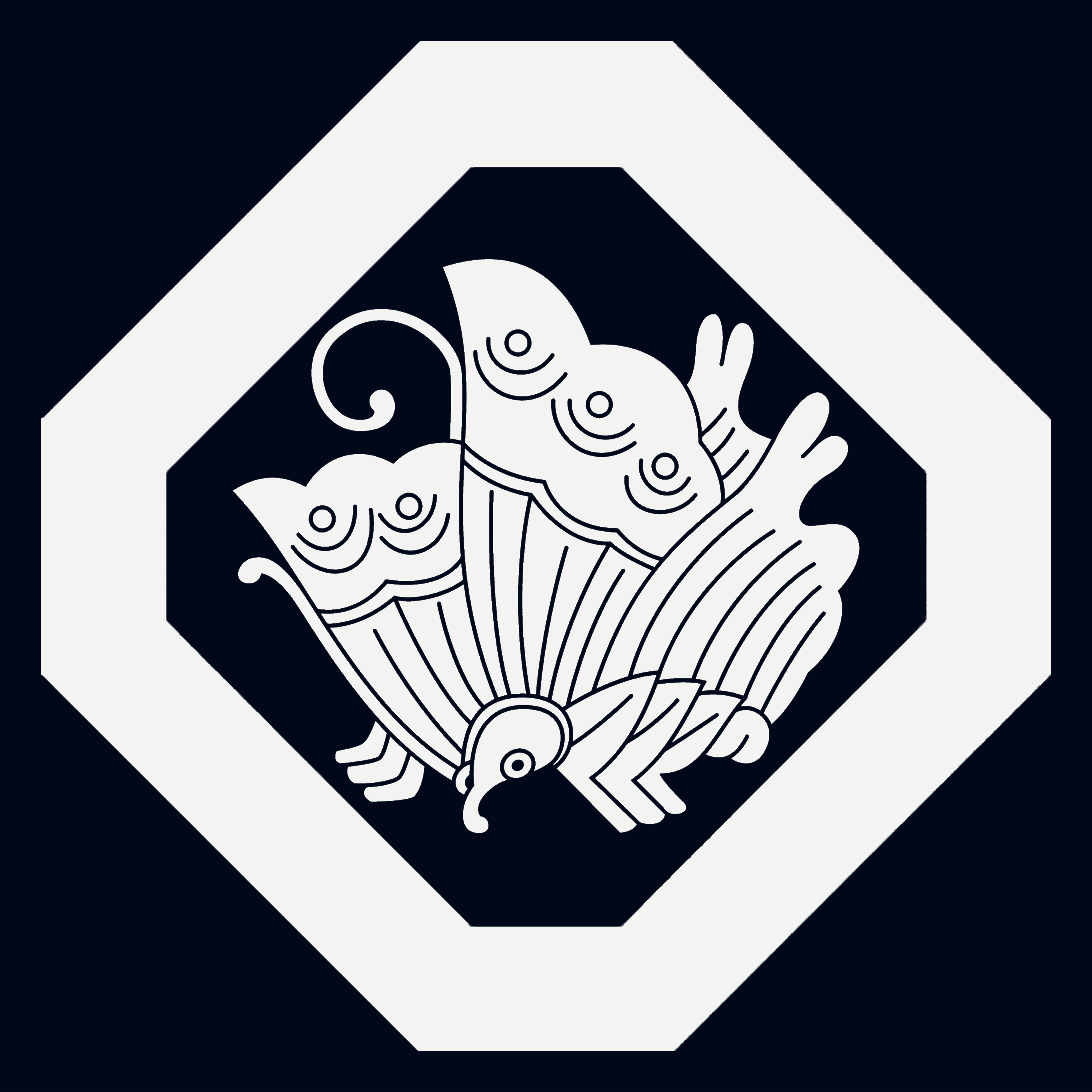
隅切り角に揚羽蝶
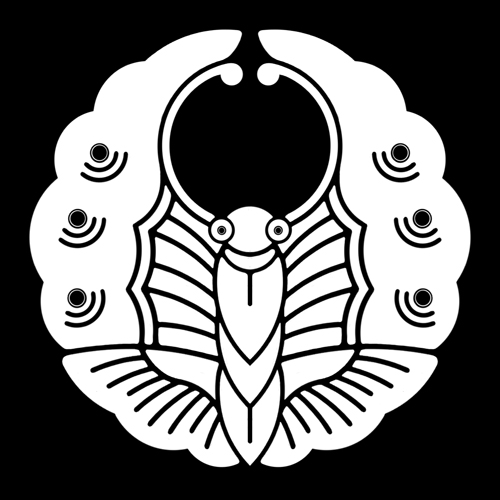
浮線蝶
対い蝶
備前蝶

### 鶴紋
鶴紋（つるもん）は、ツルを文様化した図案。

鶴の丸
三つ飛び鶴
南部鶴
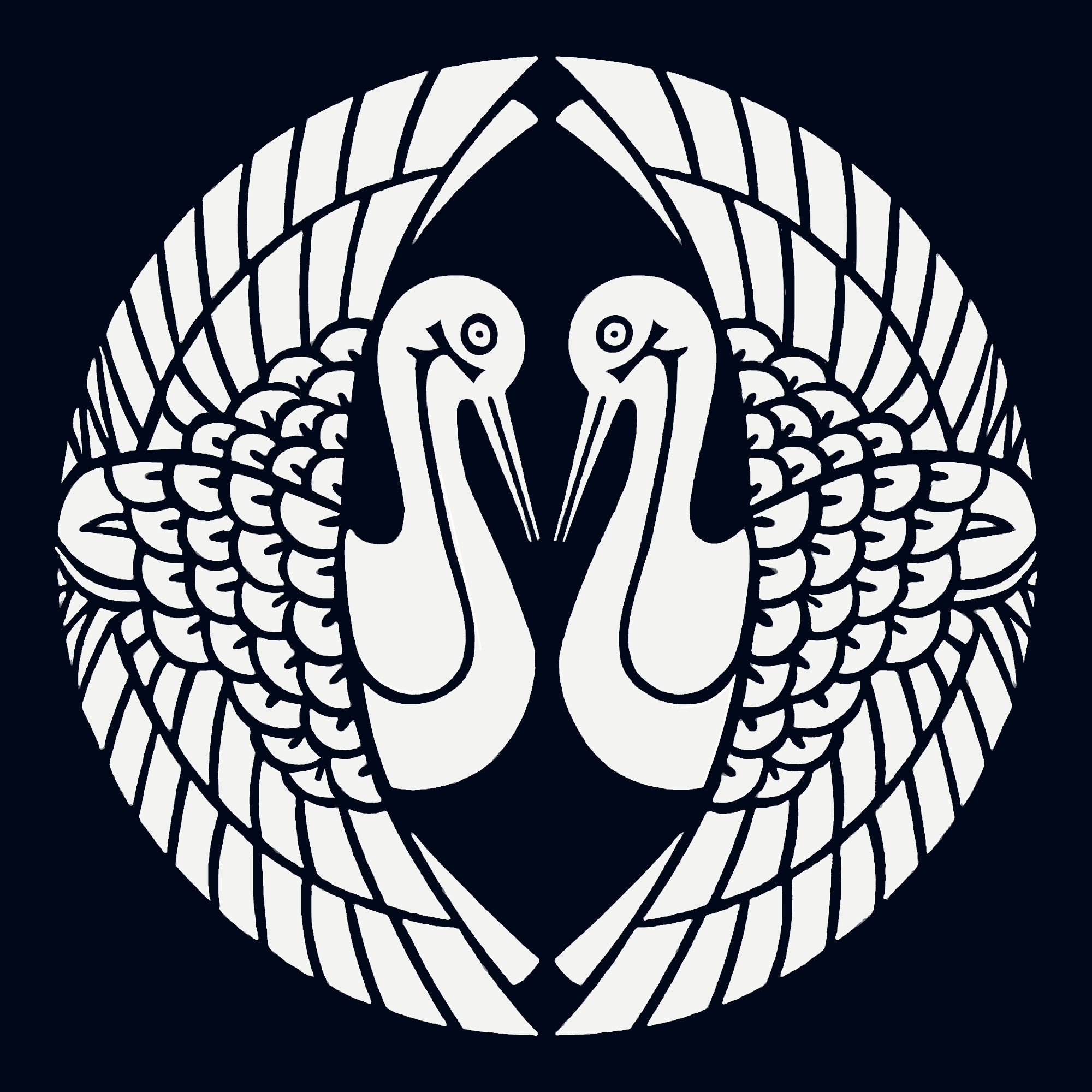
蒲生対い鶴
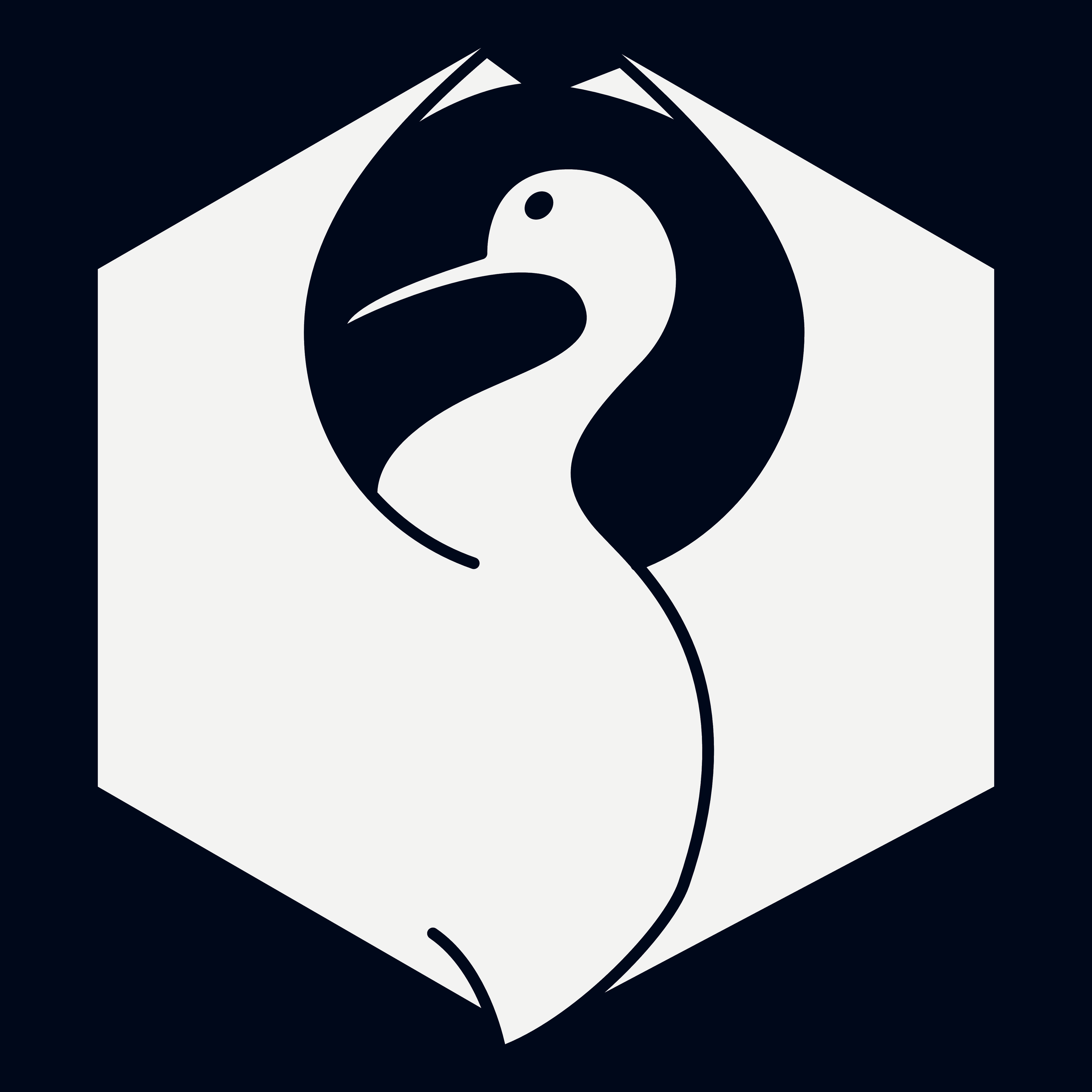
光琳亀甲鶴（こうりん きっこうつる）・六角光琳鶴（ろっかくこうりんつる）

### 鳳凰紋
鳳凰紋（ほうおうもん）は、鳳凰を文様化した図案。

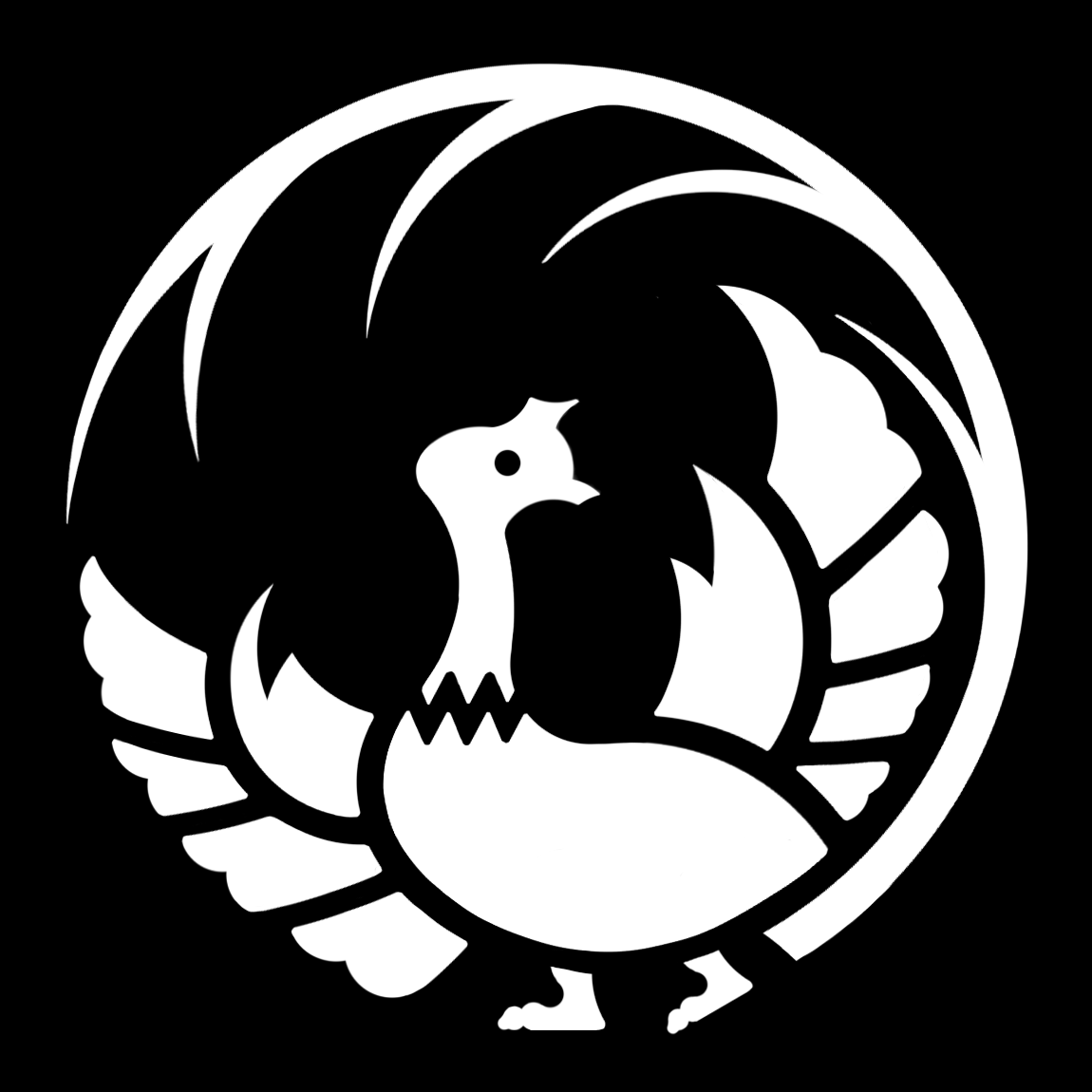
鳳凰の丸

### その他
- 蝙蝠
- 三つ猿
- 寿海老

## 器財

### 団扇紋
団扇紋（うちわもん）は、団扇を文様化した図案。

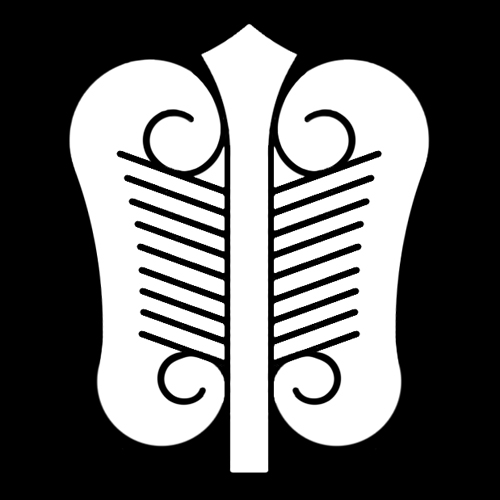
唐団扇
小幡団扇

### 扇紋
扇紋（おおぎもん）は、扇を文様化した図案。

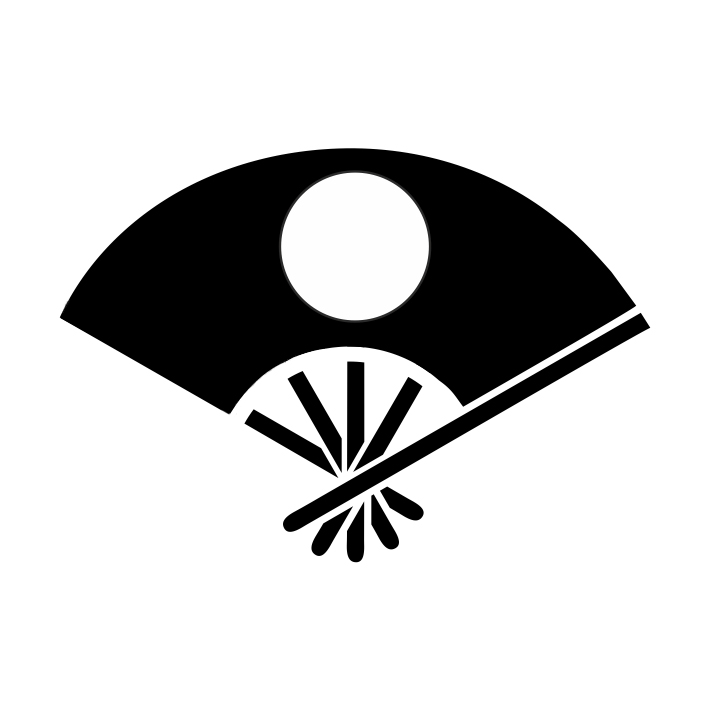
日の丸扇
五本骨扇
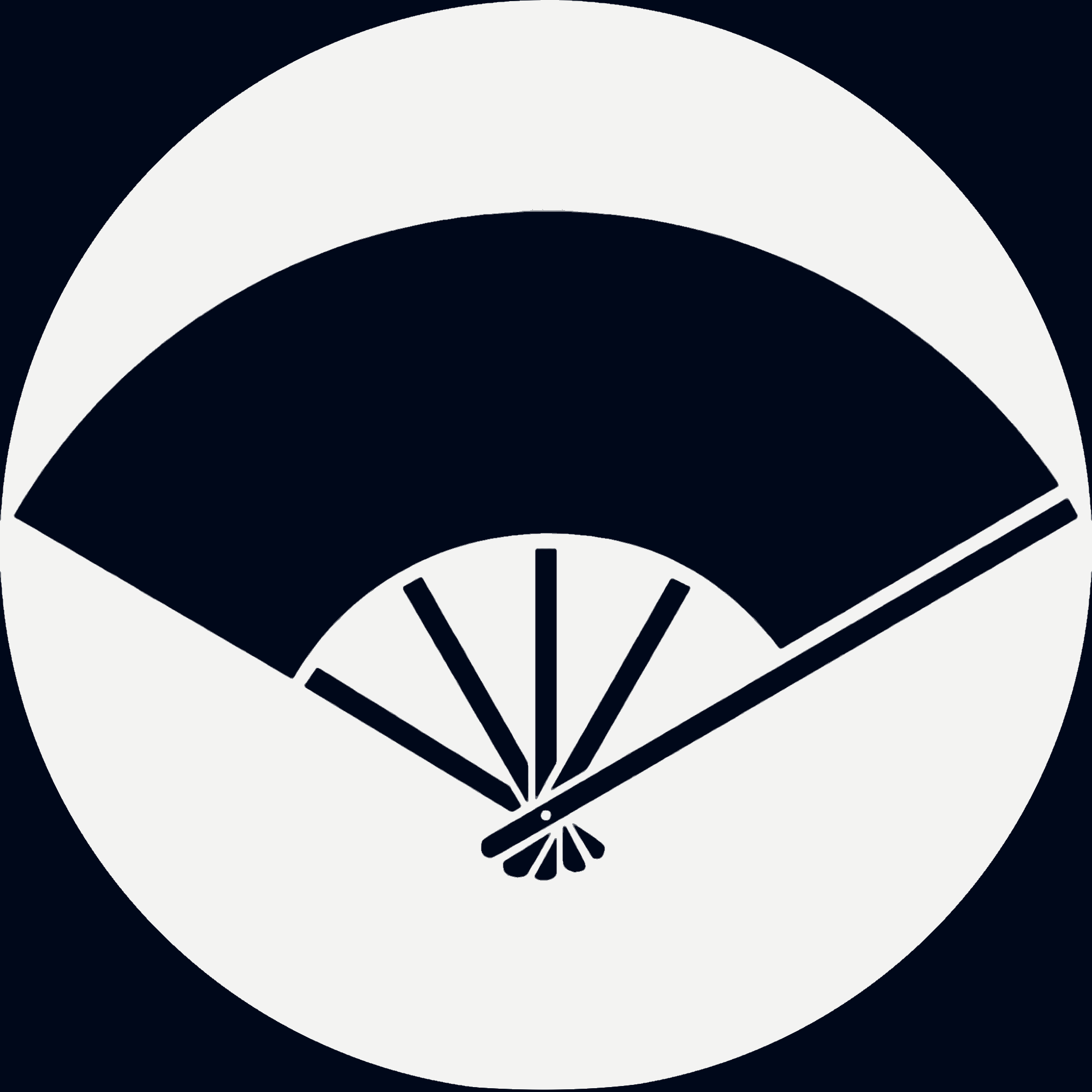
石持ちに五本骨扇（安芸粟屋氏）
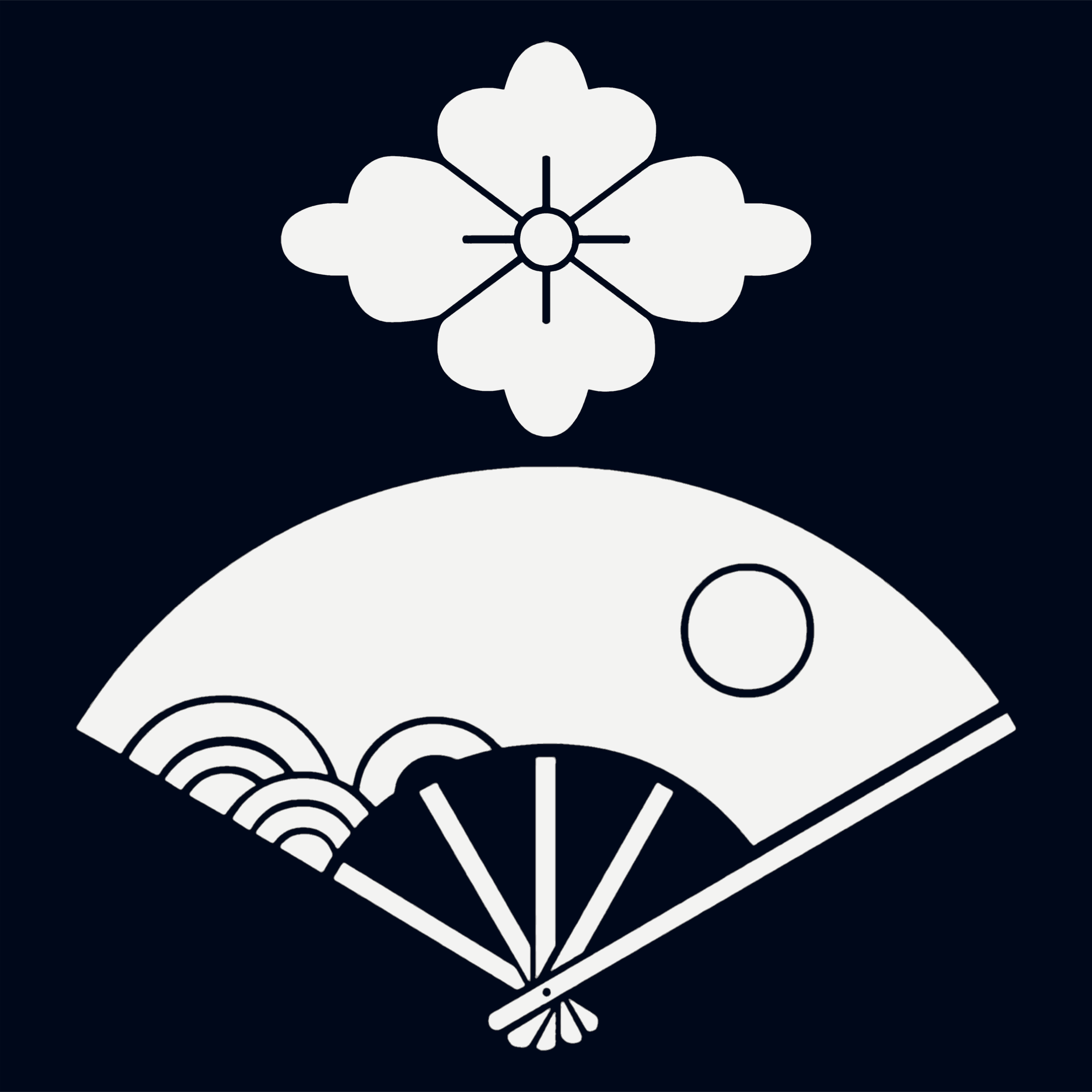
花菱に扇（若狭粟屋氏）
檜扇に鷲の羽（秋田氏）
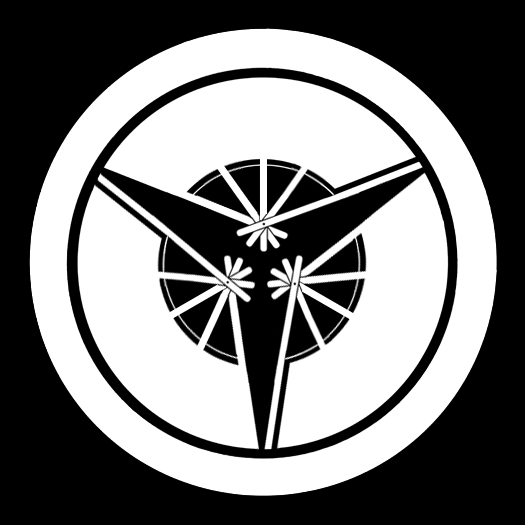
丸に三つ扇
重ね扇に抱き柏
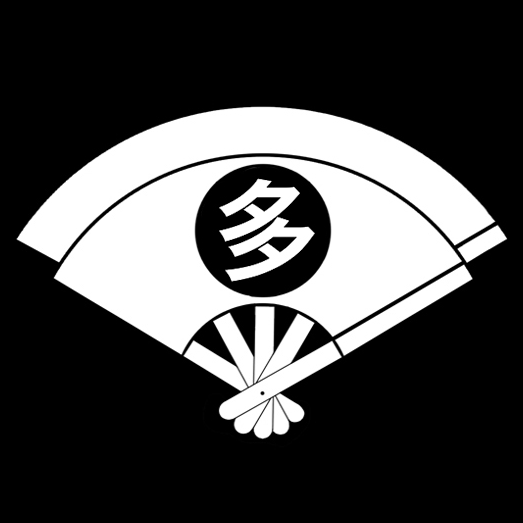
重ね扇に多の字
檜扇

### 額紋
額紋（がくもん）は、額縁を文様化した図案。

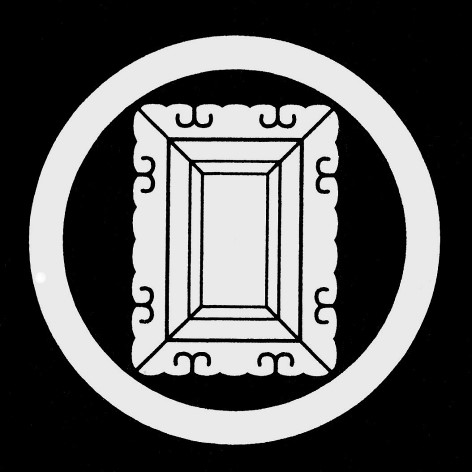
丸に額
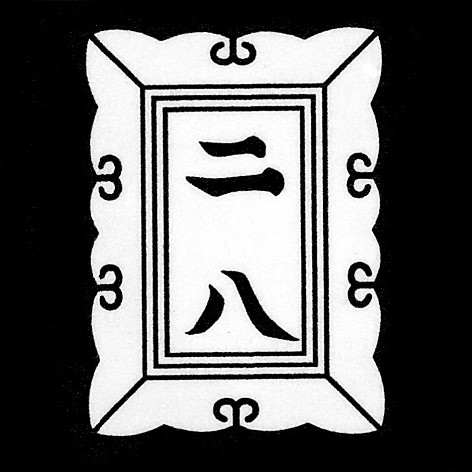
額に二八文字

### 笠紋（傘）
笠紋（かさもん）は、笠を文様化した図案。傘も含む。

柳生笠

### 杏葉紋
杏葉紋（ぎょうようもん）は、馬に装着する装飾品（杏葉）の図案。茗荷紋の元になった文様である。

抱き杏葉
抱き陰杏葉
抱き筋杏葉
抱き花杏葉
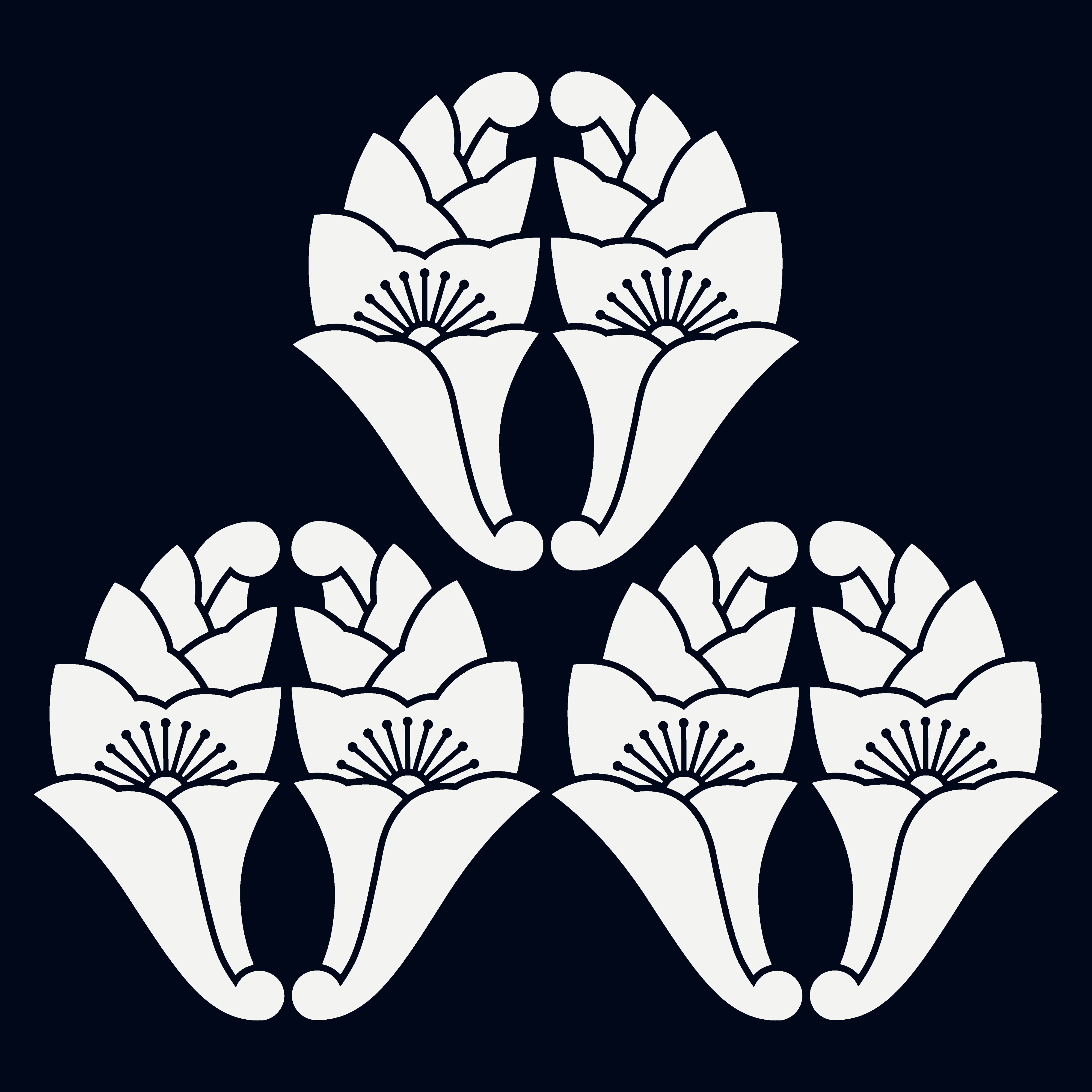
三つ盛り杏葉（目賀田氏）

### 釘抜紋
釘抜紋（くぎぬきもん）は、釘抜を文様化した図案。

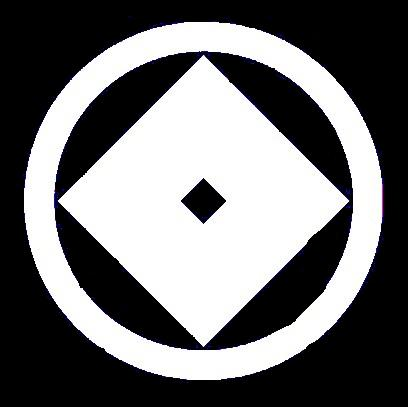
丸に釘抜
違い釘抜

### 轡紋
轡紋（くつわもん）は、轡を文様化した図案。

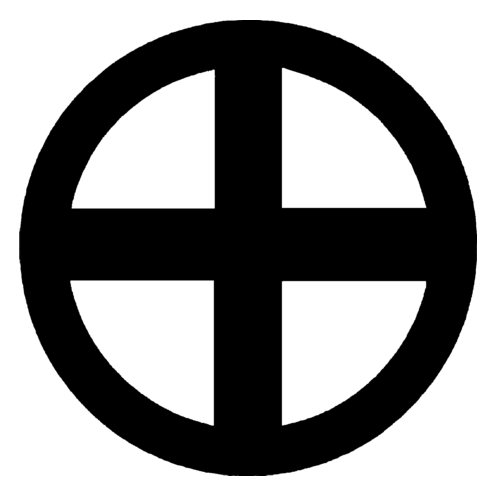
轡

### 久留子紋（十字架）
久留子紋（くるすもん）は、十字架を文様化した図案。

中川家久留子
花久留子

### 車紋
車紋（くるまもん）は、車輪を文様化した図案。

源氏車
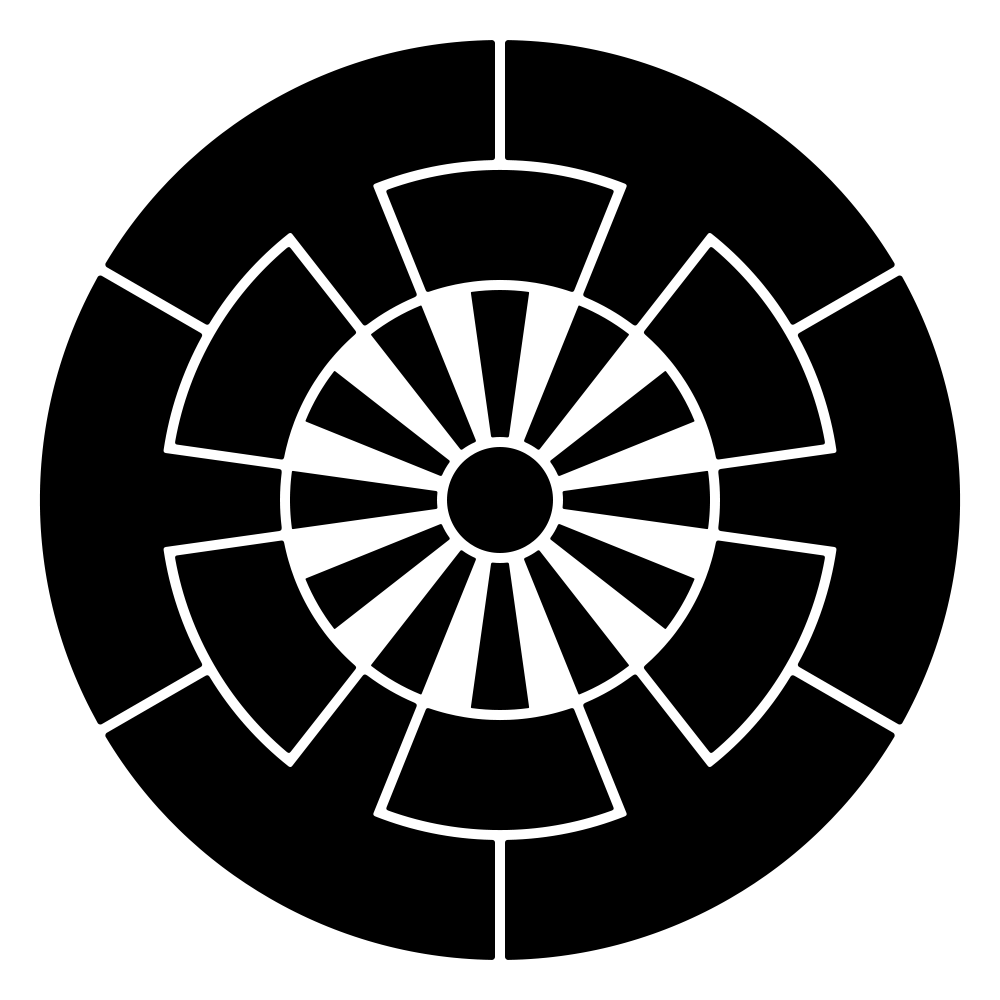
榊原源氏車

### 蛇の目紋（弦巻）
蛇の目紋（じゃのめもん）は、円形を文様化した図案。弦巻の名称のほうが古い。

蛇の目
弦巻
七つ蛇の目
三つ盛蛇の目

### 州浜紋
州浜紋（すはまもん）は、州浜を文様化した図案。

洲浜
鬼洲浜

### 銭紋
銭紋（ぜにもん）は、銭を文様化した図案。

裏銭
青山銭
永楽銭
九曜銭
六連銭
安部銭

### 槌紋
槌紋（つちもん）は、槌を文様化した図案。

槌
六つ槌車

### 分銅紋
分銅紋（ふんどうもん）は、分銅を文様化した図案。

分銅
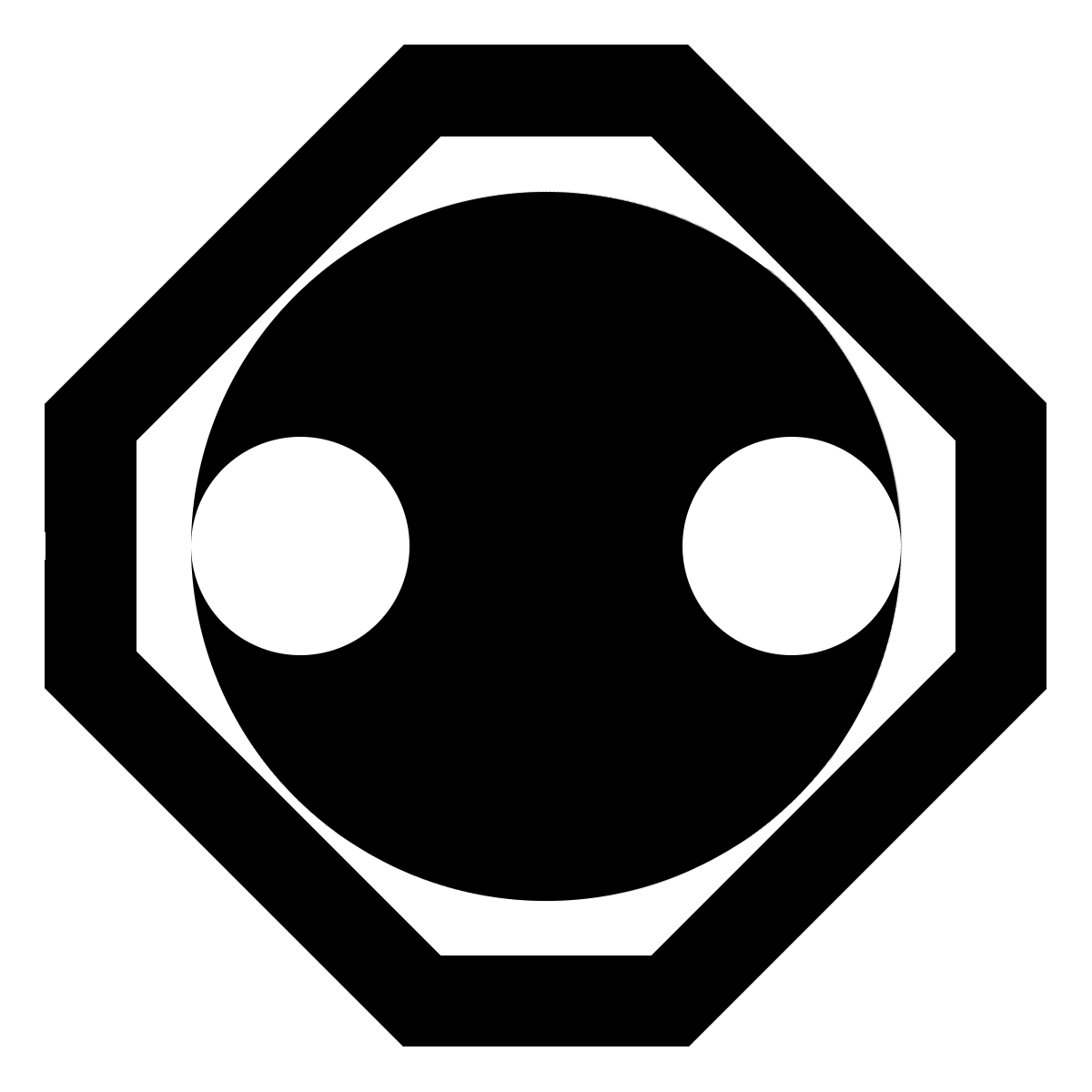
折敷に分銅
分銅桜

### 幣紋
幣紋（へいもん）は、幣を文様化した図案。

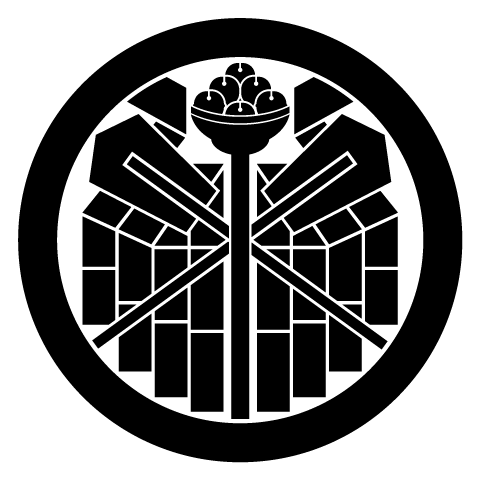
鈴御幣

### 枡（升）
枡紋（ますもん）は、枡を文様化した図案。

三つ入子枡

### 守紋
守紋（まもりもん）は、お守りを文様化した図案。

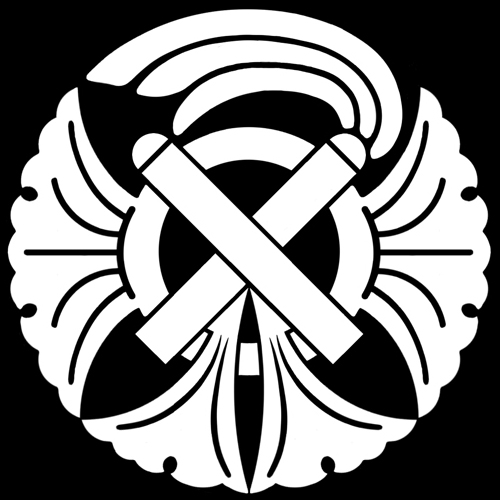
銀杏守（祇園銀杏）
祇園守
柳川守
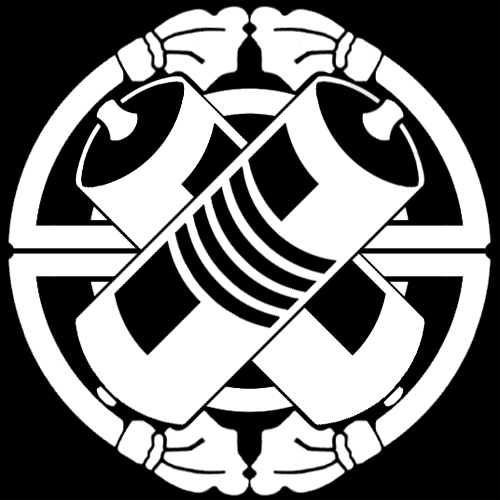
成駒屋祇園守

### 鞠紋
鞠紋（まりもん）は、鞠を文様化した図案。

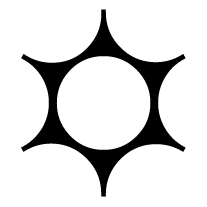
鞠挟

### 矢紋
矢紋（やもん）は、矢を文様化した図案。

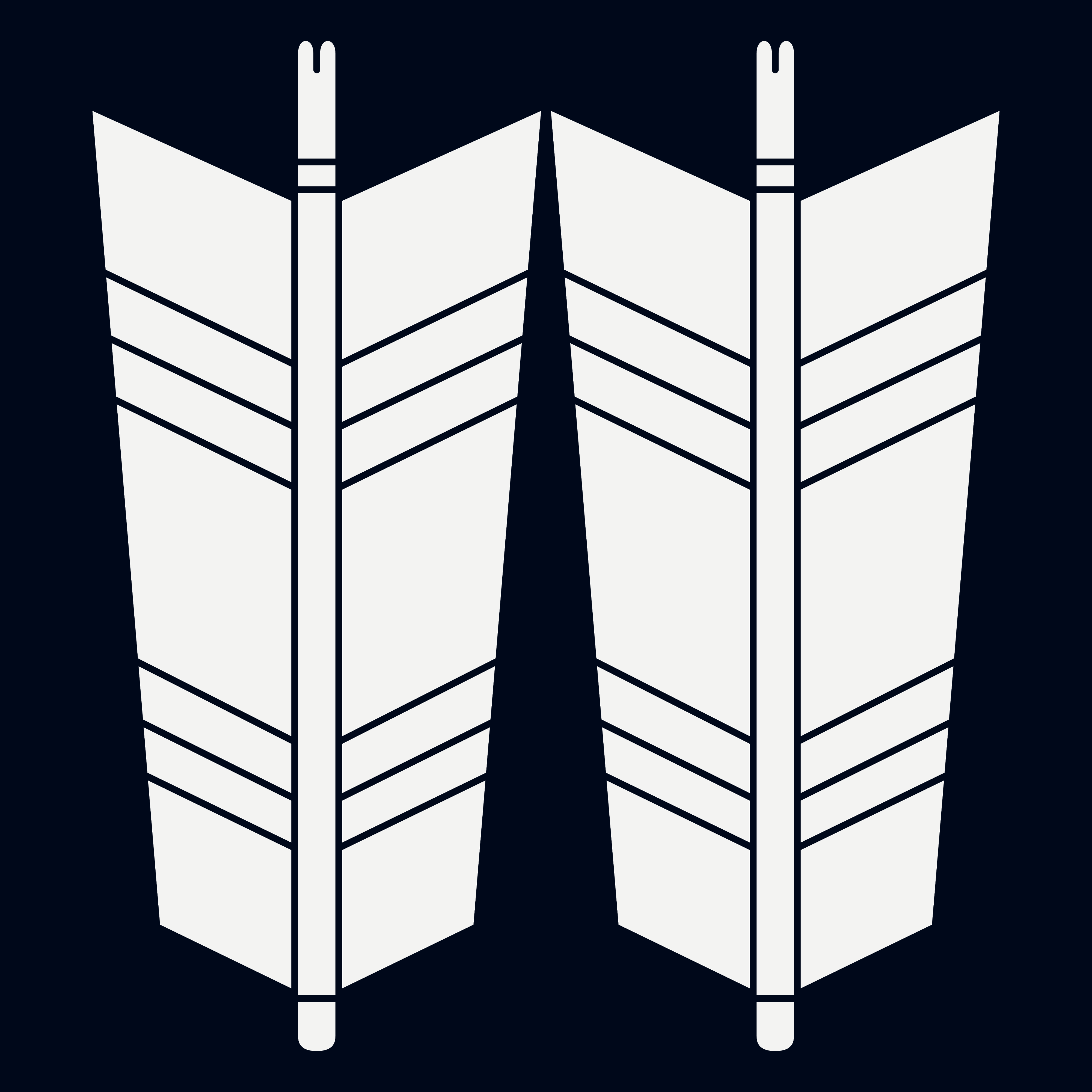
並び矢・二つ矢
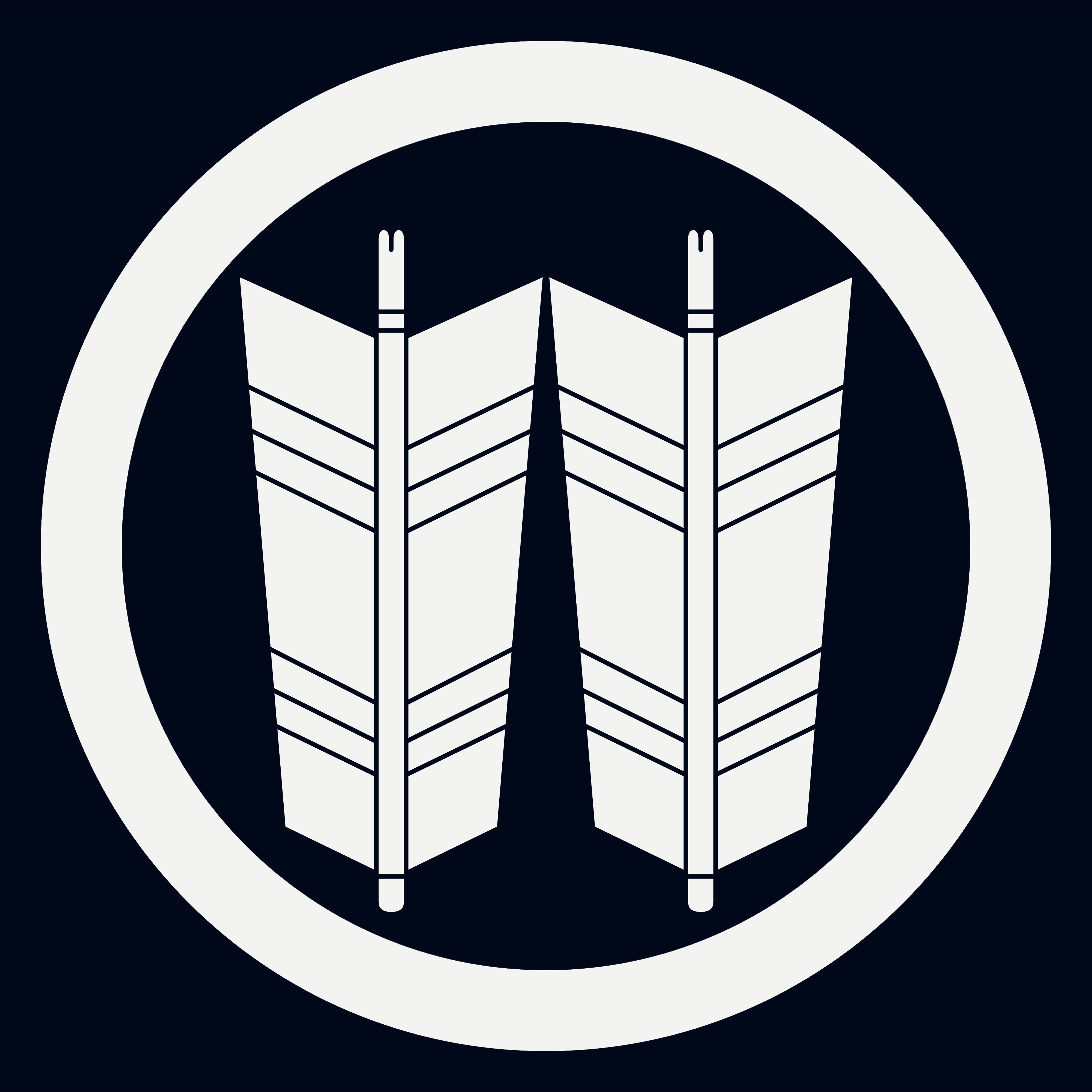
丸に並び矢・丸に二つ矢

### 綿紋
綿紋（わたもん）は、綿を文様化した図案。

丸に結綿

### その他
- 陽陰勾玉巴（寿の字巴）
- 小国氏

## 建造物

### 庵
庵紋（いおりもん）は、庵を文様化した図案。

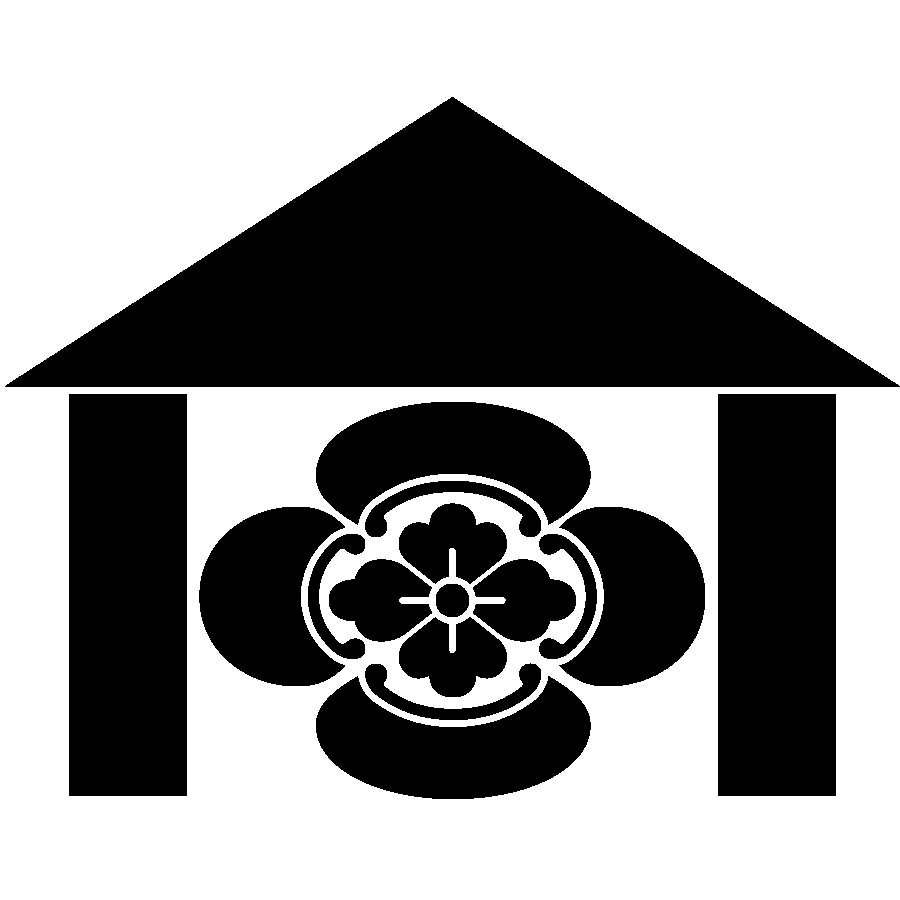
庵に木瓜

### 井桁紋
井桁紋（いげたもん）は、井桁を文様化した図案。

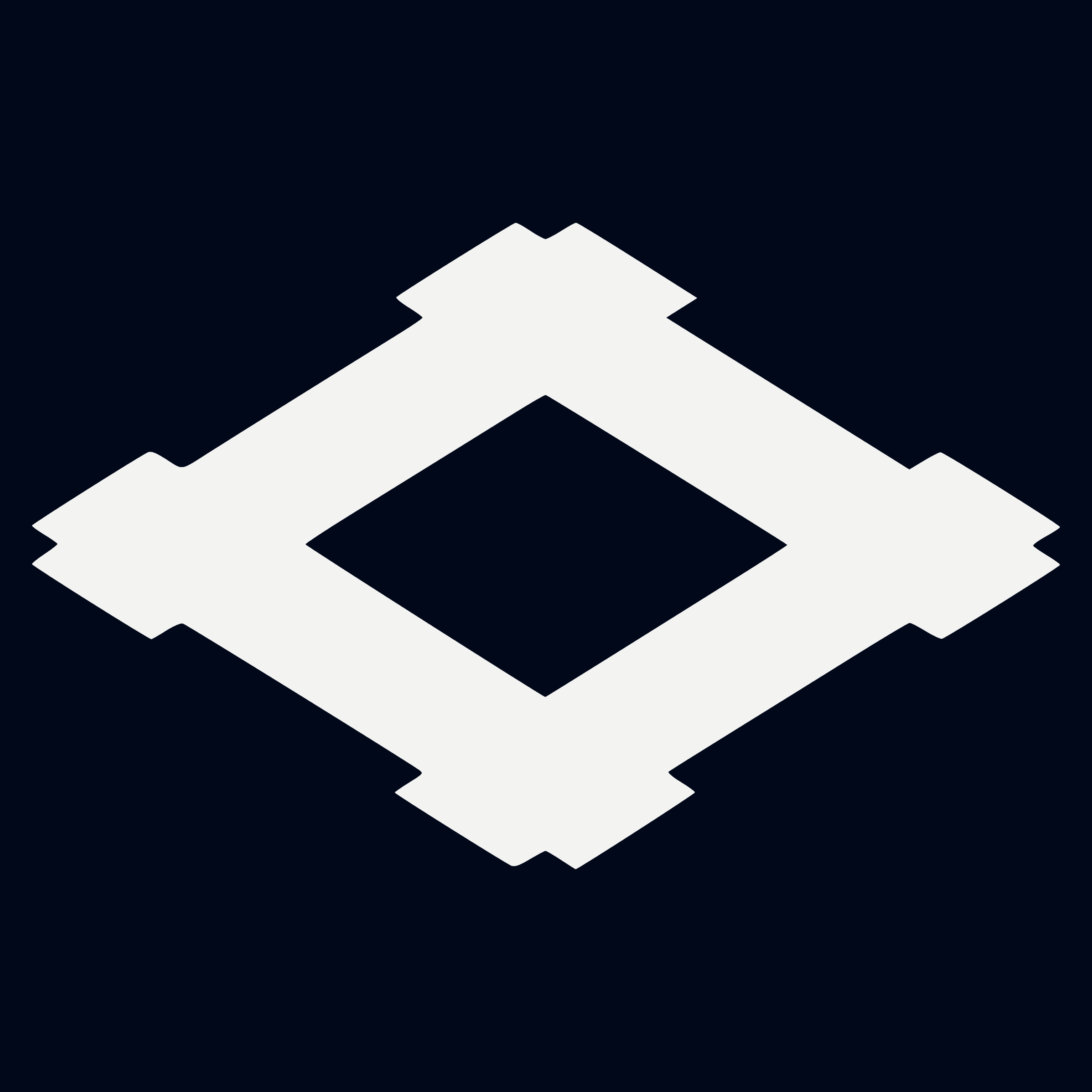
井桁（いげた）
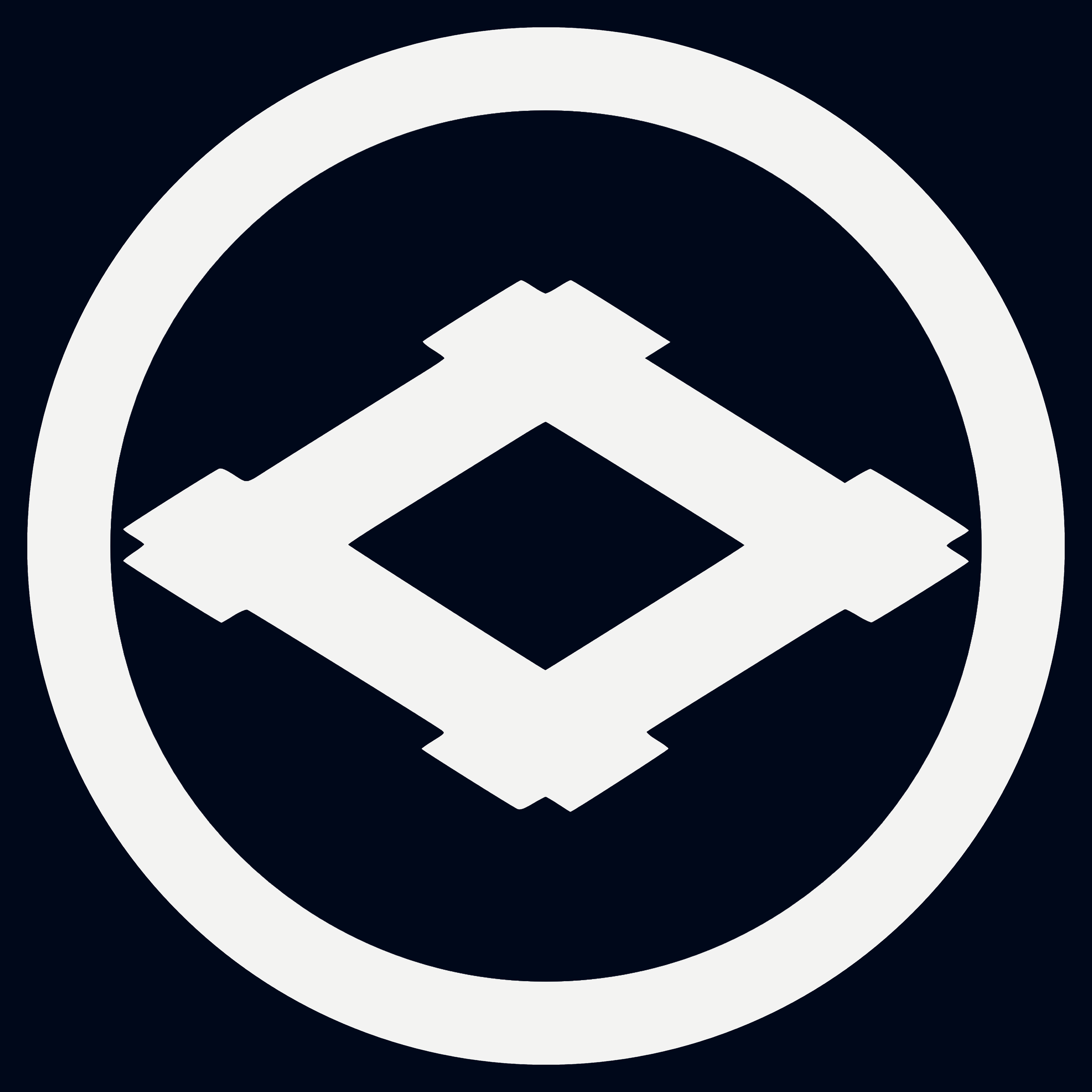
丸に井桁（まる に いげた）
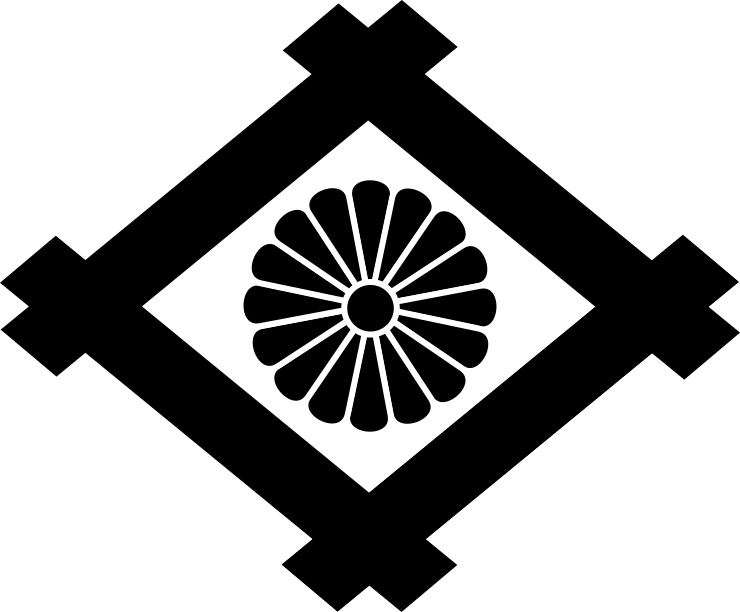
井桁に十六菊（いげた に じゅうろくきく）

### 石紋
石紋（いしもん）は、石を文様化した図案。

三つ石
四つ石
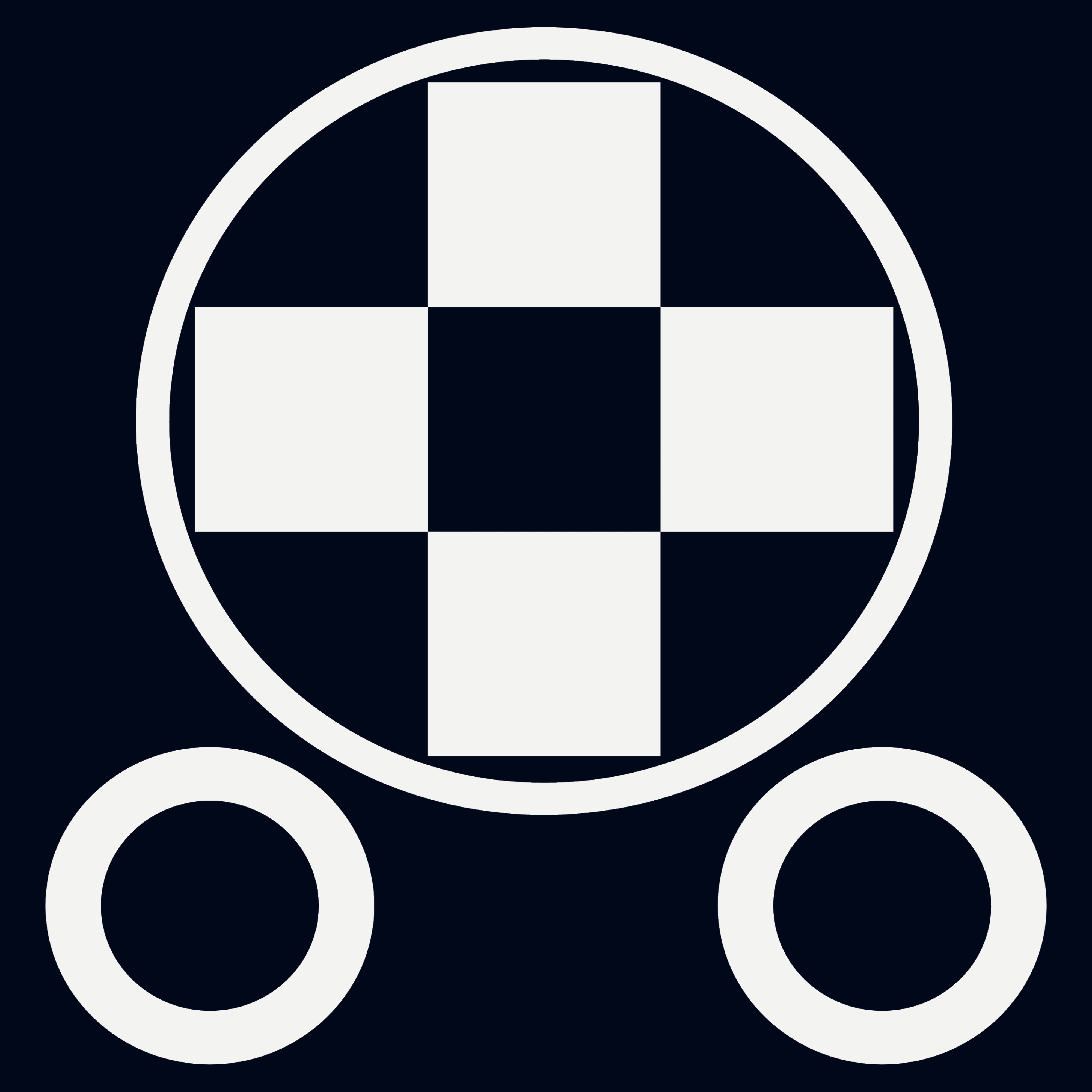
三つ輪の上の輪の内甃（入江氏）

### 井筒紋
井筒紋（いづつもん）は、井筒を文様化した図案。

平井筒
重ね井筒

### 鳥居紋
鳥居紋（とりいもん）は、鳥居を文様化した図案。

鳥居

## 文様

### 鱗紋
鱗紋（うろこもん）は、鱗を文様化した図案。

一つ鱗
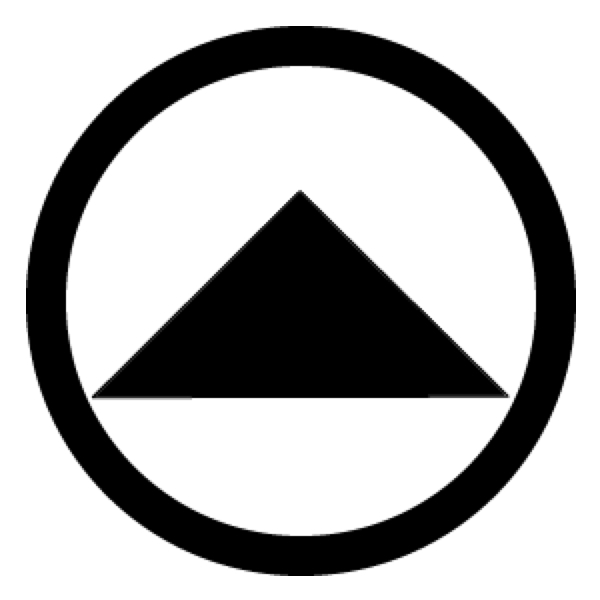
丸に一つ鱗
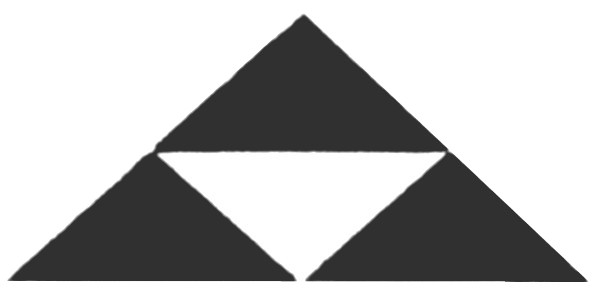
北条鱗
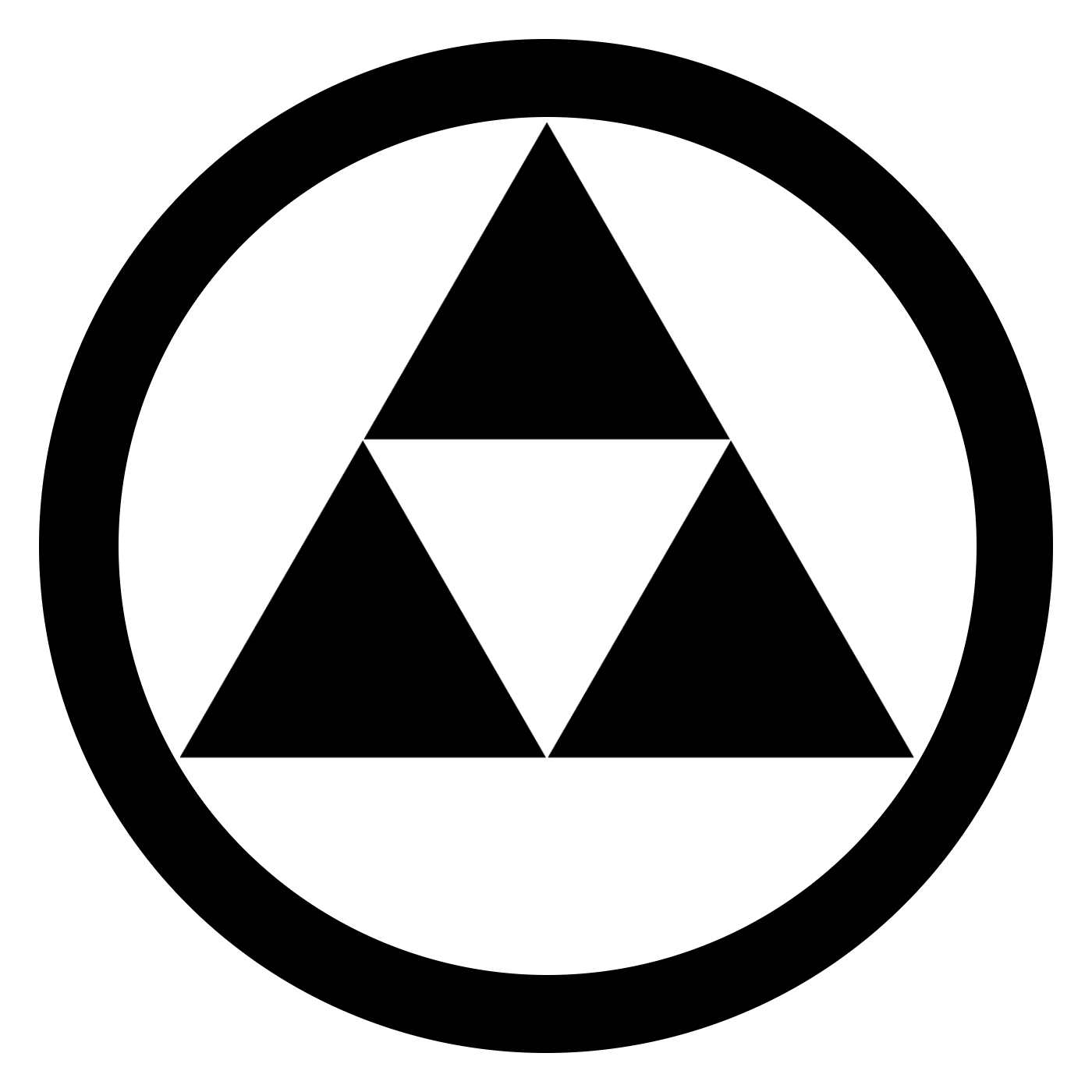
丸に三つ鱗

### 亀甲紋
亀甲紋（きっこうもん）は、平行線を文様化した図案。

三つ盛り亀甲に唐花菱
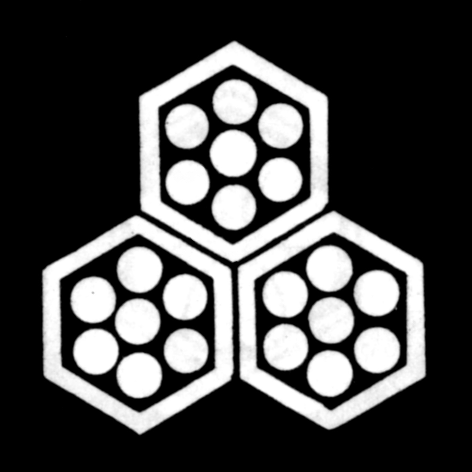
三つ盛亀甲に七曜（六郷氏）
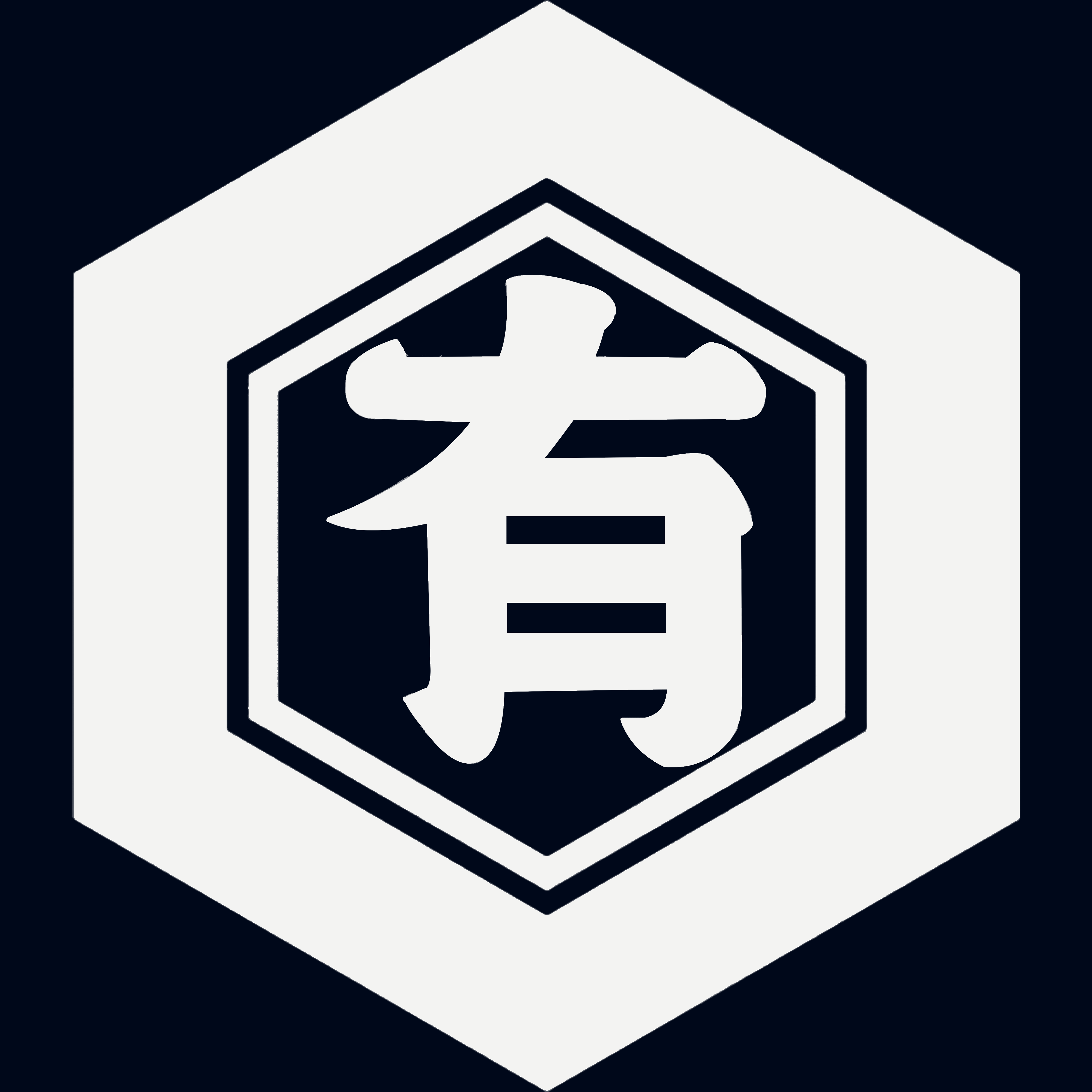
亀甲に有の字（朝山氏）

### 七宝紋
七宝紋（しっぽうもん）は、七宝を文様化した図案。

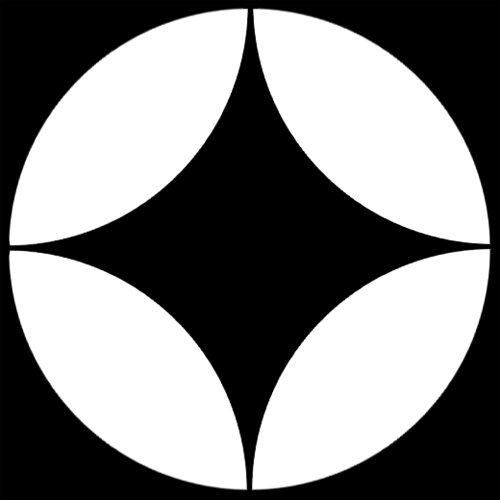
七宝
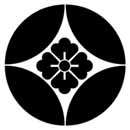
七宝に花角
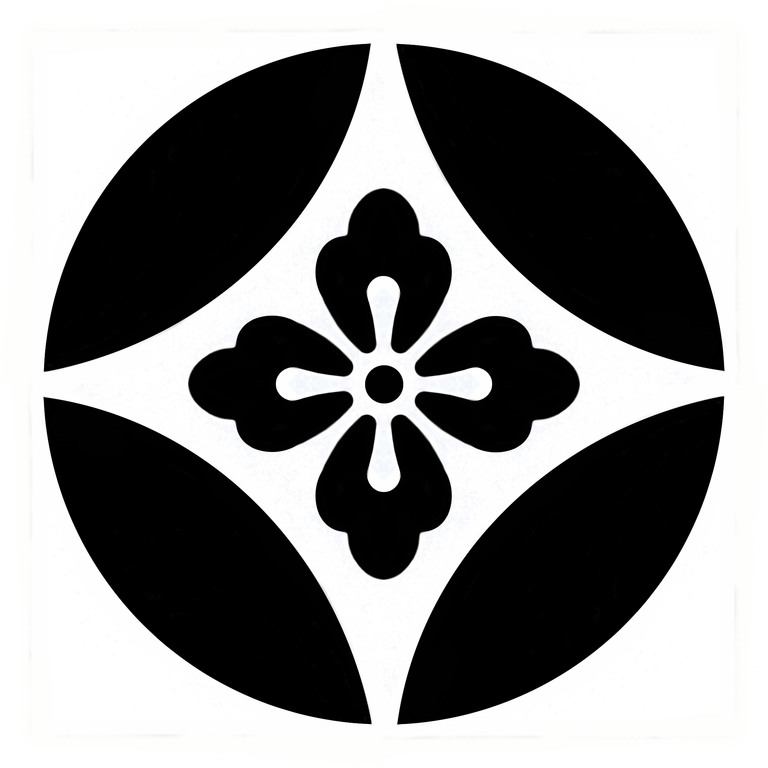
七宝に痩せ花角
大岡七宝
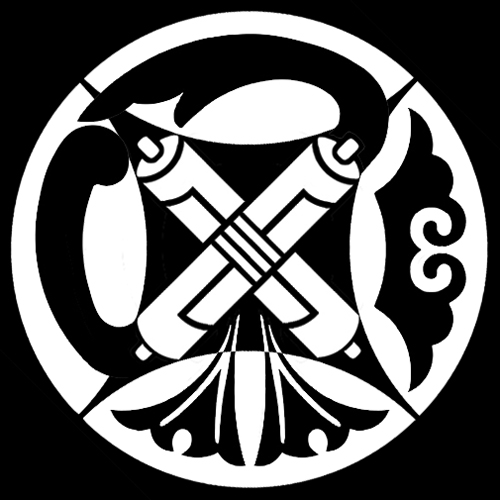
七宝に祇園守

### 筋違紋（直違、違い棒）
筋違紋（すじかいもん）は、筋交いを文様化した図案。

筋違
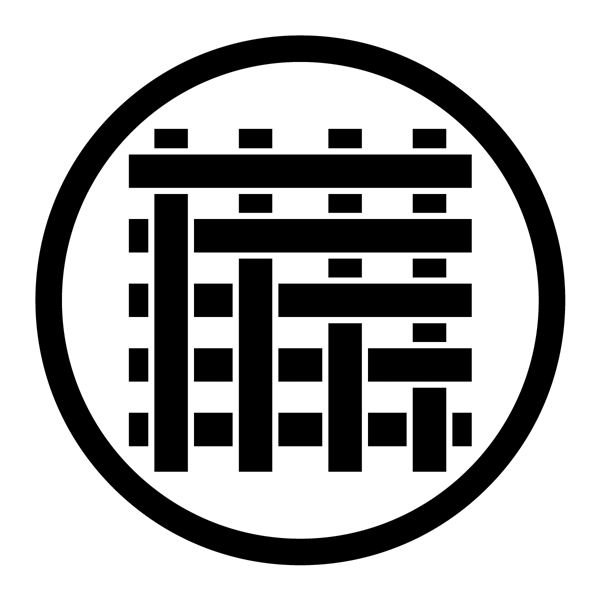
九字筋違

### 巴紋
巴紋（ともえもん）は、巴を文様化した図案。

左三つ巴
右三つ巴
右二つ巴
右四つ巴
尾長左三つ巴
九曜巴

### 引両紋
引両紋（ひきりょうもん）は、平行線を文様化した図案。発祥の由来は現在まで明らかにされていない。一つ引きから八つ引きまである。

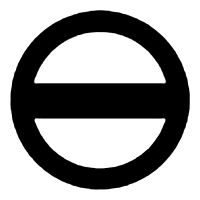
丸に一つ引両
丸に二つ引両
足利二つ引両
二つ引両
丸の内に二つ引両
七つ割り丸に二つ引両両
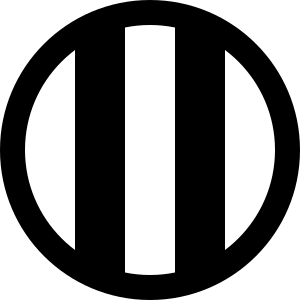
丸に縦二つ引き
丸に三つ引両
三つ引両
三浦三つ引両
分部三つ引両
丸に三つ引両
丸の内に三つ引両
丸の内に竪三つ引両
新田一つ引両
食い違い七つ引両
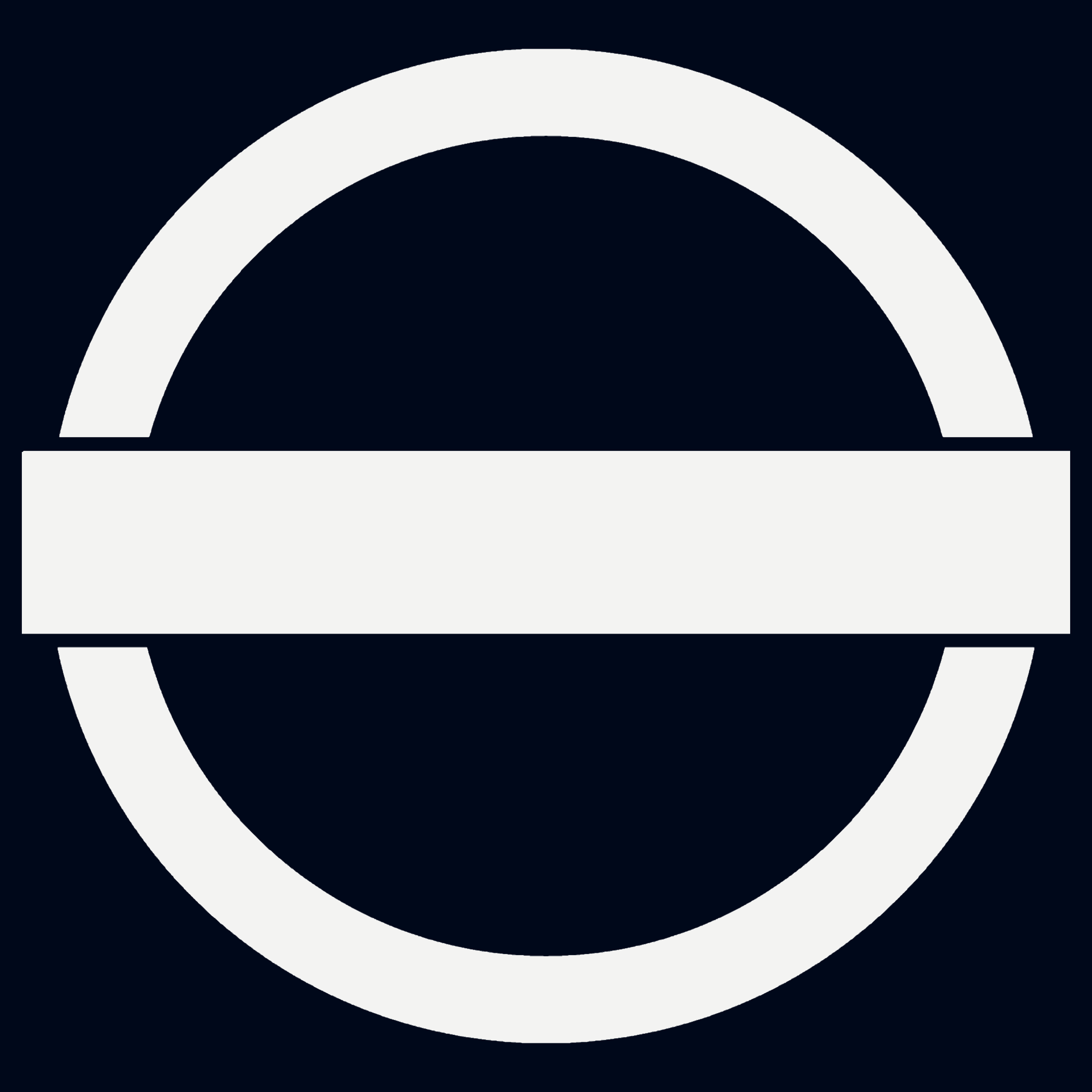
丸に出一つ引き
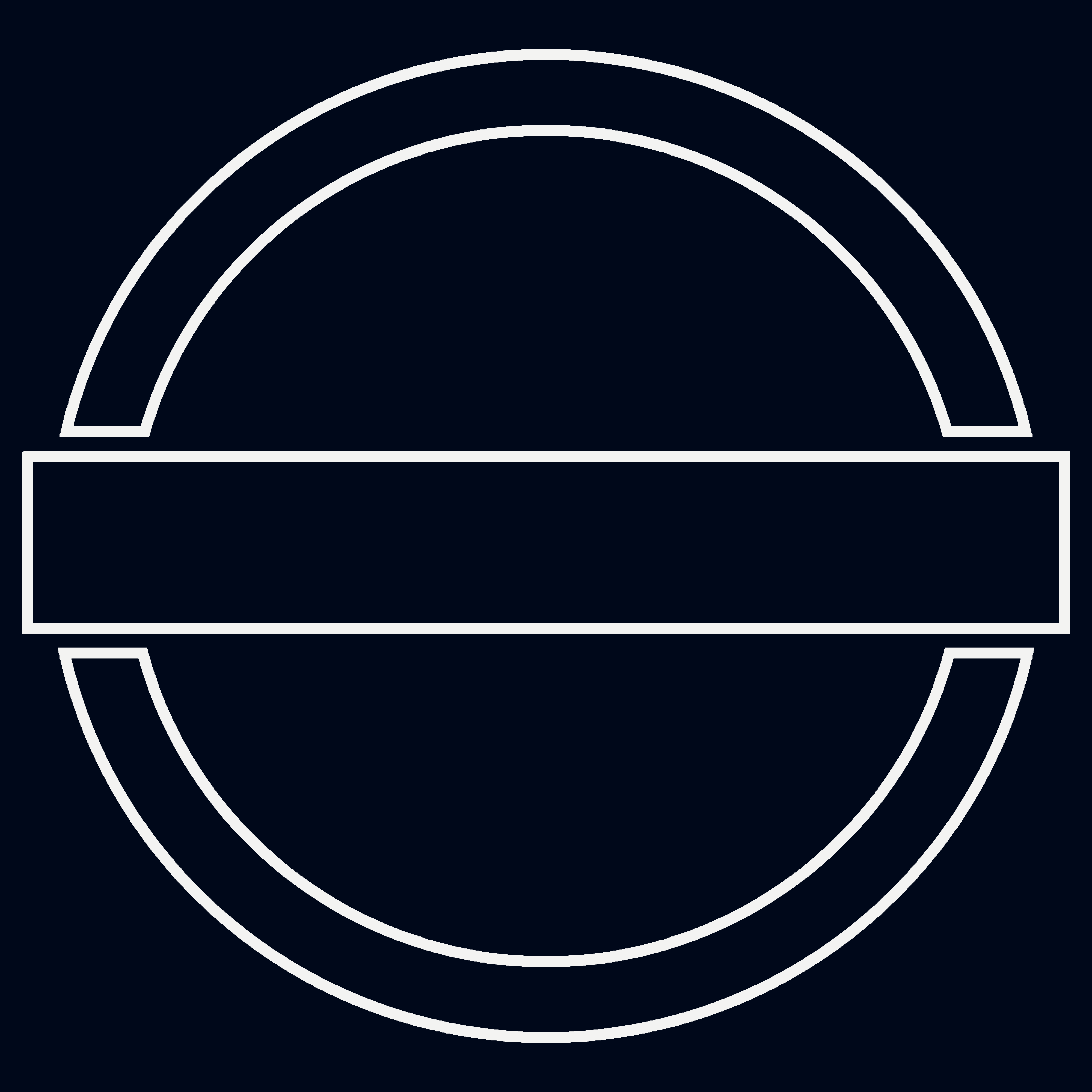
陰丸に出一つ引き
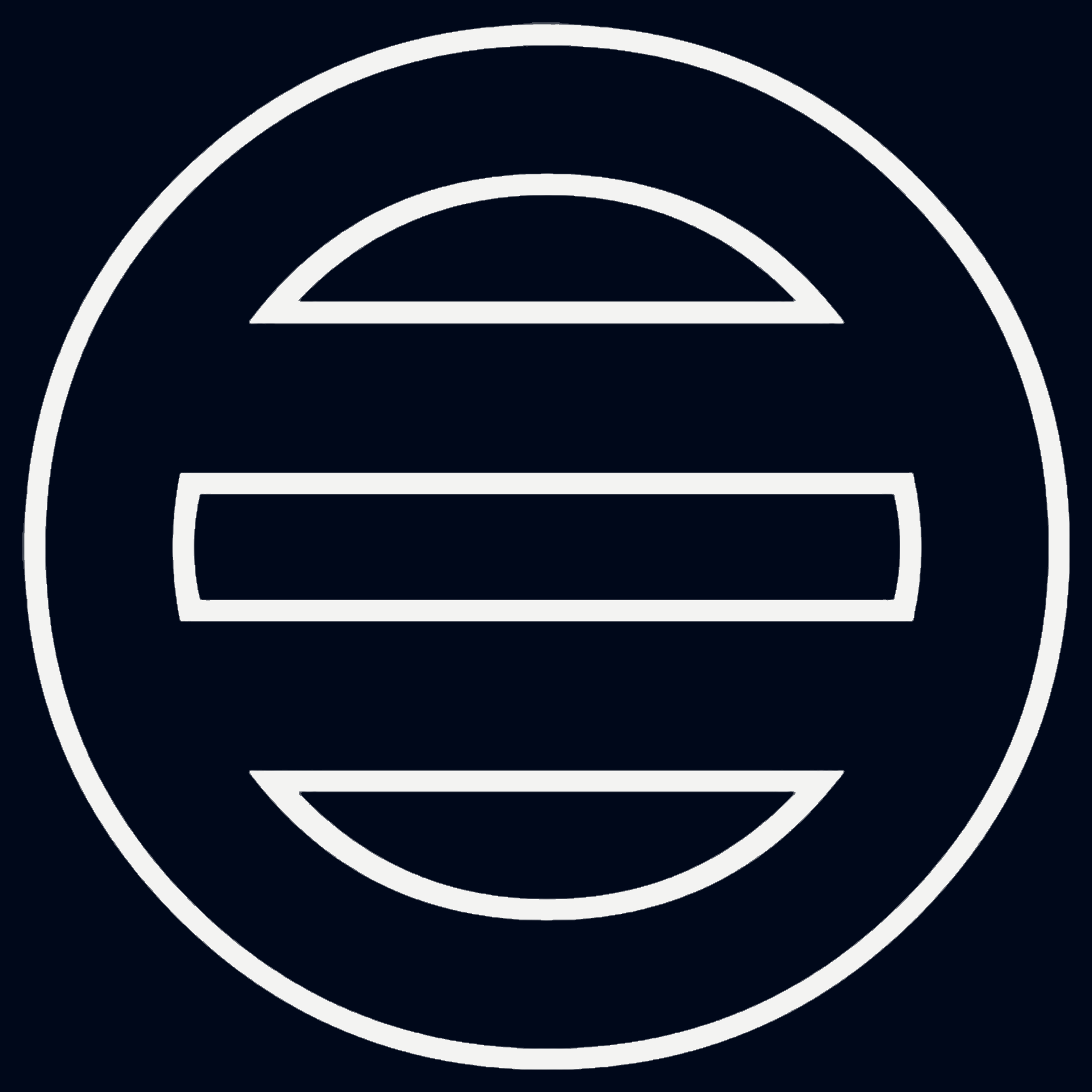
陰丸に二つ引き両

### 菱紋
菱紋（ひしもん）は、菱を文様化した図案。

武田菱
丸に割菱
割り菱
違い菱
三階菱
陰松皮菱
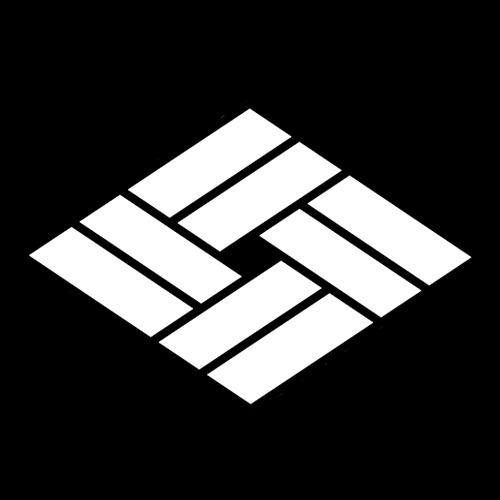
西菱（人菱）
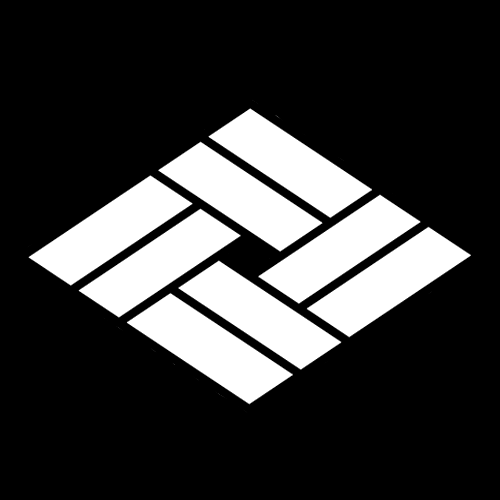
西菱（入菱）

### 目結紋
目結紋（めゆいもん）は、平行線を文様化した図案。

四つ目
丸に四つ目
隅立て四つ目
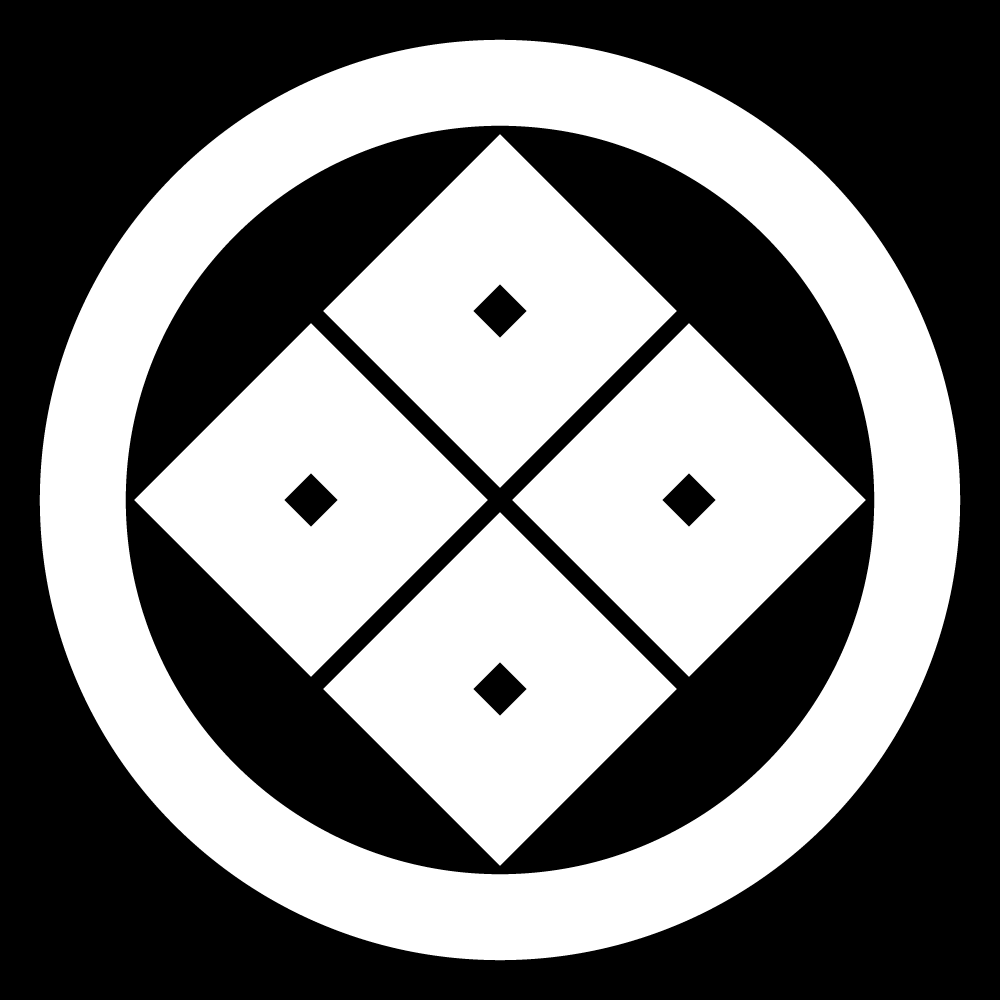
丸に隅立て四つ目
丸に隅立て六つ目
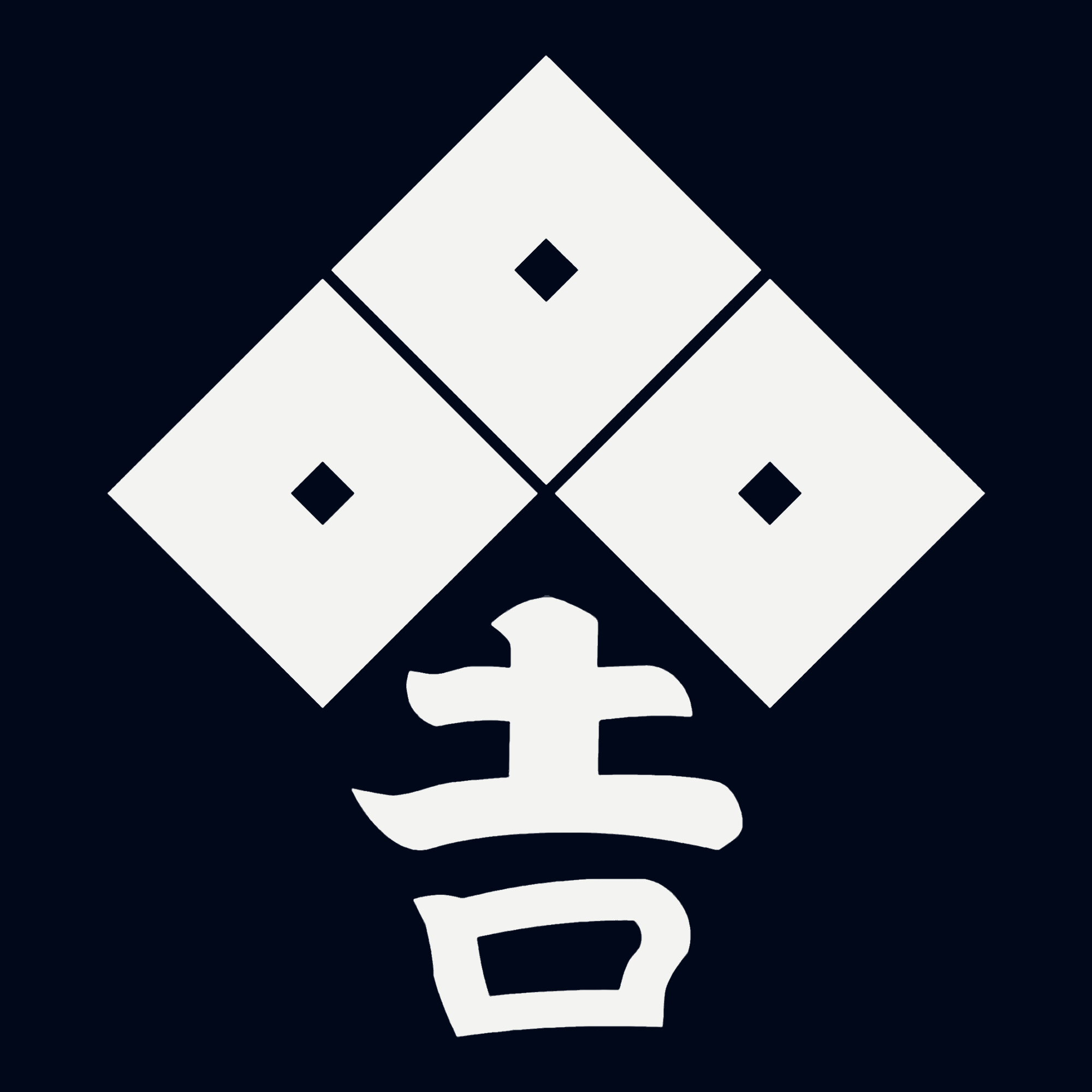
三つ目結に吉の字（肥後竹崎氏）

### 輪紋
輪紋（わもん）は、輪を文様化した図案。主に紋の外枠として用いられる。極稀に単独で用いる家もある。

石持ち
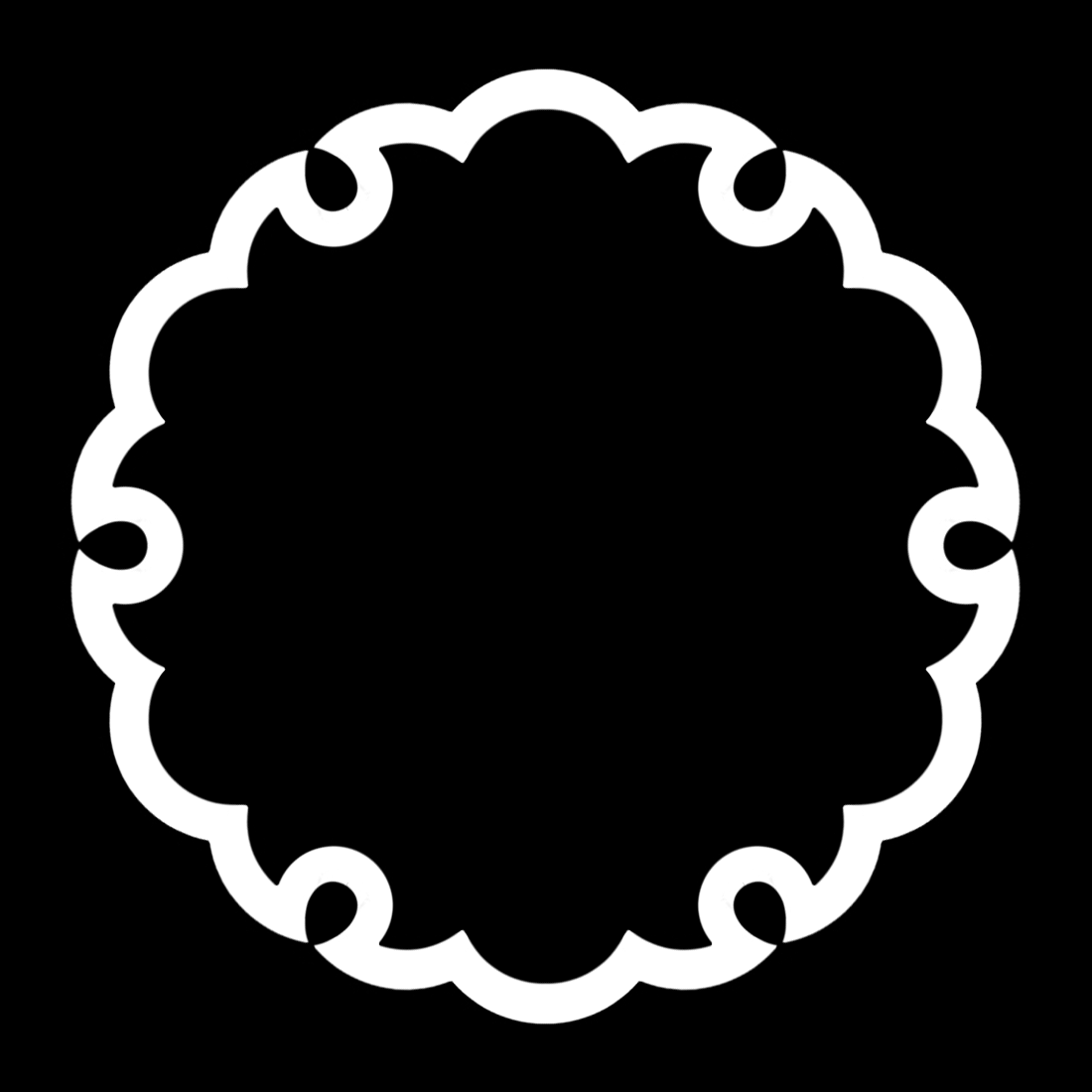
雪輪

### 輪違い紋
輪違い紋（わちがいもん）は、輪を重ねたものを文様化した図案。

輪違い紋
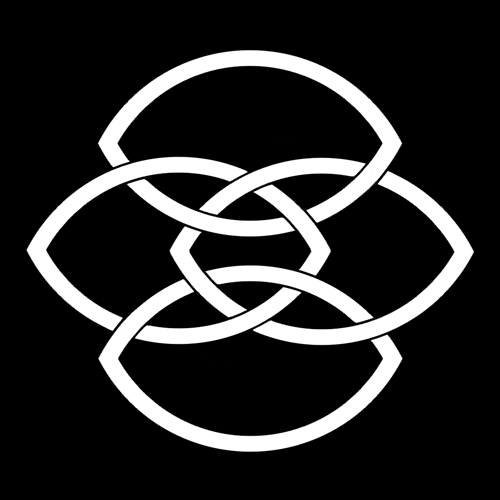
四つ輪

### その他
- 渦巻

## 天体・気象

### 月紋
月紋（つきもん）は、月を文様化した図案。

月に星
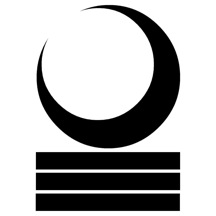
月に下三引両
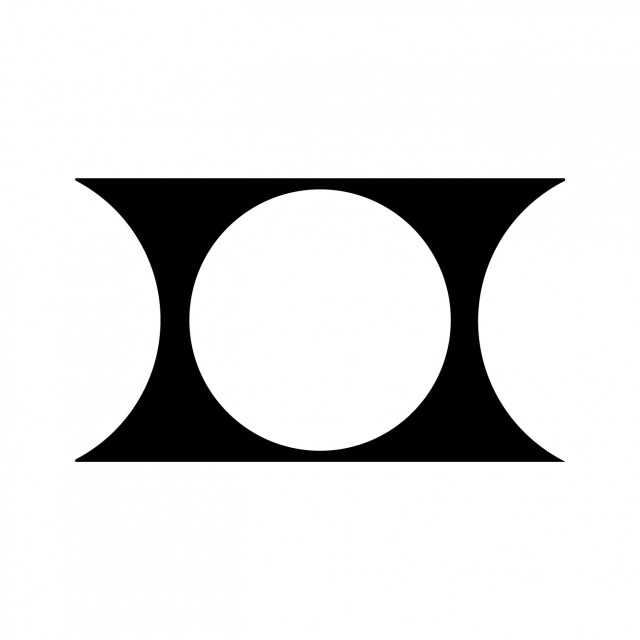
朧月
連子に月

### 日紋
日紋（ひもん）は、太陽を文様化した図案。

木下日足
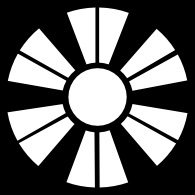
十二日足
旭光

### 星紋
星紋（ほしもん）は、星を文様化した図案。

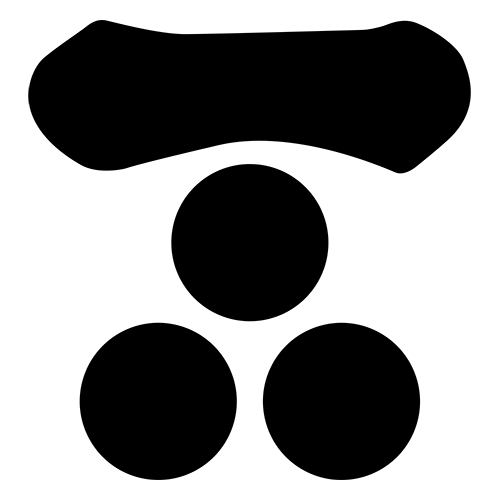
一文字三星
渡辺星
六星（六曜）
七曜
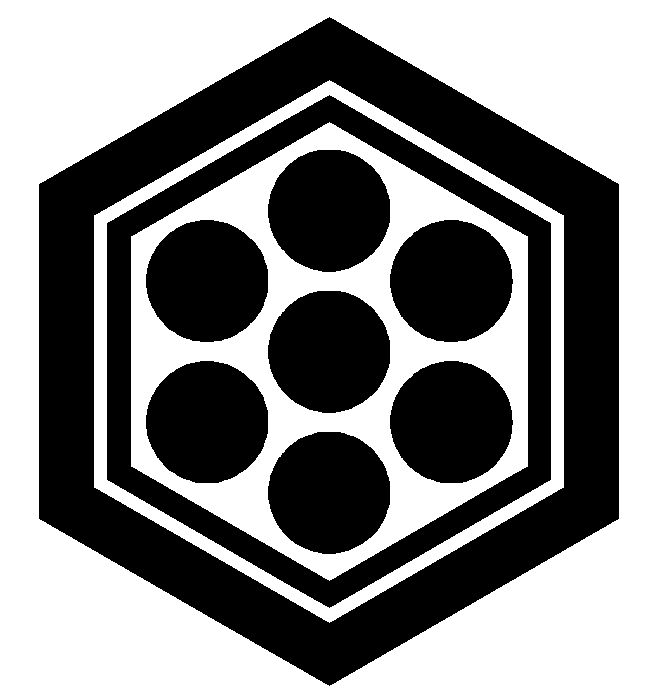
亀甲に七曜
九曜
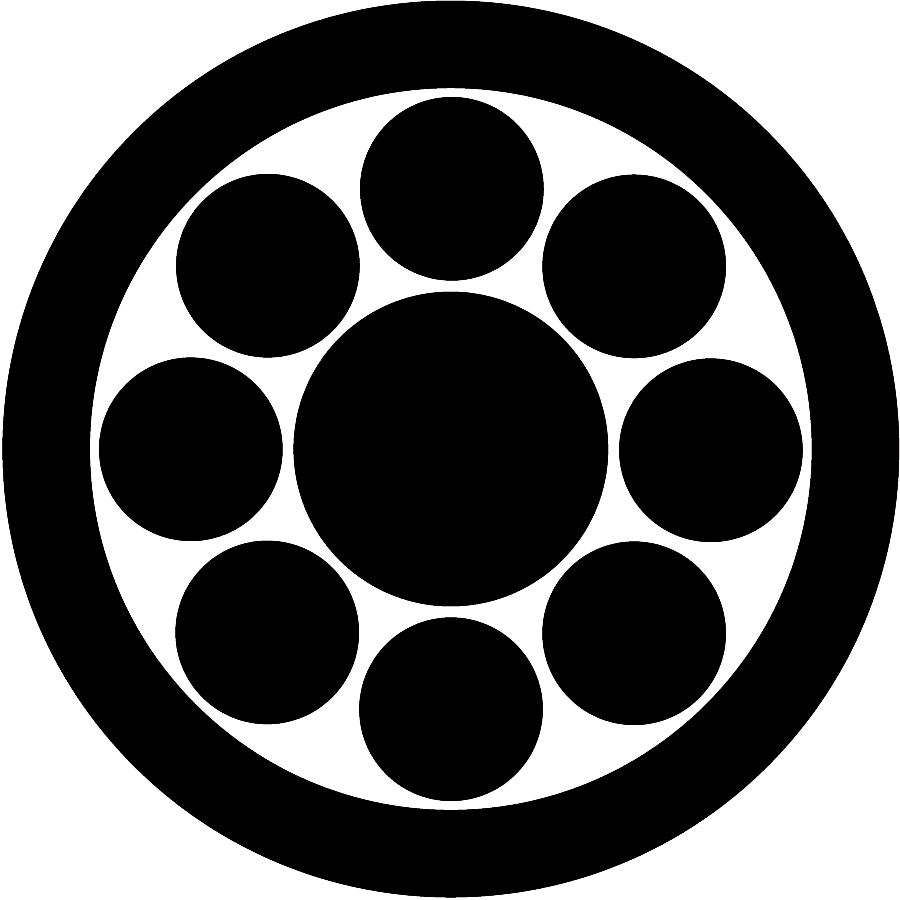
丸に九曜
角九曜

### 山紋
山紋（やまもん）は、山を文様化した図案。

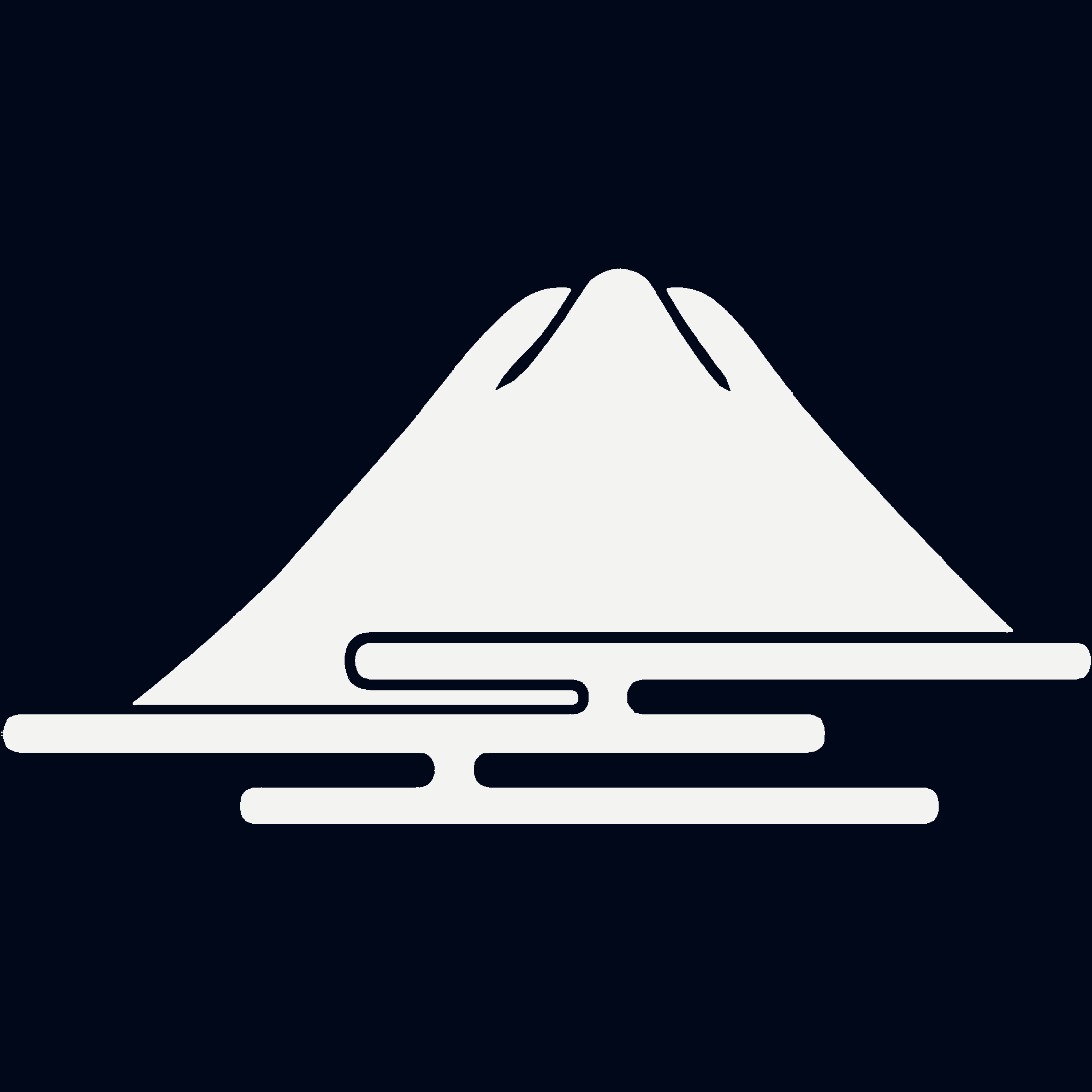
青木富士の山・青木家富士（麻田藩藩主家の青木氏）
三つ山

### 雷紋
雷紋（らいもん）は、雷を文様化した図案。

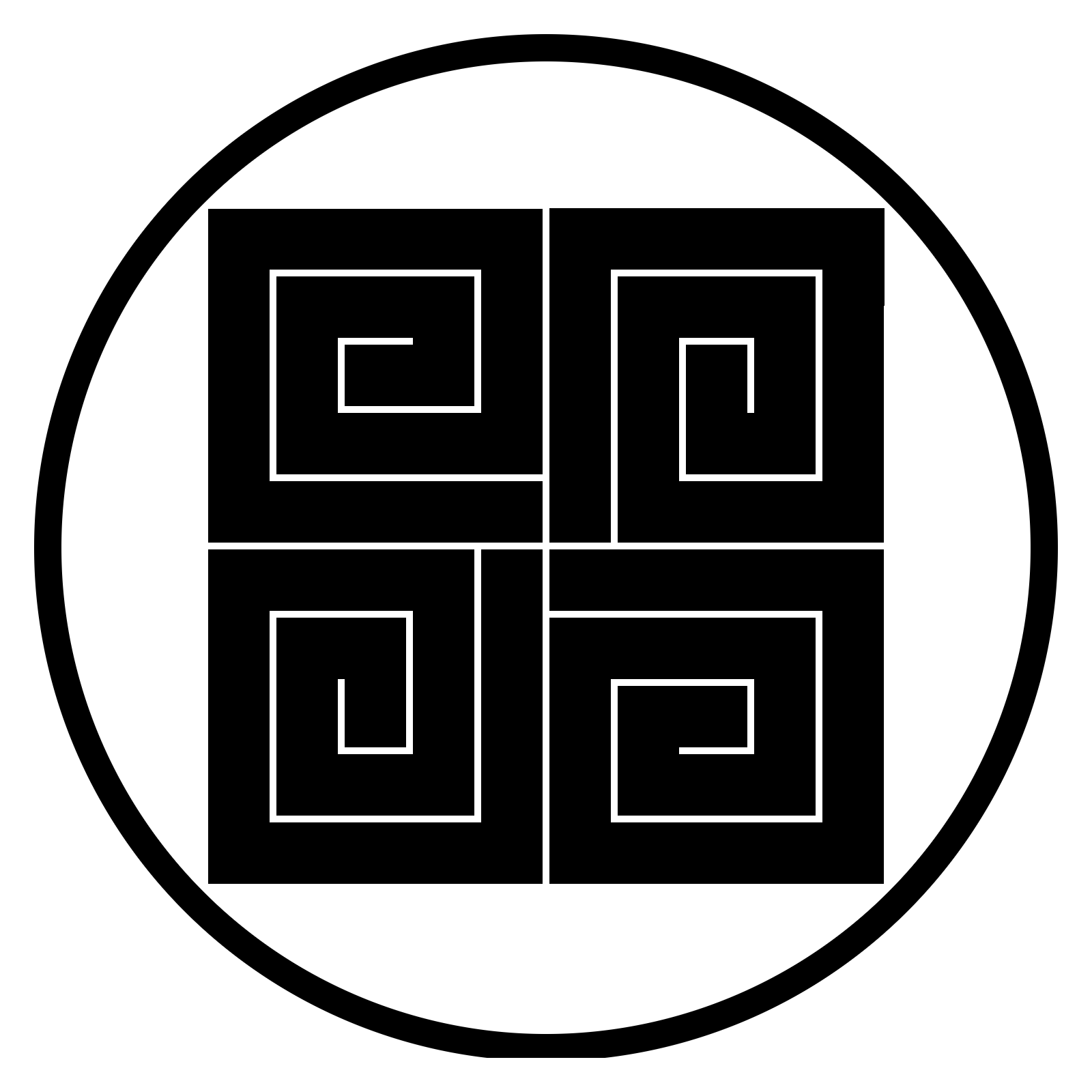
細輪に四つ雷紋

## 文字

### 漢数字

一文字
陰陽一文字
山内一文字
丸に一文字
丸にハの字
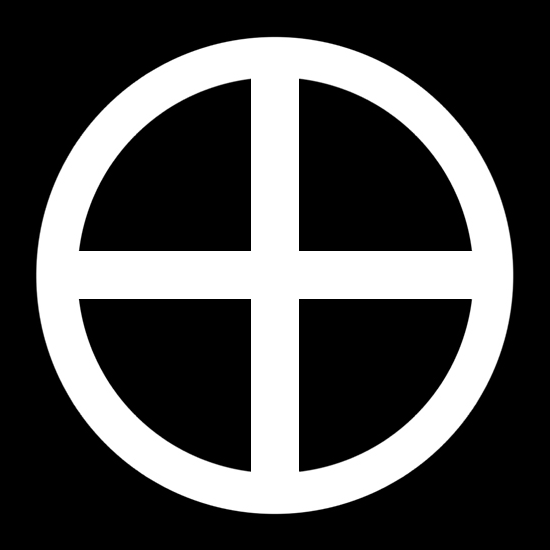
丸に十文字（轡）
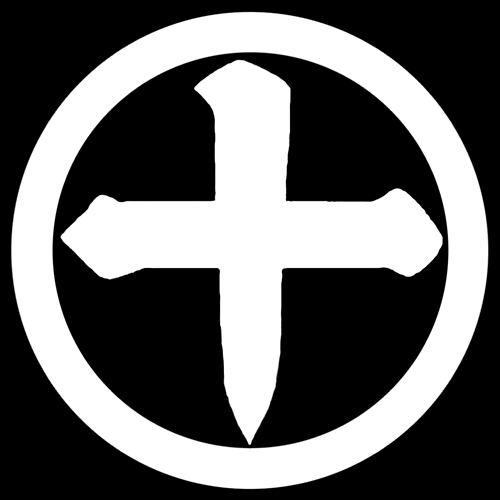
丸に十の字
島津十文字
丸に十字
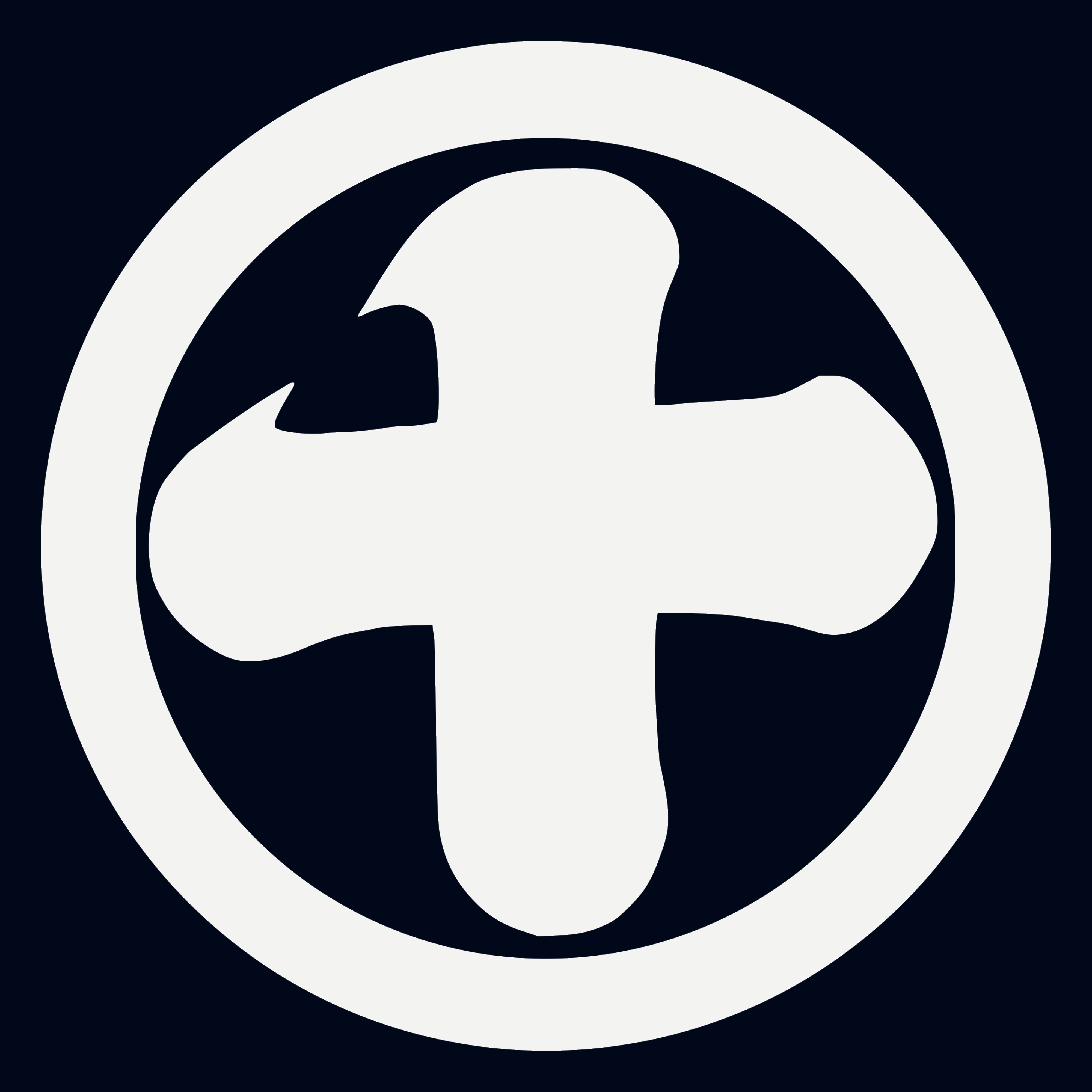
丸に左十字（信州 守矢家）
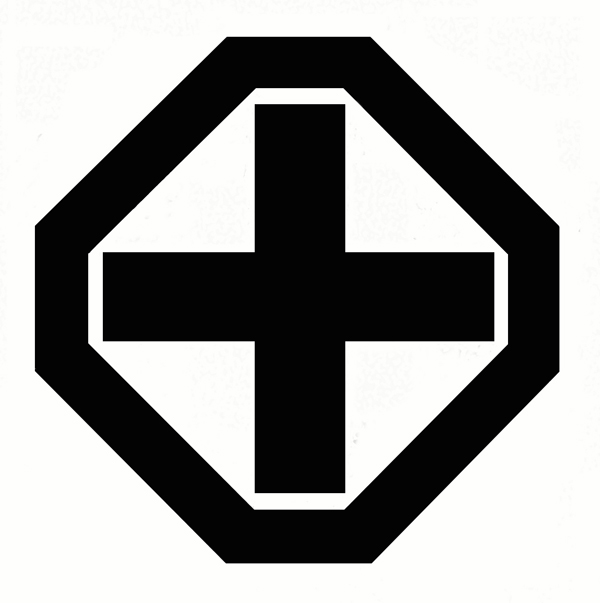
折敷に十文字

### 漢字

右卐
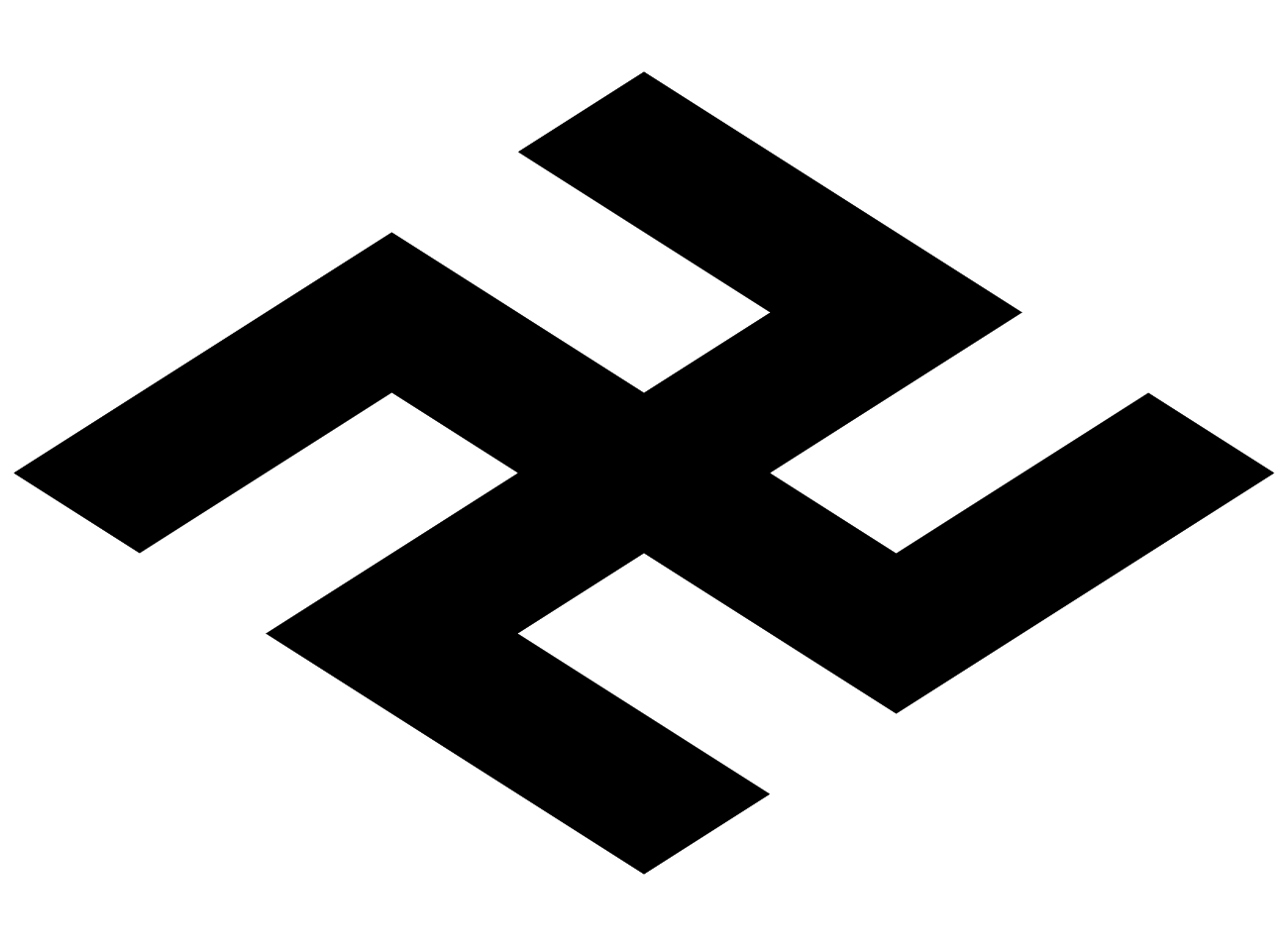
五つ割菱卍
左万字菱
丸に左万字
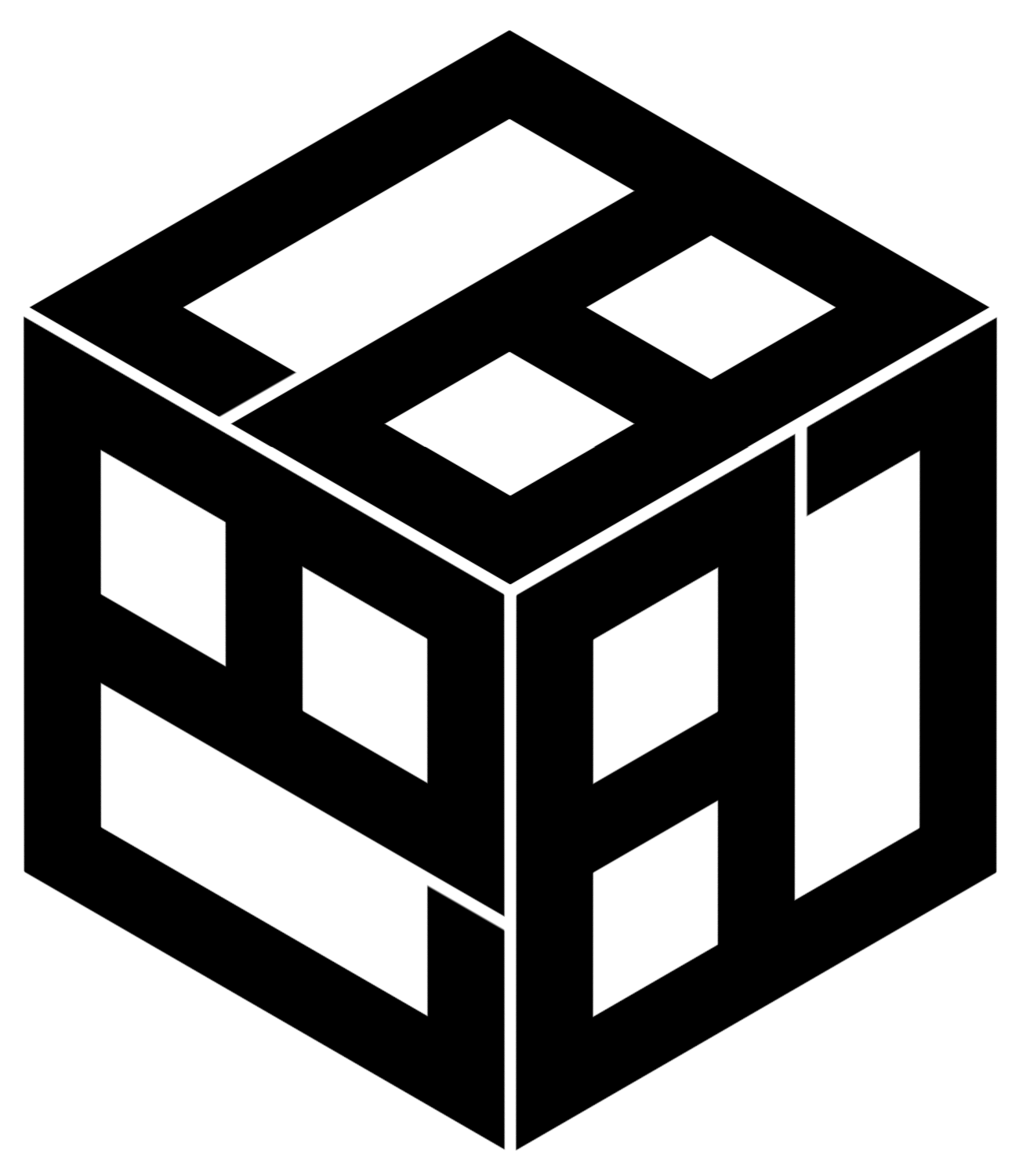
亀甲巴の字・三つ巴の字菱
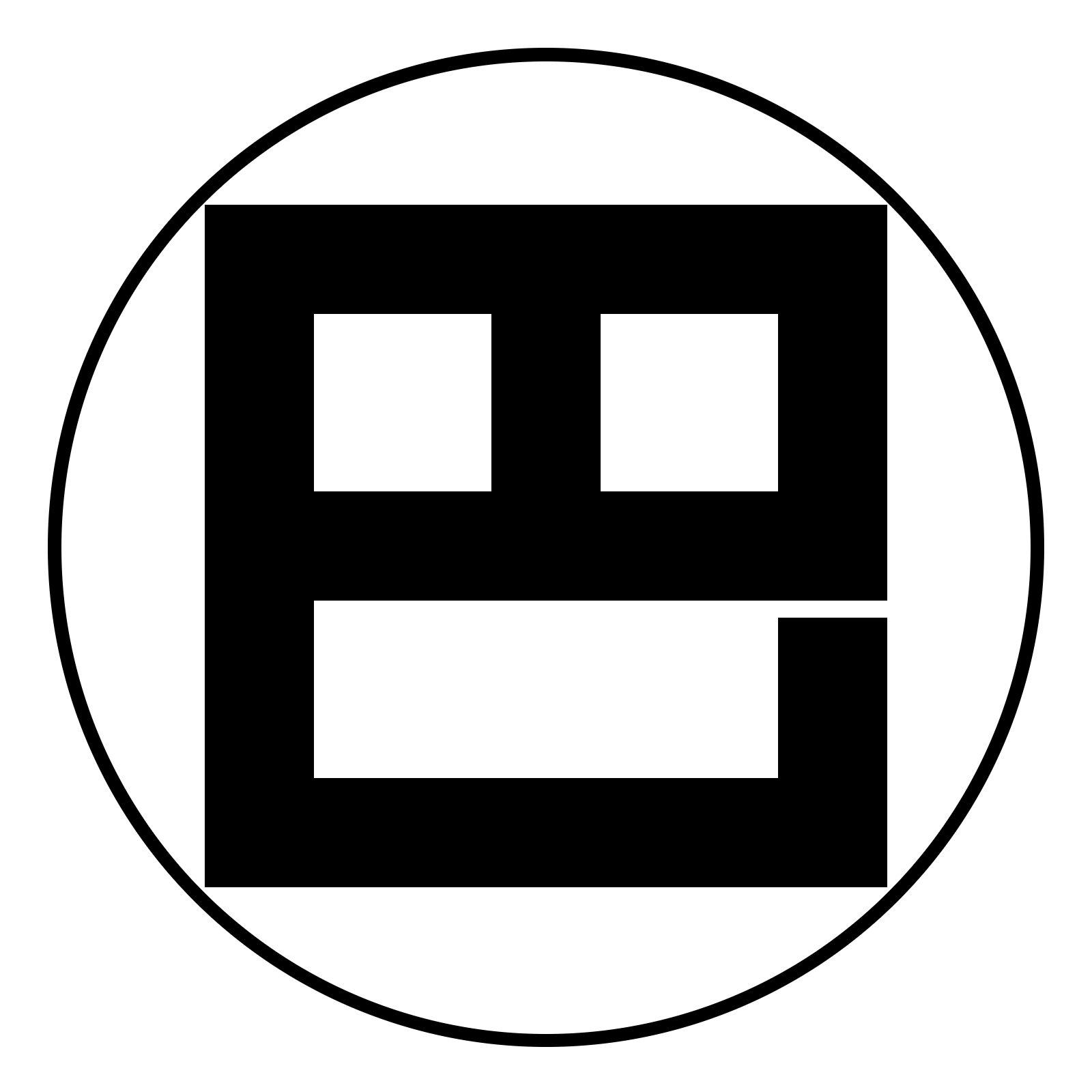
糸輪に巴の角字
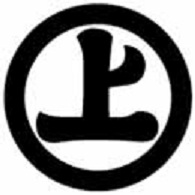
丸に上文字
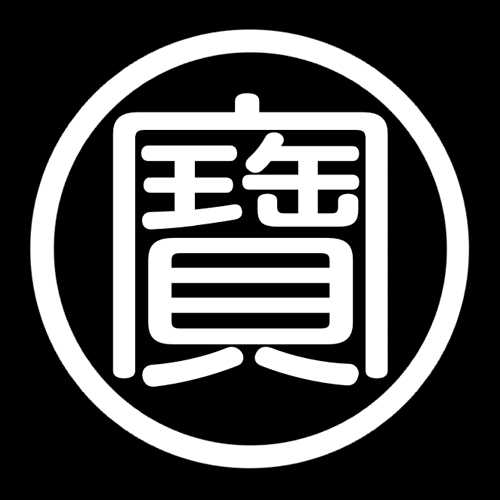
丸に寶（宝）の字
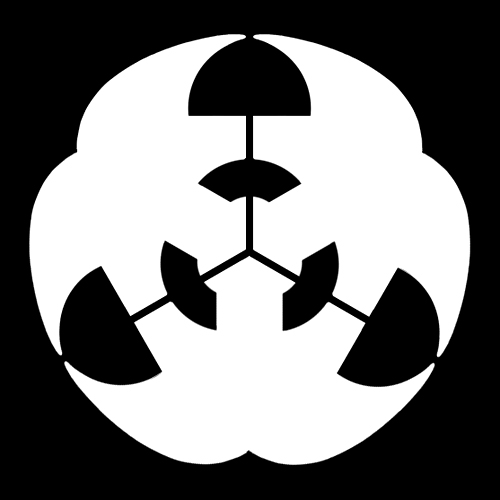
三つ大
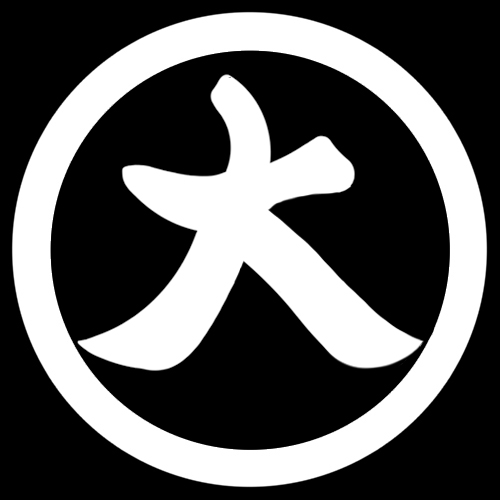
丸に大の字
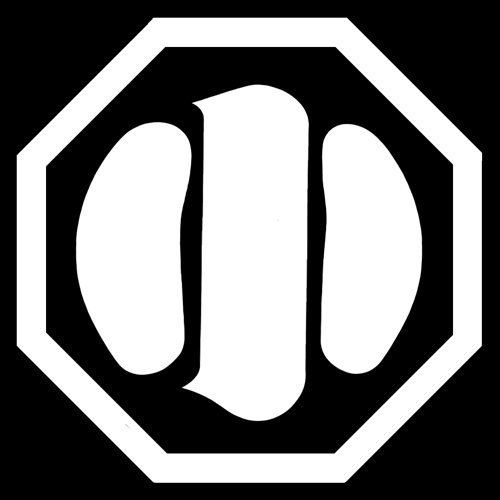
八角に小の字
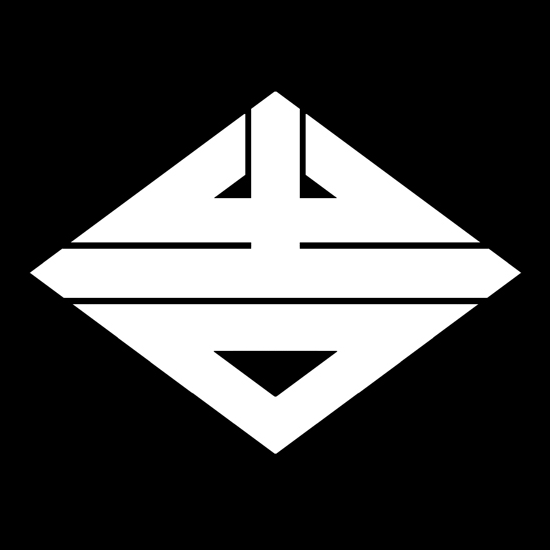
吉菱
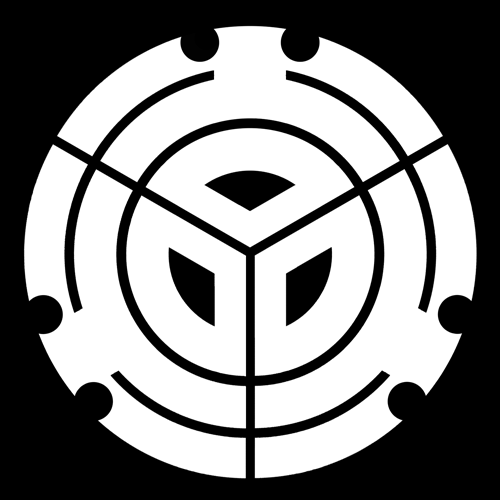
三つ吉
児文字

### カタカナ

フの字九つに四つマの字
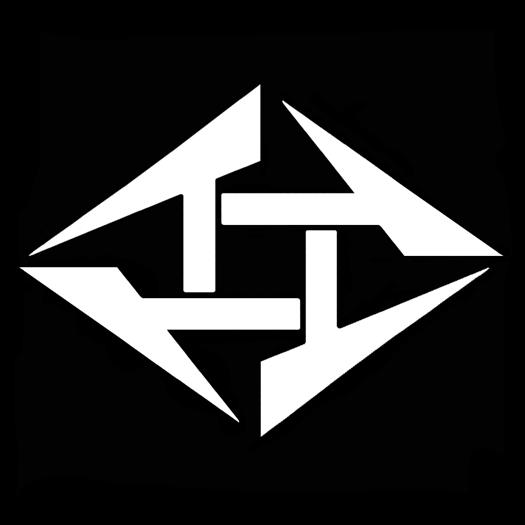
イ菱

### ひらがな

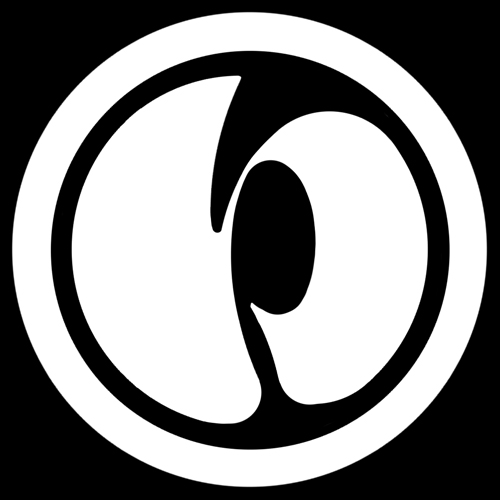
丸にいの字

### ローマ字

二つローマ字

## その他（寺紋・神紋（社紋）・宗紋・芸能紋 など）

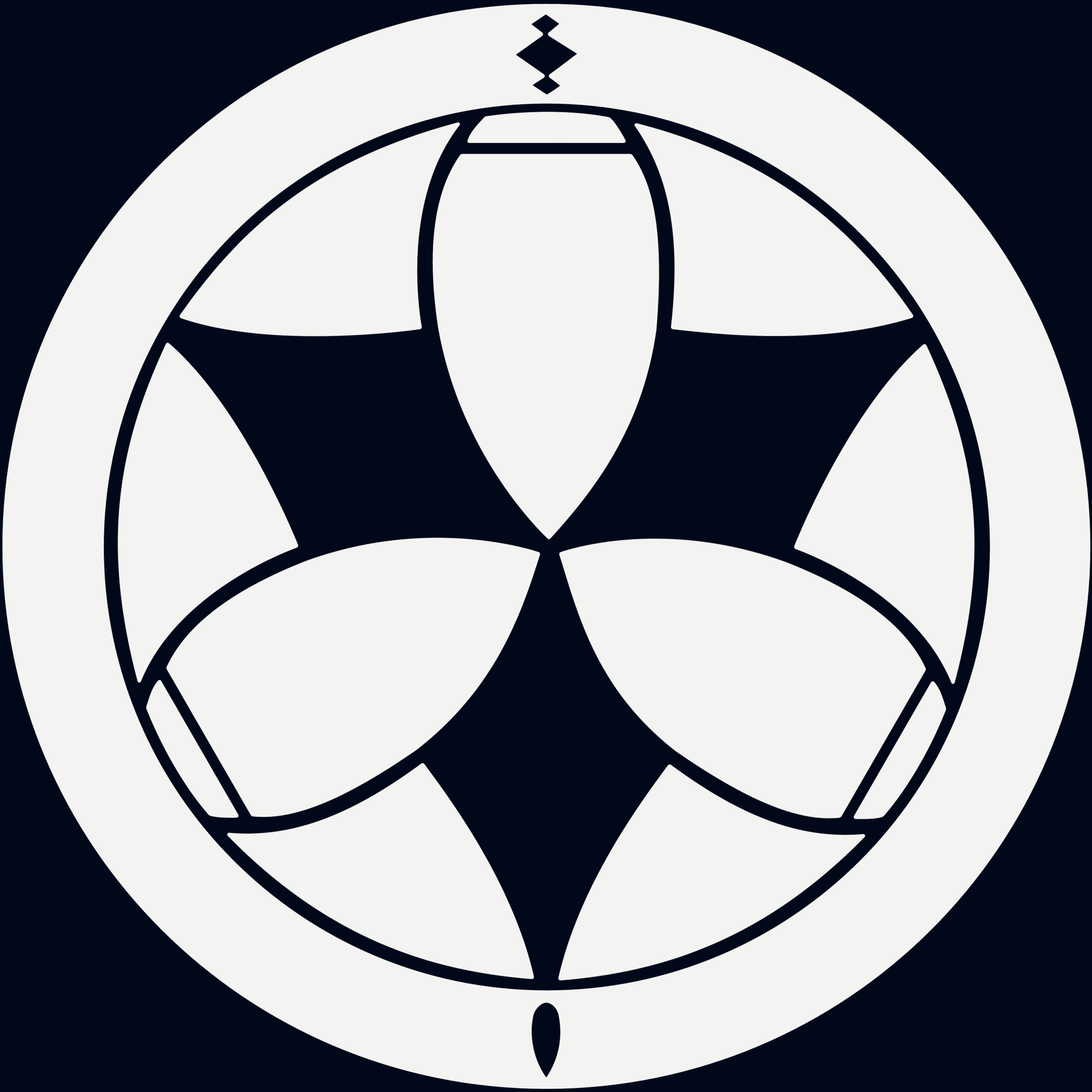
真清田神社
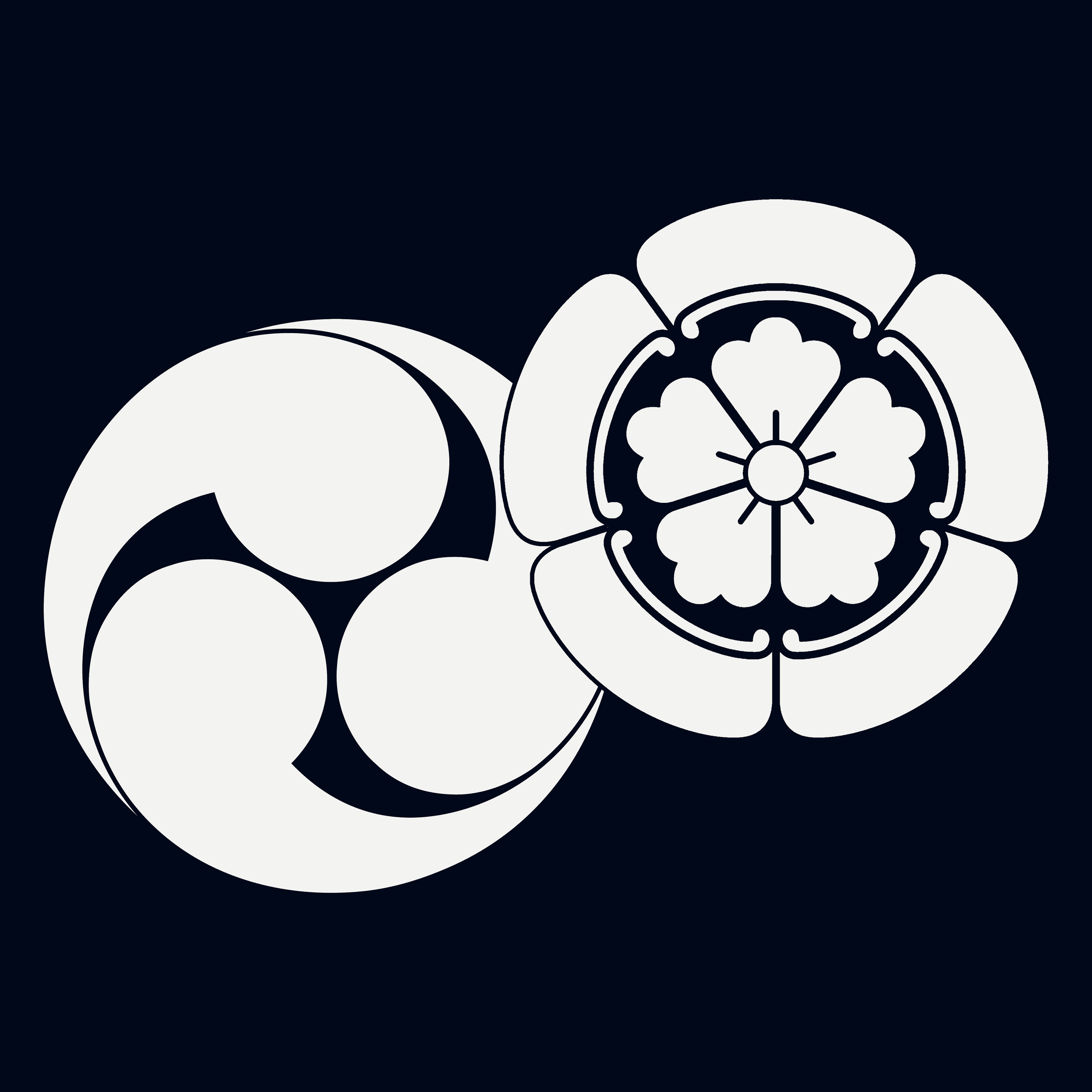
五瓜に唐花に左三つ巴（難波八阪神社）
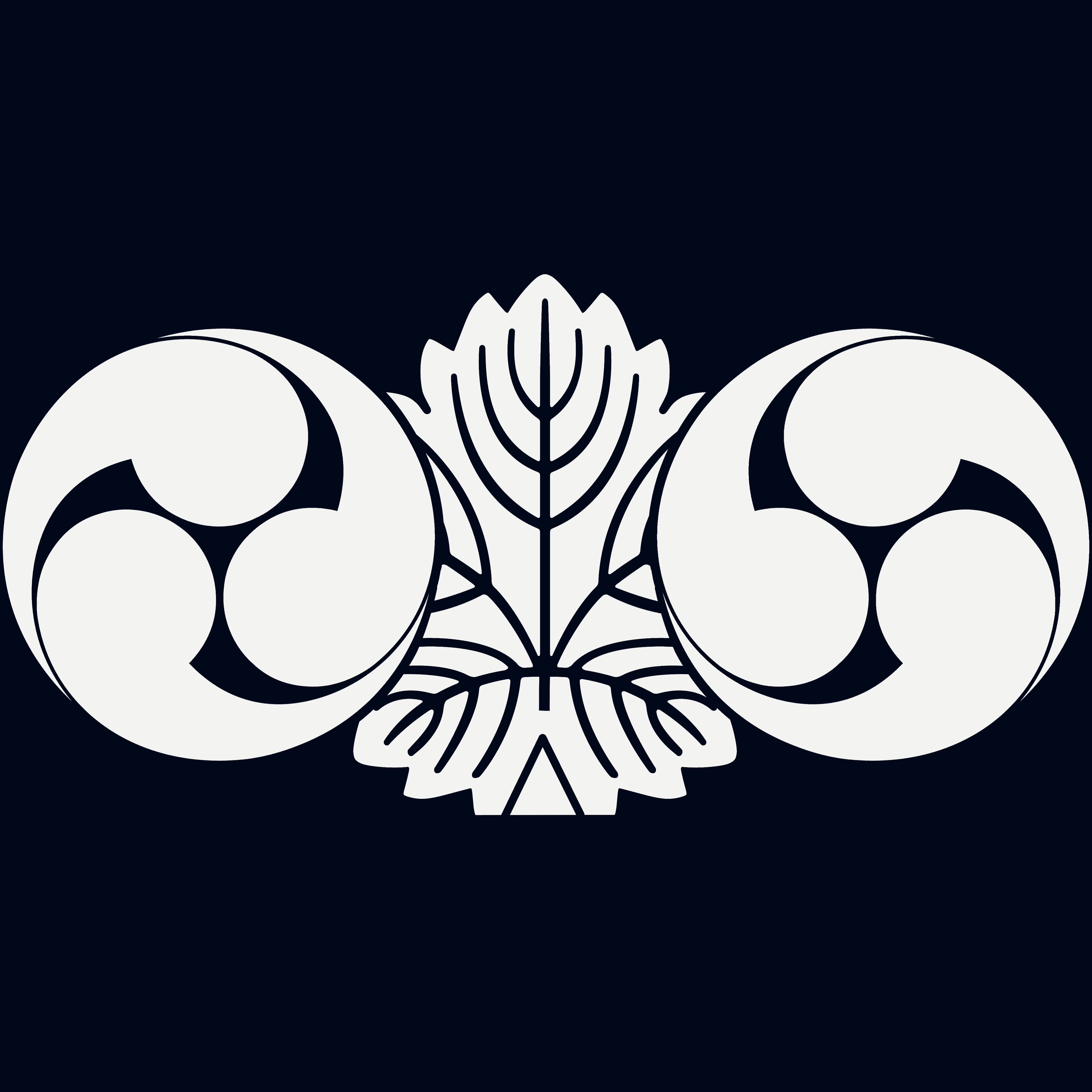
生島足島神社
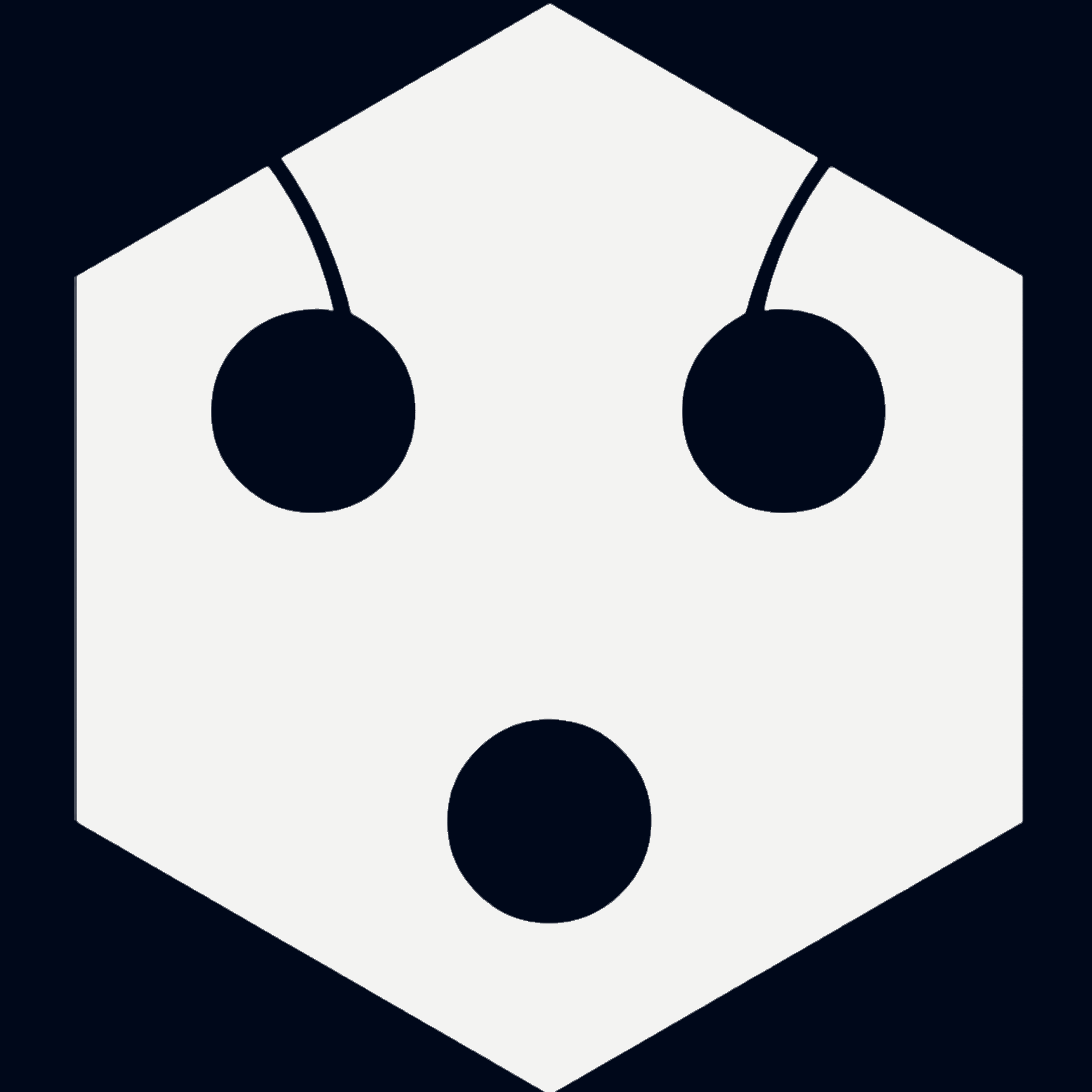
三宝院
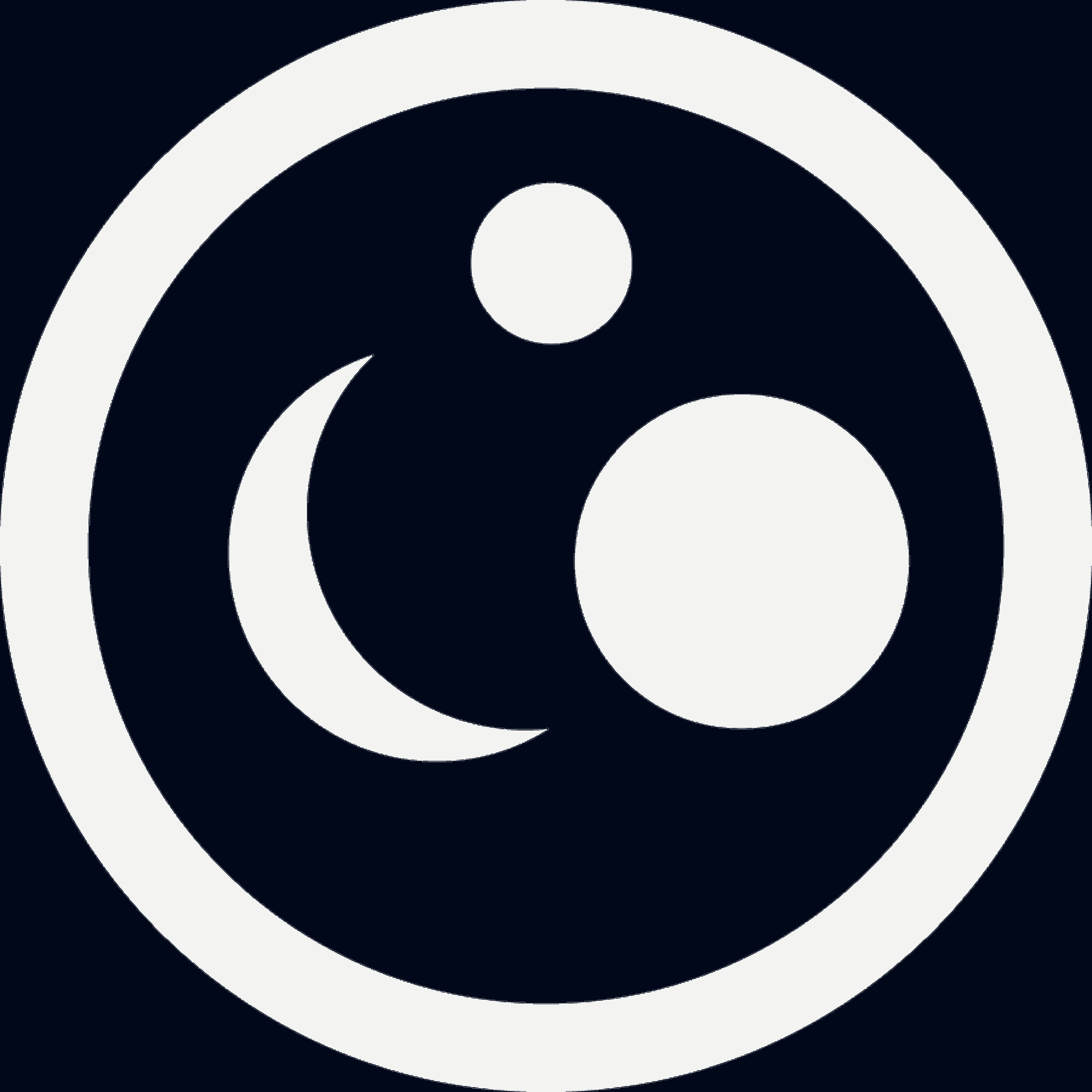
足羽神社
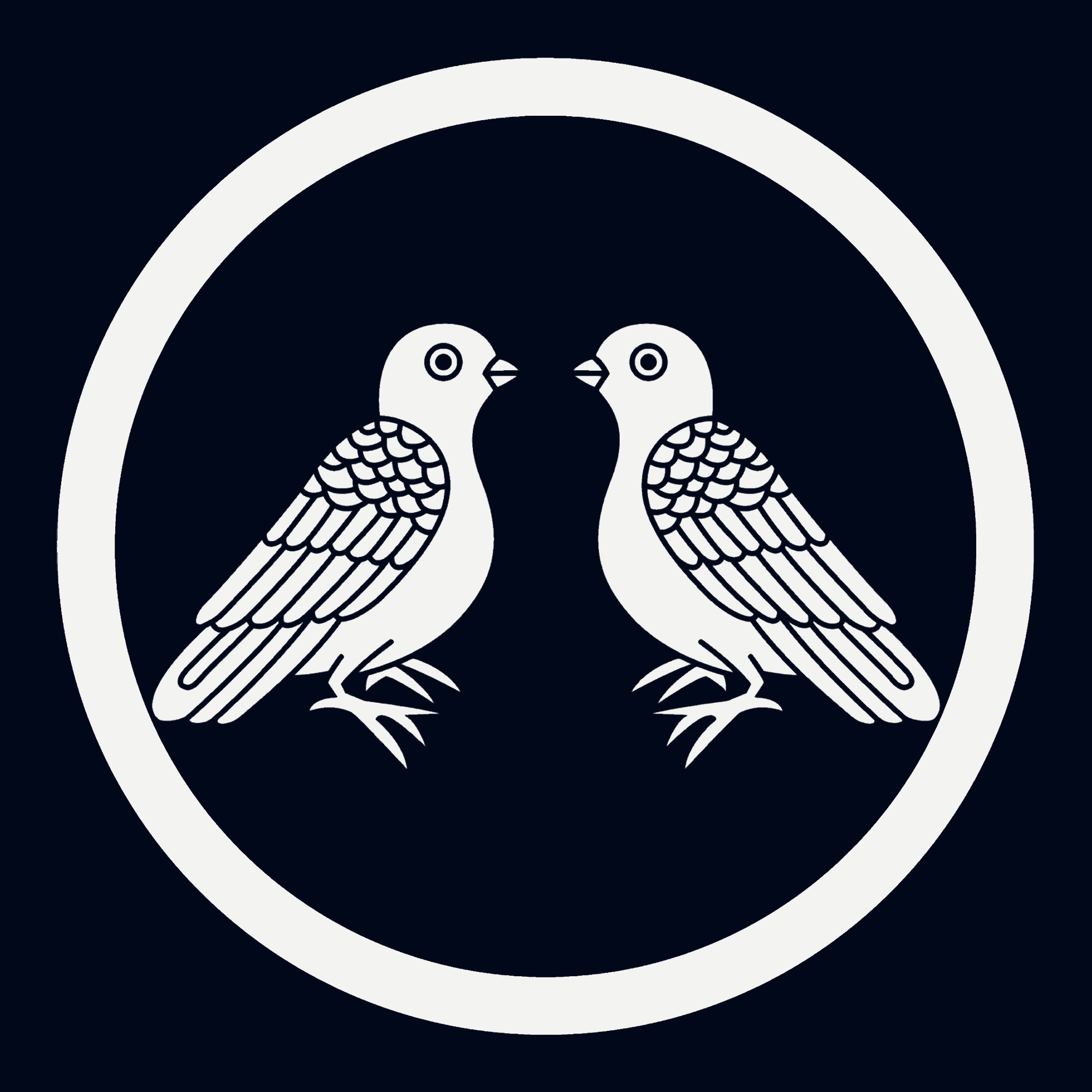
遠野郷八幡宮 （本殿内）
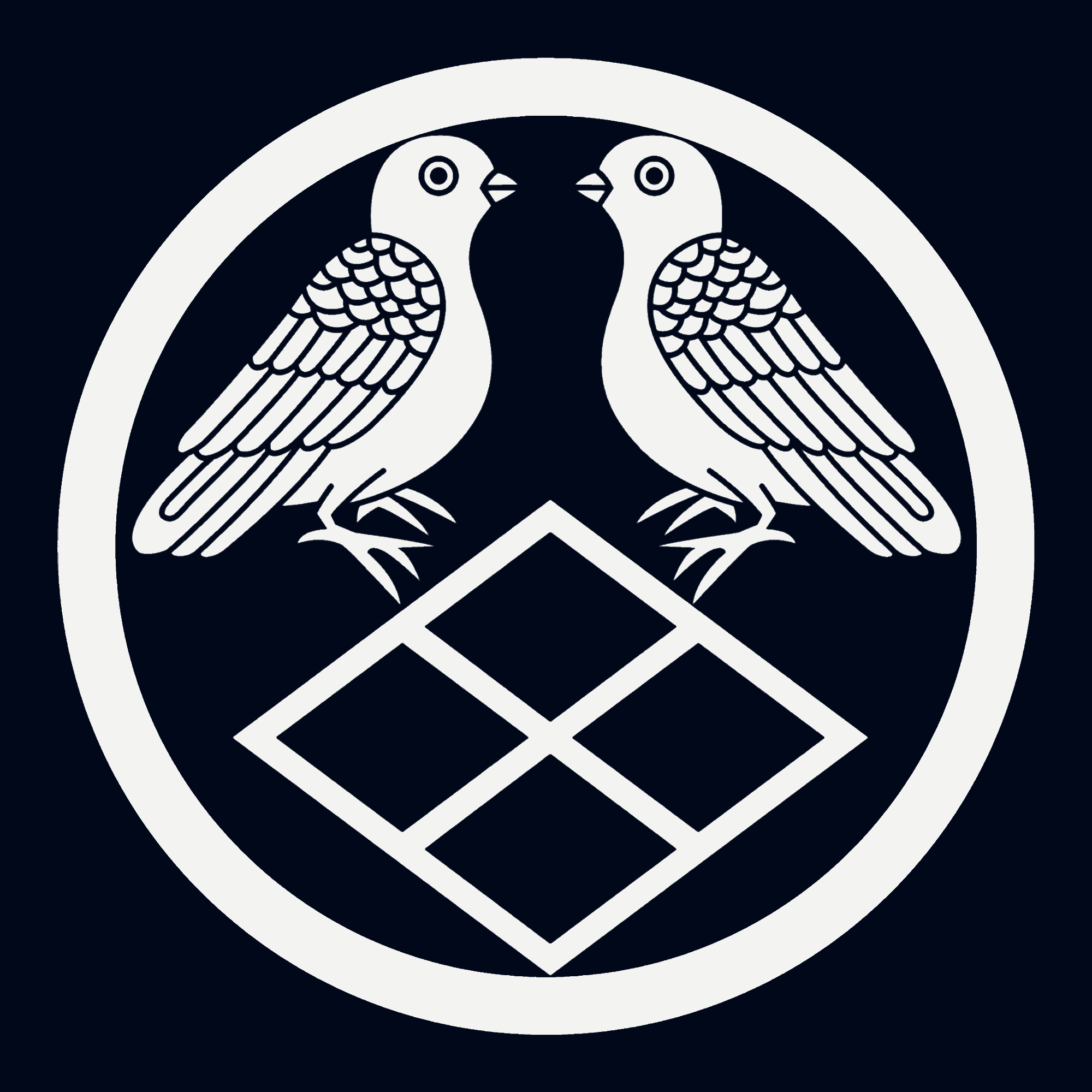
野郷八幡宮（境内）
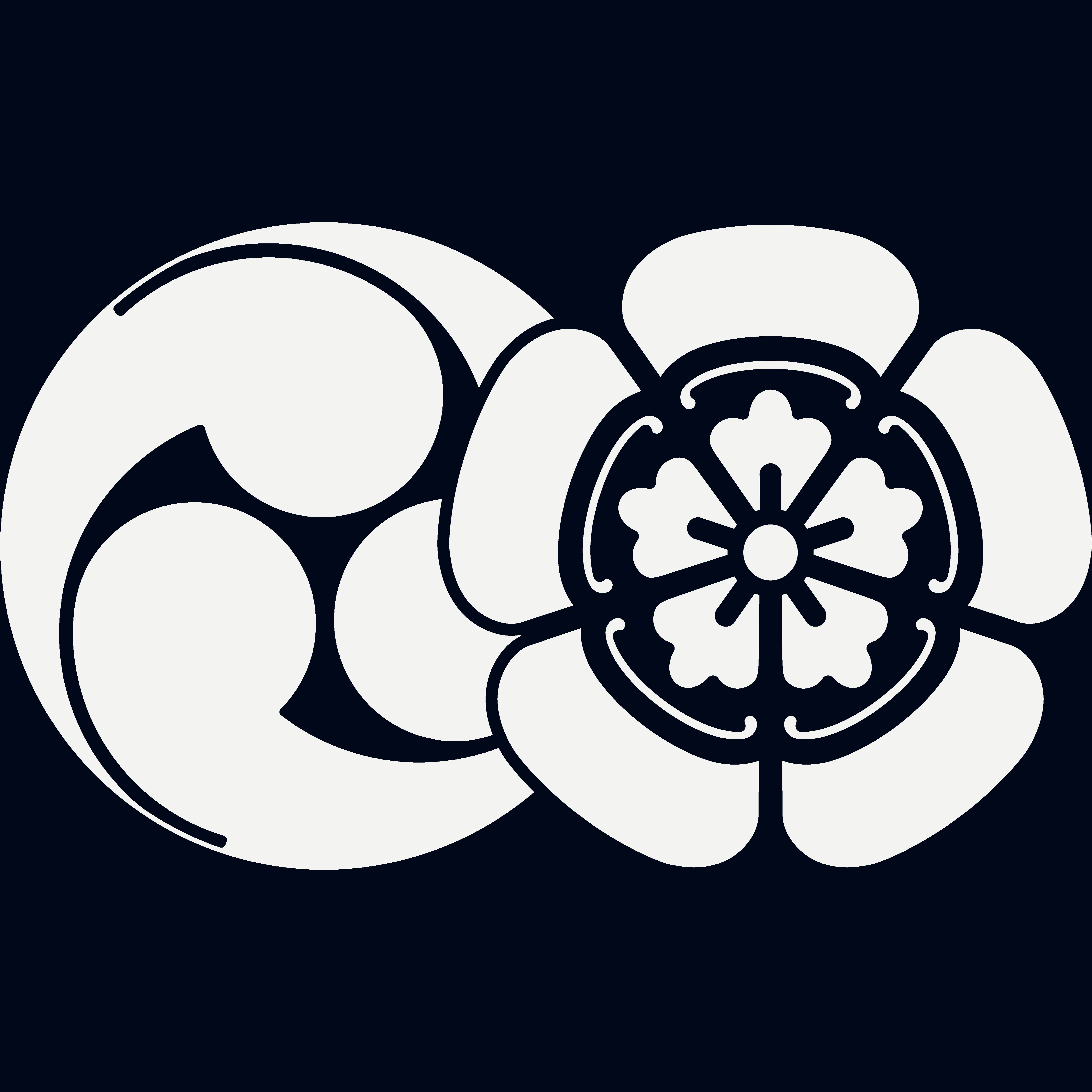
八坂神社
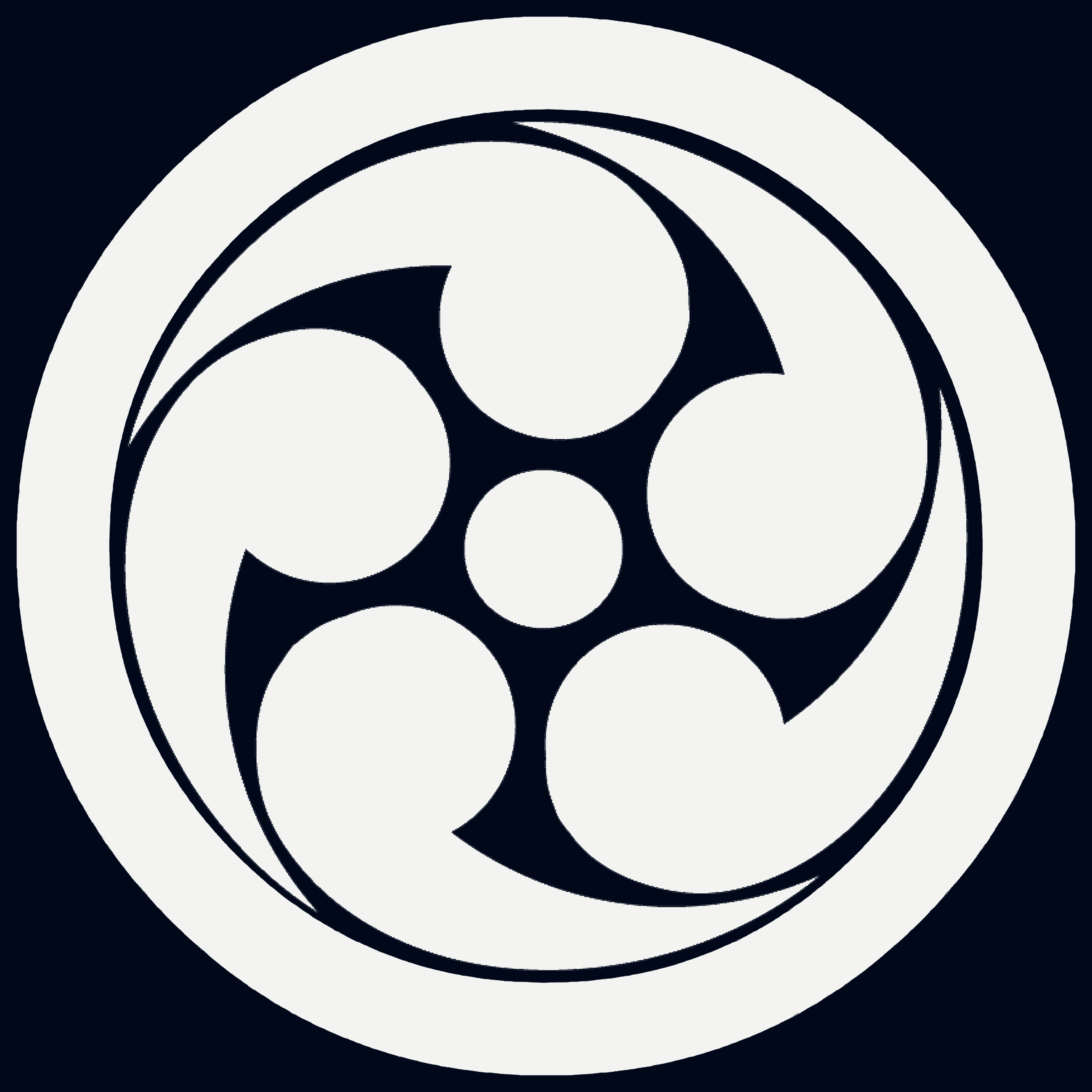
魚津神社
山津見神社